# Teatrul Național de Operă și Operetă „Nae Leonard” din Galați

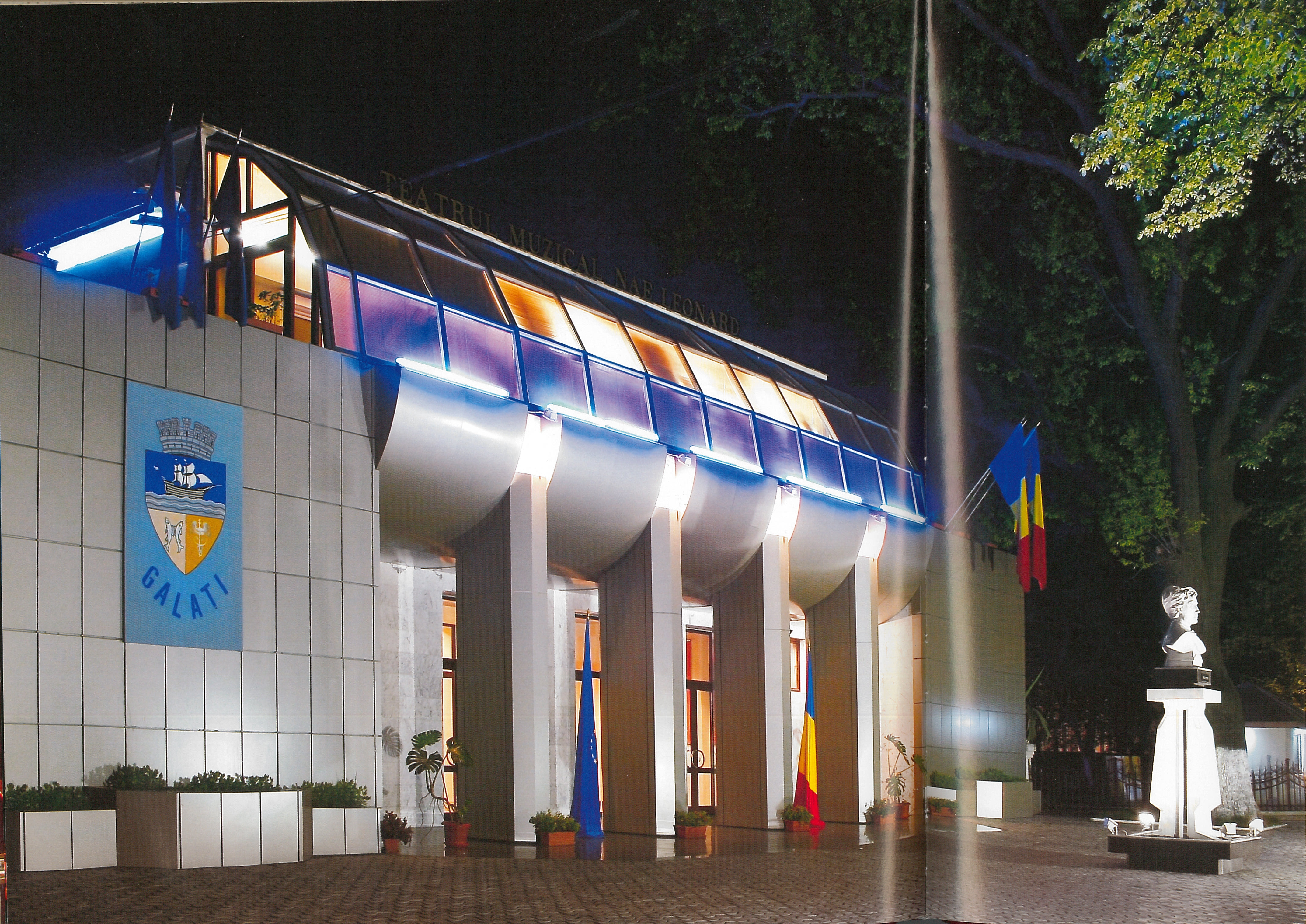
Teatrul Național de Operă și Operetă „Nae Leonard” Galați

Teatrul Național de Operă și Operetă „Nae Leonard” este o instituție de cultură din orașul Galați, România, specializat pe producția variată de spectacole de operă, operetă, revistă, musical-uri, spectacole de balet, spectacole pentru copii, concerte și recitaluri simfonice. Teatrul Național de Operă și Operetă „Nae Leonard” este unul dintre cele trei teatre din Galați, alături de Teatrul Dramatic „Fani Tardini” (specializat pe producția de teatru de dramă) și Teatrul de Păpuși „Gulliver” (specializat pe producția de spectacole de copii și spectacole cu păpuși și marionete). Pe scena liricului gălățean s-au format generații de interpreți care au popularizat această instituție în întreaga țară și dincolo de hotarele ei. Până acum, în luminile scenei gălățene s-a ridicat de peste 250 de ori cortina pentru premiere. În portofoliul Teatrului Național de Operă și Operetă „Nae Leonard” din Galați s-au înscris în acest răstimp peste 40 de lucrări de operă, 42 de operete, 10 comedii muzicale, 20 de balete, 15 spectacole muzicale pentru copii și peste 50 de spectacole de estradă și revistă. Instituția și-a schimbat denumirea din Teatrul Muzical „Nae Leonard” în Teatrul Național de Operă și Operetă „Nae Leonard” în anul 2018.

## Contextul istoric
În deceniul al optulea din secolul al XIX-lea, orașul Galați a deținut o supremație artistică națională, opera italiană și fanfara Regimentului 11 Siret, de sub conducerea capelmaestrului de faimă europeană Iosif Ivanovici, fiind cunoscute și dincolo de granițele țării. Putem înțelege climatul muzical al orașului prin faptul că din portul dunărean sunt originari criticul muzical, compozitorul și autorul dramatic Grigore Ventura, marele tenor Nae Leonard, compozitorul Dimitrie Cuclin, violonistul și compozitorul Ludovic Feldman, pianistul Valentin Gheorghiu și violonistul Ștefan Gheorghiu, certe valori artistice în muzica românească.

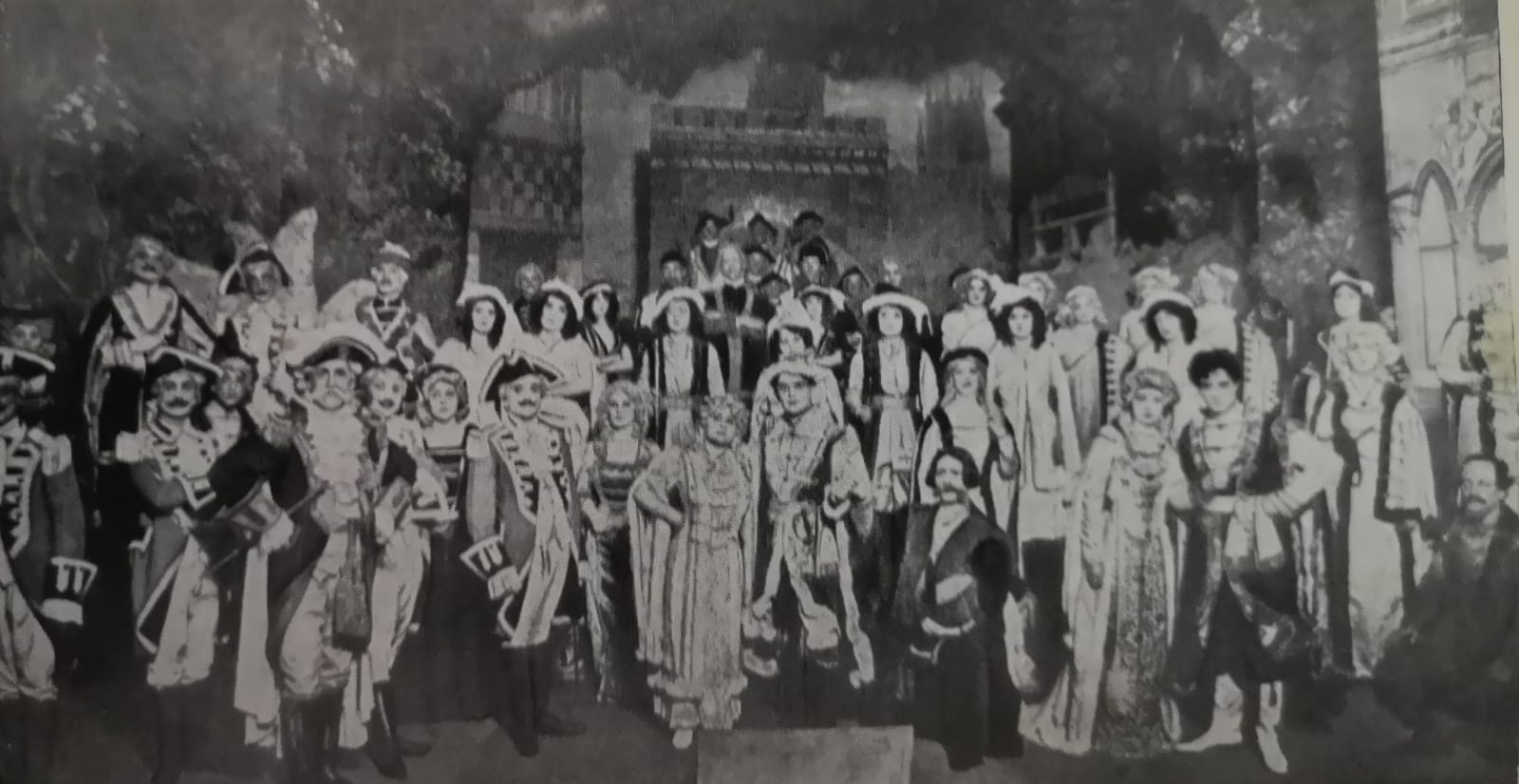
Trupa Constantin Grigoriu în opereta „Studentul cerșetor”. Finalul actului II la Teatrul Liric, februarie 1914

Imaginea pulsului artistic al Galațiului de odinioară s-a definit și prin lucrarea „Valurile Dunării”, de Iosif Ivanovici, valsul care a făcut înconjurul lumii și a deschis porțile afirmării internaționale a creației românești. Ansamblurile lirico-dramatice de la Matei Millo, Fani Tardini, Alexandru Vlădicescu, Mihail Pascaly, I.D. Ionescu etc., până la mari cântăreți ca Elena Teodorini, Zina de Nori, Hariclea Darclée, Charlotta Leria nu au ocolit acest centru muzical, deoarece Galațiul secolului al XIX-lea trecea în ochii interpreților drept unul dintre cele mai „rentabile” centre din țară, având un public generos, larg, entuziast și „arzător de dorința teatrului național” (Timoleon Nebunelli).
Cele mai vechi știri despre teatrul din Galați au apărut în ziarul local Dunărea. Ziarul Albina Românească din Iași reproducea corespondența periodicului gălățean, astfel la 5 februarie 1848 aflăm: „O tablă arată frumosul bal-masché, de două ori pe săptămână pentru toți. Nu se mărginesc întratâta petrecerile noastre, mai avem încă una, cea mai nobilă, mai morală și mai instructivă, care ridendo castigat mores, adică un mic teatru. Așa domnilor, și aceasta s-au început de ieri, reprezentat și ținut cu cheltuielile unei societăți Italiene Filarmonică, care are de scop a se diverta singură, făcând petrecerea altora”. Astfel, încă din prima jumătate a secolului al XIX-lea este atestat cu certitudine teatrul din Galați și se consemnează că în afara unor tradiționale modalități de petrecere și de destindere a locuitorilor orașului a apărut o nouă preocupare: aceea de a viziona spectacole de teatru muzical.

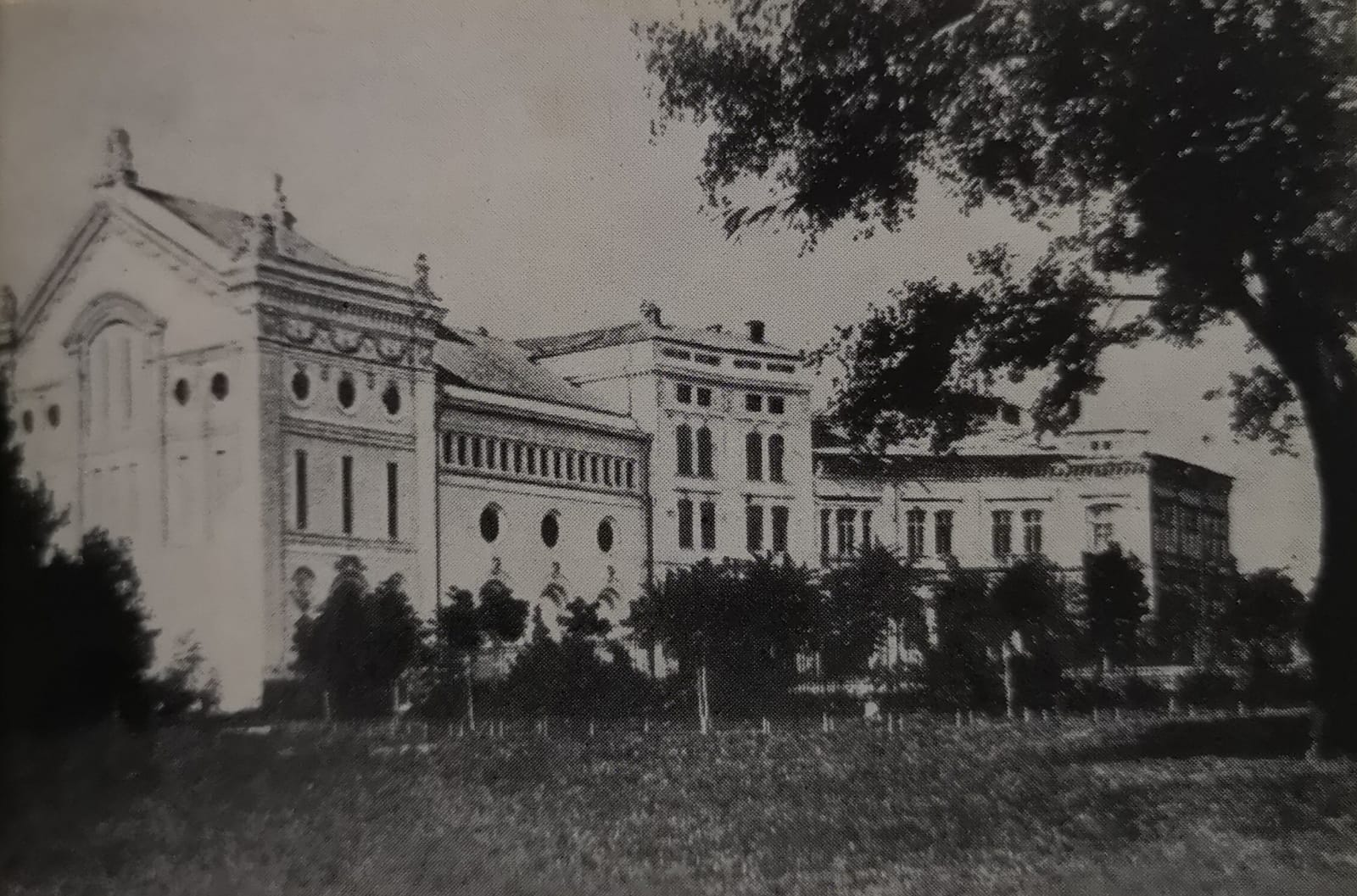
Teatrul Liric (fost Leon Popescu) din București, distrus în urma bombardamentului celui de-al Doilea Război Mondial. Construit în 1892 de Maican, restaurat în 1896, în urma incendiului din 1895 și dotat cu scenă turnantă în 1910-1912, când a fost preluat de Compania Grigoriu.

În acest spațiu geografic, la malul Dunării, s-au născut o serie de personalități de seamă ale culturii și artei românești, care s-au afirmat atât în plan național, cât și internațional. Existența lor a determinat formarea unui public capabil să guste evenimente muzicale, să le dorească și să le solicite. Următorul pas în dezvoltarea mișcării artistice din Galați l-a făcut „profesorul de muzică Luigi Ademolo, care înființează un mic teatru în niște încăperi clădite pe locul Hanului Ventura, unde – pe lângă comedii – se jucau și mici operete, cu un orchestru înjghebat din mai mulți italieni ce lucrau în magaziile de la schelele din port”. Astfel, la mijlocul secolului al XIX-lea se menționează existența teatrului muzical din Galați, sub forma unei trupe de operă și operetă italiană. După București, se pare că era primul centru din țară unde activează un ansamblu liric permanent (la Iași continua să joace teatrul moldovenesc și francez, iar la Craiova viața muzicală abia se închega cu ansambluri de vodeviluri). Din păcate, repertoriul formației conduse de Luigi Ademolo nu este cunoscut.

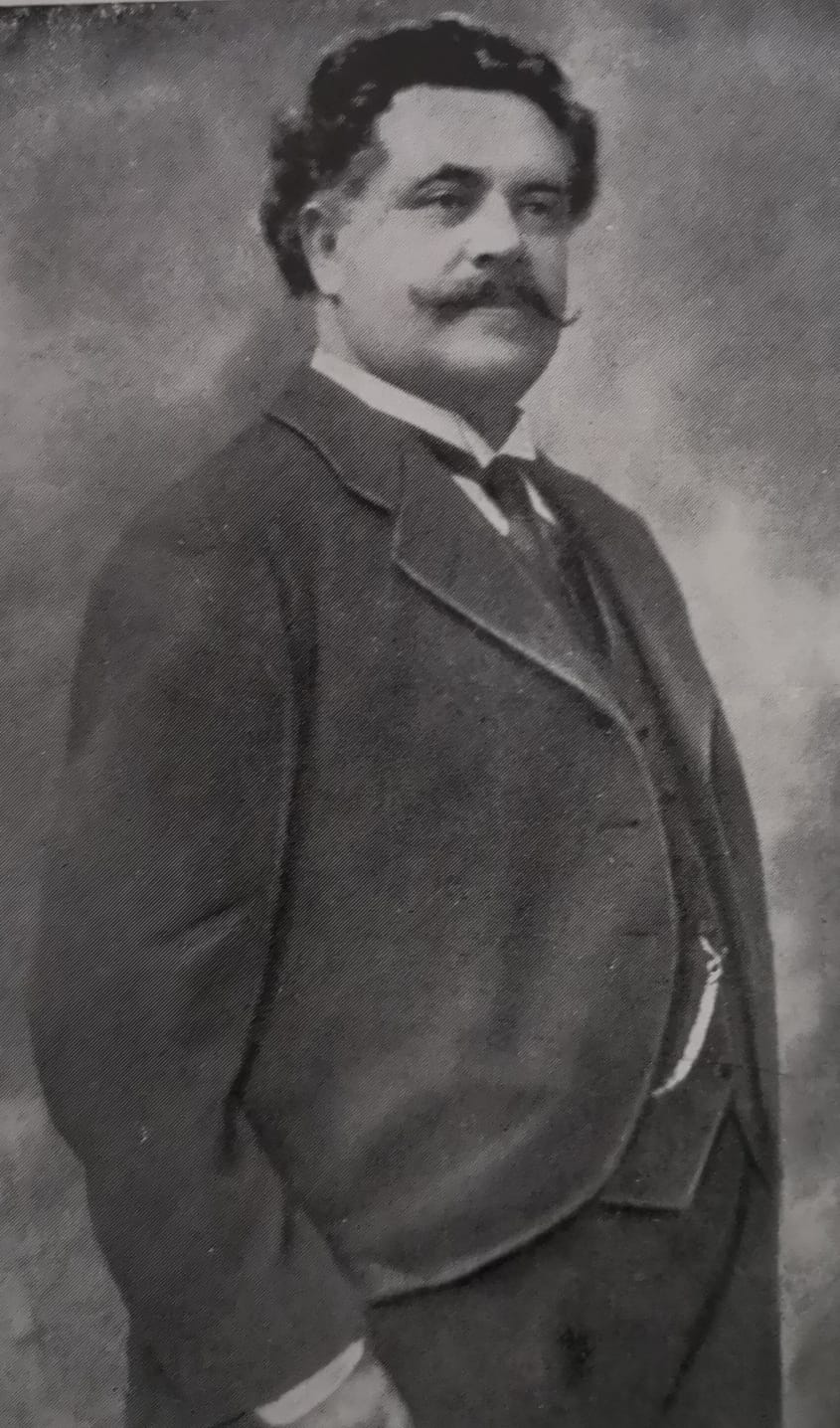
Tenorul Constantin Grigoriu

Și după anul 1850, opera italiană se îndreaptă tot mai insistent către Galați. În Gazeta de Moldova din 2 aprilie 1853 se consemnează faptul că formația lirică ieșeană a impresarului Victor Delmary „s-au unit în companie sub direcția lui Sinior Ademolo spre a organiza la Galați, după cererea boierilor de acolo, un teatru în cursul verei”. Din mărturiile muzicologului Teodor Burada, aflăm că „în Galați acei artiști dădură mai multe reprezentațiuni cari fură bine primite de publicul de acolo”. În scurtă vreme, Luigi Ademolo și-a format o trupă mixtă pentru a putea să prezinte publicului gălățean și spectacole în limba română. Se pare că succesul nu a fost unul neînsemnat, întrucât Vasile Alecsandri – autorul majorității vodevilurilor jucate în portul dunărean – a cerut drepturi de autor pe spectacole, „mergând până la a pretinde ocârmuirii să suprime reprezentațiile ansamblului lui Ademolo. Stăpânirea dându-i câștig de cauză dramaturgului moldovean, a impus trupei gălățene să se limiteze la spectacolele de operă italiană”.
Din păcate, și lipsa unui sediu corespunzător pentru un teatru muzical a împiedicat o activitate artistică permanentă, în special pe timpul stagiunii de iarnă. După câteva amenajări improprii de „arene” și „amfiteatre” în aer liber, gălățenii au început să ceară municipalității construirea unui teatru corespunzător. Povestea construcției din Galați a început în 1859 și a durat până în anul 1865, când antreprenorul de hoteluri, Bogdan Ciacîru, a ridicat Teatrul Temistocle. Stabilimentul, denumit de localnici „Baraca lui Bogdan”, avea „două rânduri de loji”. Publicul începea să frecventeze manifestările muzicale cu interes. Opera italiană aducea acum cântăreți din Italia, care – nu de puține ori – se duceau, după câțiva ani, la ansamblurile lirice din București, Iași și Odessa. Adeseori se publicau cronici muzicale tocmai din Italia despre spectacolele din Galați. Corespondențe săptămânale apăreau și în presa bucureșteană, fără a fi prea indulgente. Nivelul uneori scăzut al reprezentațiilor operei italiene din Galați a făcut ca stagiunea 1869-1870, de exemplu, să se încheie deficitar.
Motivațiile sunt reprezentate și de condițiile materiale privind îmbunătățirea și creșterea nivelului artistic al spectacolelor. „Baraca lui Bogdan” era departe de a satisface cerințele unui teatru muzical, ceea ce a dus la impunerea construcției unei clădiri zidite. Cu prilejul vizitei sale la Galați, în 1869, Mihail Kogălniceanu sublinia: „Faceți a se construi teatrul, ocupați-vă de lucrări serioase și statornice pentru care vă vor binecuvânta urmașii dumneavoastră. Teatrul este stabilimentul civilizatoriu al poporațiunii. Teatrul închide crâșmele și cafenelele, teatrul dă nutriment sufletului”. Apelul marelui cărturar ieșean a fost zadarnic, autoritățile amânând orice inițiativă în acest sens. Până în anul 1875, când Galațiul și-a pierdut privilegiul de porto-franco, spectacolele muzicale au continuat să se desfășoare în aceleași condiții precare, grădinile de vară fiind singurele care satisfăceau setea de frumos a publicului.

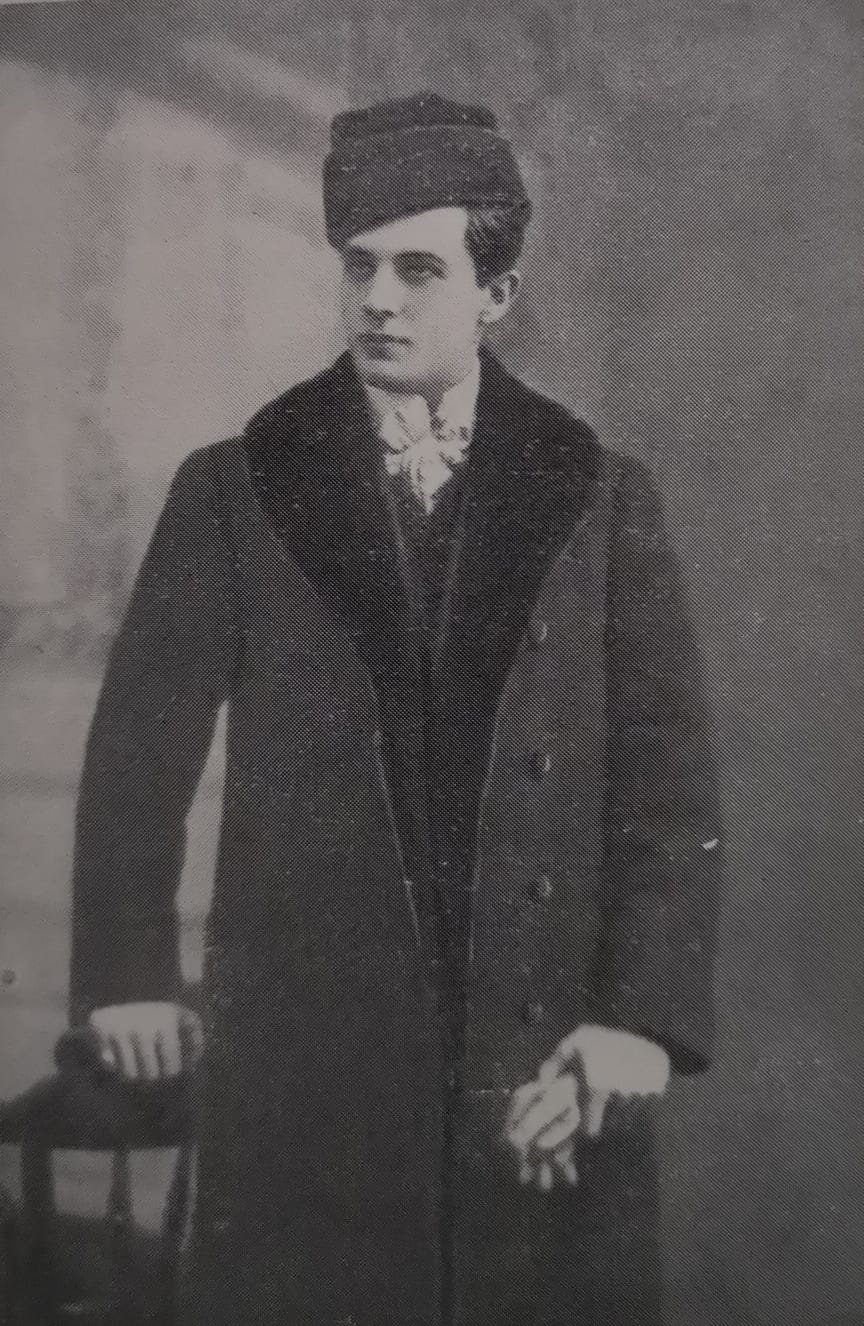
Tenorul Nae Leonard, în perioada angajării sale la Compania Grigoriu

Climatul politic destul de tulbure în pragul izbucnirii Războiului pentru dobândirea Independenței de Stat, consecințele financiare precare ale armatorilor și negustorilor din oraș, după desființarea porto-franco-ului, luptele interne dintre conservatori și liberali pentru preluarea puterii guvernamentale au contribuit la o atmosferă nouă pentru publicul gălățean. Lumea venea la teatru pentru a afla știrile „de ultimă oră” din culisele politice bucureștene. Publicul nu mai citea presa și prefera să vină seara la grădină, pentru a afla mașinațiile guvernului de tranziție al generalului I. Em. Ionescu. Izbucnirea războiului din 1877-1878 a întrerupt viața artistică a orașului, portul pierzându-și odată cu încheierea păcii importanța politică și comercială de odinioară.
După 1880, orașul Galați începe să își recâștige prestigiul, oarecum pierdut în ultimul deceniu, de important centru artistic din țară. Chiar în acel an, o veritabilă surpriză muzicală întoarce privirile editorilor, interpreților și compozitorilor spre portul dunărean: șeful de muzică militară, Iosif Ivanovici, compune celebra partitură „Valurile Dunării”, piesă ce îi va aduce titlul de „regele valsului românesc”. După anul 1880, climatul muzical era propice înființării unei societăți muzicale alcătuită din tinere talente ale orașului. Ziarele anunțau stabilirea în Galați a unor profesori de muzică vocală și instrumentală, care își ofereau serviciile tinerilor doritori de educație artistică. Existența unor specialiști, profesori de muzică instrumentală și vocală și dirijori, a dus în timp la constituirea unor asociații și societăți muzicale care și-au adus un aport însemnat la dezvoltarea și formarea tinerelor talente autohtone, dar și a unui public instruit și capabil să aprecieze acte de cultură de calitate. Apar acum societățile „Harpa” (1889), unde se predau cursuri de diverse discipline muzicale, societatea „Orpheus” (1890), societate muzicală germană care înlesnea prezența unor trupe de operetă și societatea „Lyra” (1898), care va sprijini inițiativele ansamblului liric al lui M. Ionescu-Fulger a de învia teatrul românesc de vodevil.

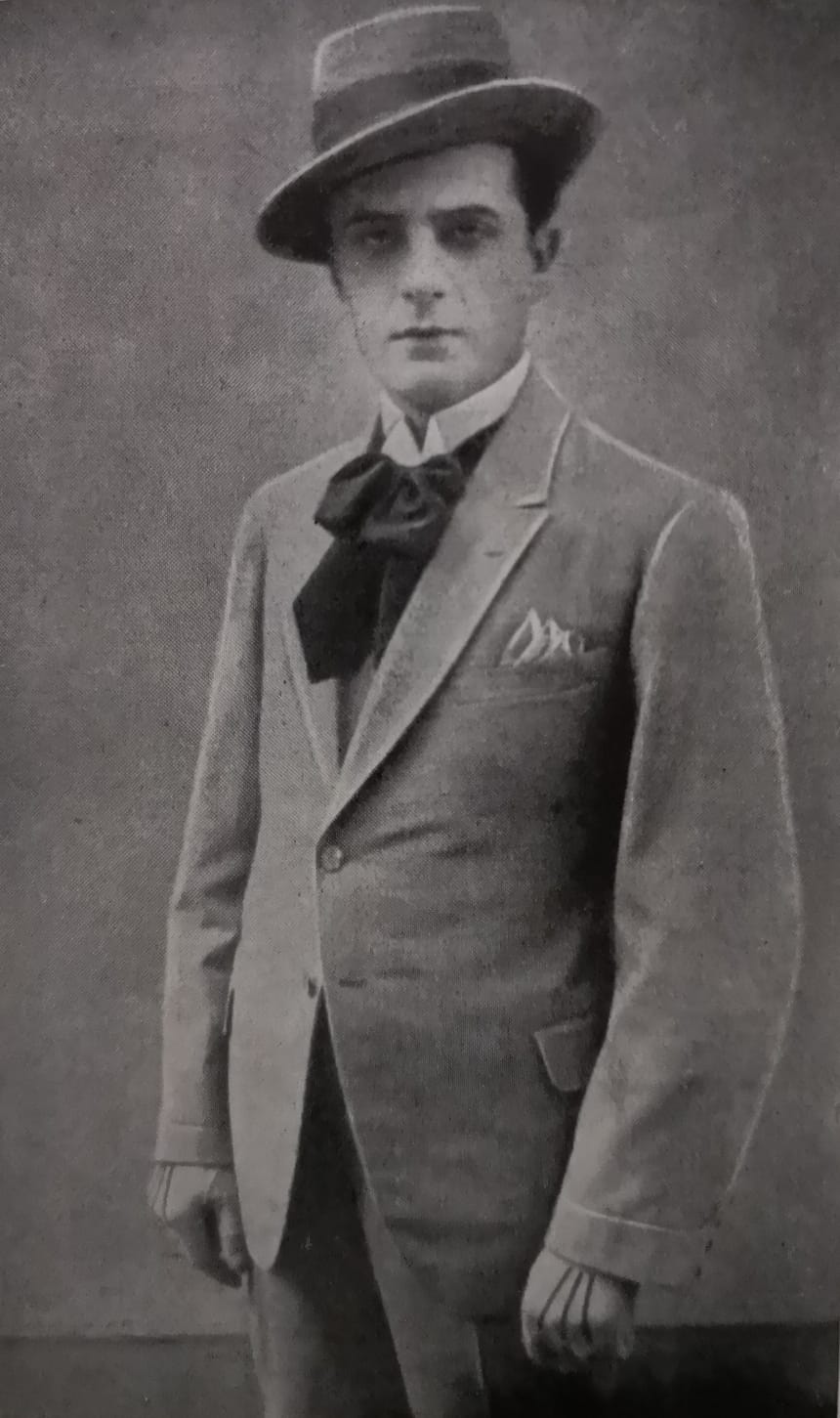
Tenorul Nae Leonard în „Floarea din Stambul”, actul III

Teatrul muzical a continuat să predomine manifestările artistice de larg răsunet. Opera italiană, opera și opereta franceză, opera germană, vodevilurile israelite, trupa dramatică grecească – toate și-au dat întâlnire în portul dunărean, disputându-și întâietatea spre satisfacția publicului, care avea posibilitatea să urmărească un repertoriu vast și încă nereprezentat la Galați. Un eveniment artistic demn de reținut va rămâne prezentarea operei Carmen, de George Bizet, în stagiunea din 1893. Montarea unei lucrări de amploarea lui Carmen a constituit un eveniment artistic de răsunet, orașul Galați fiind mândru de a fi putut asculta această partitură muzicală înaintea multor centre europene (premiera la Paris avusese loc în 1875). Totuși, în ciuda multitudinii de trupe românești și străine, mișcarea muzicală locală nu se înviorează. Sprijinul organelor municipale rămâne departe de nevoile spirituale ale maselor. Singurii care puteau să plătească prețurile ridicate ale café-chantanurilor din port erau negustorii, armatorii, comercianții și marii proprietari de cereale, care vizionau micile trupe de acrobați, echipele de dansatori sau ascultau câteva cântărețe străine.
Odată cu începerea războiului, turneele trupelor de teatru în Galați vor fi întrerupte. Abia după 1921, se poate vorbi de reluarea activității artistice în portul dunărean, moment în care – alături de trupele celebre ale vremii – o serie de asociații de amatori organizează spectacole muzicale. Un activ animator cultural al vremii a fost profesorul Ion Antoniu, sub îndrumarea căruia, în 1917, are loc prezentarea cantatei Sărbătoarea luminii, de Enrico Mezetti, urmată în 1918 de alte două lucrări, Păpușa de Adolph Adam și Contrabandistul de Jacques Offenbach.
La mijlocul secolului al XIX-lea exista un teatru muzical sau, poate mai corect spus, o trupă de operă și operetă. Aici, în ultimul deceniu al secolului al XIX-lea, a poposit un timp Alfonso Castaldi (1874-1912), încercând să transpună experiența lui muzicală în mediul orașului. Tot în Galați s-a născut și Dimitrie Cuclin (1885-1978), cel care va deveni unul dintre cei mai însemnați compozitori români și unul dintre cel mai profunzi gânditori asupra artei sunetelor: 20 de simfonii, 5 opere și numeroase lucrări camerale, ca și serioase volume, printre care 5 monografii teoretice muzicale poartă semnătura lui Dimitrie Cuclin. La Galați au concertat instrumentiști de faimă mondială, printre ei numărându-se și violonistul polonez Bronislaw Huberman (1882-1947) sau violonistul și compozitorul ceh Jan Kubelik (1880-1940). Gălățenii l-au putut asculta chiar și pe George Enescu în anii 1910, 1912, 1915, 1918 și în 1938. Anul 1916 a adus orașului primul ansamblu orchestral ce s-a numit Orchestra Simfonică din Galați, care a rezistat eroic câteva stagiuni, datorită entuziasmului susținătorilor.  Anul 1919 aduce în viața muzicală gălățeană primul concert de muzică de cameră, printre instrumentiști numărându-se și cunoscutul compozitor, pe atunci violonist, Ludovic Feldman (1893-1987), și el născut la Galați.
După Primul Război Mondial, melomanii și muzicienii gălățeni se organizează pe diferite perioade de timp, mai lungi sau mai scurte, în asociații muzicale, cea mai importantă dintre ele fiind Societatea Filarmonică din Galați, înființată la 13 februarie 1931, ale cărui scopuri erau organizarea de concerte vocale și instrumentale, serate și excursii, ca și înființarea de cursuri publice cu secțiuni de teatru, canto, cor, muzică instrumentală și cursuri pentru „orchestră și declamațiune, ca și înființarea unei biblioteci muzicale”. În jurul anilor 1922-1923, trupa lui Nae Leonard susține spectacole de mare răsunet la Galați, iar în 1925 ia ființă Cântarea Dunării, căreia i se asociază o valoroasă și activă formație corală. În 1930 se înființează Societatea „Simfonia și Orchestra funcționarilor publici”.

## Tenorul Nae Leonard (viața și influența)

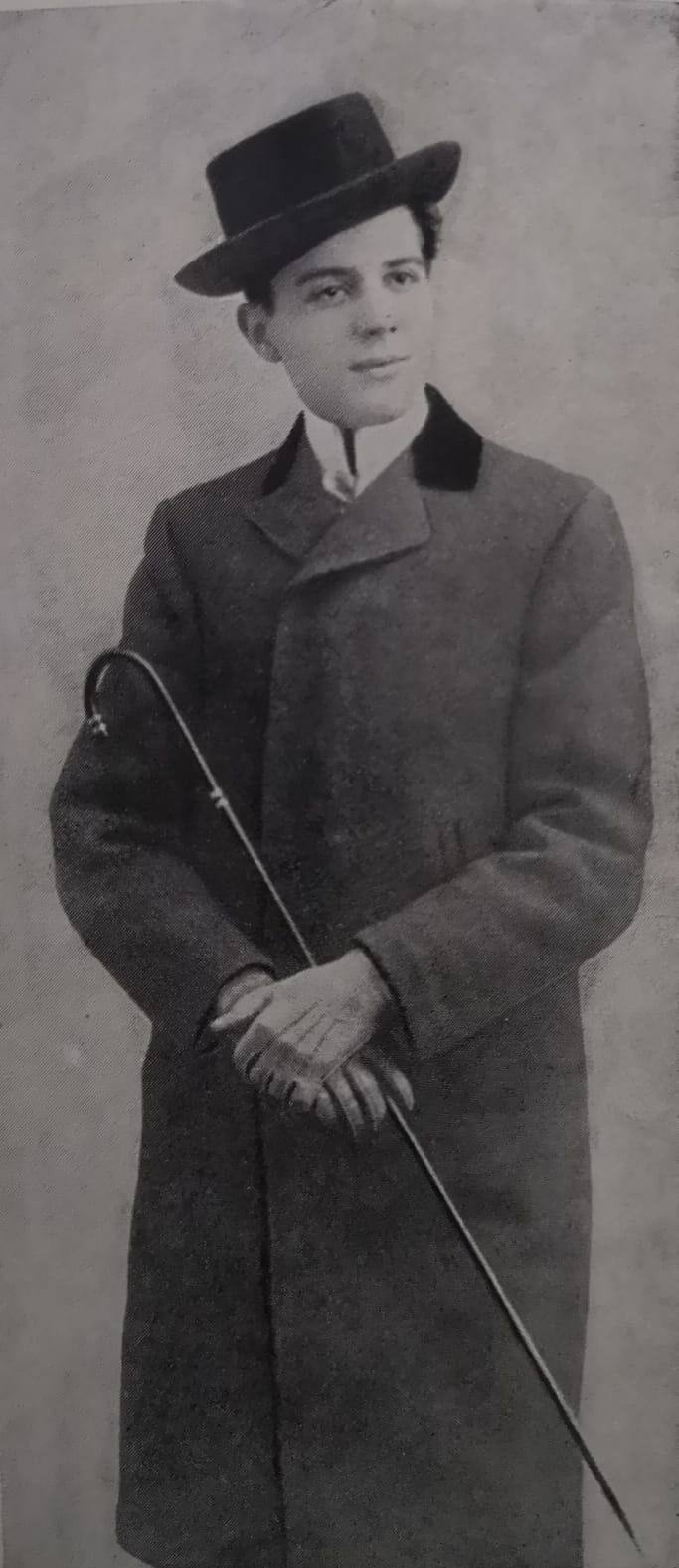
Nae Leonard în 1905

Gălățean de origini, tenorul Nae Leonard, supranumit „prințul operetei românești”, este cel care va da numele Teatrului Muzical din Galați, denumit ulterior Teatrul Național de Operă și Operetă „Nae Leonard”. Născut la 13 decembrie 1886 în pitorescul cartier Bădălan al Galațiului, Leonard va fi de timpuriu animat de pasiunea pentru teatrul muzical. La doar 17 ani renunță la școală pentru a se alătura trupei lui Poenaru. Aici are parte de o grea ucenicie, înfruntând deopotrivă greutățile debutului în viața de artist, dar și frigul și lipsurile unei ierni cumplite. Toate acestea nu i-au scăzut entuziasmul și la 19 ani intră în trupa lui Al.P. Marinescu, preluând toate rolurile de prim-tenor susținute până atunci de Alexandru Bărcănescu, în urma indisponibilității vocale a acestuia, nu numai salvând turneul, dar și triumfând spre stârnirea entuziasmului tuturor spectatorilor și artiștilor.

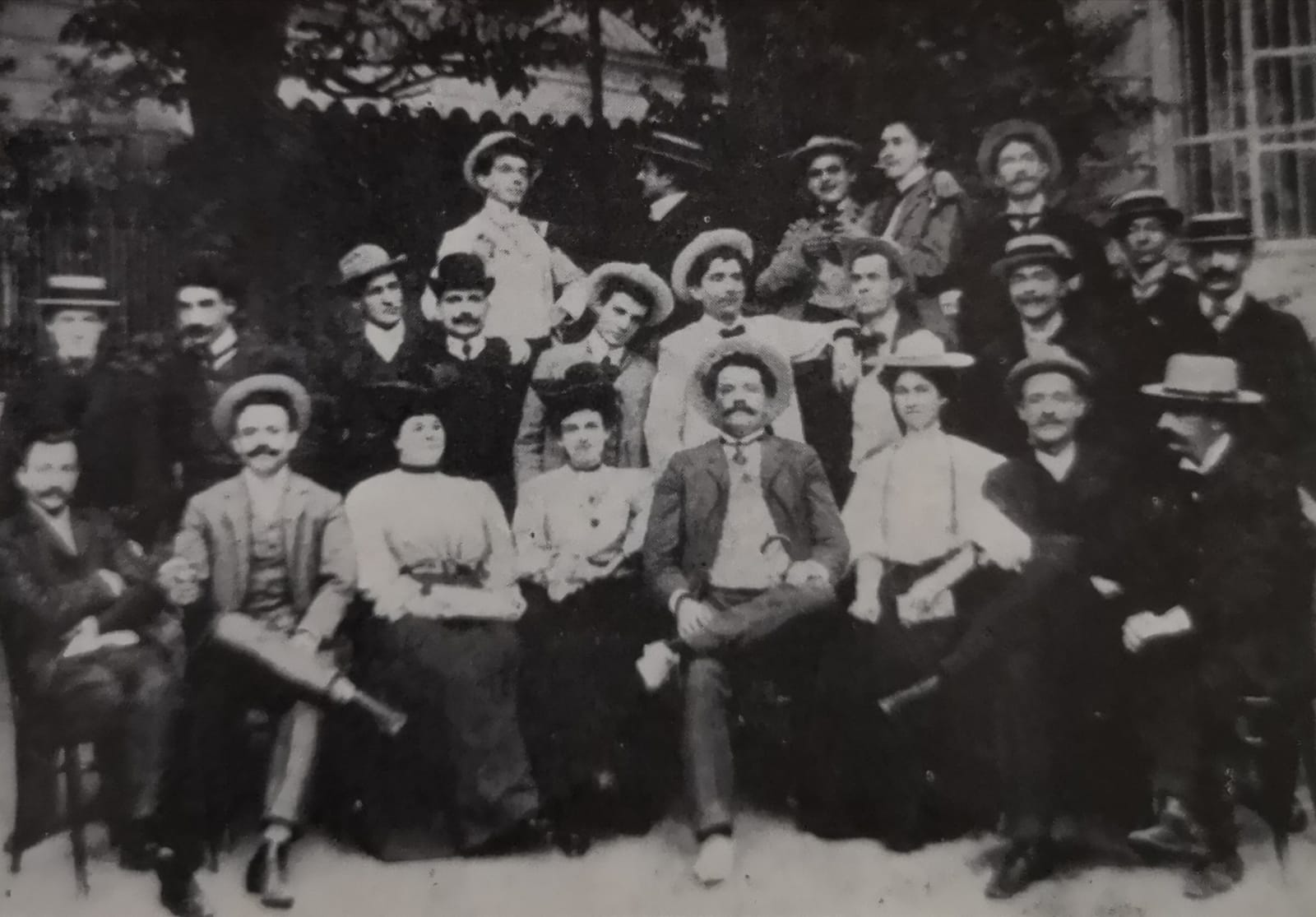
Primul angajament al lui Nae Leonard în Teatrul de operetă. Compania Grigoriu în 1905

Un portret al său, rămas de la N. Niculescu-Buzău, redă imaginea artistului și motivele pentru care acesta fascina publicul: „Era de o frumusețe care frapa: ochi ademenitori, gură senzuală și clasic desenată, un surâs cuceritor, un nas cu nările palpitânde, oval minunat, sprâncene arcuite fără greș. Când trecea pe stradă, lumea, mai ales femeile se întorceau după el. Și ce mărinimos era. Ca omul adevărat, care cunoscuse mizeria și suferința. Era de o larghețe și înțelegere rară. Hainele frumoase ce și le făcea le dăruia după scurt timp celor mai în nevoie ca dânsul. Nu a uitat niciodată că, fiind corist, umblase iarna cu pantofi de căpătat, cu tocuri înalte, ca de damă. O singură scădere avea: nu accepta să fie dublat în roluri. Muncea până la istovire. Cânta în toate operetele în care era distribuit. Rar s-a întâlnit ca un tenor să reziste douăzeci de ani cu munca ce o depunea, în nenumăratele spectacole în care vrăjea publicul (...)”.
În vara anului 1904, tenorul Constantin Grigoriu a pus bazele celei mai trainice și reprezentative companii de operetă din țara noastră, înainte de 1944. După prima stagiune din București, tenorul Constantin Grigoriu și-a întocmit o trupă de mare anvergură, a „întronat o disciplină de teatru necunoscută încă în ansamblurile lirice românești și a pornit la drum singur”. Printre centrele de provincie cărora le-a arătat încredere, jucând săptămâni în jur atât vara, cât mai ales iarna, a fost și orașul Galați. Trupa de operetă a lui Constantin Grigoriu a anihilat orice inițiativă locală de teatru liric timp de peste două decenii în portul dunărean. Satisfăcând pe deplin cerințele de repertoriu și de ținută artistică, jucând cu o regularitate matematică, stagiune de stagiune, gălățenii au contat permanent pe spectacolele acestui ansamblu. Era dificil în preajma și imediat după Primul Război Mondial să alcătuiești o trupă lirică cu atâta succes, cum a fost ansamblul lui Constantin Grigoriu și al urmașilor săi, Vladimir Maximilian și Nae Leonard. Trupa lui Grigoriu și-a dobândit un prestigiu artistic, tocmai prin „operativitatea de reprezentare a noutăților mondiale și prin ținuta superioară de reprezentare a spectacolelor, adeseori comparată de presa Capitalei cu aceea de peste hotare”.

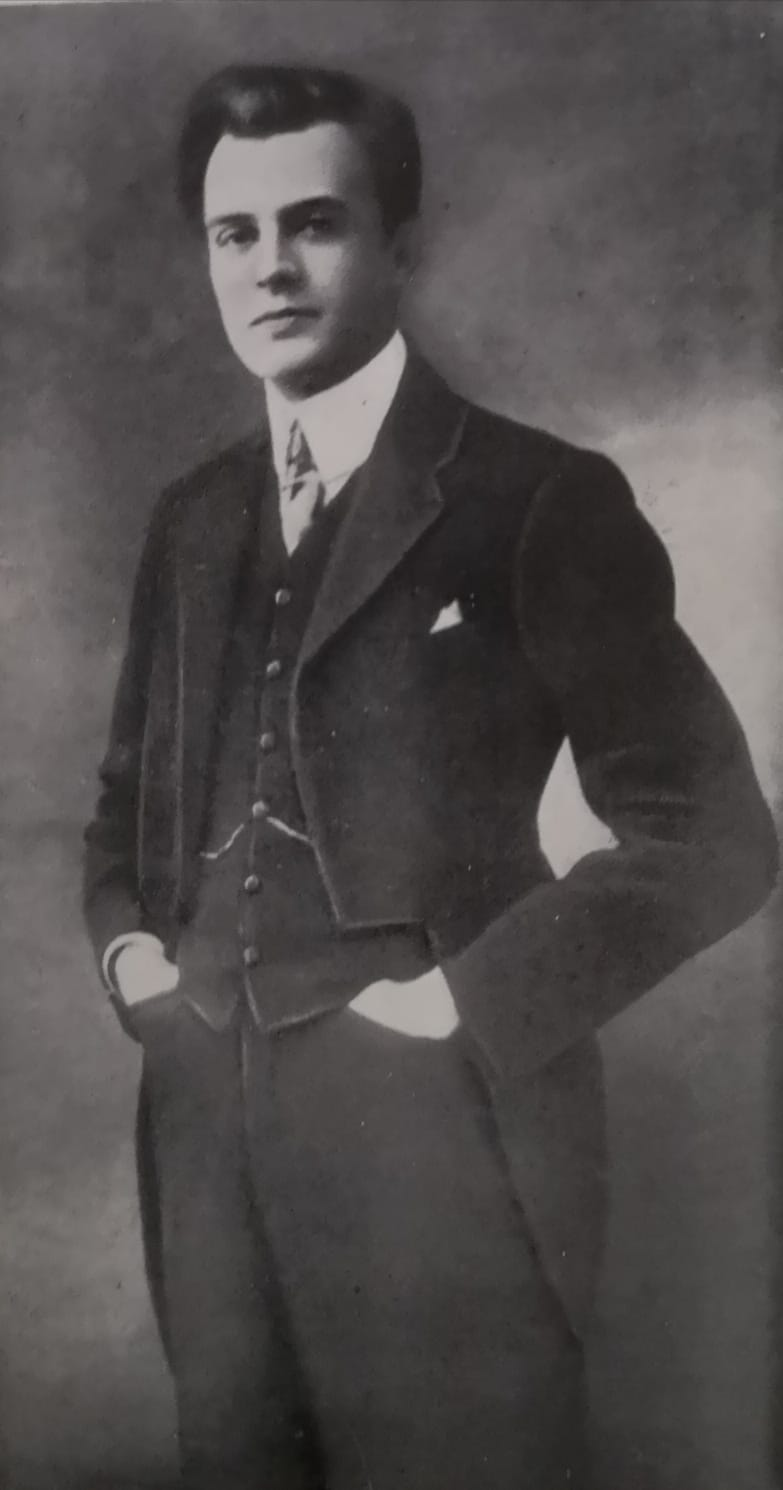
Tenorul Nae Leonard

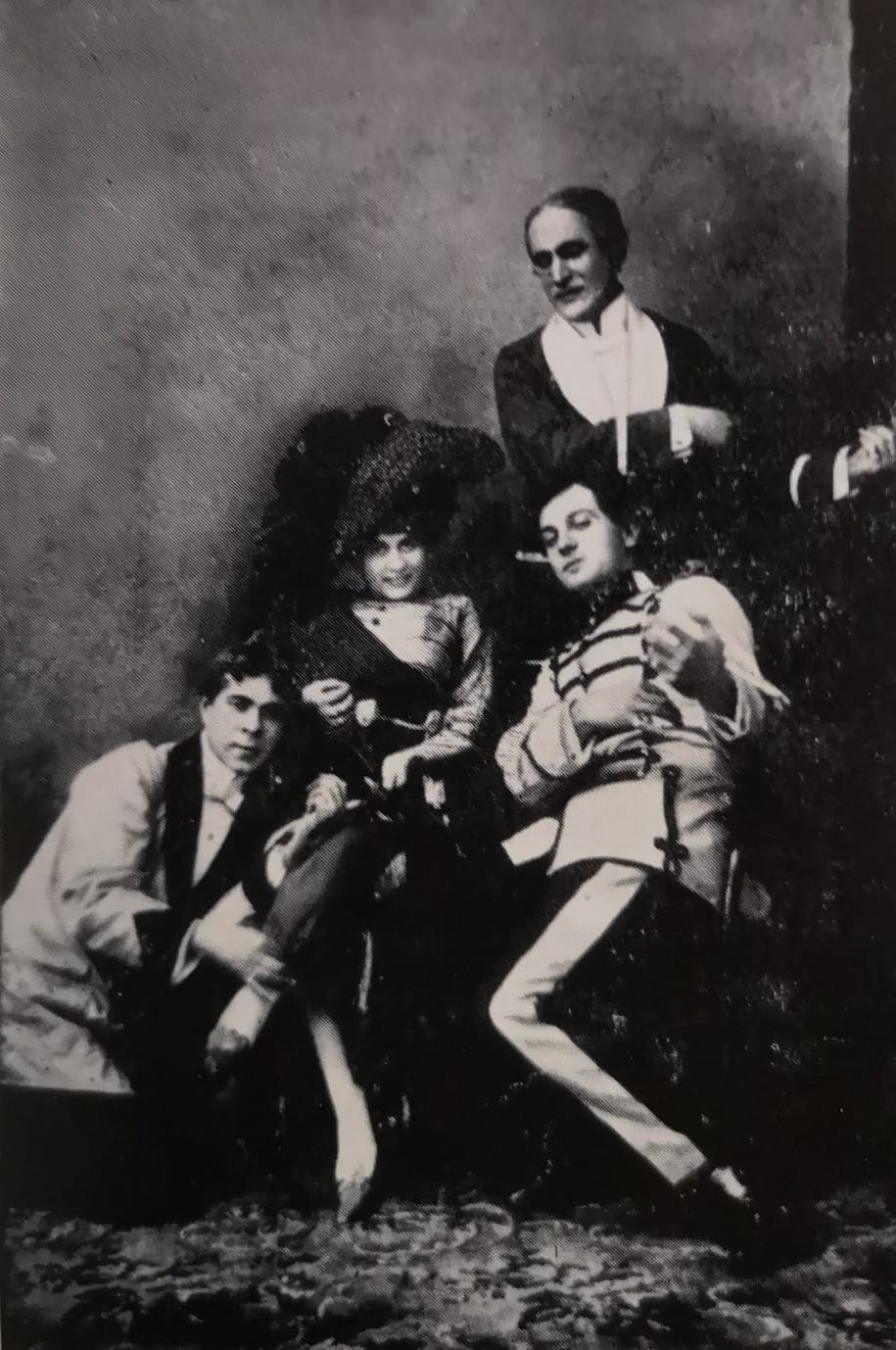
Maximiliam, Carussy, Nae Leonard și Florica Florescu în opereta „Suzana”

La 22 iunie 1913, România a intrat în Războiul Balcanic, iar teatrul primea o puternică lovitură. După moartea directorului de companie, Constantin Grigoriu, conducerea este preluată de Vladimir Maximilian, deși se păstrează un timp denumirea veche de Compania lirică „Constantin Grigoriu”. Stagiunile care se vor succeda până la izbucnirea Primului Război Mondial vor fi susținute de trupa lirică bucureșteană condusă de Maximilian și Leonard. Numărul premierelor începe treptat să scadă, iar montările devin tot mai sărăcăcioase. Calitatea libretelor, destul de îndoielnică, nu a oferit prilej compozitorilor să scrie o muzică de substanță. De altfel, exceptând Mascota, niciuna dintre operete nu a intrat în rrepertoriul clasic al genului. Anii 1915-1916 aduc în fața publicului operete minore și lucrări vechi. „Teatrul” din Galați ajunsese și în paragină în pragul războiului, departe fiind de a mulțumi chiar și cele mai modeste pretenții artistice. Imaginea „edificiului” unde a jucat compania lirică bucureșteană, așa cum este transmisă de Vladimir Maximilian în volumul Evocări, este următoarea: „Șobolani de toate vârstele și de toate culorile, iubitori de muzică și de murdărie, ieșeau din pivnițele clădirilor vecine să se plimbe printre picioarele publicului și ale actorilor. Fel de fel de gângănii, ascunse prin buruienile grădinii, zburau acum spre lumina becurilor negre de noroi gata să alunece pe gâtlejul nostru, la cea dintâi aspirație mai puternică. Scena avea petice de decoruri cu care nu se putea acoperi bine nici măcar peretele din fund, așa că lăsa să se vadă cu cea mai mare nerușinare o anumită cabină, făcută pentru alte scopuri”.
Războiul a întrerupt turneele companiei lirice bucureștene, precum și a altor trupe improvizate, în Galați. Până în anul 1921, când ansamblul lui Nae Leonard va relua spectacolele, opera și opereta, care a răsunat pe meleagurile dunărene timp de multe decenii, părea că a apus.
Curând, artiștii locali au pus bazele Asociației lirice de operă și operetă din Galați. Primul spectacol, opera într-un act Păpușa, de Adolph Adam, prezentat la 8 aprilie 1918, sub conducerea muzicală a lui Ion Antoniu a însemnat, de fapt, semnarea actului de fondare a unei companii lirice, care se va strădui să acopere nevoile noii vieți artistice. La scurt timp, pe 26 aprilie în același an, Asociația lirică de operă și operetă a anunțat o altă premieră la teatrul Central: opera comică Contrabandistul, de Jacques Offenbach. Apelul permanent la instrumentiștii militari și la corurile bisericești din Galați în montarea spectacolelor de operă și operetă, au determinat înființarea unei societăți muzicale cu scopul de a ridica tinerii instrumentiști, spre a asigura cadrele viitorului teatru muzical. Așa a luat ființă, la începutul anului 1921, Societatea Filarmonica Galați, din rândurile căreia au făcut parte compozitorul Ion Bohociu, violonistul Ludovic Feldman, dirijorul Ion Antoniu, violoncelistul Spiru Xantopol ș.a. În acest climat artistic favorabil promovării muzicii, vechiul concetățean al Galațiului, tenorul Nae Leonard, ajuns acum conducătorul unei companii de operă și operetă în București, începe să reia firul spectacolelor de odinioară ale trupei lui Constantin Grigoriu.

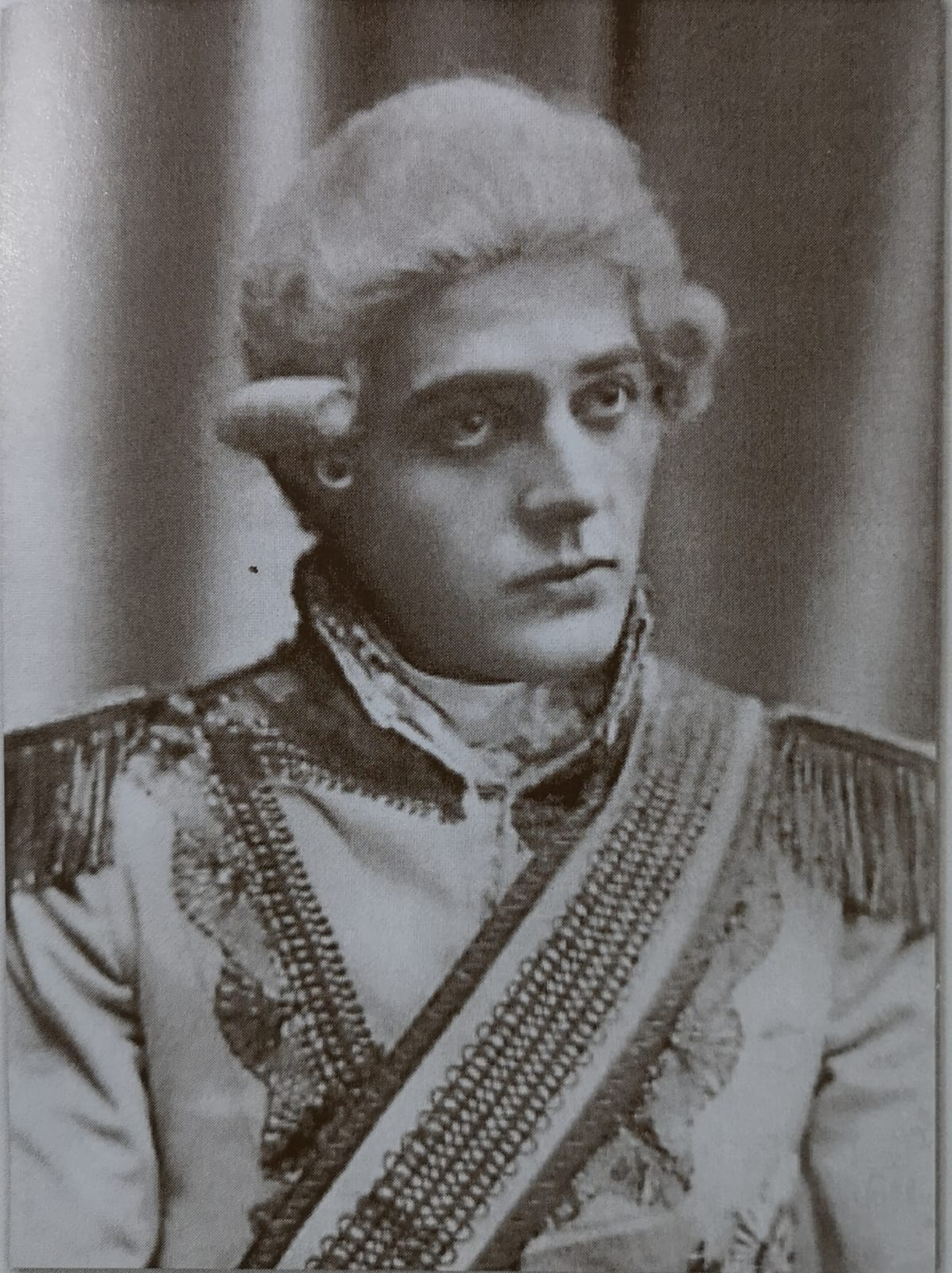
Nae Leonard în „Fata pădurarului”

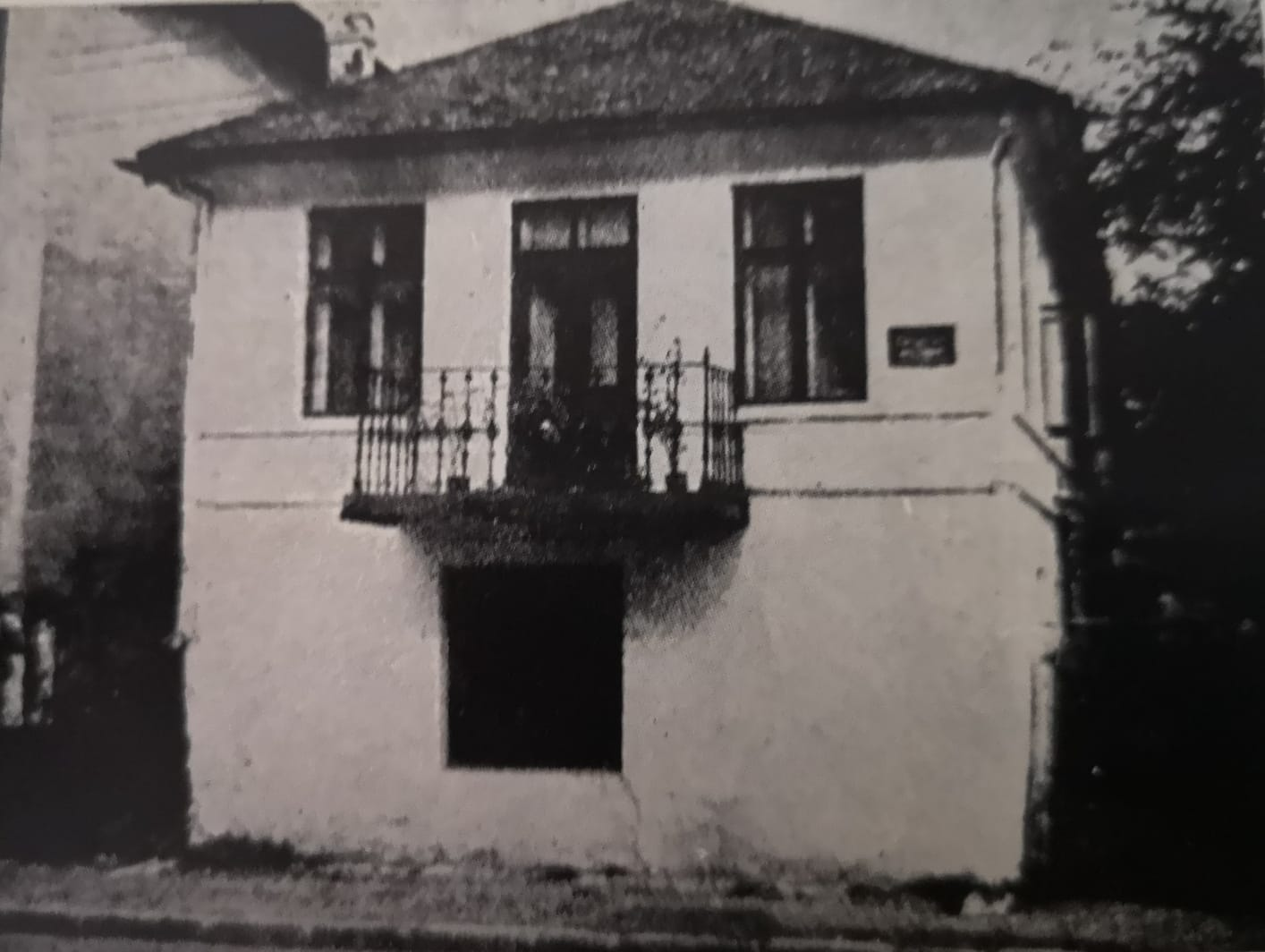
Casa din Cîmpulung unde a murit tenorul Nae Leonard

Farmecul lui Leonard atrăgea multă lume la spectacolele sale, în ciuda faptului că excesele vocale începuseră să își pună pecetea pe „glasul de aur” al „prințului operetei românești”. În 1906, odată cu triumful său în rolul Danillo din Văduva veselă, de Franz Lehár, Leonard va fi consacrat ca „prințul operetei românești”. Urmează zeci de alte roluri din Liliacul, Suzana, Prinț și bandit, Dragoste de țigan, Paiațe, Povestirile lui Hoffmann etc., care îl vor face cunoscut atât în țară, cât și la Viena și Paris. Memorabilă este întâlnirea sa cu Lehár, care îi va mărturisi: „Vă prețuiesc ca pe cel mai bun interpret al operetelor mele”. La Galați, în 1926, va realiza preiera operetei Prințesa circului, de Emmerich Kálmán, în calitate de conducător de trupă, cu 110 persoane, un adevărat teatru instituțional. Aici va reveni cu bucuria reîntoarcerii acasă, ori de câte ori va fi posibil.
În ultimii ani ai vieții sale, gălățenii au trăit drama lui Leonard. În 1922, l-au aplaudat în Mazurca albastră, de Franz Lehár, Ducele de Reichstadt, de I. Stoianovici și Fetița olandeză, de Emmerich Kálmán. Cu puțin timp înainte de moarte, începuse să abordeze repertoriul de operă. Gălățenii au avut ocazia să îl admire în 1923 în Tosca, de Puccini, Werther, de Massenet, Paiațe, de Leoncavallo, Cavaleria rusticană, de Mascagni, Povestirile lui Hoffmann, de Offenbach și Rigoletto, de Verdi. A fost supremul efort fizic al artistului epuizat de o carieră apăsătoare și necruțătoare. Ultima stagiune condusă de Nae Leonard la Galați, în 1924, nu a înregistrat nicio premieră, reluându-se operetele Fire de artist, Mascota, Katya și operele La Traviata, Boema, Tosca și Povestirile lui Hoffmann. Spectacolele nu dispuneau de strălucirea artistică din trecut, iar „vocea lui Leonard rămăsese doar o umbră din glasul cristalin ce fermecase odinioară publicul românesc, cântărețul suplinind cu jocul de scenă inteligent și atrăgător, lipsa principalei calități a unui solist liric”. Publicul a asistat la drama stingerii celui mai autentic talent pe care portul dunărean l-a dăruit muzicii românești, până azi. Copleșit de boală, Leonard se stinge la 24 decembrie 1928. S-a spus că odată cu dispariția prematură a lui Leonard, a murit și opereta românească.

## Istoricul Teatrului Național de Operă și Operetă „Nae Leonard”
Evoluția Teatrului Național de Operă și Operetă „Nae Leonard” din Galați a fost marcată în fiecare perioadă a istoriei sale de concepția managerială a celor care au condus această instituție, de disponibilitatea autorităților de a susține financiar proiectele artistice și de numărul și calitatea artiștilor din componența compartimentelor. Etichetat în plan național ca un teatru de provincie, Teatrului Național de Operă și Operetă „Nae Leonard”, dincolo de eforturile depuse de-a lungul timpului pentru perfecționarea și dezvoltarea performanțelor artistice, a dus o luptă permanentă cu prejudecățile, reușind să le depășească.

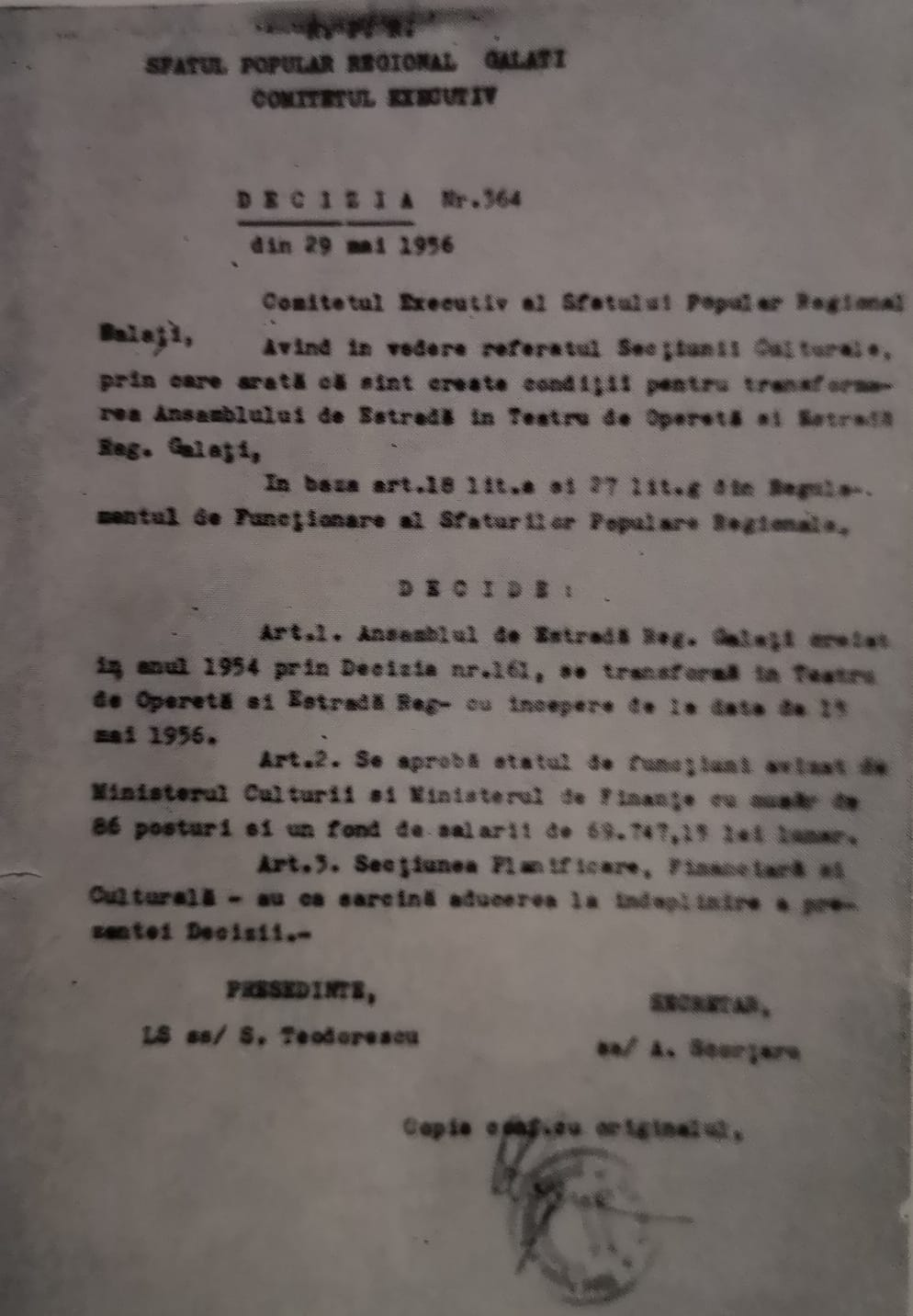
Facsimilul actului de înființare a Teatrului Național de Operă și Operetă „Nae Leonard”

Aflat la confluența drumurilor europene, Galațiul devenise un oraș cosmopolit în care conviețuiau, indiferent de categoria socială, de gradul de instrucție și de cultură, de originea lor etnică, români, italieni, francezi, germani, greci și evrei. Fiecare dintre aceste etnii venea cu zestrea sa culturală, cu tradițiile și obiceiurile proprii, influențându-se reciproc. Pe toți îi unea, însă, dorința de a participa la spectacolele de teatru, organizate de animatori precum Luigi Ademolo, în spații ale Hanului Ventura sau la Oțelul de Moldova, pentru a juca comedii și operete, cu sprijinul Societății Italiene Filarmonice. Lor se alăturau soliști celebri ai vremii, precum Matei Millo, Neculai Luchian, Teodor Teodorini, Gabriela Negroni Luchian de la Teatrul Național din Iași, frații Lemisch (violoniști), orchestrele populare ale lui Sava Pădureanu și Gheorghe A. Dinicu sau dirijorul E. Galea. Rădăcinile teatrului liric gălățean de stat, înființat cu sprijinul Sfatului Popular Regional Galați în anul 1956 s-au împământat odată cu actul istoric de la 23 august 1944, când poporul român a pornit pe calea unei vieți noi. Se știe că în perioada comunistă viața muzicală s-a lansat și dezvoltat în întreaga țară, în forme instituționalizate. În 1949 ia ființă la Galați o orchestră simfonică nouă a cărui prim concert are loc la sfârșitul anului. Această orchestră susține concerte în întreprinderi, instituții și fabrici, realizând o adevărată educație muzicală a publicului larg. În 1951, un grup de tineri entuziaști pun bazele primei formații amatoare de estradă. În 1955, este înființată orchestra simfonică și, un an mai târziu, se deschid porțile Teatrului Muzical, care astăzi poartă numele marelui tenor Nae Leonard.
Orașul Galați, vechi centru de luptă al clasei muncitoare, va promova în pragul anului 1940 o politică fermă de ridicare culturală a maselor. Muncitorii aflați în primele rânduri ale celor care militau pentru o mișcare artistică, se organizează în jurul cercului „Muncă și voie bună”, punând bazele Teatrului muncitoresc din Galați. Perioada celui de-al Doilea Război Mondial a redus la tăcere aproape totală viața artistică a orașului, rareori publicându-se câte un afiș de recital sau o producție muzicală totală. După anul 1944, mișcarea muzicală a Galațiului a renăscut în condițiile noii ordini sociale. Forțele artistice s-au recrutat, în majoritate, din elementele locale. În anii care au urmat încheierii păcii mondiale (1945), artiștii amatori grupați pe lângă Ateneele populare au început să organizeze periodic spectacole de teatru, muzică și estradă. Sindicatul artiștilor a sprijinit puternic activitatea muncitorilor locali. Închegarea unor coruri sindicale, orchestre populare și echipe de dansuri pe lângă principalele instituții, fabrici și cooperative din oraș, au dus la promovarea multor talente din rândul artiștilor amatori. Nu au lipsit chiar ansambluri – ca cel al Cooperativei „Progresul”, de exemplu – ale căror spectacole de estradă s-au apropiat de reprezentațiile trupelor profesioniste. Apelând la textieri cu experiență în genul revuistic (Eugen Mirea, Ștefan Tita, Ionel Țăranu, Silviu Georgescu, Milu Iosipovici) și la compozitori de muzică ușoară din București (Gherase Dendrino, H. Mălineanu, Sile Dinicu, Aurel Giroveanu), ansamblul gălățean a prezentat pe 23 iulie 1954 spectacolul muzical intitulat Cu „Progresul”… în progres, conducerea muzicală fiind asigurată de tânăra pianistă și compozitoare Pușa Niederhoffer, fostă corepetitoare a Liricului gălățean.

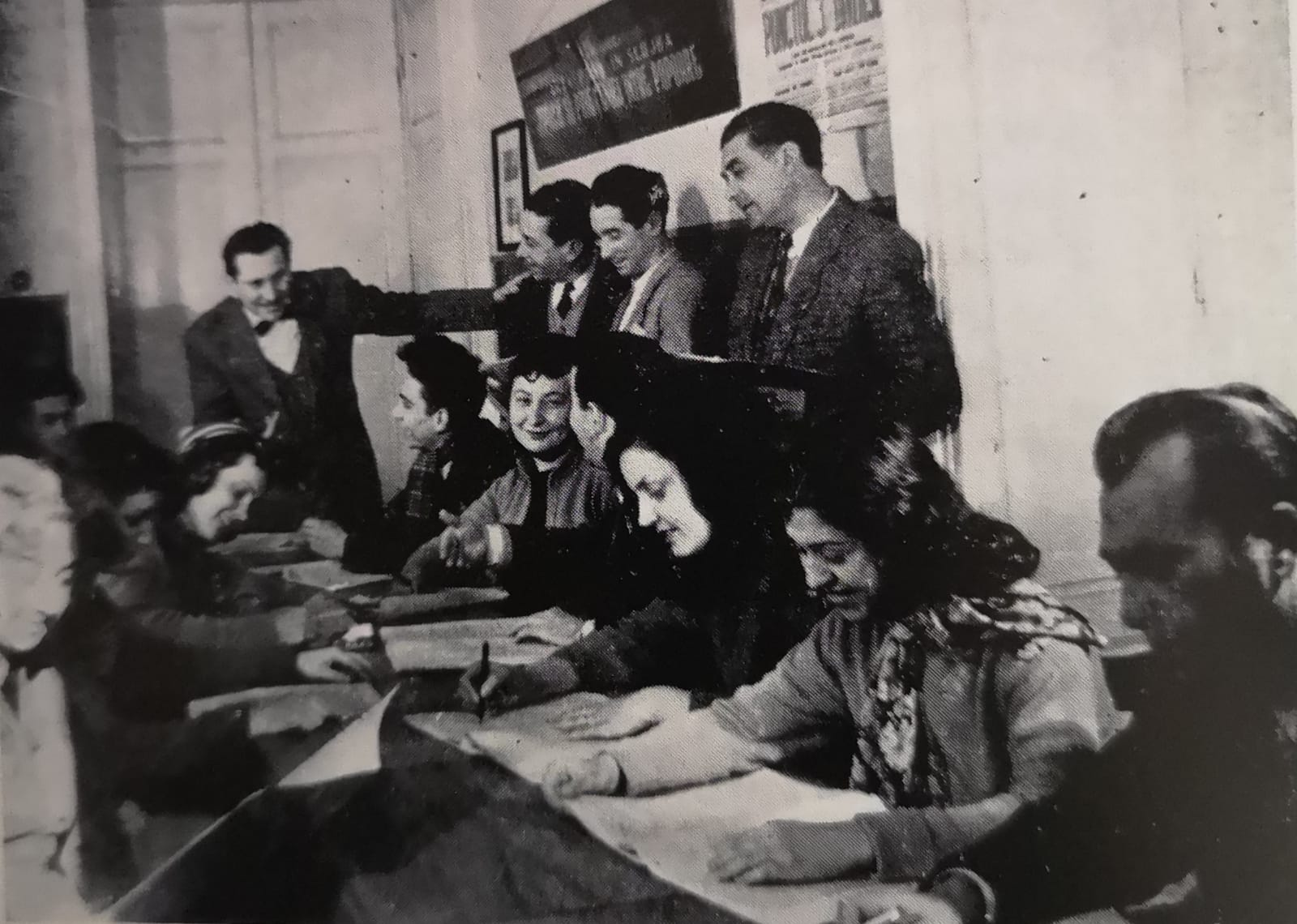
Prima repetiție a colectivului artistic al Teatrului Național de Operă și Operetă „Nae Leonard” pentru spectacolul „Cu dragostea nu-i de glumit”

Pentru creșterea calității spectacolelor, munca nu putea să continue doar în timpul liber al interpreților amatori, ceea ce a dus la Decizia nr. 161 din 12 iunie 1954 a Comitetului executiv al Sfatului Popular Regional Galați, prin care a luat ființă Ansamblul muzical al Sfatului Popular Regional din Galați. Primii care au pornit la lucru au fost soliștii și orchestra de muzică ușoară, iar chiar în anul 1954, sub conducerea dirijorului Aurel Manolache, s-au prezentat Primul concert de estradă și un spectacol de satiră și umor, de muzică ușoară, intitulat Sugestii și reclamații. Pe data de 1 ianuarie 1955, formația de dansuri și muzică populară „Dunărea de Jos” (înființată în anul 1947 sub denumirea de Taraful „Valurile Dunării”) s-a atașat definitiv tânărului ansamblu de estradă, până atunci colaborând fără decizie administrativă.
Concertul de estradă și O seară de muzică ușoară confirmau creșterea artistică a formației de estradă ce câștigase acum simpatia publicului din centrele din regiune prin câteva reușite turnee. Înțelegând rolul cultural-politic pe care o instituție culturală complexă l-ar putea avea în construirea socialismului, Sfatul Popular Regional – îndrumat de către Comitetul Regional P.C.R. – a trecut la organizarea superioară a vechilor formații artistice, ceea ce duce la o treaptă istorică nouă a ansamblului gălățean, prin Decizia nr. 364 din 29 mai 1956 a Comitetului executiv al Sfatului Popular Regional Galați. Acesta constituie „actul de naștere” al Teatrului muzical din Galați (denumire adoptată oficial în 1958), instituție artistică menită să promoveze în satele și orașele regiunii repertoriul de operă, operetă, balet și estradă.
Prima stagiune a fost inaugurată la 5 noiembrie 1956, cu o comedie muzicală intitulată Cu dragostea nu-i de glumit, de N. Bogoslavski, sub bagheta lui Cristofor Barbatti. La câteva zile a urmat un concert de arii celebre din opere și operete, iar peste o lună publicului îi este prezentat spectacolul de estradă Astă seară n-avem titlu și două zile mai târziu, opereta Vânt de libertate, de Isaac Dunaevski. Experiența artistică acumulată în scurtul răstimp de formare a tânărului colectiv a permis ansamblului să abordeze în stagiunea 1956-1957, pe vremea directorului Albert d’Andrée, pe lângă repertoriul de operetă și estradă, cea dintâi operă: La Traviata, de Giuseppe Verdi. Spectacolul a ținut ani de zile afișul din Galați, fiind considerat unul dintre certele succese ale repertoriului permanent. Cu toate că la premieră „dificultățile partiturii au impus uneori o anumită crispare a interpreților, o preocupare prea vizibilă pentru muzică, care imobiliza oarecum mișcarea scenică și trăirea interioară a momentelor dramatice”, totuși, odată cu scurgerea timpului și cu rodarea spectacolului, multe impasuri și-au găsit rezolvarea. După cum sublinia și ziarul local, „în alte momente spectacolul impresionează prin dăruirea față de rol a interpreților, prin efortul artistic impresionant al acestora, prin dorința vizibilă de a-și depăși propriile lor posibilități”. Primul spectacol de balet, Zâna păpușilor, de J. Bayer, se joacă pe scena teatrului pe 20 mai 1958.

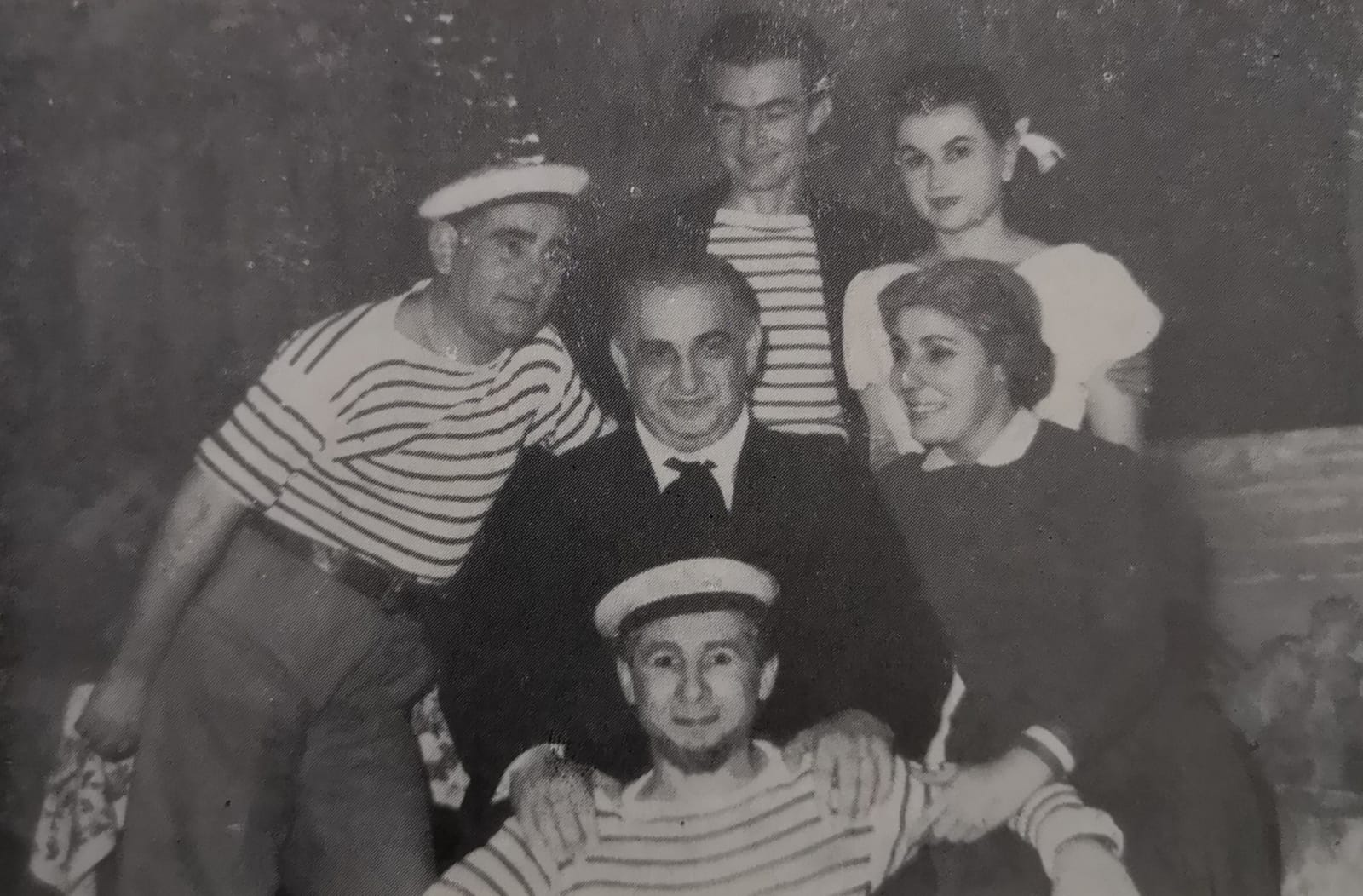
Soliștii Teatrului Național de Operă și Operetă „Nae Leonard” după spectacolul „Vânt de libertate”

În doar două stagiuni, Teatrul Național de Operă și Operetă „Nae Leonard” din Galați își afișează clar menirea: spectacole de operă, operetă, revistă și balet, mai târziu spectacole destinate declarat copiilor și chiar concerte simfonice. Dacă un teatru național de operă, ca cele din București, Cluj sau Timișoara, își alcătuiește repetoriul din spectacolele lirice (operă, foarte rar operetă) și de balet, sarcinile unui teatru muzical sunt mult mai diverse și mult mai dificile, căci spectacolele trebuie să răspundă unor gusturi mult mai variate (operă, operetă, balet, vodevil, revistă, musical, concerte simfonice ș.a.). Un teatru muzical ca cel din Galați acționează pe mai multe planuri, în mai multe direcții și cu mai multe colective specializate.
În cei peste 60 de ani de activitate, pe scena Teatrului Național de Operă și Operetă „Nae Leonard” din Galați a fost prezentat un repertoriu de dimensiuni impresionante, cele mai importante titluri din operele italiene, franceze, germane, ruse și românești fiind aplaudate în una sau mai multe versiuni scenice. Ca într-un adevărat teatru de anvergură, la Galați s-a cântat: Lakmé, de Leo Delibes (premiera la 28 martie 1961), Freischütz, de Carl Maria von Weber (premiera la 24 martie 1966), Faust, de Charles Gounod (premiera la 9 iunie 1968), Mireasa vândută, de Bedrich Smetana (premiera la 31 mai 1969), Nevestele vesele din Windsor, de Otto Nicolai (premiera la 9 noiembrie 1975), Evgheni Oneghin, de Piotr Ilici Ceaikovski (premiera la 1 aprilie 1978), Martha, de Friedrich von Flotow (premiera la 23 decembrie 1981), Orfeu și Euridice, de Christoph Wilibald Gluck (premiera la 6 aprilie 2003) și multe alte capodopere.

## Directorii generali ai Teatrului Național de Operă și Operetă „Nae Leonard”

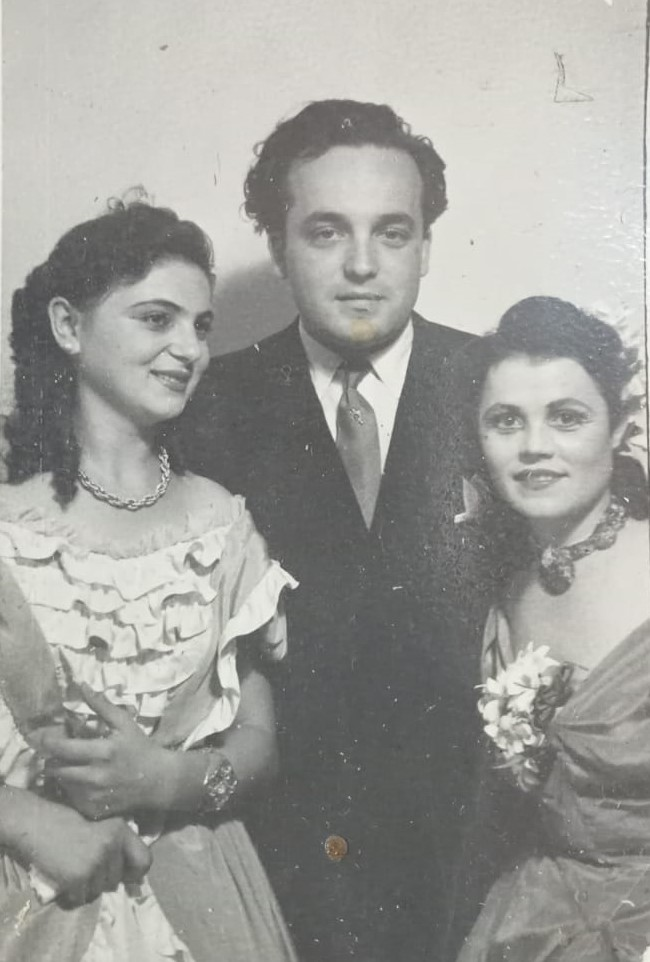
Primul director al Teatrului, regizorul Albert d'Andrée

### Albert d’Andrée (1956-1957)
Pentru scurtă vreme director al instituției, are buna inspirație de a supune, în această calitate, dar și în aceea de regizor, atât publicului, cât și colectivului, spre a le măsura nivelul de exigență și, respectiv, de interpretare vocală și actoricească, opera cunoscută și atât de agreată a lui Giuseppe Verdi, La Traviata. Era un examen pentru toți, un examen pe care realizatorii și interpreții îl vor susține cu succes atât în seara premierei, cât mai ales cu trecerea timpului și „rodarea” spectacolului, când i se estompează firesc unele neajunsuri, prin rezolvarea de ordin vocal și de interpretare pentru unii dintre soliștii cu mai puțină experiență scenică și mai puțin consolidați vocal.
Noua instituție artistică condusă de primul director, era complexă prin faptul că avea drept obiect de activitate promovarea repertoriului de operăm, operetă, balet și estradă și necesita o tot mai accentuată profesionalizare a tuturor colectivelor, precum și întărirea compartimentelor deficitare numeric și calitativ, dar și un repertoriu bogat și variat din creația românească și universală. Erau, de asemenea, necesare și îmbunătățiri ale condițiilor materiale corespunzătoare unei asemenea ample activități.

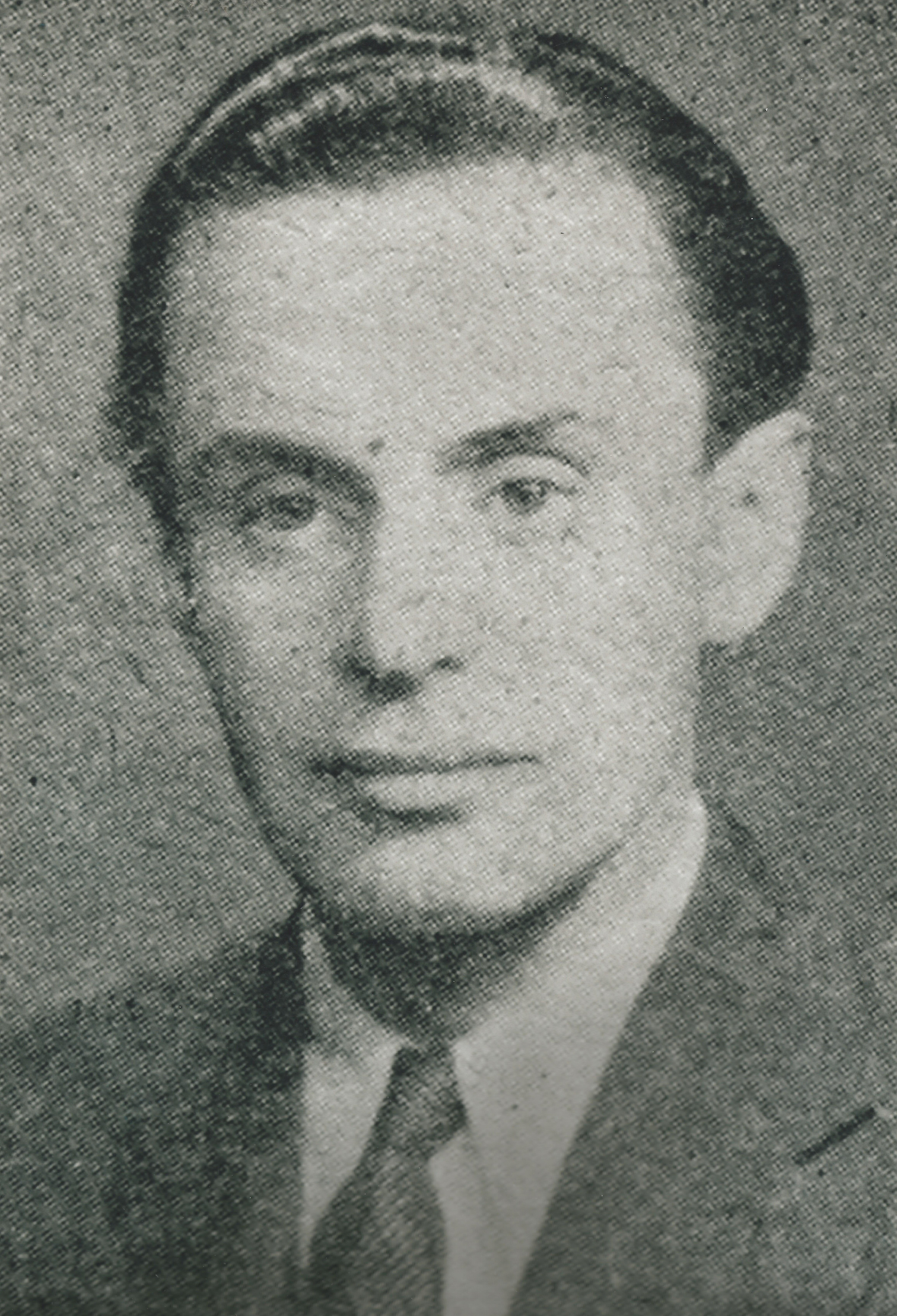
Dirijorul Viorel Doboș

### Viorel Doboș (1957-1959)
Ambiția montării unor lucrări în premieră pe țară se va impune odată cu numirea noului director, compozitorul Viorel Doboș, în 1957. Creator cu experiență (scrisese operetele Cântecul munților, Tarsița și Roșiorul – ultima în colaborare cu Gheorghe Dumitrescu), dirijor cu practică în spectacolul muzical-coregrafic (condusese ani de zile Ansamblul de cântece și dansuri „Ciocârlia”), Viorel Doboș a imprimat colectivului un nou stil de muncă, o seriozitate artistică, o disciplină riguroasă în spectacol. Anii în care a condus instituția (1957-1959) au scos la rampă în special genul de operetă, Frumoasa Elena și Văduva veselă înscriindu-se printre succesele de tradiție ale instituției.

### Alecu Sfetcu (1959-1962; 1979-1989)
În perioada în care dirijorul Alecu Sfetcu a condus instituția, aceasta își cucerise prestigiul necesar organizării unor spectacole extraordinare, în cadrul cărora tinerele talente și-au câștigat experiența artistică alături de oaspeți străini, de peste hotare. În fiecare lună, publicul a urmărit câte un interpret din străinătate, într-un spectacol extraordinar: soprana poloneză Elisabeta Zakrzewska a susținut rolul Hannei Glavary din opereta Văduva veselă, de Franz Lehár (26 și 28 ianuarie 1960), soprana sovietică Bela Rudenko în opera Rigoletto (30 mai 1960), baritonul maghiar György Radnay a interpretat rolul lui Rigoletto, dar și pe cel al bătrânului Germont din opera Traviata (martie 1960), balerina Ileana Iliescu în Fântâna din Baccisarai (12 ianuarie 1961), basul bulgar Alexei Milkovski în opera Bărbierul din Sevilla (17 februarie 1961), tenorul bulgar Iordan Znamenov în Rigoletto (15 martie 1961), tenorul bulgar Minu Minev în Bărbietul din Sevilla (15 aprilie 1961) ș.a. Aceste schimbări artistice, așteptate de publicul gălățean cu interes, vor deveni tradiționale.

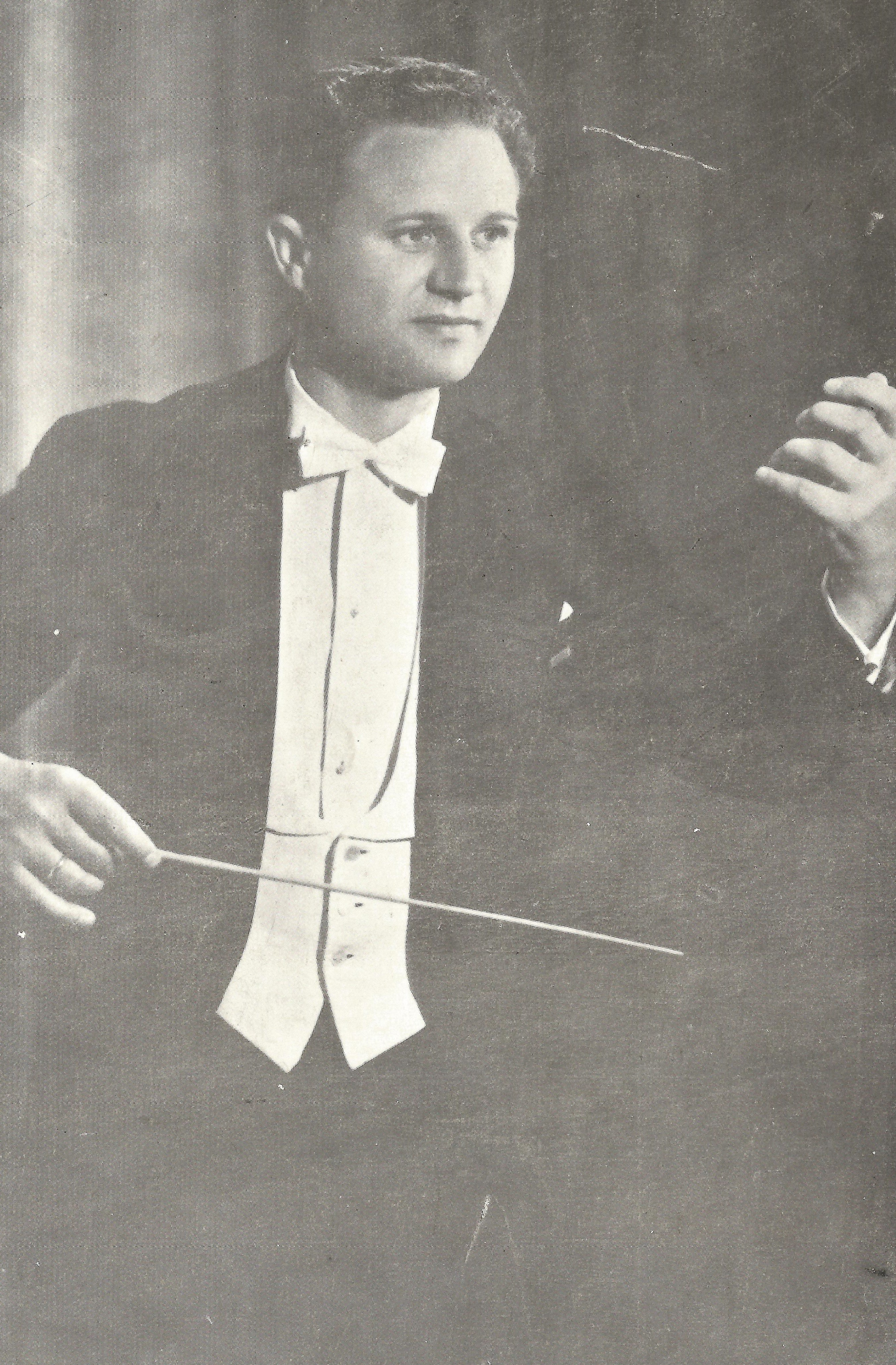
Dirijorul Alecu Sfetcu

În stagiunea 1959-1960, sub conducerea lui Alecu Sfetcu, se vor iniția spectacolele de operă pentru tineret, primul pas în această direcție fiind întreprins cu opera Trubadurul, de Verdi. Pe baza experienței acumulate și văzând intersul noului auditor pentru muzică, conducerea teatrului va trece în stagiunea următoare la organizarea de concerte-lecții. Stagiunea artistică a anilor 1961-1962 a avut un repertoriu muzical sărac, înregistrând o singură premieră de operetă (Aculina), două spectacole de operă (Cavalleria rusticana și Paiațe) și trei spectacole de estradă (Iubesc, iubesc..., Șapte note la concert și Din Galați... până-n Carpați). Imaginea de „sărăcie” în noi lucrări rămâne, totuși, numai aparentă, fiindcă bilanțul artistic a depășit activitatea anterioară a teatrului, afișul gălățean cuprinzând lunar câte un spectacol-lecție, în costume și decoruri, cu participarea unor oaspeți din afara instituției, ca Iolanda Mărculescu, Emilia Petrescu, David Ohanesian, Petre Bodeuț, abordând tema ca „Opereta în decursul veacurilor”, „Evoluția dansului clasic, modern și popular”, „Un veac de romanță românească” ș.a. Unele spectacole-lecție s-au ținut și la Brăila, asemenea acțiuni de educație muzicală a maselor fiind necunoscute în practica de până atunci a instituției: sâmbătă se prezentau lecțiile pentru adulți, iar duminică – în matineu – se repetau pentru tineret, toate acestea bucurându-se de o participare activă a publicului. Tot în cadrul operei de ridicare culturală desfășurată metodic de către Teatrul Național de Operă și Operetă „Nae Leonard” merită a fi amintite brigăzile mixte de soliști, instrumentiști și dansatori, care prezentau la sate recitaluri și medalioane muzicale. Colectiviștii au apreciat, în mod deosebit, sceneta muzicală Sărbătoare în gospodăria colectivă, după cum sublinia ziarul România liberă.
În planul personalului artistic al instituției, începând cu anii ’80, se pune problema acută a schimbului de generații. Numeroși artiști din generația de aur a teatrului, prezenți pe scena gălățeană încă de la începuturile instituției, ies la pensie în această perioadă sau pleacă pe prima scenă a țării. Pus din nou în funcția de director în perioada 1979-1989, dirijorul Alecu Sfetcu depune eforturi considerabile pentru a atrage la Galați tineri interpreți, absolvenți ai Conservatoarelor țării, care să îi înlocuiască pe cei plecați.

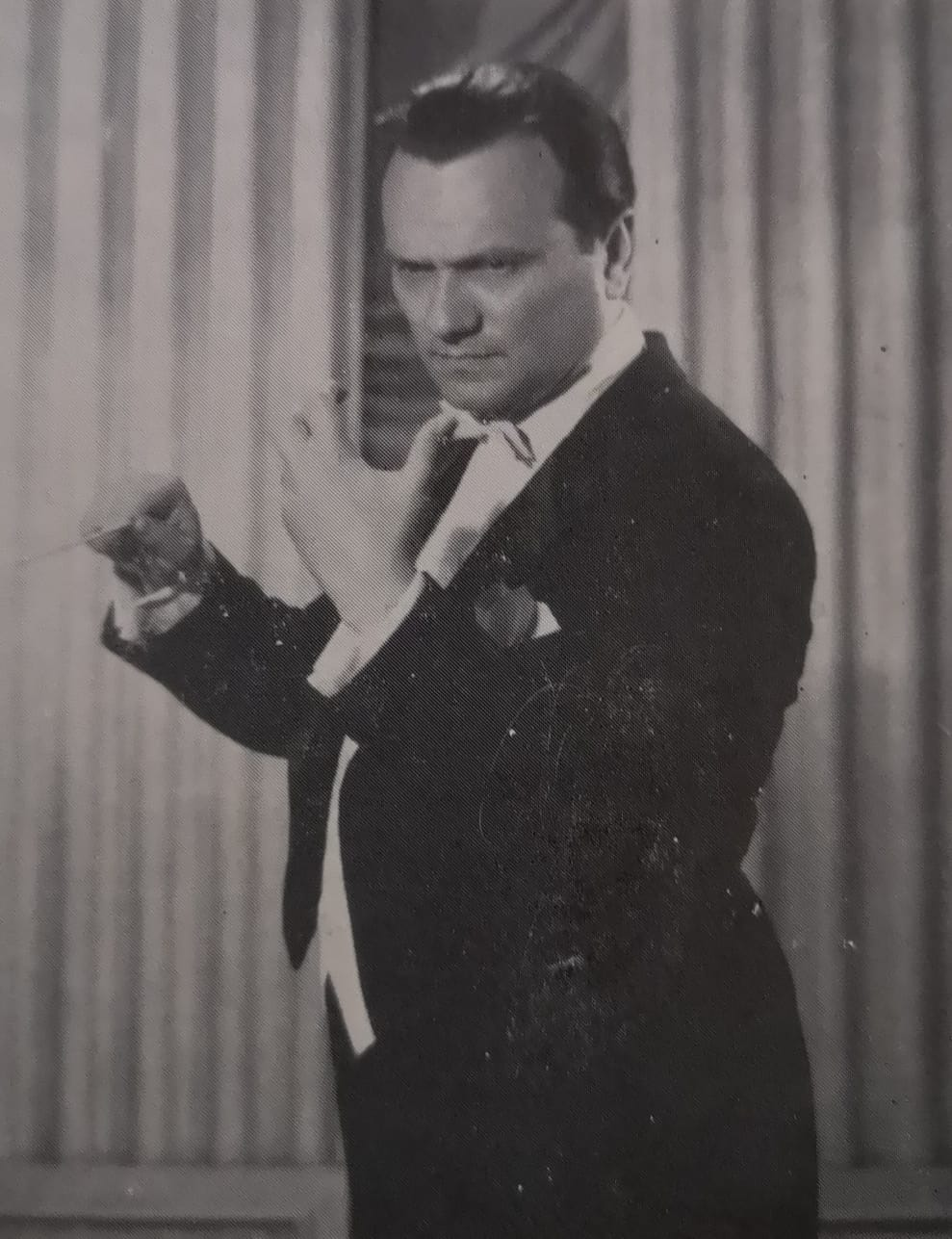
Dirijorul Silviu Zavulovici

### Silviu Zavulovici (1962-1966)
Începând cu anul 1962, când este numit director dirijorul Silviu Zavulovici, au avut loc două turnee în nordul Moldovei și în capitală (în total 44 de spectacole, la care au asistat peste 30.000 de spectatori). Tot acum, soliștii ansamblului liric ai teatrului oferă sprijin celor 40 de instituții și întreprinderi din oraș, în calitate de instructori artistici. După cunoașterea în câteva luni a colectivului instituției, a posibilităților și limitelor ei, Silviu Zavulovici încearcă abordarea unui nou stil de muncă, având în vedere, în primul rând, necesitatea stringentă a asigurării și creșterii calității artistice a unor premiere mai dificile, dar și a întregului repertoriu, în general.
Muzician format în cadrul Conservatorului din București, Silviu Zavulovici a debutat în 1938 pe estrada de concert din Cernăuți. Profesor de muzică, pianist-solist, iar din 1949, dirijor și director al Filarmonicii din Focșani, Silviu Zavulovici s-a afirmat an de an ca un șef de orchestră priceput, energic, echilibrat în gestică, în concepția artistică a lucrărilor prezentate publicului. Prin munca perseverentă de educare muzicală desfășurată în Galați, a reușit să crească un nou public, să popularizeze creația românească contemporană vremurilor și capodoperele clasicismului universal. A întreprins un turneu în fosta Iugoslavie, în 1965.
În ultima stagiune în care a fost director Silviu Zavulovici, Teatrul Național de Operă și Operetă „Nae Leonard” a primit oaspeți de seamă, printre care Zenaida Pally și Lucia Tudose în Trubadurul, dirijorii italieni Tomaso Benintende Neglia în La Traviata și Napoleone Annovazzi în Lucia di Lammemoor.

### Nicolae Ciubuc (1966-1970)

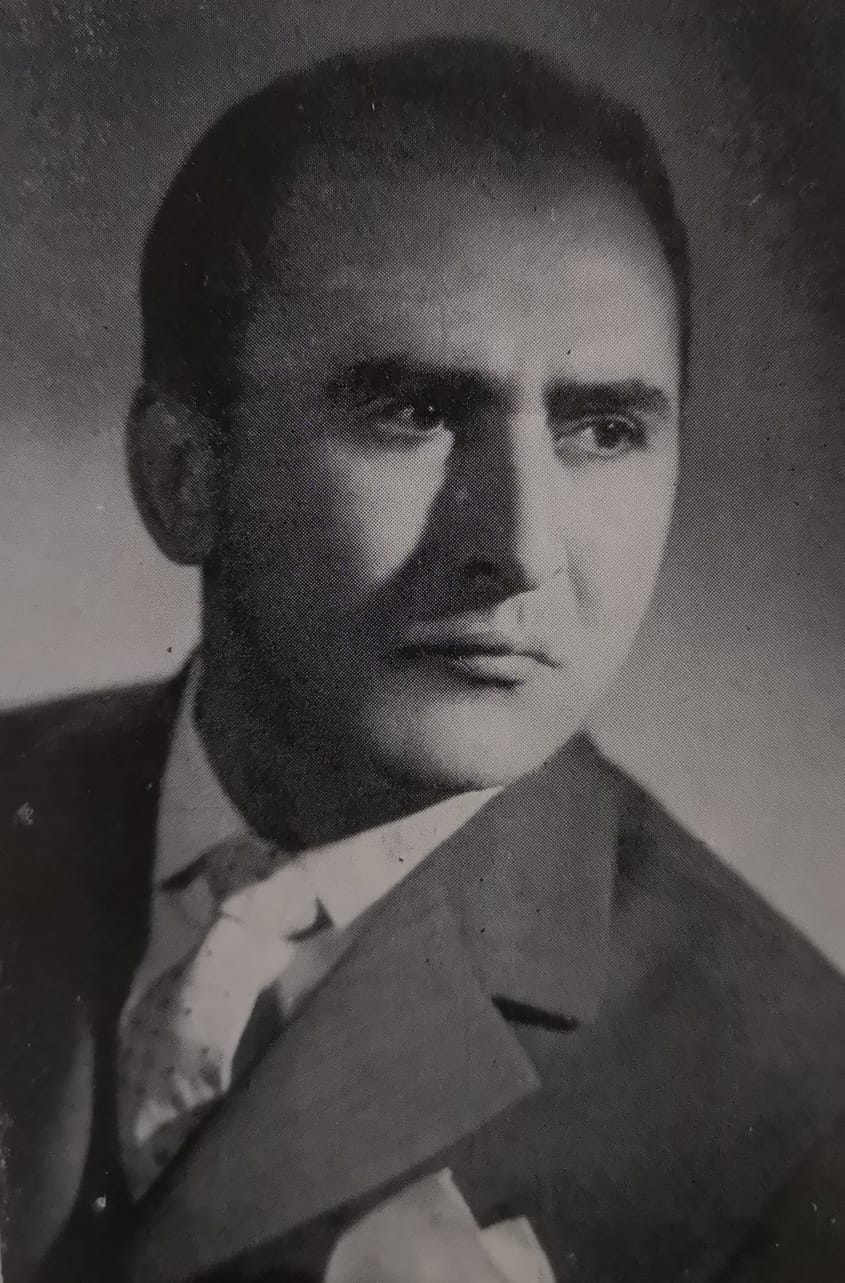
Directorul și regizorul Nicolae Ciubuc

În plină stagiune, la începutul anului 1966, dirijorul Silviu Zavulovici a preluat direcția orchestrei simfonice din Galați, la conducerea instituției fiind chemat tânărul regizor bucureștean, Nicolae Ciubuc. Numele acestuia nu era străin publicului, mai ales din clipa când operele Cavalleria rusticana și Paiațe fuseseră prezentate în seara zilei de 29 decembrie 1965, într-o nouă viziune scenică, unanim apreciată de spectatori pentru autenticitatea și dramatismul conflictului.
Crescut sub îndrumarea maestrului Jean Rînzescu, activând la catedra de operă a Conservatorului „Ciprian Porumbescu” din București, regizorul Nicolae Ciubuc și-a făcut ucenicia artistică în cadrul Teatrului de Operă și Balet din București, unde a funcționat până în 1965.

### Marcel Ionescu (1989-1997)
Directorul Marcel Ionescu, care a condus teatrul între anii 1989-1997, împreună cu toți cei care au fost implicați în coordonarea artistică a instituției în perioada respectivă, a făcut eforturi mari pentru a păstra statutul și standardele profesionale pentru a completa colectivele artistice, pentru a forma și perfecționa noii angajați, mulți fără studii superioare și fără experiență scenică. S-a reușit astfel păstrarea tradiției repertoriale a teatrului, în fiecare an fiind montate noi spectacole de operă, operetă, revistă și musicaluri pentru copii. Cu idei și implicare directă în realizarea proiectelor au venit și foști soliști ai teatrului, precum tenorul Laurențiu Buzilă sau cei care erau încă în activitate: tenorul Ion Frigioiu, soprana Georgeta Pinghireac, baritonul și regizorul Emil Pinghireac, actorul Cicerone Ognef. O contribuție esențială la înnoirea colectivelor și la formarea și perfecționarea tinerilor artiști au avut-o soliștii Georgeta și Emil Pinghireac, pentru soliștii și coriștii secției de operă-operetă, și Sofia și Ion Șerban, pentru soliștii de revistă. Mulți dintre soliștii și artiștii lirici care astăzi au o carieră artistică în Teatrul Național de Operă și Operetă „Nae Leonard” au primit primele îndrumări de la cei patru artiști cu o vastă experiență artistică și au fost susținuți și îndemnați de către aceștia să se dedice scenei.

### Gheorghe Stanciu (1997-1999)
În perioada septembrie 1997 - ianuarie 1999, când a fost numit director maestrul Gheorghe Stanciu, teatrul a cunoscut o transformare majoră din punct de vedere organizatoric și al standardelor profesionale. Au fost reorganizate colectivele, au fost realizate colaborări cu artiști de renume în plan național și internațional, au fost montate spectacole de referință, precum Nabucco, de Giuseppe Verdi, țel repertorial ce părea de nerealizat până în acel moment. După retragerea la Constanța, maestrul Gheorghe Stanciu a continuat să colaboreze cu instituția gălățeană, participând la toate evenimentele majore și realizările colectivului gălățean.

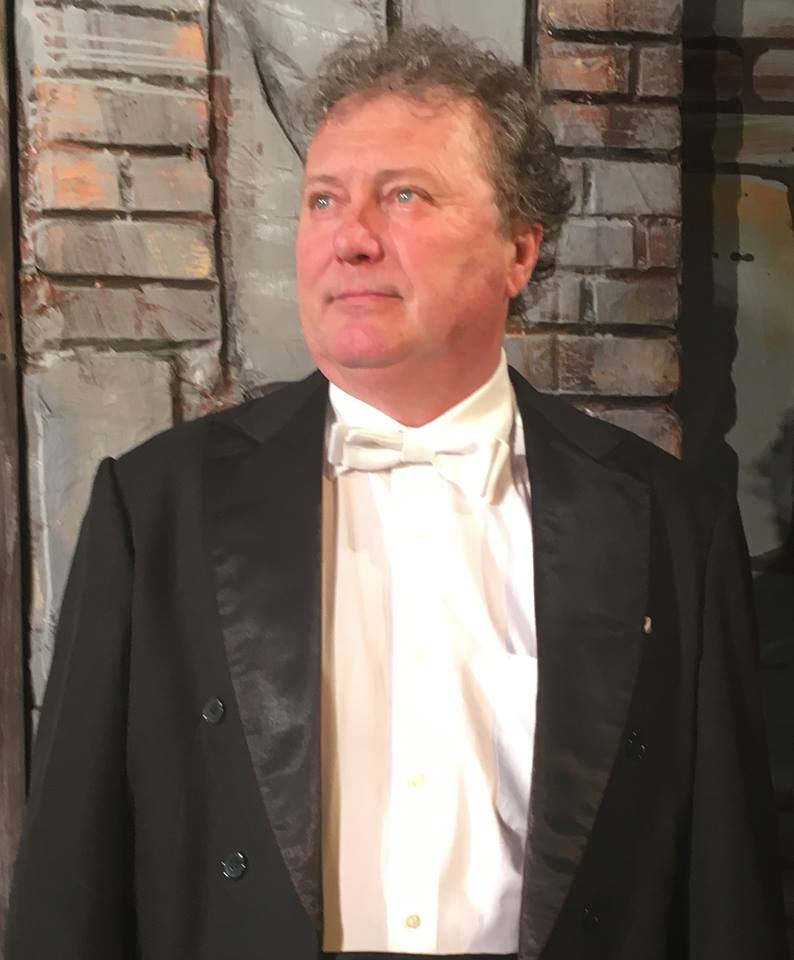
Directorul și dirijorul Sorin Oancea

### Sorin Oancea (1999-2001)
Stagiunea 1999-2000 îl găsește la conducerea teatrului pe dirijorul și compozitorul Sorin Oancea, muzician format la școala gălățeană, licențiat al Universității de Muzică din București, în specializarea compoziție muzicală. Experiența în domeniul artelor spectacolului muzical l-a determinat pe Sorin Oancea să aplice o politică repertorială constructivă, în care toate genurile prezente în repertoriului liricului gălățean să capete o importanță egală. Perioada în care a condus teatrul a fost una vitregă: întregul corp de clădire ce cuprindea sala de spectacole și sălile de repetiții se afla, la acea dată, în lucrări de consolidare și reparații capitale, iar prin aplicarea Hotărârii Consiliului Local nr. 235/05.04.1999 s-a ajuns la înjumătățirea colectivelor artistice: orchestra avea aproximativ 20 de angajați, corul – 16, baletul – 8, ș.a.m.d.
Activitatea de spectacole a instituției se desfășura în diverse săli din oraș: spectacolele de operă, operetă, balet și revistă aveau loc la Casa de Cultură a Sindicatelor Galați, iar concertele simfonice și educative se desfășurau în sala Teatrului Dramatic „Fani Tardini”. Intențiile artistice și repertoriale au fost dezvăluite la începutul investirii sale ca director, într-un interviu acordat ziarului local Viața Liberă și apărut în ediția de vineri, 18 iunie 1999, sub semnătura Angelei Ribinciuc: „E clar că trebuie să pornesc de la situația existentă în teatru, situație care nu e dintre cele mai roz. Este mult de construit, dar este mult și de reconstruit artistic. Păstrez speranța în puterile celor din teatru și în puterile mele, în așa fel încât începând din septembrie să putem oferi publicului gălățean niște surprize. Evident plăcute”. Ceea ce și-a dorit directorul Sorin Oancea a fost să învioreze repertoriul și să-l reașeze pe coordonatele unui teatru liric. Conducerea teatrului a structurat stagiunea 1999-2000 pe genuri ale artelor spectacolului muzical, adaptându-se astfel situației create de reparațiile la clădirea instituției și locațiile diferite în care erau prezentate spectacolele. Astfel, a existat o stagiune lirică, o stagiune simfonică și o stagiune revuistică. În același timp, remarcăm interesul pentru valorificarea resurselor artistice ale colectivelor, pentru diversificarea repertorială și susținerea tuturor genurilor muzicale.

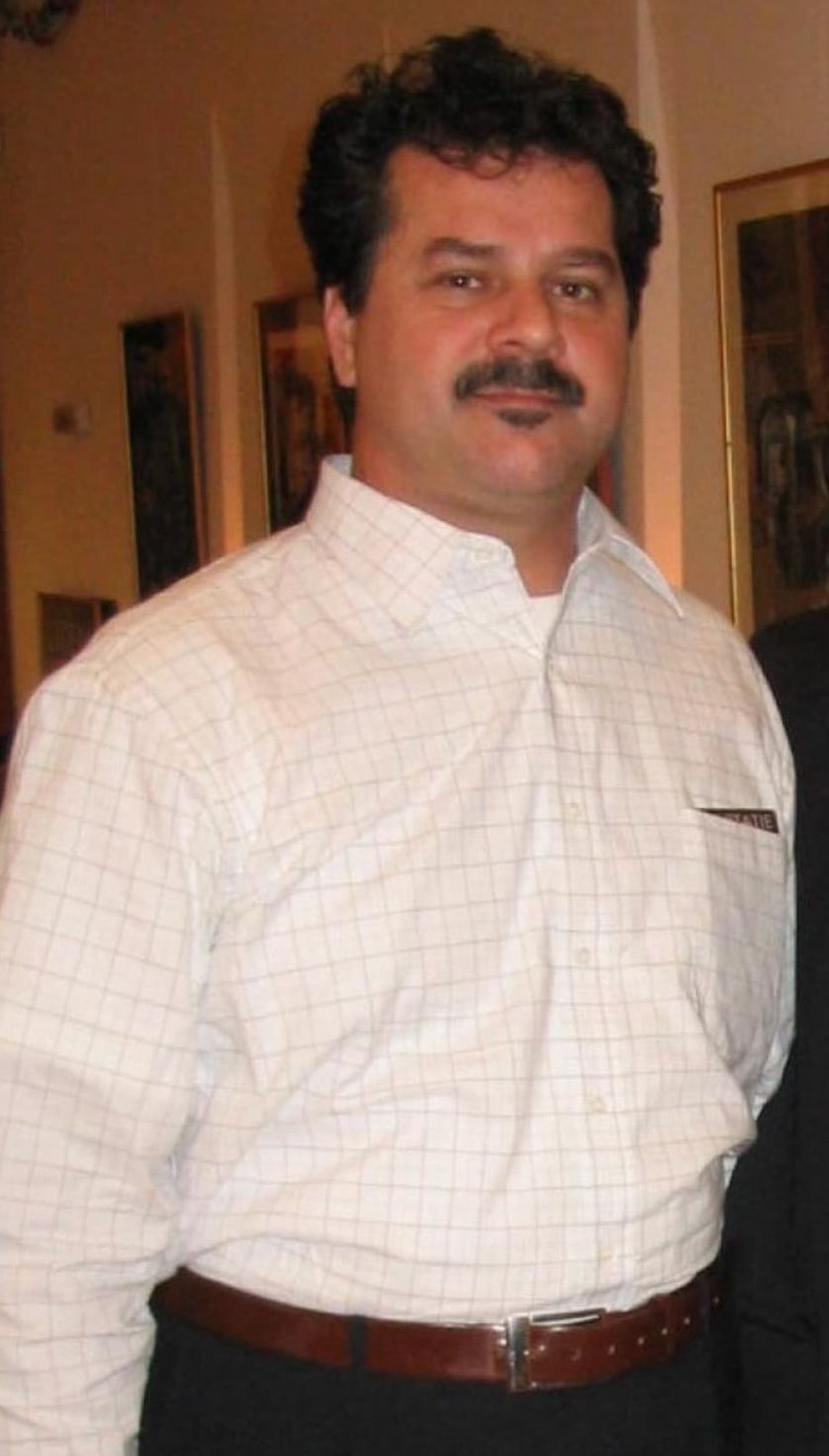
Directorul și clarinetistul Florin Melinte

### Florin Melinte (2001-2009; 2009-2012)
Consolidarea și renovarea clădirii teatrului a început în 1998 și a durat 5 ani, timp în care activitatea de spectacole a instituției s-a desfășurat în diverse săli din oraș: spectacolele de operă, operetă și revistă aveau loc în sala Casei de Cultură a Sindicatelor, iar concertele simfonice și concertele educative, în sala Teatrului Dramatic „Fani Tardini”. Necesitatea consolidării clădirii s-a impus din pricina șubrezirii acesteia, dar și pentru că se cerea modernizarea sălilor de repetiții și a sălii de spectacole, unde era deseori foarte frig. Teatrul și-a desfășurat activitatea încă de la înființare într-o sală improprie, cea a clubului Șantierului Naval Galați. În anul 1980 au fost realizate lucrări de extindere la depozitul de costume, iar în anul 1981, cu prilejul aniversării a 25 de ani de la înființare, a fost renovată fațada, proiectul fiind conceput de arh. Doina Marin. Ornamentele și literele de pe frontispiciul teatrului au fost executate la MENAROM, iar globurile pentru iluminat au fost aduse de la Buzău. Aniversarea a 25 de ani a fost fastuoasă, cu spectacole de gală, cu decernări de premii și medalii. De renovarea și modernizarea din anul 2003, s-a ocupat arh. Iuliana Gabor, care a schimbat fațada teatrului și a creat un foaier mai încăpător, cu lumini murale și dale, sala de spectacole fiind dotată cu fosă hidraulică și sistem de sunet nou, surround.
În această perioadă și-a început contractul managerial Florin Melinte, un director care a colaborat cu artiști, dirijori și regizori din spațiul european, completând repertoriul teatrului cu montări monumentale și trimițând colectivele teatrului în turnee (câte 2-3 pe an) peste hotare. Tot directorul Florin Melinte a organizat și susținut pentru prima oară în țară un spectacol de operă în aer liber, după modelul producțiilor din vest, a promovat imaginea instituției în plan național, susținând spectacole și concerte simfonice la Opera Română din Iași, la Ateneul Român și în cadrul Festivalului „George Enescu” (singura participare din istoria instituției). Teatrul Național de Operă și Operetă „Nae Leonard” a devenit la acea vreme un reper important al vieții muzicale naționale și un promotor activ al culturii și artei interpretative românești peste hotare.

### Laura Sava (2009)
Laura Sava, secretarul muzical al instituției, a fost directorul interimar al teatrului între cele două mandate ale directorul Florin Melinte.

### Teodor Niță (2012 până în prezent)
În primul mandat al lui Teodor Niță, ca director al instituției, în noiembrie 2013, are loc premiera operei Aida de Giuseppe Verdi, o montare monumentală realizată de creatori de renume în plan internațional: regizorul Francesco Belotto (Teatro Bergamo), scenograful Angelo Sala (Teatro alla Scala, Milano), coregrafa Marta Marcelli, dirijorul Simone Marzialli. A fost prima întâlnire a colectivului gălățean cu personalități aflate la vârful ierarhiei valorilor creatorilor din domeniul teatrului muzical contemporan. Cu acest spectacol colectivul teatrului a efectuat apoi un lung turneu de mare succes în Olanda. 

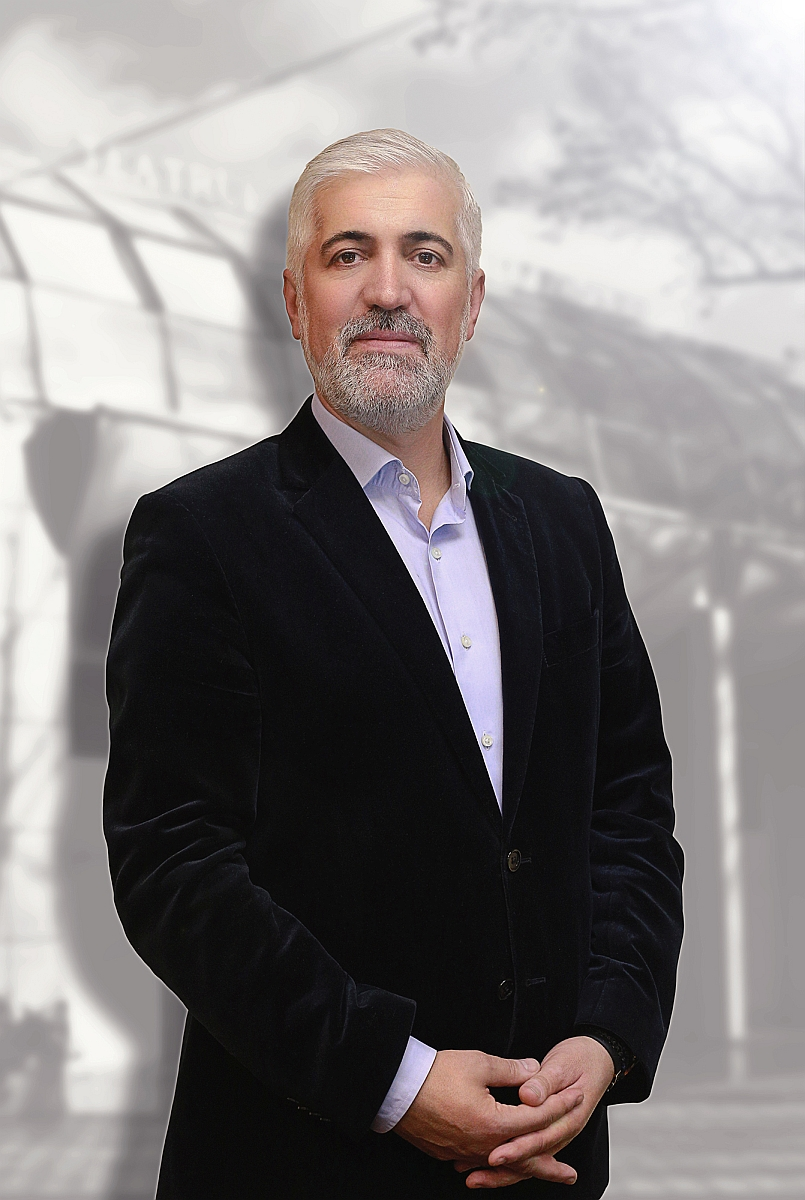
Directorul și solistul Teodor Niță

Pe parcursul managementului lui Teodor Niță, liricul gălățean a avut ocazia să primească o denumire nouă în martie 2018, numele instituției schimbându-se din Teatrul Muzical „Nae Leonard” Galați în Teatrul Național de Operă și Operetă „Nae Leonard” Galați, prin Hotărârea de Consiliu Local Galați nr. 76/15 februarie 2018, instituția având o nouă organizare administrativă, pe măsura noii titulaturi, întregul colectiv al instituției recâștigându-și prestigiul vocației și demnității profesionale, pierdut pentru câțiva ani (2010-2018), începând în perioada celui de-al doilea mandat al lui Florin Melinte, când majoritatea colectivului instituției și-a desfășurat activitatea în teatru, însă avea un angajator diferit, Fundația Andreiana Juventus. 
SENSES: The Sensory Theatre. New transnational strategies for theatre audience building a fost un Proiect de Cooperare Europeană în perioada 2015-2017 co-finanțat de Programul „Europa Creativă”. Pentru a activa interesul pentru spectacolele de teatru, proiectul și-a propus să adopte o strategie inovativă în regia de teatru și în scrierea de piese de teatru, bazată pe mărirea percepției senzoriale a audienței în timpul spectacolelor și pe conștientizarea critică a publicului asupra acestei experiențe. Proiectul european SENSES a reprezentat o cooperare între trei țări, fiecare reprezentată de câte un oraș: România (Galați), Franța (Avignon) și Italia (Milano). SENSES și-a propus stimularea celor cinci simțuri ale omului în mediul teatral. Fiecărei țări i s-au atribuit simțuri. Acest proiect a fost important pentru orașul Galați și pentru cele două instituții participante: Teatrul Muzical „Nae Leonard” (cu denumirea de la acea vreme) și Universitatea „Dunărea de Jos”. Finalitatea acestui proiect european a constat în punerea în scenă a trei spectacole: două piese de teatru, una aparținând partenerilor din Franța și cealaltă - celor din Italia, și o operă Regele Cerb, cu libretul și regia aparținând regizorului italian Paolo Bosisio, muzica fiind scrisă de compozitorul italian Angelo Inglese, care va fi și dirijorul acestei producții. Cu această premieră, Teatrul „Nae Leonard” a deschis ediția a XIII-a a Festivalului Internațional „Leonard”, ediție jubiliară ce marchează 60 de ani de la înființarea Teatrului. Fiecare din aceste trei spectacole va fi reprezentat și în celelalte două țări partenere. 
Tot în perioada managementului lui Teodor Niță, s-au lansat evenimente emblematice pentru Teatrul Național de Operă și Operetă „Nae Leonard” prin festivalurile specifice genurilor muzicale jazz & blues, rock și folk. Astfel, au luat naștere Festivalul „Folk la Dunăre”, Danube Rock Festival și Danube Jazz & Blues Festival, fiecare cu câte 6 ediții. Acestea au atras un număr impresionant de spectatori melomani, pasionați  de aceste genuri muzicale, care nu sunt reprezentate în municipiul Galați de nicio altă instituție de cultură.
Odată cu avansarea tehnologiei din ultimele 2 decenii, managementul directorului Teodor Niță s-a preocupat în mod special de prezența instituției în mediul online, prin înființarea unor pagini de Social Media, precum Facebook, Instagram și Youtube, precum și pe aplicații, precum Galați City App. Activitatea în mediul online a atras cu ușurință spectatori, care au participat activ pe paginile de Social Media, prin like-uri, comentarii, distribuiri ș.a. Activitatea online a presupus și difuzarea live a spectatolelor instituției, din pricina pandemiei de coronavirus care a afectat întreaga lume, începând cu anul 2020. De atunci, instituția a fost nevoită să se adapteze măsurilor restrictive și să ajungă la publicul spectator prin difuzarea live a spectacolelor sau prin difuzarea unor spectacole din arhivă.

## Producții

### Opere
Pe scena Teatrului Național de Operă și Operetă „Nae Leonard” din Galați a fost prezentat un repertoriu de operă de dimensiuni impresionante, care a inclus cele mai reprezentative titluri din creațiile românești și universale. De-a lungul stagiunilor, pe scena gălățeană s-au impus numeroși soliști, instrumentiști, coriști, balerini, dirijori, regizori, coregrafi și scenografi.
La Traviata

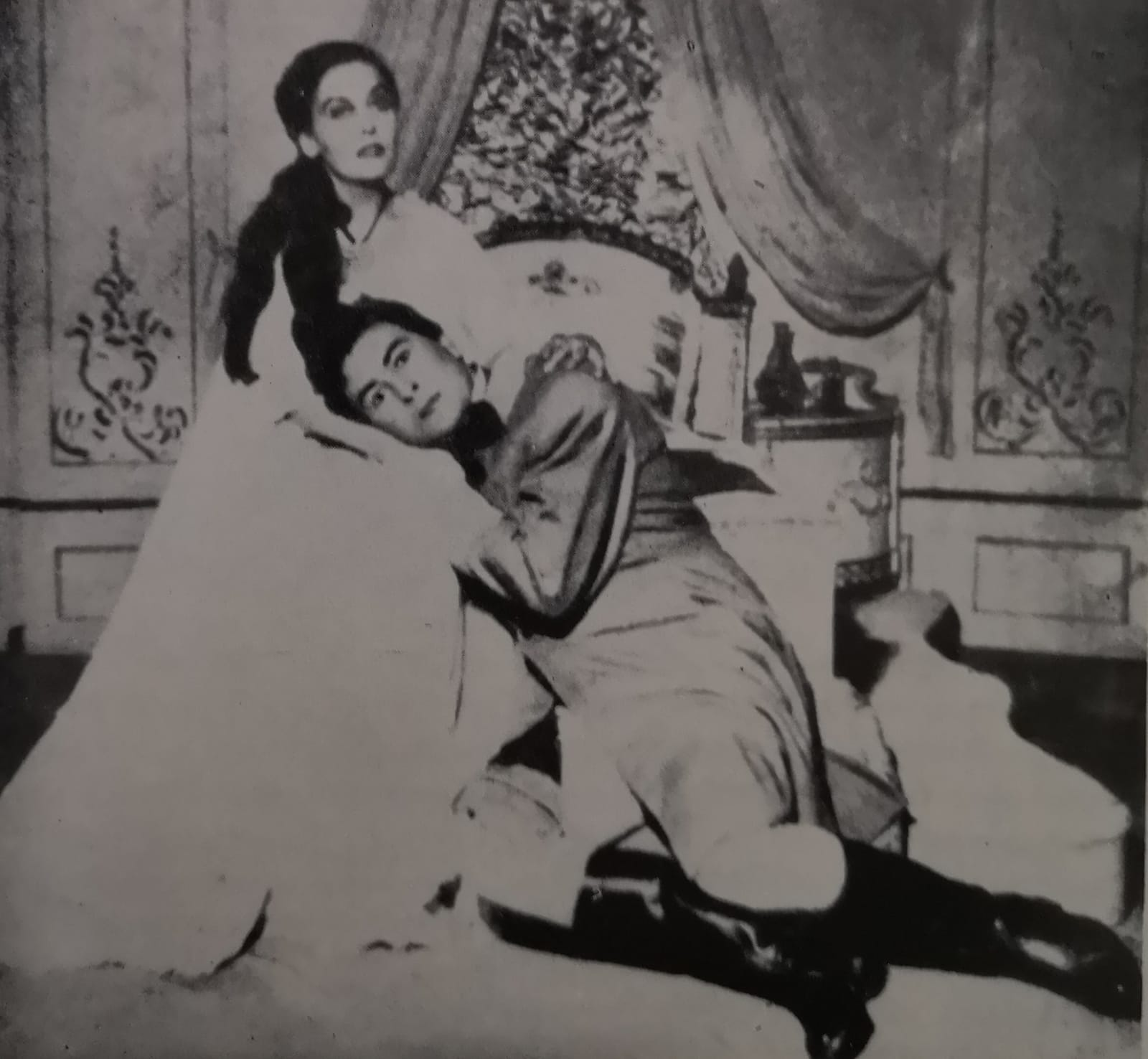
Ninetta Crainici și Octavian Naghiu în opera „La Traviata” de Giuseppe Verdi

La Traviata este primul spectacol de operă montat pe scena gălățeană, premiera având loc pe 3 iunie 1957, în regia artistică a directorului de atunci, Albert d’Andrée. Scenografia a fost semnată de Claudia Fanea și de Livia Filipașcu, iar coregrafia de către Ștefania Ignat. Primul spectacol de operă al teatrului a fost condus de la pupitru dirijoral de maestrul Emil Fanea. Colectivul artistic, proaspăt format, încă lipsit de experiența necesară, a dat un adevărat examen. A fost un început în care soliștii Corina Filimon, Silvia Bota, Nicolae Zaharia, Vasile Huzum, Tiberiu Papp, Cornel Tigara, alături de cor, balet și orchestră au făcut primul pas spre profesionalism. În ziarul local se consemna: „Evoluțiile de la premieră nu au fost perfecte, dificultățile partiturii au impus uneori o anumită crispare a interpreților, o preocupare prea vizibilă pentru muzică, care imobiliza oarecum mișcarea scenică și trăirea interioară a momentelor dramatice. Totuși, în alte momente spectacolul impresionează prin dăruirea față de rol a interpreților, prin efortul artistic impresionant al acestora, prin dorința vizibilă de a-și depăși propriile lor posibilități”.

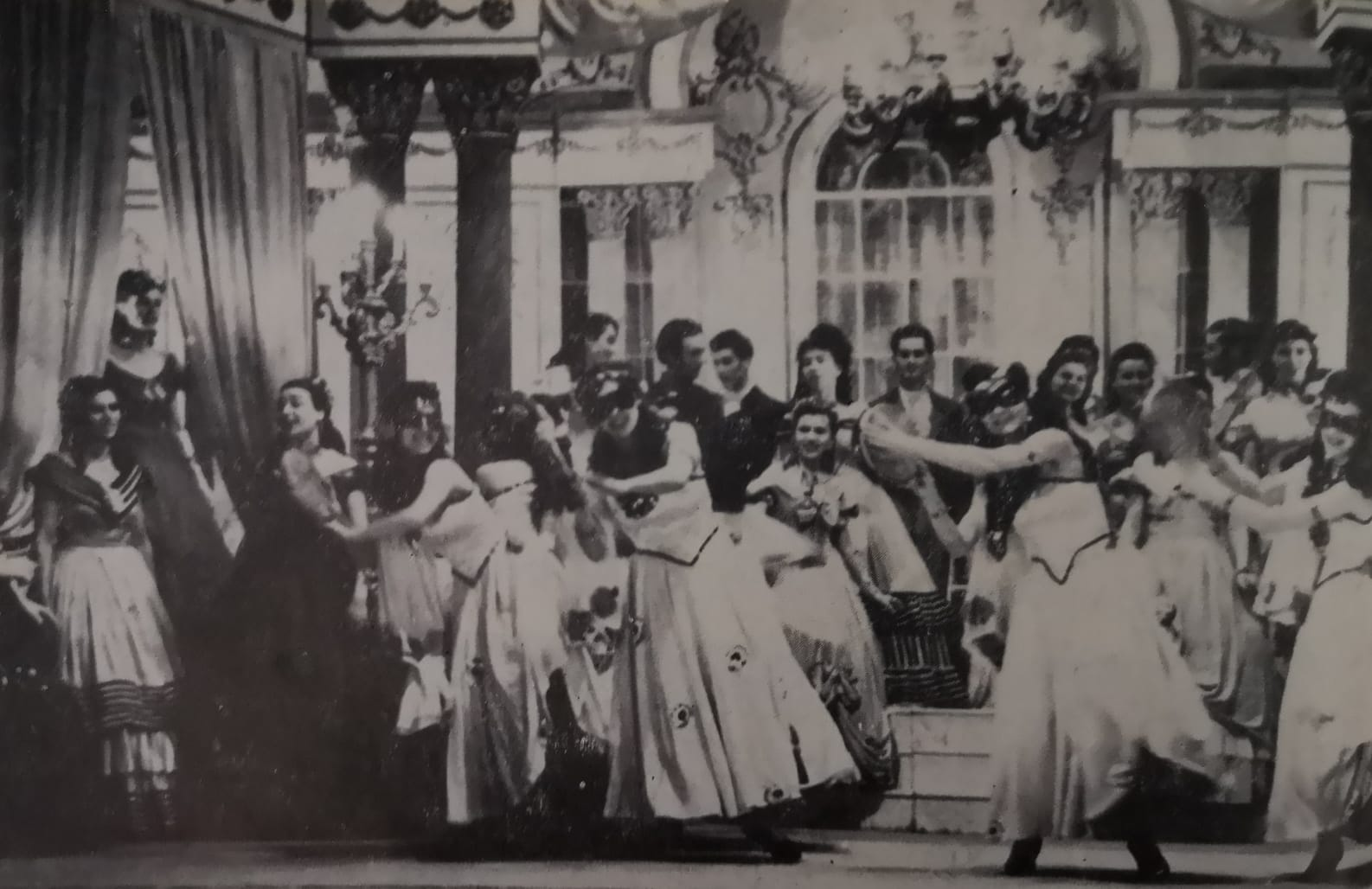
Scenă de ansamblu din actul III al operei „La Traviata” de Giuseppe Verdi

La Traviata s-a jucat cu succes ani la rând, depășind la un moment dat granițele orașului și impunându-se odată cu trecerea timpului realizarea unei noi variante. Astfel, în 1968, este realizată o nouă versiune în regia lui Nicolae Ciubuc, cu o coregrafie semnată de Trixy Checais, păstrându-se, însă, scenografia Claudiei Fanea și avându-l la pupitrul dirijoral pe Ury Schmidt. În distribuție îi întâlnim pe Elena Patrichi, Aida Abagiev, Cornelia Seracin, Florica Budac, Corneliu Mărgărit, George Ichim, Nicolae Urdăreanu, Cicerone Ognef, Benedict Gorodețchi, Dan Constantinescu și Nicușor Toma. La această dată, colectivul teatrului este deja unul matur, cu un repertoriu bogat și divers. Scenografia, ca și montarea regizorală, au păstrat linia clasică și au urmărit evidențierea detaliilor.
Ultima montare, realizată pe 16 decembrie 2001 de regizorul Eleonora Constantinova, evidențiază latura psihologică a personajului principal. Spectacolul a fost prezentat cu ocazia a celei de-a 45-a aniversare a teatrului, așa cum sublinia directorul teatrului, Florin Melinte, într-un interviu acordat ziarului Viața liberă, înainte de premieră: „Din păcate, Teatrul Muzical nu are ocazia să sărbătorească cei 45 de ani de existență în propria casă. (...) nu întâmplător am ales Traviata, acesta fiind primul spectacol care s-a montat în teatrul nostru, acum 45 de ani. Așadar, o putem numi o premieră în reluare, după 45 de stagiuni, cu o echipă de realizatori de excepție – aceiași care ne-a adus la succesul de acum trei ani cu Nabucco”. Scenografia a fost realizată de Grigore Gorduz, iar coregrafia de Fănică Lupu. La pupitrul dirijoral a urcat un maestru dirijor din Italia, Massimo Scapin. Din distribuție au făcut parte soliștii: Natalia Sevcenko (Ucraina), Cristian Bălășescu, Ion Ardelean (Constanța), Emilia Frigioiu, Florn Marcovici, Teodor Niță, Eremia Manole și  George Ichim.
În 2001, întreaga lume muzicală a comemorat 100 de ani de la moartea marelui compozitor italian, Giuseppe Verdi, ceea ce impunea o restituire în repertoriul teatrului a unei lucrări care se bucură de o imensă popularitate. Spectacolul de premieră a fost o reușită, așa cum au remarcat deopotrivă cronicarii și publicul spectator, evoluțiile soliștilor fiind în mod deosebit apreciate: „Soprana Natalia Sevcenko, de la Opera din Odessa, ne-a relevat, în primul rând, o muzicalitate deosebită, pusă în valoare de o voce amplă, caldă și specifică pentru rolul Violettei, bune însușiri actoricești, transpunând scenic, în mod creator și cu autentică trăire, indicațiile regiei. A trecut peste accentul ușor slav, ce s-a simțit mai mult în unele momente, având în vedere că întregul spectacol a fost prezentat în limba italiană. Tânărul tenor Cristian Bălășescu ne-a emoționat și încântat în rolul lui Alfredo, de altfel în primul său rol de o asemenea anvergură. O voce egală în toate registrele, un timbru inconfundabil, plăcut, cald, cu vădită știință a cântului, deosebit de sensibil și firesc ni s-a părut baritonul Ion Ardelean, solist al Operei din Constanța”.
Trubadurul

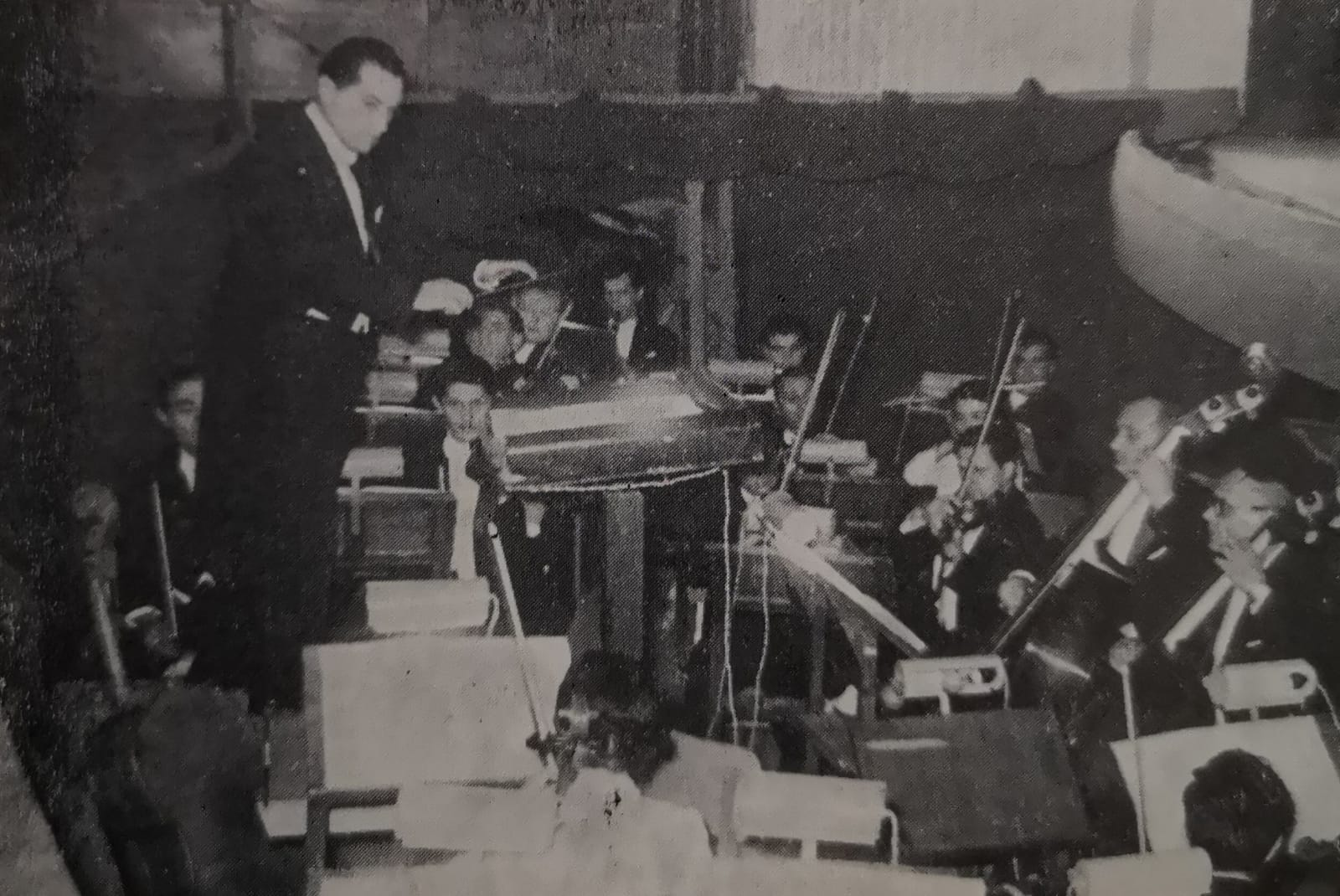
Orchestra Teatrului, avându-l la pupitrul dirijoral pe Emil Fanea, în 1958

Un alt titlu verdian prezent permanent în repertoriul teatrului din Galați a fost Trubadurul. Prima montare a acestui titlu a fost pe 12 octombrie 1958, la doar doi ani de la inaugurarea instituției. În distribuție, erau atunci soprana Cornelia Seracim, prima solistă cu studii superioare angajată în instituție prin repartiție guvernamentală, mezzosoprana Camelia Șotrin, soprana Viorica Pop, formată în cadrul Conservatorului de muzică „Gheorghe Dima” din Cluj (unde a debutat la Opera Română Cluj în 1956), tenorul Vasile Huzum și basul Corneliu Sava. Regia artistică a fost semnată de Bob Massini, scenografia de Claudia Fanea, coregrafia de Cristina Atanasiu, iar dirijorul a fost Emil Fanea. În privința montării operei, scenografia a contribuit substanțial la coloritul epocii printr-o maximă sobrietate, după cum „unul dintre cele mai reușite compartimente l-a constituit neîndoielnic corul, și în special cel bărbătesc, atât din punct de vedere vocal, cât și scenic”.
Această montare a fost refăcută cinci ani mai târziu, pe 25 februarie 1963, în regia lui Panait Victor Cottescu și avându-l la pupitrul dirijoral pe Gabor Kiss. În noua distribuție au fost nume precum: precum George Davidescu, Cornelia Seracin, Corneliu Sava, Florea Alecu, Nicolae Urziceanu, Mărioara Dumitrescu, Cristian Kalman, George Ichim și Dan Constantinescu. În această montare, publicul gălățean a avut ocazia să o admire pe celebra solistă a primei scene lirice a țării, Zenaida Pally, într-o reprezentație de referință: „(...) vineri seară, scena liricului gălățean a găzduit un spectacol realizat cu concursul unor soliști de la Teatrul de Operă și Balet din București. Este vorba despre artista poporului, Zenaida Pally, baritonul Ladislau Konya, soprana Maria Crișan și tenorul Corneliu Stavru. Partitura marelui compozitor italian Giuseppe Verdi, opera Trubadurul, a găsit în cei patru artiști oaspeți, interpreți cu remarcabile calități vocale și scenice (...). La rândul lor, coechipierii distribuției gălățene și-au conjugat eforturile, contribuind la realizarea unui spectacol de mare ținută. Corul și orchestra, avându-l la pupitru pe dirijorul Gabor Kiss, au funcționat cu promptitudine și o muzicalitate pe care o întâlnim destul de rar la reprezentații Teatrului Muzical din Galați”. Această versiune s-a jucat în 112 reprezentații, spectacolului jubiliar 100 având loc pe 19 mai 1974.
În aceeași scenografie, spectacolul a fost refăcut din punct de vedere regizoral și muzical pe 18 martie 1975, în regia lui Boris Stegărescu și conducerea muzicală a lui Carmen Capato-Velincov. Din distribuție au făcut parte soliștii: Alexandru Chiper, Margareta Nica, Pușa Urdăreanu, Ion Frigioiu, Benedict Gorodețchi, George Ichim, Mărioara Dumitrescu, Vicențiu Modiga, Dan Constantinescu. După câțiva ani de uitare, titlul este reluat pe afișele teatrului în haine scenografice noi, cu semnătura lui Grigore Gorduz, și în regia Rodicăi Popescu-Moisă, pe 22 septembrie 1996, avându-i ca interpreți pe Georgeta și Emil Pinghireac, Emilia și Ion Frigioiu, Eremia Manole, Ana Condrea, Cristian Bălășescu. Dirijor a fost Sorin Oancea, iar maestrul de cor Dimitrie Macarie.
Spectacolul s-a refăcut și pe 25 octombrie 2015, în regia lui Paolo Bosisio (Italia), cu scenografia Andreei Koch (București), această variantă fiind ultima montare a operei, din repetoriul teatrului. Dirijorul Mircea Holiartoc a condus spectacolul care i-a avut în distribuție pe soliștii: Andrada Ioana Roșu (Cluj-Napoca), Young Ju Kim (Coreea de Sud), Cristian Bălășescu (Timișoara), Lucian Petrean (Cluj-Napoca), Gelu Dobrea (Timișoara), Adelina Diaconu, Valentin Vasopol, Dumitru Barbu, Tudorel State. Dirijorul corului a fost Daniel Nistor.
Rigoletto
Acest titlu de referință din creația verdiană a fost permanent pe afișele teatrului din Galați, din primii ani după înființare. Prima montare s-a făcut pe 16 decembrie 1959, în regia lui Constantin Georgescu, cu scenografia Claudiei Fanea și coregrafia lui Mihail Sebastian. La pupitrul dirijoral era Emil Fanea. În distribuție s-au numărat artiștii Ion Roman, Vasile Huzum, Elena Patrichi, Cristian Kalman, Floarea Alecu, Cicerone Ognef, George Ghineț, Grigore Stoicescu, Ninetta Crainici, Margareta Kiss și Ion Suceveanu. De o apreciere bună s-a bucurat ansamblul coral bărbătesc, care a nuanțat frumos și prompt cele mai multe momente, sub conducerea maestrului de cor Ion Iancu. La acea dată, orchestra instituției era insuficientă ca număr și la începuturile experienței sale în muzica de operă. Cu toate acestea, presa bucureșteană a consemnat aprecieri pozitive referitoare la montarea operei Rigoletto: „Spectacolul Rigoletto, de pildă, are, ca ansamblu, viață și autenticitate. Rolul titular a fost susținut de baritonul Ion Roman, care dovedește o participare interioară intensă, o frământare adeseori emoționantă. Spectacolul a prilejuit și afirmarea unor talente-certe și bine formate prin studiu, cum este acela al Elenei Patrichi-Spătaru, soprană de coloratură cu un glas de calitate, care a compus rolul Gilda cu o muzicalitate și o îndemânare scenică demne de toate laudele. Fără îndoială că Nicolae Huzum, tânărul absolvent al Institutului de teatru, dispune de mijloace scenice convingătoare și există premizele reușitei sale depline în activitatea de cântăreț”.

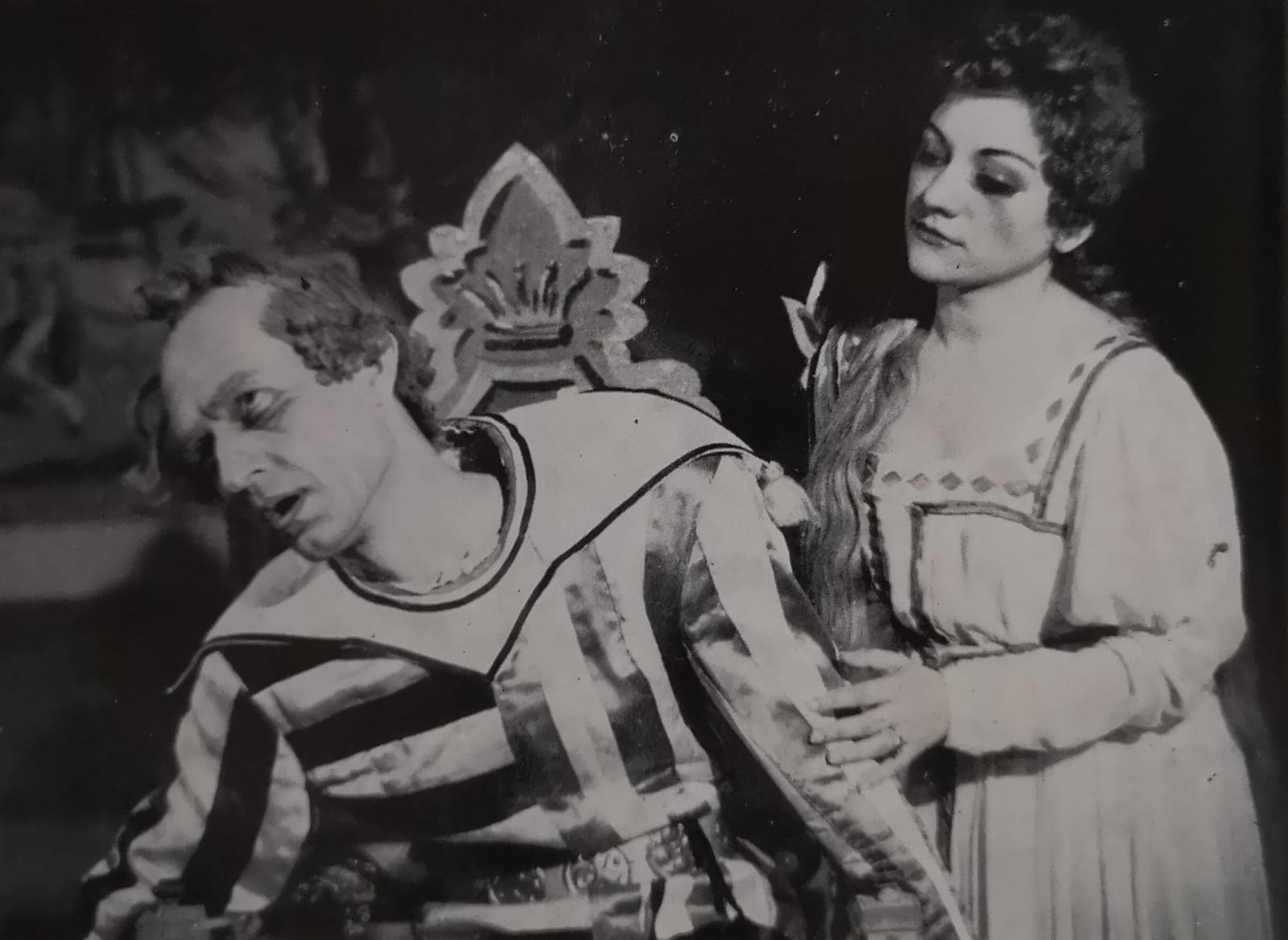
Baritonul Ion Roman și soprana Elena Patrichi în opera „Rigoletto”, de Giuseppe Verdi, în 1959

După 18 ani, pe 16 martie 1977, acest titlu va fi reluat sub direcția de scenă a lui Paul Mihail Ionescu și conducerea muzicală a lui Silviu Zavulovici, păstrându-se scenografia Claudiei Fanea. Distribuția complet schimbată îi reunește pe Nicolae Urdăreanu, Ion Frigioiu, Elena Patrichi, Benedict Gorodețchi, Pușa Urdăreanu, Florica Budac, Manole Eremia, Alexandru Chiper, George Ichim, Anghel Stoian, Ecaterina Toma-Tașcă, Sofia Șerban și Ion Mihalcea. Maestrul de cor a fost la acea dată Carmen Capato-Velincov. Noua distribuție a fost mult apreciată, atât de public, cât și de cronicari: „Se cuvinte să amintim printre aceștia pe tenorul Ion Frigioiu (Ducele), care a demonstrat și de această dată reale aptitudini pentru partituri cu asemenea claviatură muzicală, mai având de depășit unele mici ezitări privind nuanțarea vocală, interpretativă; Elena Patrichi (Gilda) dovedește o bună precizie tehnică în susținerea dificilului rol și de mare întindere; Nicolae Urdăreanu îl rolul titular realizează o expresie muzicală și scenică convingătoare, care se poate înscrie între reușitele carierei”.
În 1996, în vederea unui turneu în Italia, spectacolul va fi refăcut în regia lui Giuseppe Visciglia, cu scenografia lui Anton Hirschkorn, având și o distribuție internațională: tenorul Stelian Negoiescu, de la Opera din Timișoara, baritonul Dan Serbac, de la Opera Română din Cluj, soprana Elena Gudzi, de la Teatrul de Operă și Balet din Chișinău și basul Sorin Drăniceanu, de la Teatrul Liric din Craiova. Pentru dirijorul George Balint, spectacolul Rigoletto va însemna debutul în muzica de operă: „(...) cu orchestra m-am întâlnit în urmă cu câțiva ani, în cadrul unor concerte simfonice, iar astăzi a fost un debut absolut cu această lucrare (...), pe de o parte ca dirijor, iar pe altă parte, prima oară cu acest colectiv”.
Pe 19 noiembrie 2006 s-a jucat varianta regizorală a doamnei Lucia Cicoară Drăgan, distribuția fiind: Hector Lopez, Monica Pâslariu-Ranghilof, Pavel Ermolenko, Florin Marcovici, Teodor Niță, Eremia Manole, Angela Gazibar, Orest Pâslariu, Sofia Șerban, Dumitru Barbu, Fănica Georgescu și Ion Mihalcea. La pupitrul dirijoral s-a aflat Leonard Dumitriu. Gheorghe Andreescu s-a ocupat de adaptarea scenografică, iar Fănică Lupu de mișcarea scenică.
În 2007, în vederea realizării unui turneu în Spania, publicul gălățean a avut ocazia să vizioneze spectacolul Rigoletto într-o reprezentație unică, o montare în versiune modernă a regizorului spaniol Jose Ramon Perez Bottela și a dirijorului de aceeași naționalitate, Alfonso Saura. Directorul de atunci al teatrului, Florin Melinte, prezenta astfel această montare: „Le-am pregătit gălățenilor un spectacol cu niște efecte unice. Suntem siguri că vor fi uimiți: pe scenă va fi o cortină de apă, va fi și foc, sunt niște efecte extraordinare, decorul este simplu, iar lumina spectaculoasă”.
Bărbierul din Sevilla

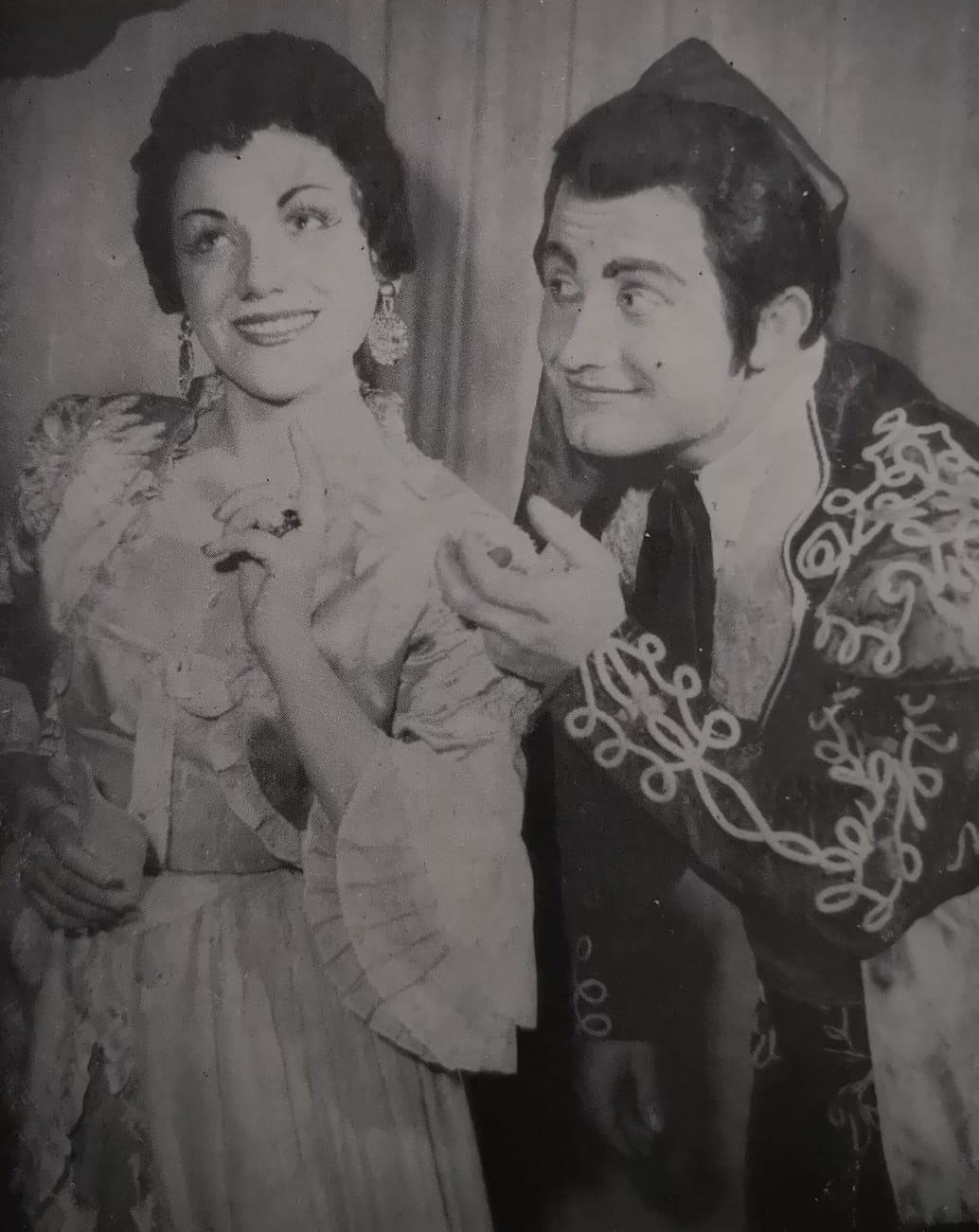
Elena Patrichi și Emil Pinghireac, în rolurile principale din „Bărbierul din Sevilla” de Gioacchino Rossini, în 1960

La Galați, opera Bărbierul din Sevilla, de Gioacchino Rossini, a fost montată pentru prima oară pe scena teatrului pe 25 iunie 1960 și a fost refăcută în 1970, păstrându-se scenografia. O nouă versiune scenică, complet schimbată, s-a făcut pe 19 februarie 2005. Distribuția premiere din 1960 a fost: baritonul Vasile Martinoiu (Figaro), soprana Elena Patrichi (Rosina), tenorul Cornel Mărgărit (Almaviva), basul Ion Iancu (Bartolo), basul Corneliu Sava (Basilio). Regia artistică a fost semnată de Paul Mihail Ionescu, scenografia de Claudia Fanea, iar conducerea muzicală i-a aparținut dirijorului Gabor Kiss. După mai multe reprezentații ale acestei montări, despre baritonul Vasile Martinoiu se scria: „(...) ne-a oferit un sprințar și iscusit bărbier, atât din punct de vedere vocal, cât și al interpretării, atrăgându-și simpatia publicului încă de la prima apariție. Dotat cu o voce generoasă și o mobilitate scenică remarcabilă, Martinoiu reușește un Figaro valoros, ceea ce, pentru un cântăreț la început de carieră, este foarte lăudabil”. În revista Muzica, se constata printr-o cronică: „Muzical, spectacolul este bine pregătit de dirijorul Gabor Kiss, deși dă impresia că nu a fost finisat pe măsură ce se apropie de sfârșit. Astfel, în finalul actului II, protagoniștii distonează vizibil. Regia a reușit să păstreze operei o linie decentă, în pofida obișnuitelor alunecări spre șarjă. E un merit incontestabil, în special la un regizor de operetă și estradă, care montează prima sa operă”. 
Spectacolul este refăcut în 1970, păstrând aceeași scenografie, dar desfășurându-se sub regia lui Nicolae Ciubuc și conducerea muzicală a lui Ury Schmidt. Următoarea refacere a operei Bărbierul din Sevilla a avut loc pe 14 septembrie 1987, în regia Andei Tăbăcaru, cu scenografia lui Simion Mărculescu și avându-l la pupitrul dirijoral pe Gabor Kiss. Din distribuție au făcut parte soliștii Lucian Cristiniuc, Liliana Nichiteanu, Mihai Sandu, Eremia Manole, Benedict Gorodețchi, Camelia Docea, Ion Mihalcea, Gheorghe Ghineț și Nae Opricescu. Garnitura de soliști prezentă în această premieră este cea care va reprezenta teatrul muzical din Galați în următorii aproape 20 de ani, în toate spectacolele muzicale. Montarea din 2005 a premierei Bărbierul din Sevilla a folosit în distribuție, alături de soliștii teatrului, și soliști invitați: soprana Iulia Mocanu Anghel (Rosina), mezzosoprana Lucia Cicoară Drăgan (Berta), tenorul Florin Marcovici (Ambrosio, Fiorello) și invitați de la Opera Națională din București: tenorul Alexandru Agarici (Almaviva), baritonul Iordache Basalic (Figaro), basul Horia Sandu (Basilio) și basul Orest Pîslariu Ranghilof (Bartolo).
Montarea de pe 19 februarie 2005 a avut o scenografie controversată (Gheorghe Andreescu), decorurile și costumele fiind concepute astfel încât stilul clasic să se îmbine cu elemente stridente aduse din contemporaneitate, care nu au convins, ci au trezit comentarii nefavorabile. Făcând o comparație între variantele operei prezentate de teatru de-a lungul timpului, se poate observa că prima montare s-a făcut cu o distribuție proprie, la timpul respectiv existând o garnitură puternică de soliști la Galați, în vreme ce montarea din 2005 aduce colaboratori, soliști ai Operei Naționale din București, deoarece multe voci (tenor, bariton, bas) lipseau dintre soliștii angajați. Regia acestei refaceri a fost asigurată de Cristina Cottescu, iar la pupitrul dirijoral au urcat Mircea Holiartoc, Sorin Oancea și Anton Ludwig Pfell. Maestrul de cor a fost Eugen Dan Drăgoi.
Madama Butterfly
La doar patru ani de la înființarea instituției, conducerea teatrului din Galați propune includerea în repertoriu a unei prime lucrări pucciniene, opera Madama Butterfly. Premiera a avut loc pe 26 noiembrie 1960, în regia Marcelei Popescu, cu scenografia Claudiei Fanea și conducerea muzicală a lui Emil Fanea, în distribuție fiind: Rozina Anghelescu, Sanda Mărgărit, Pantelimon Frunză, Afrodita Capri, Ion Roman, Grigore Stoicescu, Ionel Miron și Vanghelie Dumitru. La numai câteva luni după premieră, publicul gălățean a avut ocazia să aplaude în opera lui Puccini un invitat bulgar: tenorul Nikola Zdravkov, în rolul lui Pikerton. Odată cu venirea la conducerea teatrului a dirijorului Nicolae Ciubuc, spectacolul va fi refăcut din punct de vedere regizoral și muzical, într-o nouă distribuție: Margareta Nica Popescu, Pușa Urdăreanu, Ion Frigioiu, Nicolae Urziceanu, Grigore Stoicescu, George Ichim, Benedict Gorodețchi. La pupitrul dirijoral a urcat Ury Schmidt.
Madama Butterfly a revenit în repertoriul teatrului la 8 decembrie 1993, în regia lui Emil Strugaru de la Opera din Cluj, cu scenografia lui Grigore Gorduz și conducerea muzicală a lui Ury Schmidt. În distribuție au fost soliștii: Georgeta și Emil Pinghireac, Emilia și Ion Frigioiu, Benedict Gorodețchi, George Ichim, Eremia Manole și Florin Marcovici.
În 1995, cu ocazia unui turneu în Italia, spectacolul va fi refăcut din punct de vedere regizoral de către Giuseppe Visciglia, păstrându-se decorurile și costumele lui Grigore Gorduz. După 12 ani, pe 5 mai 2007, constatându-se o deteriorare din punct de vedere regizoral, spectacolul va fi refăcut tot de un italian, Giampero Zazzara, în colaborare cu soprana Laura Niculescu. Spectacolul de premieră a acestei montări a beneficiat de conducerea muzicală a lui Angelo Inglese și de scenografia lui Gheorghe Andreescu, în distribuție fiind soliștii: Laura Niculescu, Angela Gazibar, Ana Condrea, Viorel Săplăcan, Mihai Frunză, Florin Marcovici, Orest Pîslariu Ranghilof și Toni Zidaru.
Lakmée

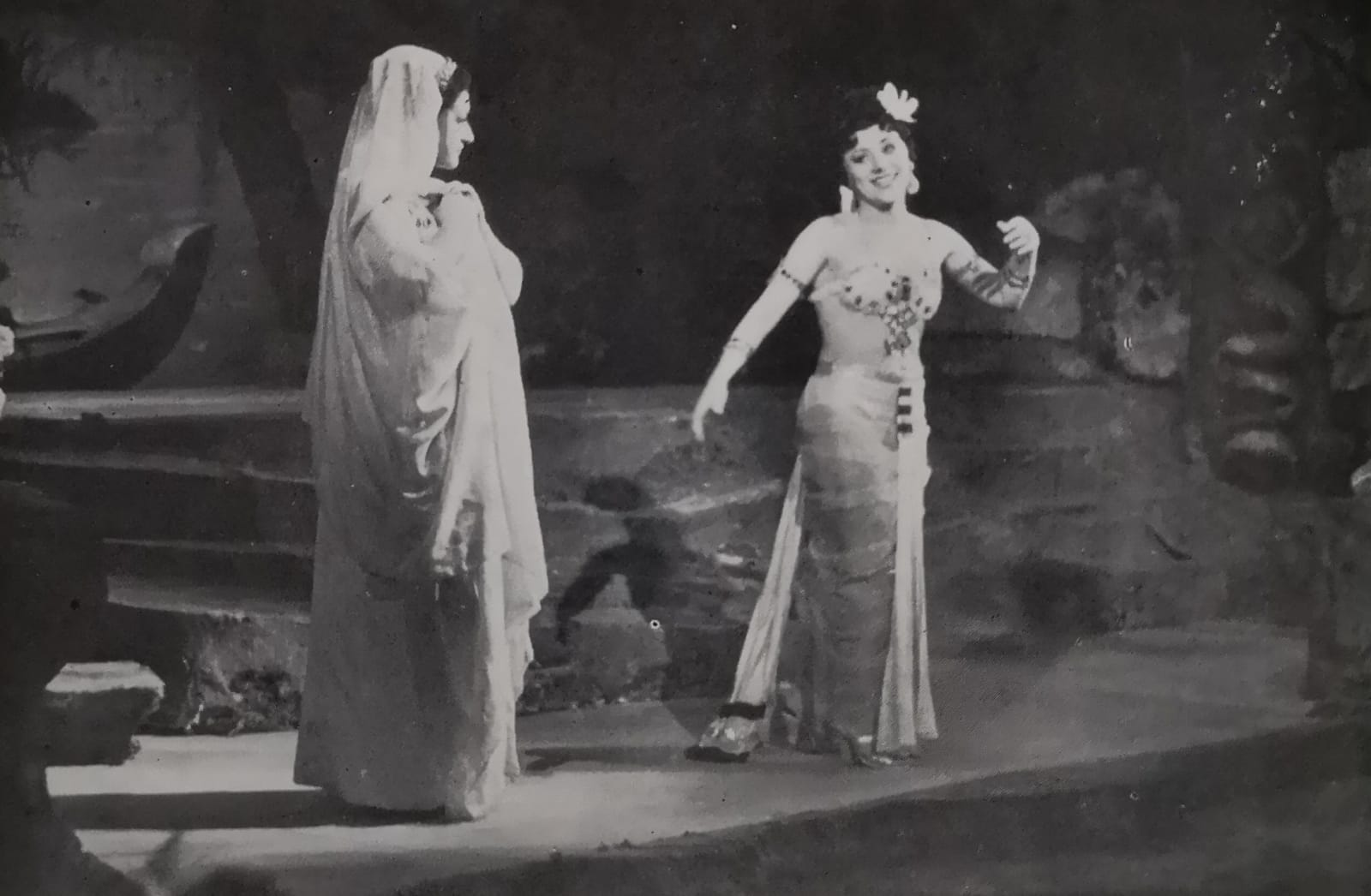
Scenă din opera „Lakmée” de Léo Delibes, cu soprana Elena Patrichi, în 1961

Repertoriul de operă franceză rămăsese în afara preocupărilor teatrului liric gălățean, fapt care a determinat montarea lucrării lui Leo Delibes, Lakmée, pe 28 martie 1961, în regia Marcelei Popescu. Conducerea muzicală, corect asigurată de dirijorul Alecu Sfetcu, directorul instituției la acea vreme, scenografia sugestivă a Claudiei Fanea și momentele coregrafice ingenios concepute de Trixy Checais, „au împrumutat operei autenticul atmosferei de poezie orientală, atât de atrăgătoare pentru public”. Distribuția a cuprins unii dintre cei mai valoroși soliști ai teatrului, în frunte cu soprana de coloratură Elena Patrichi (în rolul titular): Sanda Mărgărit, Afrodita Capri-Buzilă, Pantelimon Frunză, Ion Iancu, Vasile Martinoiu, Laurențiu Buzilă și Florica Budac. Aceasta este singura montare a operei, din repertoriul teatrului.
Cavalleria rusticana

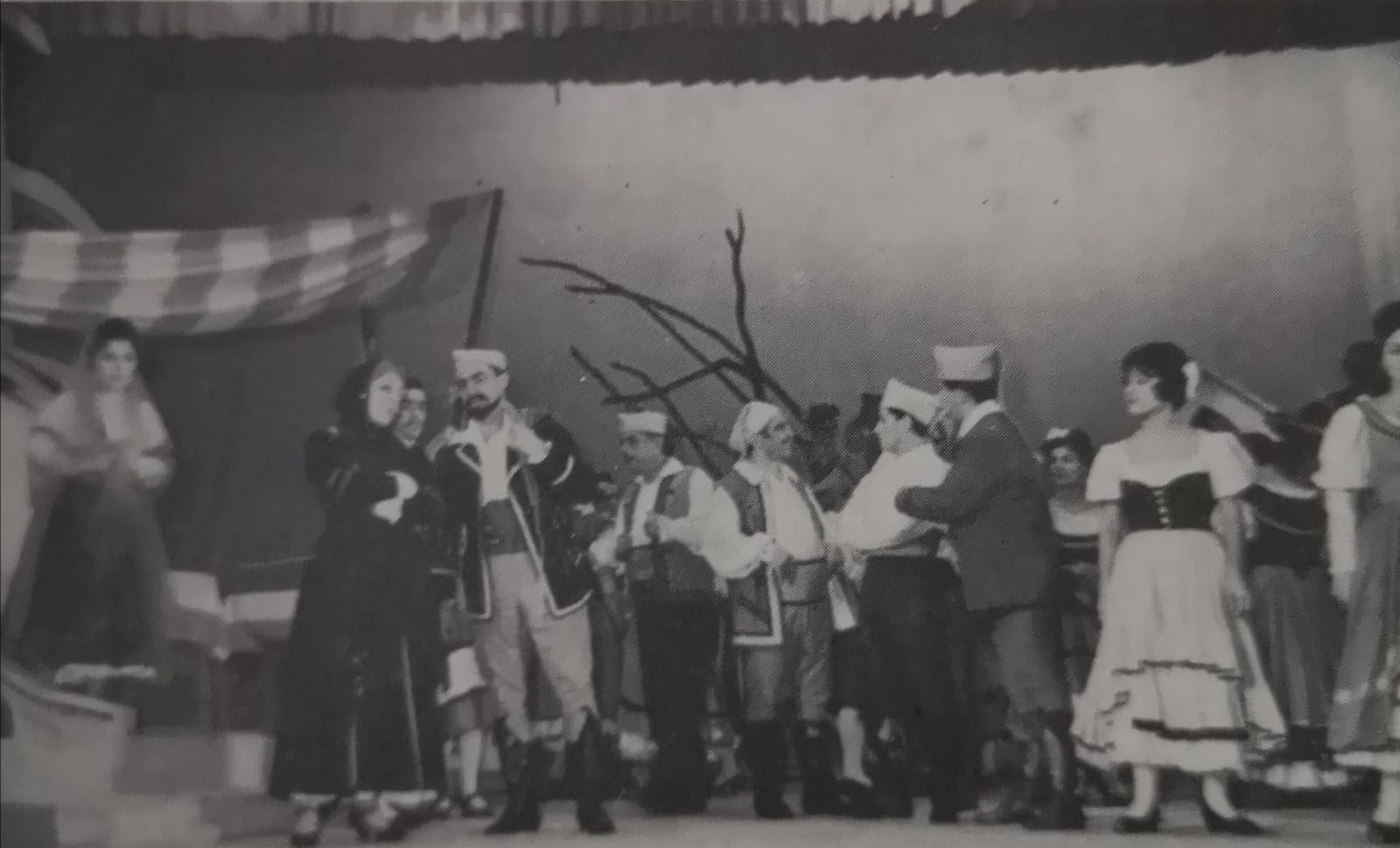
Scenă de ansamblu din opera „Cavalleria rusticana” de Pietro Mascagni

Prima montare a operei Cavalleria Rusticana, de Pietro Mascagni la Galați a avut loc pe 19 aprilie 1962, în regia artistică a Marcelei Popescu, cu scenografia Claudiei Fanea. Conducerea muzicală a fost asigurată de Jean Bobescu, maestru emerit al artei, iar maestrul de cor a fost Dimitrie Macarie. În distribuție, au fost soliștii fondatori ai teatrului: Cornelia Seracin, Nineta Crainici, George Davidescu și Floarea Alecu. Despre această premieră, revista Muzica consemna următoarele: „Trebuie să subliniem de asemenea că atât colaborarea cu un dirijor valoros din afară, cât și încredințarea muncii de pregătire a premierei acestui dirijor, care să se ocupe paralel de instruirea muzicală a celor două (sau chiar trei) distribuții, se situează pe linia unui nou stil de muncă adoptat de direcțiunea teatrului, în vederea asigurării calității artistice a unor premiere mai dificile”. Păstrându-se scenografia, spectacolul va fi reluat pe 29 decembrie 1965, în regia artistică a lui Nicolae Ciubuc, iar conducerea muzicală îi aparține, de această dată, lui Gabor Kiss. În distribuție, Nineta Crainici este înlocuită cu Pușa Urdăreanu.
O lungă perioadă (peste 30 de ani), spectacolul a lipsit din repertoriul curent al teatrului. Întâlnim o nouă montare abia pe 22 februarie 2003, în regia Eleonorei Constantinova, coregrafia lui Fănică Lupu și scenografia lui Gheorghe Andreescu. La pupitrul dirijoral a fost maestrul Gheorghe Stanciu. În distribuție sunt soliștii: Lucia Cicoară Drăgan, Margareta Dumitrache, Cristian Bălășescu, Vitalie Mălai, Eremia Manole, Emilia Frigioiu și Angela Gazibar.
Paiațe
Premiera operei Paiațe, de Ruggiero Leoncavallo, a avut loc la Galați pe 20 aprilie 1962, în regia Marcelei Popescu, cu scenografia Claudiei Fanea și avându-l la pupitrul dirijoral pe Jean Bobescu, căruia i-a revenit aportul principal la reușita premeirei, datorită faptului că dirijase până la acea dată sute de spectacole cu lucările lui Leoncavallo, iar pe deasupra dispunea de o prețioasă experiență didactică câștigată la catedra de operă a Conservatorului de muzică „Ciprian Porumbescu” din București.  Despre această premieră, revista Muzica făcea următoarele observații: „Ca o calitate esențială a premierelor este demnă de menționat conturarea câtorva linii mari în redarea părții muzicale: distribuirea unor voci viguroase, dacă nu întotdeauna propriu-zis dramatice, adecvate stilului verist, muzicalitatea spontană, elanul care a caracterizat participarea orchestrei, contactul strâns cu scena și fermitatea conducerii ansamblului înfăptuit de Jean Bobescu. Dacă desfășurarea operei Cavalleria rusticana a apărut sudată, unitară, datorită ritmului viu și plin de nerv al interpretării, opera Paiațe a suferit pe alocuri de o anumită fragmentare, provenind din lipsa unei legături organice între cântul soliștilor și jocul acestora”. 

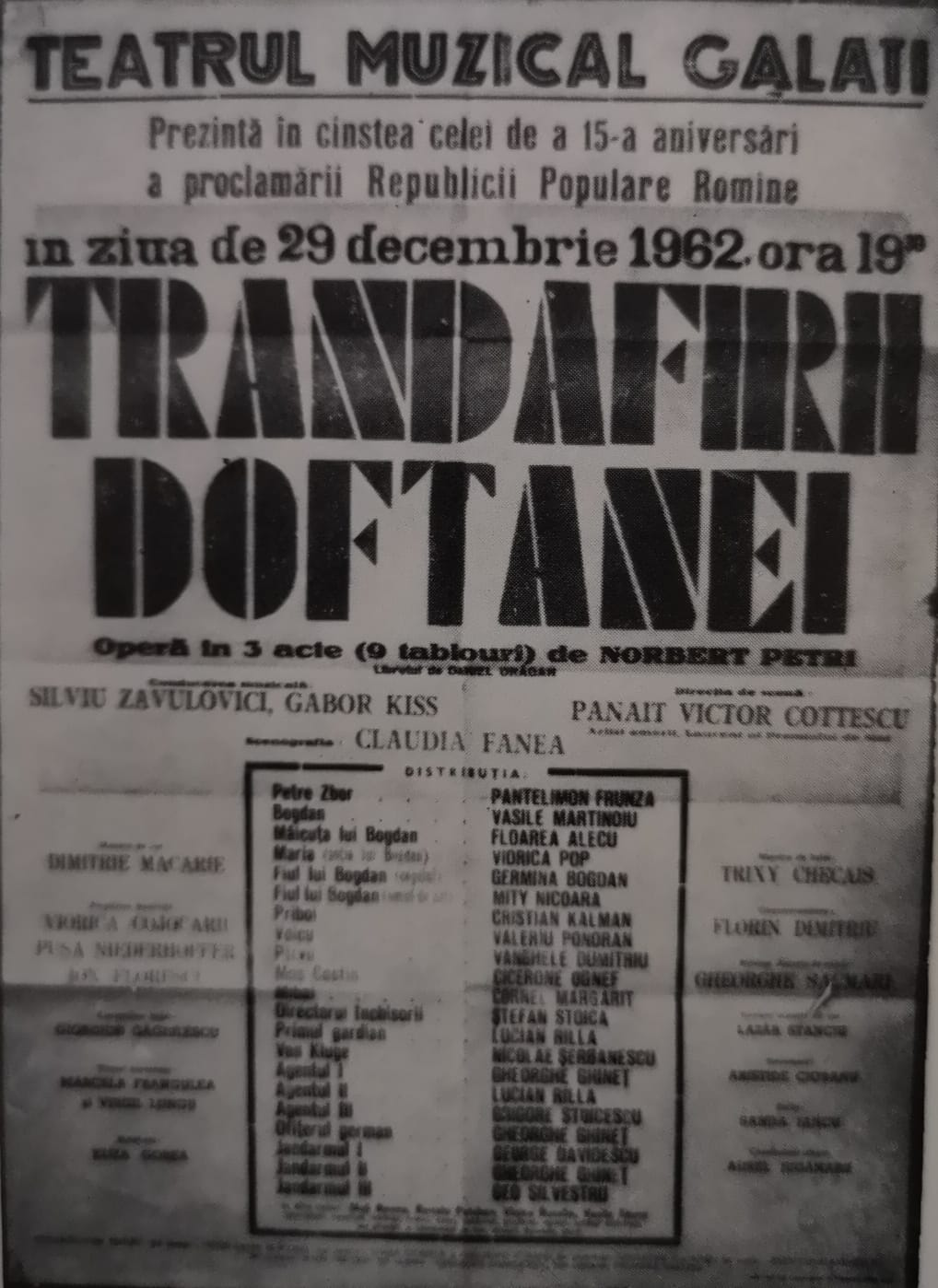
Afișul operei „Trandafirii Doftanei” de Norbert Petri care a avut premiera în 1962, cu prilejul aniversării a 15 ani de la proclamarea Republicii Socialiste Populare România

O a doua montare a operei a avut loc trei ani mai târziu, pe 29 decembrie 1965, în regia lui Nicolae Ciubuc, care a păstrat scenografia anterioară. De data aceasta, la pupitrul dirijoral a urcat maestrul Gabor Kiss. Ultima montare a operei Paiațe, de Ruggiero Leoncavallo, la Galați a fost cea de pe 24 septembrie 2005, în deschiderea stagiunii jubiliare, după jumătate de veac de activitate artistică a teatrului. Versiunea realizată de regizorul Anda Tăbăcaru-Hogea este colorată prin prezența a trei arlechini-mimi ce ilustrează evoluția stărilor sufletești ale personajelor. În distribuție întâlnim atât soliști ai teatrului, cât și invitați: Nedda-Liana Podlovsky, Canio-Tudor Florența (Opera din Iași), Mihai Frunză. Scenografia spectacolului a fost semnată de Gheorghe Andreescu, conducerea muzicală de Sorin Oancea, coregrafia de Fănică Lupu, iar maestrul de cor a fost Eugen Dan Drăgoi.
Trandafirii Doftanei
O lucrare pe care s-au purtat discuții fructuoase a fost premiera de pe 29 decembrie 1962, cu opera românească Trandafirii Doftanei, de Norbert Petri. Încredințată spre a fi transpusă în scenă regizorului Panait Victor Cottescu și dirijorului Silviu Zavulovici, opera compozitorului brașovean inspirată din luptele comuniștilor din ilegalitate i-au emoționat pe auditorii gălățeni și bucureșteni (s-a făcut un turneu în vara anului 1963 în capitală). Fără a se trece cu vederea meritul regizorului de a fi transmis publicului „mesajul ideologic” într-o manieră directă, simplă, „folosind un stil concentrat, dar plin de expresivitate”, au fost exprimate și o serie de rezerve. Criticându-se lipsa de diversitate a prezentării grupurilor, se sugera folosirea lor „într-un mod mai activ și mai puțin stereotip, astfel ca intrările și ieșirile din scenă să apară mai motivate și, în general, ca plastica desfășurării scenice să câștige în frumusețe și măreție”. În ciuda scăderilor de concepție regizorală, soliștii și corul au participat activ la reușita interpretativă: Vasile Martinoiu, Pantelimon Frunză, Floarea Alecu, Viorica Pop, Cristian Kalman, Vanghele Dimitriu, Cornel Mărgărit au întruchipat cu succes eroii clasei muncitoare a vremurilor: „Adesea, patosul plin de sinceritate al unor episoade închinate suferințelor și luptelor deținuților comuniști de la Doftana, este transmis cu o reală putere de convingere. Linia interpretativă imprimată de dirijor este aceea de sobrietate, de nobilă gravitate și, din acest punct de vedere, ea este conformă cu spiritul întregii opere”.
Lucia di Lammermoor
La Galați, opera Lucia di Lammermoor, de Gaetano Donizetti, a fost montată la 7 ani de la înființarea teatrului. Premiera a avut loc pe 23 iunie 1963, în distribuție fiind cuprinși soliștii: Elena Patrichi, Vasile Martinoiu, Pantelimon Frunză, Corneliu Mărgărit, Corneliu Sava, Floarea Alecu și Eugen Cojocaru. Scenografia spectacolului, semnată de Claudia Fanea, a redat prin mijloace simple fastul, culoarea și cadrul epocii respective. Despre evoluția soliștilor, Ioan Cordovan scria în ziarul Viața nouă (astăzi numit Viața liberă): „Trebuie amintit în treacăt că pe vremea când s-a compus opera de mai sus amintită, școala bel canto-ului se găsea în epoca sa de aur, atingând cele mai înalte culmi ale tehnicii vocale, influențând compozitori și invers, în cazul nostru, faptul acesta se manifestă cu multă pregnanță în dificilul rol al Luciei, care a fost interpretat de soprana Elena Patrichi, care cu această ocazie a înscris în repertoriul său una dintre cele mai strălucite realizări atât vocale, cât și scenice. În rolul lui Enrico, fratele ei, baritonul Vasile Martinoiu ne-a impresionat printr-un glas puternic și o justă înțelegere a evoluției personajului în funcție de desfășurarea acțiunii. Dușmanul de neîmpăcat al acestuia și iubitul pe ascuns al Luciei, Edgardo, a fost interpretat de tenorul Pantelimon Frunză, care a dovedit multă inteligență și sensibilitate de frazare. Basul Corneliu Sava, în rolul lui Raimondo, și tenorul Cornel Mărgărit, în Arturo, cu excepția unor note timide de acut, au fost buni la joc și realizare muzicală”.

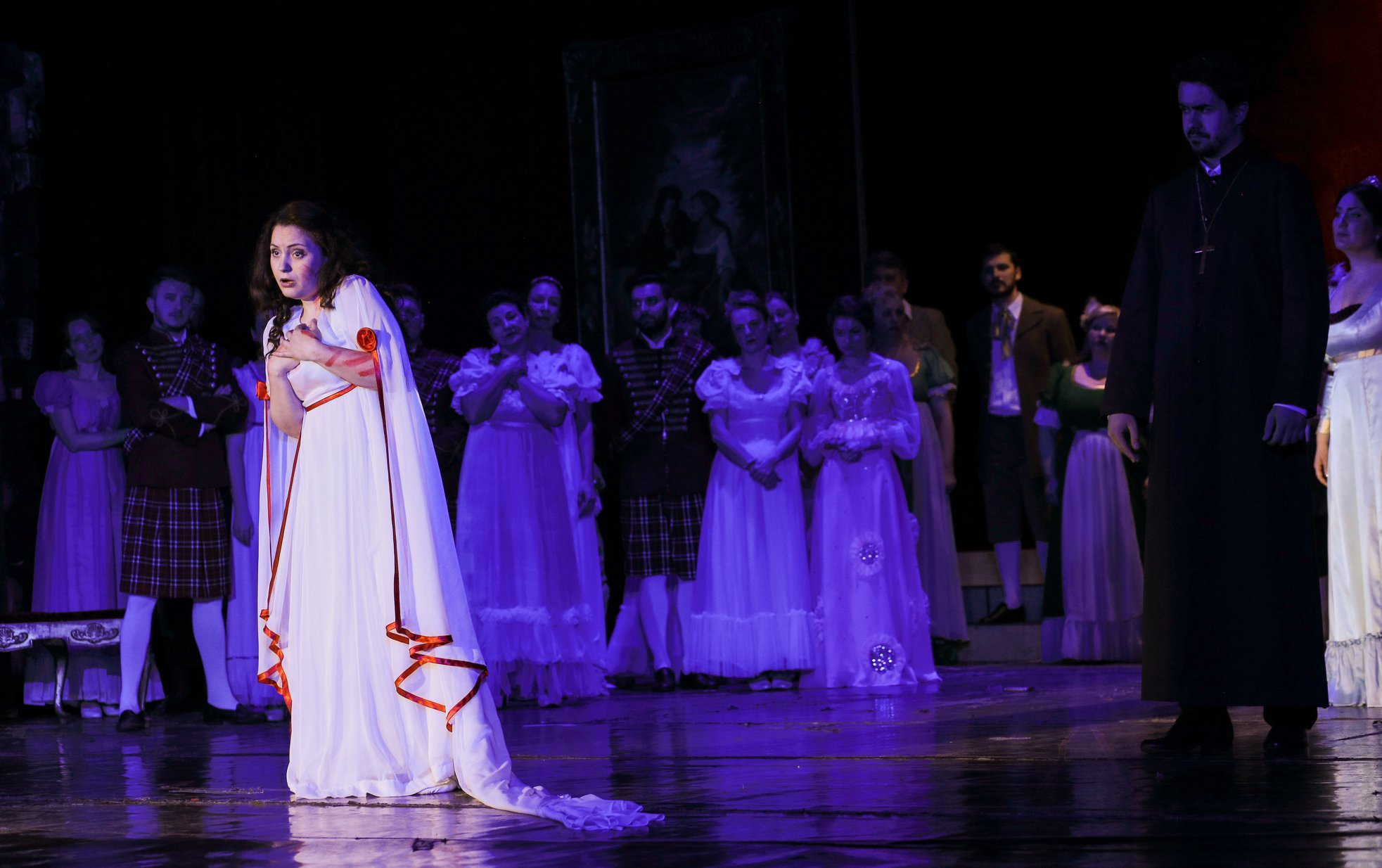
Moment solistic al sopranei Adelina Diaconu în opera „Lucia di Lammermoor” de Gaetano Donizetti, în 2019

Opera Lucia di Lammermoor a fost refăcută pe 15 martie 2013, în regia lui Horia Balint, avându-l ca dirijor pe maestrul Cristian Sandu. Coregrafia a fost asigurată de Gabriela Gegea, dar s-a păstrat scenografia anterioară a Claudiei Fanea. După o reprezentație de pe 14 aprilie 2019 a acestei ultime montări, revista Actualitatea muzicală consemna: „În rolul titular a debutat Adelina Diaconu (fostă studentă a Silviei Voinea la Conservatorul bucureștean), care și-a onorat cartea de vizită personală și descendența artistică, printr-o realizare lăudabilă, constantă pe parcursul operei, dar de-a dreptul impresionantă în marea arie a nebuniei. Fiind debutul ei absolut în acest rol, evoluția sopranei apare și mai meritorie, deschizând frumoase perspective pentru a deveni o interpretă necesară oricărui teatru românesc care propune publicului această capodoperă donizettiană”. Despre regie, coregrafie și deficiențele tehnice ale sălii de spectacol, același cronicar declara: „Nu prea ar fi mare lucru de comentat despre regie și coregrafie, Horia Balint semnând o punere în scenă convențională și fără provocări, schematică și economică, gândită – după cum am aflat – pentru conveniențele unei deplasări în turneu. Oricum, teatrul nu beneficiază de o scenă mare și nici de dotări deosebite în ceea ce privește manevrarea decorurilor sau efectelor scenice, astfel încât punerea în umbră a parametrilor spectaculari (regretabilă în sine și în contextul actual, atât de deschis pentru teatralitate) nu crează frustrare, mai ales publicului fidel. Rămâne, însă, un minus nerezolvat/ nerezolvabil (cu dibăcie compensat la această reprezentație la care am asistat) faptul că sala nu avantajează vocalitatea și nici, în general, o reprezentație de operă, mai ales din pricina unei acustici nepotrivite”. Din distribuția acestei reprezentații au făcut parte trei debuturi, dintre care: Adelina Diaconu – debut (Lucia di Lammermoor), Florin Guzgă de la Opera Națională Română din Iași (Edgardo), Ștefan Vasile, stabilit în Italia (Enrico), Dominic Cristea – debut (Raimondo), Adrian Mărginean (Arturo), Cosmina Stancu – debut (Alisa) și Valentin Vasopol (Normanno).
Don Pasquale

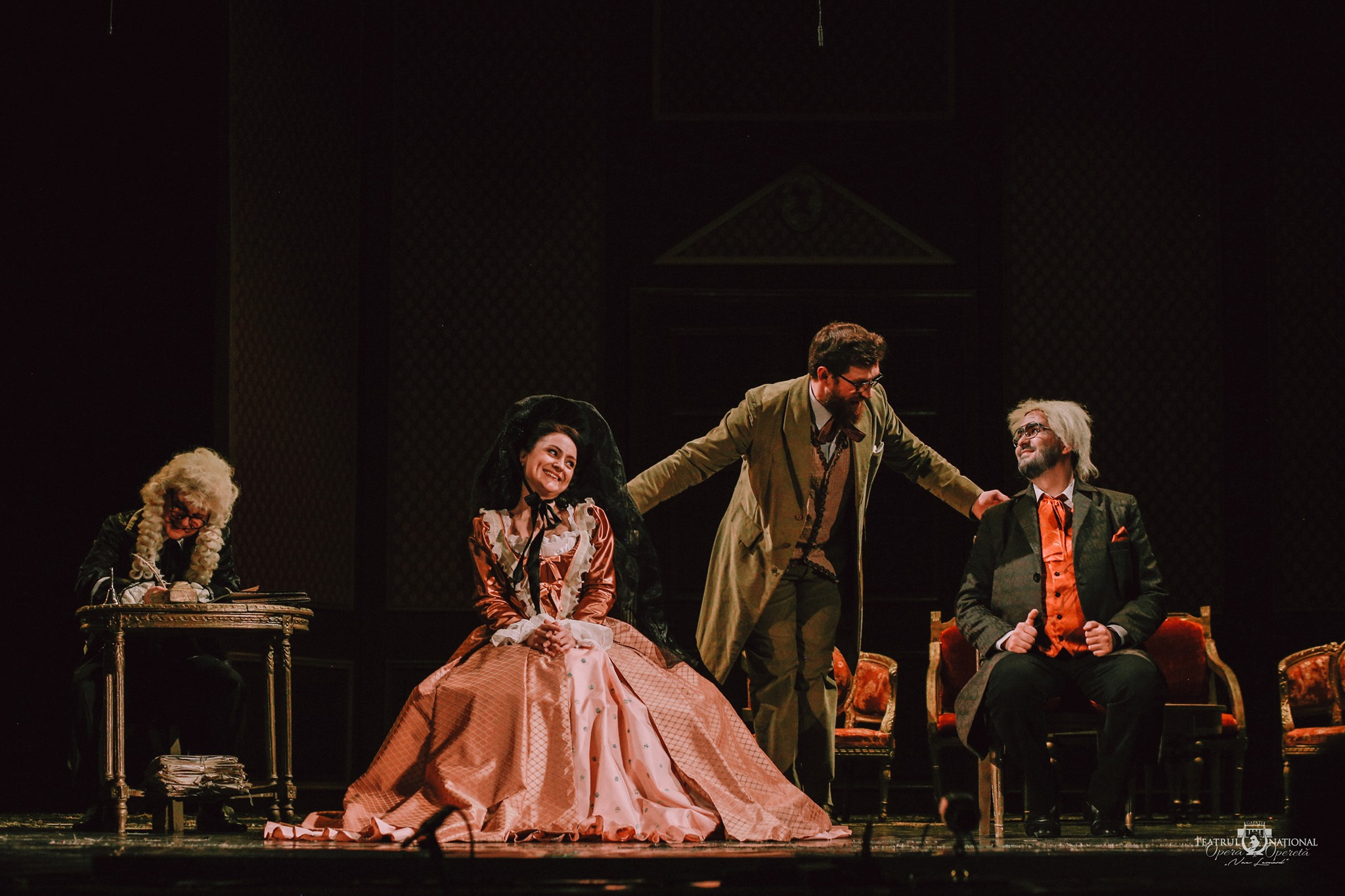
Soprana Adelina Diaconu, basul Dominic Cristea și baritonul Constantin Lupu în opera „Don Pasquale” de Gaetano Donizetti, în 2021

Prima montare a operei Don Pasquale, de Gaetano Donizetti a văzut luminile rampei pe 15 decembrie 1963, în regia lui Panait Victor Cottescu, cu scenografia Claudiei Fanea și sub conducerea muzicală a dirijorului Emil Fanea. În distribuție a fost o echipă tânără de soliști, care va deveni garnitura de aur a teatrului: basul Corneliu Sava, baritonul Ștefan Vasiliu, soprana Elena Patrichi și tenorul Cornel Mărgărit. După 23 de ani, a doua montare va fi realizată de Emil Pinghireac, pe 11 octombrie 1986. Scenografia a fost semnată de Simion Mărculescu, iar conducerea muzicală a fost asigurată de Ury Schmidt. Din distribuție au făcut atunci parte soliștii: basul Eremia Manole, baritonul Emil Pinghireac, soprana Georgeta Pinghireac și tenorul Mihai Sandu. După plecarea celui din urmă în 1990, spectacolul a fost scos din repertoriul instituției.
Spectacolul se reia în anul 2014, sub regia lui Paolo Bosisio (Italia), având distribuția: Mihnea Lamatic (București), Cristina Simionescu (Iași), Adelina Diaconu, Mihai Irimia, Gabriel Gheorghiță și Florin Marcovici. În anul 2021, pe 14 martie, opera în regia lui Paolo Bosisio s-a jucat cu o distribuție nouă, care conține și trei debuturi: basul Dominic Cristea – debut (Don Pasquale), soprana Adelina Diaconu (Norina), tenorul Adrian Mărginean – debut (Ernesto), basul Constantin Lupu – debut (Malatesta) și tenorul Tudorel State (Notarul).
Tosca
Prima montare a operei Tosca s-a făcut la Galați pe 18 mai 1964, în regia lui Panait Victor Cottescu, cu scenografia Claudiei Fanea și avându-l la pupitrul dirijoral pe Gabor Kiss. Din distribuție au făcut parte soliștii: Cornelia Seracin, Pantelimon Frunză, Ștefan Vasile, Maxim Jeronim și Corneliu Sava. Presa locală a vremii consemna: „Dificultatea partiturii, a situațiilor muzicale, faptul că aproape pentru fiecare instrument există părți solistice dificile, și mai ales rolul și participarea orchestrei la acțiunea dramatică, au cerut din partea colectivului, a dirijorului, eforturi susținute, care n-au fost dezmințite”. Urmând același plan al anilor ’70, spectacolul a păstrat scenografia Claudiei Fanea și a fost refăcut regizoral pe 20 octombrie 1970. Distribuția stabilită de regizorul Nicolae Ciubuc a fost următoarea: Margareta Nica, Ion Frigioiu, Ștefan Vasile, Nicolae Urdăreanu ș.a.
O nouă montare a operei Tosca a văzut luminile rampei pe 30 iunie 1994, în regia lui Giuseppe Visciglia, cu scenografia lui Grigore Gorduz și avându-l ca dirijor pe Ury Schmidt, iar ca maestru de cor pe Dimitrie Macarie. În distribuție au fost soliștii: Georgeta și Emil Pinghireac, Emilia și Ion Frigioiu, Eremia Manole, Benedict Gorodețchi, Florin Marcovici și Dumitru Barbu. Ultima montare a operei Tosca a fost realizată de regizorul Domitilla Baldoni (Italia) în 2006, păstrându-se scenografia lui Grigore Gorduz.
Freischütz

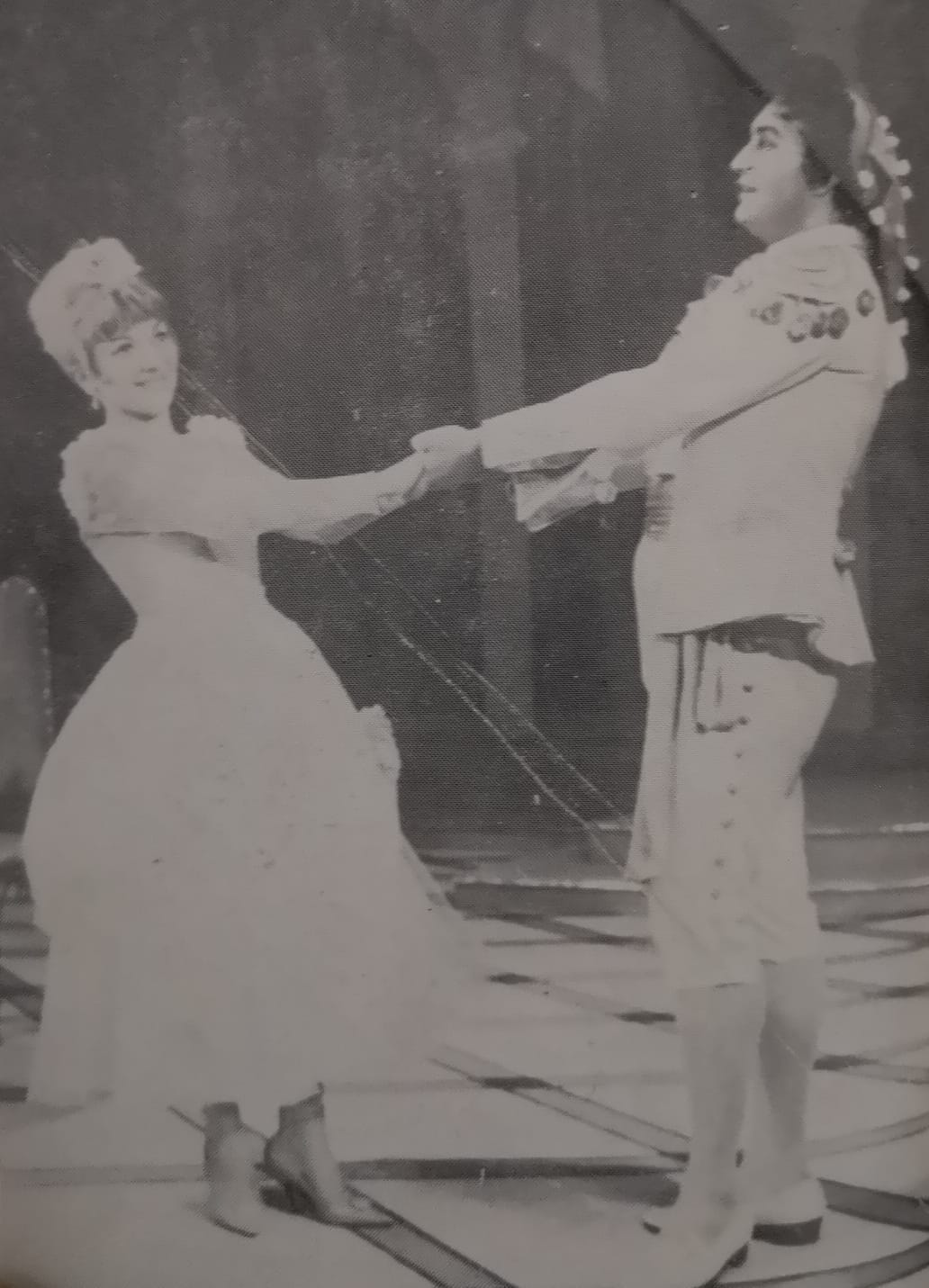
Elena Patrichi și Dan Zancu în „Nunta lui Figaro” de Mozart

Stagiunea 1965-1966 a înscris pentru prima oară în existența instituției lirice o operă clasică germană: Freischütz, de Karl Maria von Weber, pe 23 martie 1966. La limita dintre singspiel și opera-seria, lucrarea romanticului german implică o fuzionare armonioasă între elementele de basm, de fabulație populară și cele de realitate, o perfectă stăpânire a stilului vocal clasic al bel canto-ului, o forță sonoră egală pe parcursul desfășurării întregii acțiuni. Acestea au reprezentat multitudinea de probleme tehnice cu care s-au confruntat conducerea muzicală (Silviu Zavulovici), regia (Barbu Dumitrescu), scenografia (Ion Ipser) și interpreții (Elena Patrichi, Viorica Pop, Cristian Kalman, Corneliu Sava, George Davidescu, Cicerone Ognef, Iacov Laurian, M. Ieronim și V. Ponoran). Montarea gălățeană a operei – unică în repertoriul teatrului – a pus accentul pe „pitorescul vieții țărănești”, încercând și unele momente operetistice, care n-au distonat, întrucât aparțin stilului singspiel (plecarea în marș a țăranilor, mișcările dansante ale domnișoarelor de onoare în scena gătirii miresei): „În ceea ce privește elementele fantastice, regizorul a fost silit să le redea cu redusele mijloace pe care i le oferea scena, mai mult sugerându-le... Orchestra a cântat cu siguranța pe care bagheta lui Silviu Zavulovici o imprimă, realizând o elocventă execuție a partiturii și o atentă urmărire a scenei. Orchestra gălățeană sună omogen și echilibrat”.
Nunta lui Figaro
La 10 ani de la înființare, conducerea teatrului muzical din Galați va include în repertoriul instituției opera Nunta lui Figaro, de W.A. Mozart. Dificila lucrare se va bucura de o distribuție pe măsură, alcătuită de soliștii: Nicolae Urziceanu, Dan Zancu, Elena Patrichi, Margareta Kiss, Corneliu Sava și Sanda Mărgărit. Regia artistică este semnată de Nicolae Ciubuc, iar scenografia de Ofelia Tutoveanu. Conducerea muzicală îi aparținea lui Gabor Kiss. Opera a fost prezentată în premieră pe 30 decembrie 1966, fără a mai fi reluată în alte montări sau distribuții până în prezent. Abordarea capodoperei mozartiene, piatră de încercare pentru o transpunere scenică adecvată, nu comporta din partea colectivului gălățean numai curaj artistic, ci mai ales certitudinea valorii, semn al maturității profesionale.
Faust
Un nou examen al maturității artistice a colectivului a fost opera Faust, de Charles Gounod, a cărei premieră a avut loc pe 9 iunie 1968. Pe descifrarea sensurilor etico-morale ale operei și-a concentrat atenția regizorul Nicolae Ciubuc. Ca dificultate în transpunerea scenică, regizorul spectacolului trebuia să redea scenic pendulările sufletești, dar și atmosfera determinată de coordonata timp-spațiu. Pe lângă regie, scenografia semnată de Hristofenia Cazacu, interpreții și întregul colectiv artistic au reușit să dimensioneze transpunerea scenică într-un succes de prestigiu al teatrului, deși aceasta a fost singura montare a operei din istoria instituției. Scenografia a fost conepută inteligent într-un decor unic, care printr-o simplă schimbare de planuri, se structurează în alte valori funcționale. Coregrafia a purtat semnătura maestrului de balet Trixy Checais. Distribuția a cuprins soliștii: Viorica Pop, Dan Zancu, Nicolae Urziceanu, Marilena Marinescu Mareș, Corneliu Sava, George Davidescu și Sanda Mărgărit.
Carmen

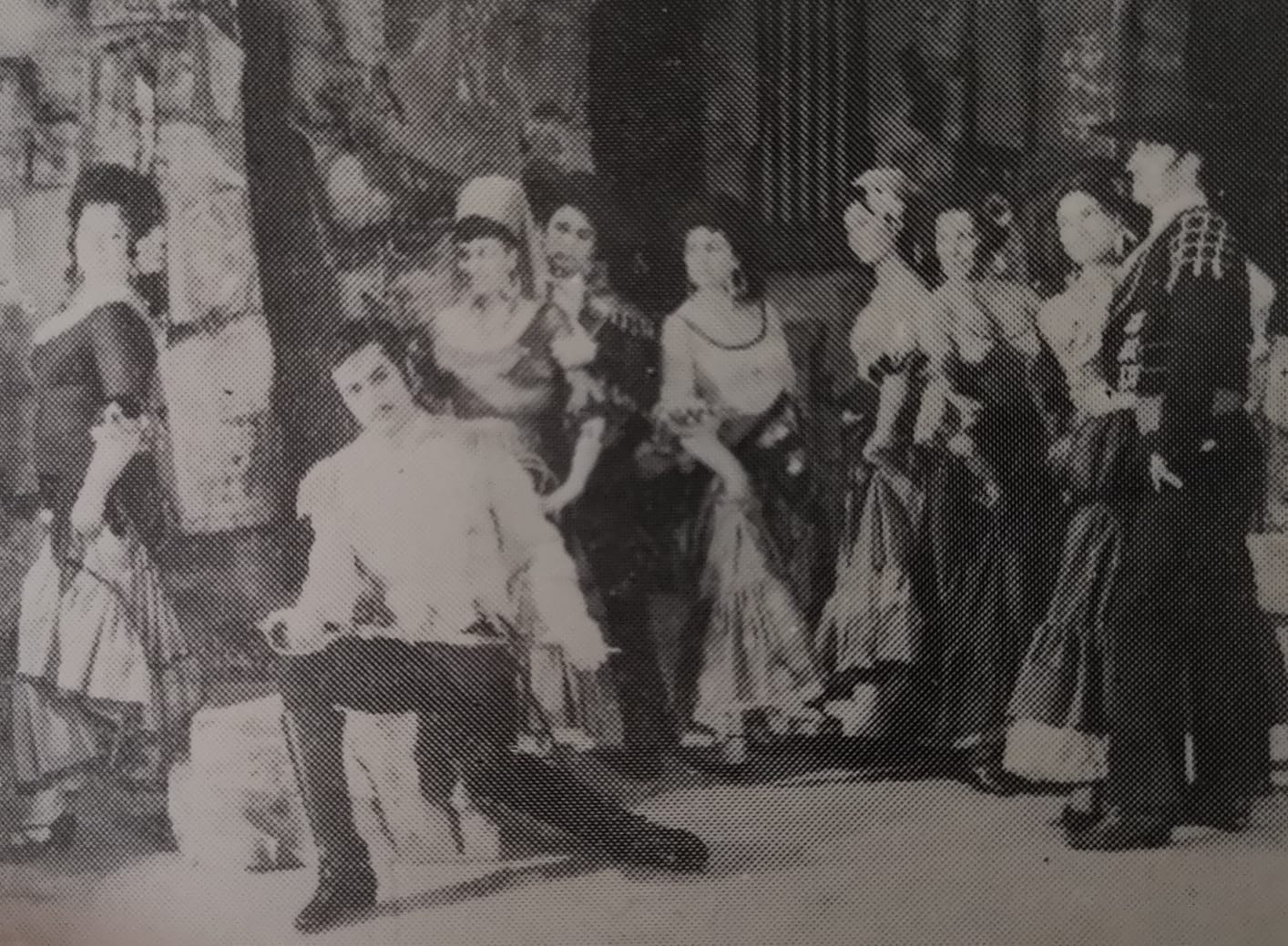
Scenă de ansamblu din opera „Carmen” de Georges Bizet, în 1968

Pe 16 decembrie 1968 are loc premiera operei Carmen, de Georges Bizet, în regia Mariei Lidia Mihail, cu scenografia Hristofeniei Cazacu și coregrafia lui Trixy Checais, care a folosit din plin fantezia în dansurile de caracter. Conducerea muzicală a fost asigurată de Gabor Kiss, cu o sobrietate în execuție până la parcimonie, dar cu o precizie a tuturor intențiilor partiturii. În distribuție s-au remarcat soliștii: Viorica Pop, Ion Frigioiu, Nicolae Urziceanu, Laurențiu Buzilă și Sanda Mărgărit. Opera se va relua pe 19 noiembrie 1989, în regia Andei Tăbăcaru, care realizează versiunea care se joacă și astăzi în repertoriul teatrului. Scenografia a fost asigurată de arh. Cătălin I. Arbore, iar coregrafia de Constantin Floriean. La pupitrul dirijoral a urcat atunci același dirijor care conducea spectacolul în urmă cu 21 de ani: Gabor Kiss.

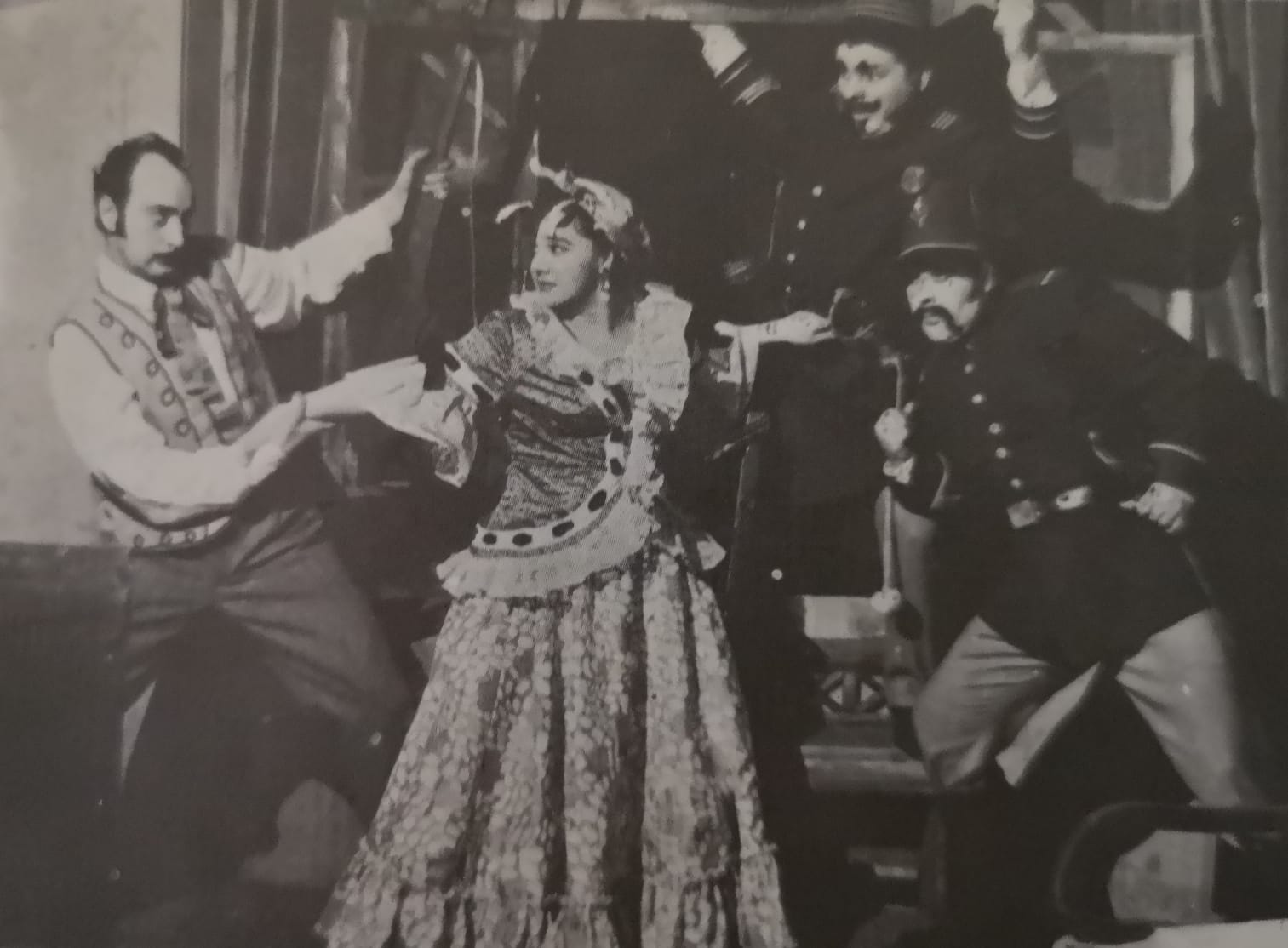
Eleonora Munteanu, Ion Frigioiu, Nicolae Urdăreanu și Nicolae Urziceanu în opera „O noapte furtunoasă” de Paul Constantinescu

O noapte furtunoasă (operă românească)
Opera O noapte furtunoasă, de Paul Constantinescu, a avut premiera pe 16 februarie 1969, fiind reluată în aceeași regie (Jean Rânzescu), scenografie (Simion Mărculescu), conducere muzicală (Gabor Kiss) pe 24 decembrie 1977, pentru a fi programată în Festivalul „Cântarea României”, unde s-a obținut premierul al II-lea, fiind filmat și difuzat pe postul de televiziune TVR2. Soliștii distribuiți, baritonii Nicolae Urdăreanu și Nicolae Urziceanu, tenorii Ion Frigioiu și Florin Diaconescu, sopranele Eleonora Munteanu și Marilena Marinescu Mareș și mezzosoprana Pușa Urdăreanu, au lucrat cu dăruire la montarea spectacolului, iar întâlnirea cu autoritatea regizorului Jean Rânzescu, maestru emerit al artei, a fost benefică pentru artiști, „ducând la imprimarea unui climat de disciplină și seriozitate extremă în abordarea rolurilor”, după cum constată și Carmen Capato în avancronica spectacolului: „Îndrumarea extrem de exigentă și pertinentă a maestrului a constituit pentru talentul celor șapte interpreți în totalitate tineri, o adevărată școală de interpretare modernă, expresivă și convingătoare (care urmărește redarea explicită a muzicii, nu numai în partitura vocală, ci până la cele mai fine detalii orchestrale) a unei lucrări cu reale dificultăți tehnico-interpretative”. Montarea lui Paul Constantinescu a reușit să transfere pe plan muzical umorul, satira percutantă și moralizatoare a marelui Caragiale, creând una dintre creațiile de operă cele mai valoroase din repertoriul teatrului.
Mireasa vândută
Premiera operei Mireasa vândută, de Bedrich Smetana, a avut loc la Galați pe 31 mai 1969, după un tip de repetiții deosebit de comprimat, zilnic. Întregul spectacol a fost atent și minuțios condus de regizorul Nicolae Ciubuc. În distribuția reprezentațiilor spectacolului, întâlnim nume reprezentative ale scenei gălățene de atunci: Cicerone Ognef, Nicolae Urdăreanu, Cornelia Seracin, Nineta Crainici, Aida Abagiev, Margareta Nica, Ieronim Maxim, Cristian Kalman, Pușa Urdăreanu, Floarea Alecu, Corneliu Mărgărit, Ion Frigioiu, George Ichim, Corneliu Sava, Benedict Gorodețchi, Florin Diaconescu, Grigore Stoicescu, Tamara Alexandru și George Ghineț. Scenografia spectacolului a fost realizată de Claudia Fanea, iar coregraful Trixy Checais a redat „unul din elementele de culoare și creativitate a spectacolului”, prin faptul că „în scena circului îmbină momente de balet clasic cu elemente de virtuozitate acrobatică, sugerând acel teatru în teatru, atât de sugestiv și spectaculos, totodată”. Maestrul de cor a fost Dimitrie Macarie, iar la pupitrul dirijoral a urcat maestrul Silviu Zavulovici. Ultima reprezentație a avut loc pe 21 decembrie 1974.Această montare a operei Mireasa vândută este singura din repertoriul teatrului.
Boema

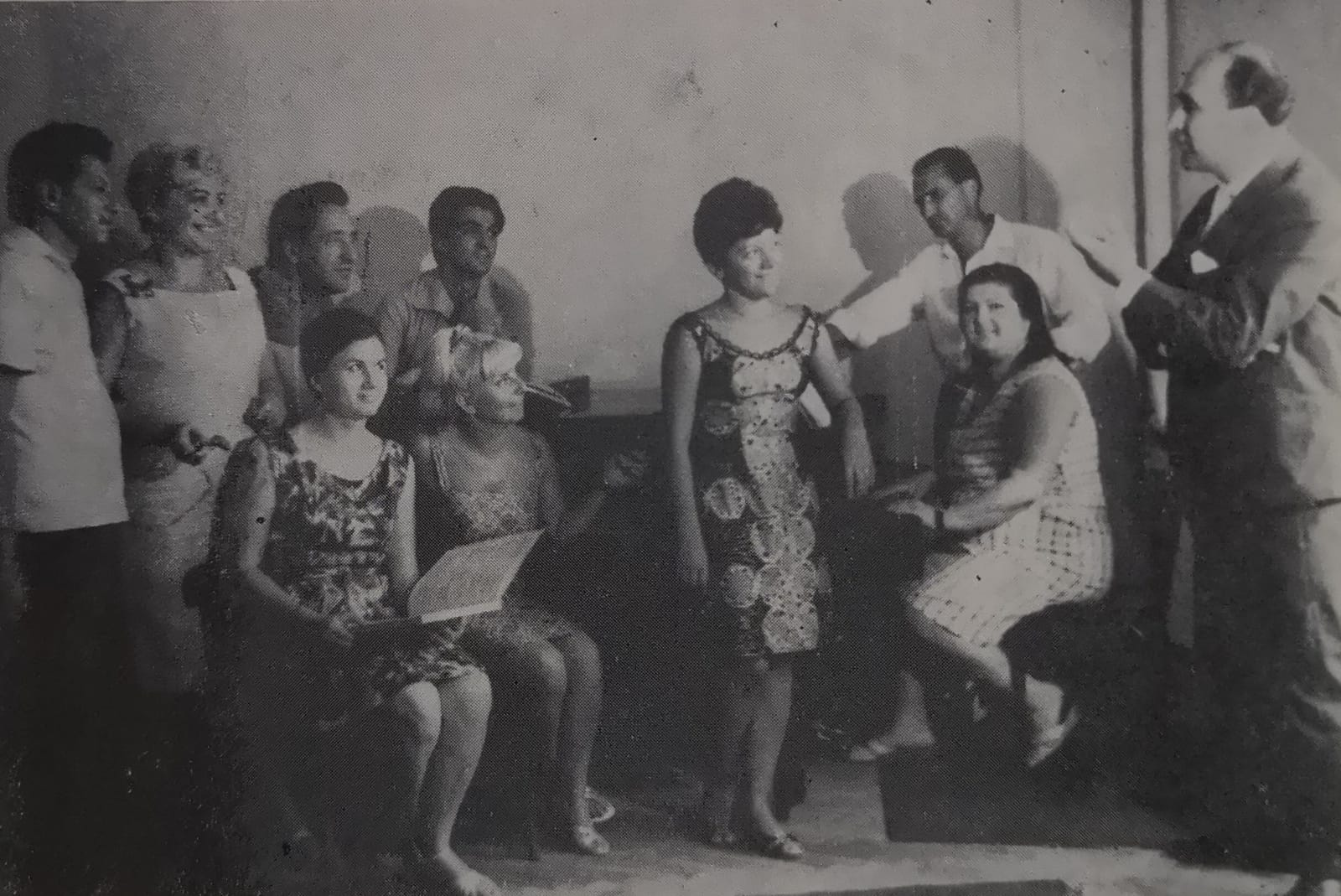
O repetiție, în cabină, sub supravegherea regizorului artistic Nicolae Ciubuc

Premiera operei Boema, de Giaccomo Puccini, a avut loc la Galați pe 24 ianuarie 1970, în regia lui Nicolae Ciubuc și scenografia lui Benno Friedel, avându-l dirijor pe Gabor Kiss și maestru de cor pe Dimitrie Macarie. Din distribuție au făcut parte soliștii: Margareta Nica Popescu, Ion Frigioiu, George Lambrache, Nicolae Urdăreanu, Cornel Sava, Nicolae Urziceanu, Benedict Gorodețchi, Marilena Marinescu Mareș și Elena Patrichi. Despre această montare, ziarul local scria: „Aducând pe scenă această pagină pucciniană, regizorul Nicolae Ciubuc a căutat să amplifice și să sublinieze prin arsenalul scenic semnificația socială a operei, având (...) colaborarea și sprijinul unei echipe omogene și entuziate”. La acea vreme existau unele deficiențe de construcție a fosei, care au fost depășite de arta cu care Gabor Kiss a conceput arhitectura muzicală a lucrării: „În pofida defectelor de amplasare a fosei, a condițiilor improprii pe care le oferă sala pentru un spectacol de operă, am putut deține sentimentul unei armonii fără fisuri flagrante, în ceea ce privește latura muzicală a spectacolului”. Echilibrul spectacolului a fost dat de concepția profund pucciniană a realizării muzicale, care respectă tehnica componistică a marelui compozitor italian, dirijorul Gabor Kiss parcurgând partitura „cu măsura bunului său gust și simț muzical”, dând „expresie ansamblului muzical și relief formei muzicale”.
O altă reprezentație memorabilă a avut loc pe 14 martie 1976, când pe scena Muzicalului a evoluat soprana Adrienne Csengerz din Republica Populară Ungară, alături de soliștii teatrului Ion Frigioiu, Nicolae Urziceanu, Elena Patrichi, Benedict Gorodețchi, Nicolae Urdăreanu și Corneliu Sava. După aproape 20 de ani de absență, opera Boema va fi reluată în regia lui Giuseppe Visciglia, pe 11 aprilie 1997, având scenografia lui Grigore Gorduz și conducerea muzicală a lui Gheorghe Stanciu. Distribuția este și internațională: Vitalie Voitko (Rep. Moldova), Ștefania Ștefan, Sofia Șerban, Karoly Bancsov (Opera Maghiară din Cluj), Sorin Drăniceanu (Craiova) ș.a. Din cauza montării ample, a decorurilor complicate, precum și pentru că la scurt timp după această premieră clădirea teatrului a intrat în reparație, acest titlu a fost scos din repertoriu.
O nouă premieră s-a făcut 10 ani mai târziu, pe 4 noiembrie 2007, în regia lui Giampiero Zazzara, cu adaptarea scenografică a lui Gheorghe Andreescu. Conducerea muzicală a fost asigurată de Leonard Dumitriu, iar maestrul de cor a fost Eugen Dan Drăgoi. În distribuție au evoluat soliștii: Călin Brătescu, Laura Niculescu, Liana Podlovsky, Valentin Marele, Mihnea Lamatic, Mihai Frunză, Teodor Niță și Florin Marcovici.
Directorul de teatru
Din dorința de a realiza o diversitate repertorială în programul de premiere al anului 1971, conducerea teatrului a stabilit prezentarea operei Directorul de teatru, de W.A. Mozart. Repetițiile au început pe 1 decembrie 1970, în distribuție fiind soliștii Laurențiu Buzilă, Elena Patrichi, Nicolae Urziceanu, Nicolae Urdăreanu, Jean Segal, Margareta Kiss, Sanda Mărgărit, Titi Gheruș, Marinela Marinescu, Eleonora Munteanu, Tamara Alexandru, Cicerona Ognef și Nae Opricescu. Regia artistică a spectacolului a fost semnată Alexandru Ionescu Arbore, iar conducerea muzicală i-a aparținut lui Gabor Kiss. Într-un adevărat tur de forță, după doar 26 de zile, pe 26 decembrie 1970 a avut loc premiera. Spectacolul, „o adevărată bijuterie muzicală”, a fost transmis și televizat. Cu acest prilej, proza a fost redusă la maximum, textul fiind în general foarte greoi, prolix și fără nerv. În acest mod s-a reliefat ceea ce este mai valoros în lucrarea lui Mozart: muzica, compusă în aceeași perioadă de creație cu Nunta lui Figaro (Directorul de teatru – februarie 1786, Nunta lui Figaro – mai 1786). Această montare a operei este singura din repertoriul teatrului.
Pădurea vulturilor (operă românească)
Opera românească Pădurea vulturilor, de Tudor Jarda, a avut premiera pe 5 februarie 1972, în regia lui Aghel Ionescu Arbore și avându-l la pupitrul dirijoral pe Ury Schmidt, iar maestru de cor pe Dimitrie Macarie. Din distribuție au făcut parte soliștii: Elena Patrichi, Nicolae Urziceanu, Sanda Mărgărit, George Davidescu, Dan Zancu, Cornel Mărgărit, Cornel Sava și Grigore Stoicescu. Această operă nu a mai fost refăcută sau montată până în prezent în repertoriul teatrului.
Cosi fan tutte
La Galați, opera Cosi fan tutte, de W.A. Mozart, a fost montată pe 24 aprilie 1973, în regia artistică a lui Hero Lupescu. Repetițiile au început pe 11 aprilie a acelui an, în distribuție fiind Magda Ianculescu, solistă a Operei Române din București, Elena Patrichi, Lucia Țibuleac, Dan Zancu, George Ichim, Alexandru Chiper. Spectacolul a fost condus de la pupitrul dirijoral de către Ury Schmidt, la o lună după începerea repetițiilor. Această montare a operei Cosi fan tutte este singura din repertoriul teatrului.
Aida
Prima montare a operei Aida, de Giuseppe Verdi, la Galați a avut premiera pe 12 iunie 1973, în regia lui Barbu Dumitrescu și conducerea muzicală a lui Gabor Kiss. Scenografia a purtat semnătura Hristofeniei Cazacu, iar coregrafia, lui Tilde Urseanu. În distribuție întâlnim numele soliștilor: sopranele Lucia Țibuleac și Margareta Nica Popescu, tenorul George Davidescu, baritonii Nicolae Urdăreanu și Nicolae Urziceanu, bașii Corneliu Sava și Benedict Gorodețchi.
Din pricina cheltuielilor de reprezentare, spectacolul s-a jucat puțin, fiind reluat în repertoriu într-o nouă montare cu regia artistică a Eleonorei Constantinova, de la Teatrul de Operă și Balet din Chișinău. Această montare a fost realizată 30 de ani mai târziu, pe 9 noiembrie 2003. Scenografia a purtat semnătura lui Grigore Gorduz, coregrafia a fost asigurată de Fănică Lupu, iar la conducerea muzicală îl vedem pe dirijorul Gheorghe Stanciu. La această montare în distribuție de premieră au fost: Stela Sârbu (Opera din Constanța), urmată apoi în debut de soprana Margareta Dumitrache, Viorel Săplăcan (Opera din Cluj), Lucia Cicoară Drăgan, Angela Gazibar, Boris Materinco (Teatrul de Operă și Balet din Chișinău), Gheorghe Mogoșan (Opera din Cluj), Valeriu Cojocaru, Florin Axinte, Cristian Bălășescu și Ana Condrea. Cu această montare, teatrul a avut numeroase reprezentații de succes și a efectuat turnee: în anul 2004 cu reprezentații în aer liber (în perioada 4-20 ianuarie, în Italia și Germania, iar în perioada 22-28 iulie, în San Marino).
Nevestele vesele din Windsor
Opera Nevestele vesele din Windsor, de Otto Nicolai, a avut premiera pe scena liricului gălățean pe 9 februarie 1975, în regia lui Anghel Ionescu Arbore, cu scenografia lui Mircea Nicolau și coregrafia lui Trixy Checais. La pupitrul dirijoral a urcat atunci maestrul Silviu Zavulovici. Din distribuție au făcut parte soliștii: Nicolae Urdăreanu, Nicu Urziceanu, Benedict Gorodeșchi, Laurențiu Buzilă, Corneliu Mărgărit, Alexandru Chiper, Elena Patrichi, Pușa Urdăreanu și Eleonora Munteanu. Această operă nu a mai fost refăcută sau montată până în prezent în repertoriul teatrului.
Interogatoriul din zori (operă românească)
Un alt titlu de operă, din repertoriul românesc, care a avut premiera la Galați a fost Interogatoriul din zori, de Doru Popovici, montat pentru prima oară pe scena gălățeană pe 9 octombrie 1975, în regia lui Anghel Ionescu Arbore, cu scenografia lui Simion Mărculescu. La pupitrul dirijoral a urcat atunci maestrul Ury Schmidt. Din distribuție au făcut parte soliștii: Benedict Gorodeșchi, Adrian Marcu, Bogdan Pancu și Dan Constantinescu. Despre această realizare, presa vremii scria: „Zilele trecute la Teatrul Muzical din Galați a avut loc premiera absolută a operei Interogatoriul din zori, de Doru Popovici, pe un libret de Victor Bârlădeanu. Lucrarea lui Doru Popovici cuprinde momente de autentică forță emoțională, realizate printr-un limbaj accesibil și, în același timp, novator”. Este singura montare a acestei opere din repertoriul teatrului.
Bal mascat
Anii ’70 au fost ani bogați în titluri de operă de referință montate pe scena liricului gălățean. Pe 23 noiembrie 1975 a văzut luminile rampei o nouă premieră a unei opere verdiene la Galați, Bal mascat. Regia artistică a fost semnată de A.I. Arbore, scenografia de Simion Mărculescu, iar conducerea muzicală a fost asigurată de Gabor Kiss. În distribuția acestei premiere îi regăsim pe tinerii de atunci: George Davidescu, Ion Durdun, Nicolae Urdăreanu, Bogdan Pancu, Lucia Țibuleac, Margareta Nica Popescu, Elena Gaja, Pușa Urdăreanu, Elena Patrichi, Alexandru Chiper, Mihai Șeptilici, Eremia Manole, Benedict Gorodețchi, George Ichim, Alexandru Sîrbu și Ionel Nicolae. Nivelul superior al colectivului gălățean este recunoscut de către cronicarii vremii: „Urcând la Aida și acum la Bal mascat, teatrul liric din Galați își consolidează personalitatea artistică, deținând în prezent una dintre cele mai bune echipe de interpreți din întreaga sa activitate. Cadrul acestei reușite este dat de o sensibilă conducere muzicală, care a asimilat integral dramatismul partiturii verdiene prin manifestarea orchestrei în termenii adecvați vibrației lirice”.
O nouă montare a operei Bal mascat a avut loc pe 11 noiembrie 2008, în distribuție fiind soliștii: Cristian Bălășescu, Stela Sârbu, Laurențiu Severin, Marius Iftemie, Boris Materinco, Mădălina Diaconescu, Florin Marcovici, Marilena Greierosu și Călin Cosma. Regia artistică a fost semnată de Lucia Cicoară Drăgan, scenografia de Gheorghe Andreescu, iar conducerea muzicală a fost asigurată de Mihaela Roșca. Cu această montare, colectivul teatrului a realizat un turneu de spectacole o lună mai târziu, în Germania, rolul Amaliei fiind interpretat de soprana Olga Spodorova.
Ultima montare a operei Bal mascat a avut loc pe 12 noiembrie 2017, în regia lui Paolo Bosisio (Italia), avându-l la pupitrul dirijoral pe maestrul Cristian Sandu. Decorurile au fost gândite de Domenico Franchi (Italia), iar costumele au purtat semnătura scenografului Gheorghe Andreescu. Din distribuție au făcut parte soliștii: Cristian Bălășescu (Timișoara), Roberto Bortoluzzi (Italia), Cristina Radu (Brașov), Andrada Roșu (Cluj-Napoca), Adelina Diaconu, Valentin Vasopol, Dominic Cristea, Dan Popescu și Tudorel State.
Petru Rareș (operă românească)
Un alt titlu de operă, din repertoriul românesc, care a avut premiera la Galați a fost Petru Rareș, de Eduard Caudella, montat pentru prima oară pe scena gălățeană pe 18 decembrie 1976, în regia lui Dumitru Tăbăcaru, cu scenografia lui Simion Mărculescu și coregrafia Venerei Gherman. La pupitrul dirijoral a urcat atunci maestrul Silviu Zavulovici. Din distribuție au făcut parte soliștii: Benedict Gorodeșchi, Adrian Marcu, Bogdan Pancu și Dan Constantinescu. Despre regia spectacolului, presa locală consemna: „Întâlnirea Teatrului Muzical „Nae Leonard” cu regizorul ieșean Dumitru Tăbăcaru a fost, de altfel, deosebit de rodnică. Artistul a lucrat „la amănunt” această operă. Dorind și reușind la premieră să fie cu adevărat o „restituire” convingătoare, un act de cultură de primă mărime. De aici absența convenționalismului steril, a artifiicilor în avantajul unei mișcări scenice convingătoare, integrate fericit în cadrul creat de imaginația fecundă a regretatului Eugen Gropșeanu”. Este singura montare a acestei opere din repertoriul teatrului.
Olandezul zburător
Premiera gălățeană a operei Olandezul zburător, de Richard Wagner a avut loc pe 24 iunie 1977, după doar o lună de repetiții, sub bagheta lui Gabor Kiss, în decorurile semnate de arh. Cătălin I. Arbore, costumele fiind concepute de Simion Mărculescu, iar regia aparținând unui apropiat colaborator al teatrului, A.I. Arbore. Alături de cei doi interpreți principali, au mai fost soliștii: Alexandru Sîrbu, Ion Frigioiu, Eremia Manole, Pușa Urdăreanu, Ion Durdun. Spectacolul s-a jucat până în aprilie 1980, ultima reprezentație avându-l ca invitat pe baritonul bulgar, Anastas Anastasov. Această montare a operei Olandezul zburător este singura din repertoriul teatrului.
Evgheni Oneghin

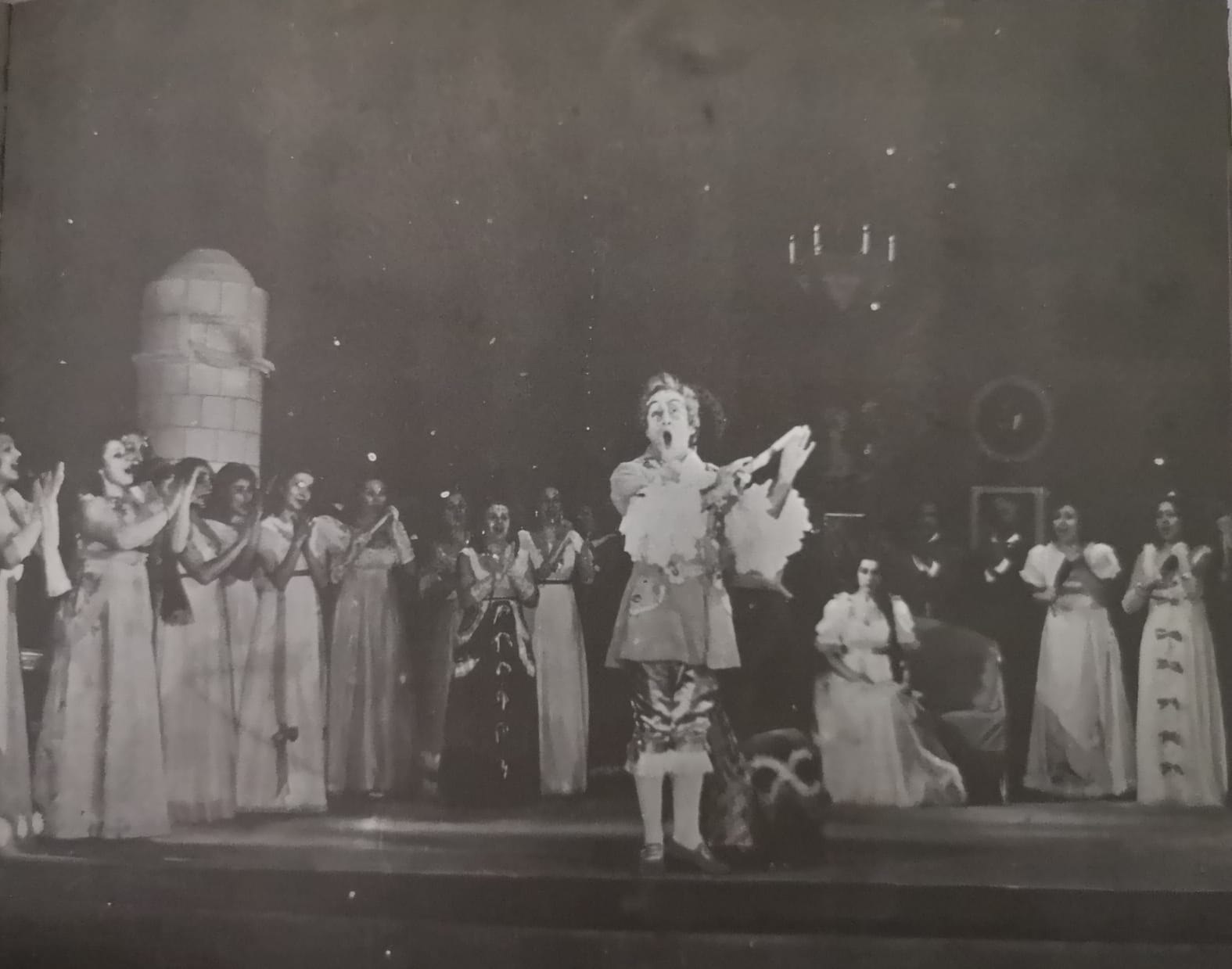
Ion Durdun în opera „Evgheni Oneghin”, de P.I. Ceaikosvki

Premiera absolută a operei Evgheni Oneghin, de Piotr Ilici Ceaikovski a avut loc la Moscova, pe 29 martie 1879, pe mica scenă a Colegiului Imperial de Muzică, în interpretarea unui grup de elevi. Adevărata premieră pe o adevărată scenă de operă a avut loc doi ani mai târziu, la Teatrul Mare din Moscova, pe 24 aprilie 1881.
Pentru a diversifica repertoriul, conducerea teatrului se va orienta spre creația rusă, aducând pe scenă celebra și dificila lucrarea ceaikovskiană. Premiera de la Galați a avut loc pe 1 aprilie 1978. În distribuția spectacolului întâlnim un nume de mărime a scenei lirice bucureștene – Valentin Teodorian –, iar o parteneră egală ca valoare vocală și scenică, în dificilul rol al Tatianei, i-a fost soprana Marilena Marinescu Mareș. Alături de maestrul Hero Lupescu, la realizarea scenică a partiturii acestei opere au fost dirijorul Ury Schmidt, scenograful Simion Mărculescu, coregraful Amato Checiulescu și maestrul de cor Dimitrie Macarie. Cronicile vremii consemnau: „Echipa cu care s-a pornit la escaladarea partiturii ceaikovskiene a avut o călăuză extrem de exigentă și experimentată, la care îndelunga și rodnica meditație asupra rosturilor contemporane ale muzicii, textului, personajelor operei compozitorului rus, s-au împletit fericit, organic cu fantezia și talentul. Hero Lupescu, regizor cunoscut și polivalent al primei scene lirice a țării a creat un spectacol remarcabil”. Această montare a operei Evgheni Oneghin este singura din repertoriul teatrului.
Elixirul dragostei

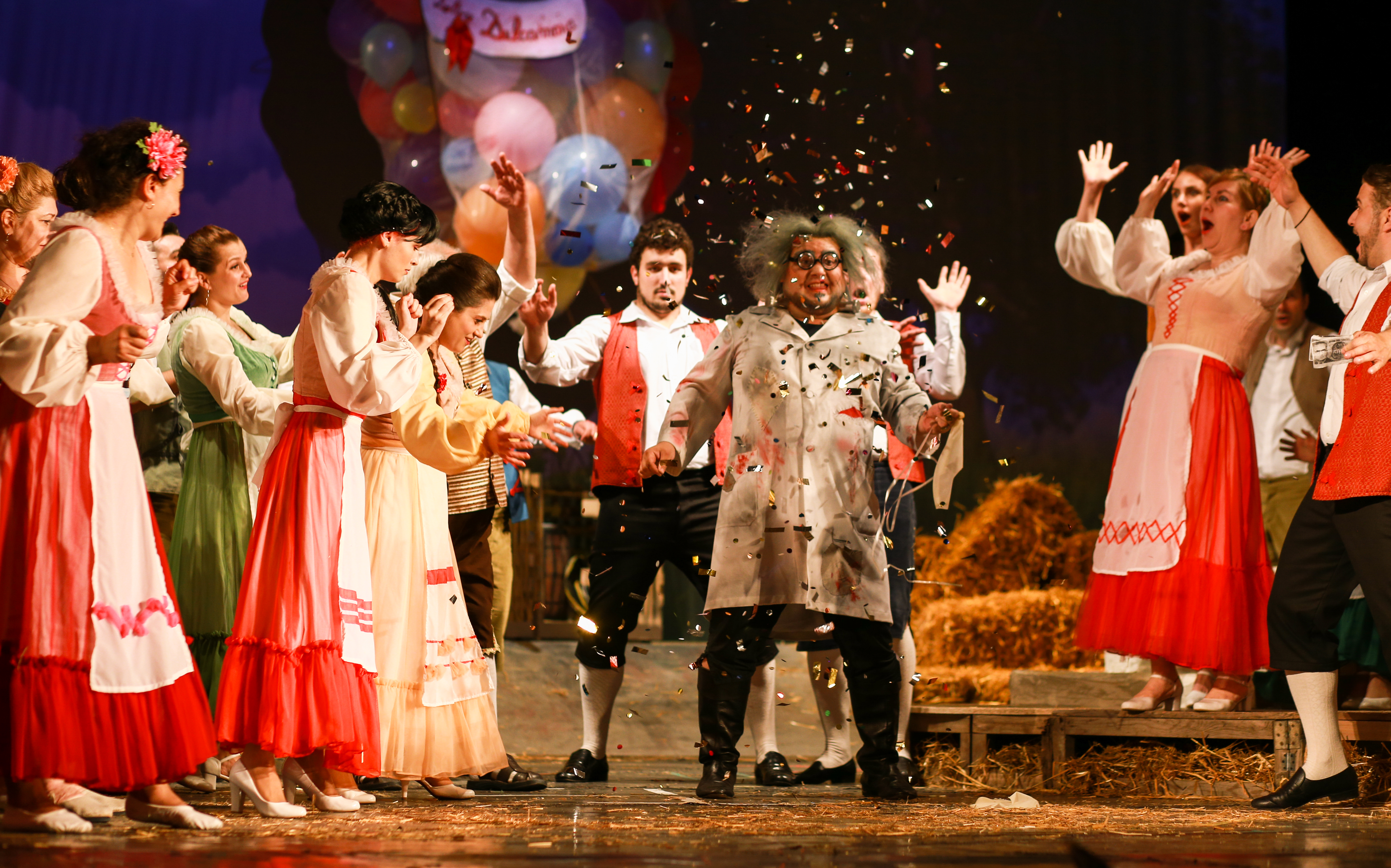
Scenă de ansamblu în opera „Elixirul dragostei” de Gaetano Donizetti, în 2019

Prima montare a operei Elixirul dragostei, de Gaetano Donizetti, a fost pe 16 septembrie 1979, în regia artistică a lui Ilie Balea, laureat al Premiului de Stat, având scenografia lui Simion Mărculescu și avându-l la pupitrul dirijoral pe Silviu Zavulovici. În distribuție au fost soliștii: Elena Patrichi, Vasile Filimon, Ioan Suciu, Nicolae Urdăreanu, Alexandru Chiper și Ecaterina Tașcă. Pe 6 iulie 1995, spectacolul este restituit publicului într-o nouă viziune artistică a regizorului Rodica Popescu-Moisa, păstrându-se aceeași scenografie. La pupitrul dirijoral urcă, de această dată, Sorin Oancea. În distribuție au fost soliștii: Georgeta și Emil Pinghireac, Florin Marcovici, Alexandru Chiper și Sofia Șerban. Inspirat, Simon Mărculescu va concepe un decor simplu, dar sugestiv: în mijlocul scenei, personajele își vor face jocul pe un imens tort alb, cu trei etaje.
Opera este reluată în premieră pe 1 iunie 2019, în regia lui Adrian Mărginean, cu scenografia Rodicăi Gherghinoiu și coregrafia Gabrielei Gegea. Costumele au purtat semnătura lui Simion Mărculescu și a Rodicăi Gherghinoiu. Premiera s-a jucat atât pe 1, cât și pe 2 iunie 2019, regizorul gândind o distribuție dublă, astfel: sopranele Adelina Diaconu și Rodica Ștefan (Adina), tenorii Florin Bobei și Adrian Mărginean (Nemorino), bas-baritonul Dominic Cristea (Dulcamara), bașii Constantin Lupu și Marin Șchiopu (Belcore), mezzosopranele Florentina Soare și Cosmina Stancu (Gianetta), Ovidiu Ghioc (asistent Dulcamara/ un trompetist), Angelo Stanciu (Caporal), Marius Bacalu, Doru Cimpoieru, Viorel Huru, Alexandru Macovei, Bogdan Pârvu (soldații). Regia a fost inedită, prin multitudinea de baloți de paie, dar mai ales prin introducerea în scenă a unui cal, pe care au urcat soliștii interpreți ai rolului lui Belcore.
Otello
Opera Otello, de Giuseppe Verdi, a avut premiera gălățeană pe 25 septembrie 1980, în regia lui Nicolae Ciubuc, cu scenografia Romanei Ganea și cu Gabor Kiss la pupitrul dirijoral. Distribuția de la premieră a fost alcătuită din Francisc Szylagyi, Ion Frigioiu, Emil Pinghireac, Nicolae Urdăreanu, Eremia Manole, Benedict Gorodețchi, Georgeta Bălan, Ecaterina Tașcă, Pușa Urdăreanu, Lucia Cicoară ș.a. După un an de la reprezentație, prof. Irinel Papadopol consemna: „În lungul șir al titlurilor pe care liricul gălățean le-a propus publicului din Galați, Othello ocupă cronologic ultimul loc, un popas pe culme, un respiro în urcușul continuu al celor 24 de ani de activitate... Conducerea scenică (Nicolae Ciubuc) și muzicală (Gabor Kiss) au dozat cu măsură și echilibru acțiunea dramatică, reliefând prin gest și culoare sonoră forța pasiunii, intensitatea durerii, josnicia trădării, transformând muzica într-o modalitate de dezvăluire a raporturilor sufletești ce caracterizează psihologia eroilor (...)”. Această montare a operei Othello este singura din repertoriul teatrului.
Apa vie (operă-baladă românească)
Opera-baladă românească Apa vie, de Florin Dumitriu, a avut premiera pe scena liricului gălățean pe 28 decembrie 1980, în regia lui Nicolae Ciubuc și scenografia lui Simion Mărculescu. Coregrafia a fost asigurată de Constantin Floriean, iar conducerea muzicală de Silviu Zavulovici. Din distribuție au făcut parte soliștii: Ion Frigioiu, Ecaterina Tașcă, Nicolae Urdăreanu, Benedict Gorodeșchi, Pușa Urdăreanu, Eremia Manole, Anghel Stoian, Ion Suciu, Ion Mihalcea, George Ichim, Lucia Cicoară, Alexandru Chiper, Margareta Nica- Popescu, Jean Segal, Liviu Bușilă, Heorge Ghineț și Mihai Midoiu.
Martha
Opera Martha, de Friedrich von Flotow, a văzut luminile rampei la Galați pe data de 23 decembrie 1981, în regia lui Anghel Ionescu Arbore, avându-l la pupitrul dirijoral pe Ury Schmidt. Din distribuție au făcut parte soliștii: Elena Patrichi, Pușa Urdăreanu, Ion Suciu, Nicolae Urdăreanu, Eremia Manole și Alexandru Chiper. Acesta este singura versiune a operei montată la Galați, opera nemaifiind refăcută până în prezent.
Mantaua & Gianni Schicchi
Premiera operelor Mantaua & Gianni Schicchi, de Giacomo Puccini, a avut loc la Galați pe 27 februarie 1982, în regia lui Nicolae Ciubuc și scenografia lui Simion Mărculescu, fiind singura versiune montată a acestor opere, din repertoriul teatrului. La pupitrul dirijoral a urcat maestrul Gabor Kiss, iar din distribuție au făcut parte soliștii: Margareta Nica, Sofia Șerban, Lucia Cicoara, Ion Frigioiu, Emil Pinghireac, George Ichim, Benedict Gorodetchi, Mihai Midoiu, Georgeta Bălan, Eleonora Munteanu, Lucia Cicoară, Pușa Urdăreanu, Nicolae Urdăreanu, George Ichim, Alexandru Chiper, Benedict Gorodețchi, Ion Suciu, Eremia Manole, Anghel Stoian, Cicerone Ognef, Gheorghe Ghineț, Victor Chirinciuc, R. Savancea și I. Ciolig.
Hänsel și Gretel
Opera Hänsel și Gretel, de Engelbert Humperdinck, a avut premiera pe scena liricului gălățean pe data de 15 decembrie 1983, fiind singura versiune montată a acestei opere, din repertoriul teatrului. Regia spectacolului a fost semnată de Anghel Ionescu Arbore, iar scenografia de Romana Ganea. La pupitrul dirijoral a urcat maestrul Ury Schmidt, iar din distribuție au făcut parte soliștii: Sofia Șerban, Pușa Urdăreanu, Eleonora Chiper, Nicolae Urdăreanu, Ion Suciu, Fănica Stoianof și Margareta Dumitrache.
D-ale carnavalului
Opera D-ale carnavalului, de Hary Bella, a văzut luminile rampei pe scena liricului gălățean pe data de 23 mai 1987, în regia lui Anghel Ionescu Arbore, cu scenografia lui Simion Mărculescu și coregrafia lui Constantin Floriean. Conducerea muzicală a fost asigurată de Gabor Kiss. Din distribuție au făcut parte soliștii: Eleonora Chiper, Margareta Kiss, George Ichim, Emil Pinghireac, Eremia Manole și Alexandru Chiper.
Căsătoria secretă
La începutul anului 1988 – an record din punct de vedere statistic, în ceea ce privește numărul de spectatori și de spectacole – la liricul gălățean se montează opera Căsătoria secretă, de Domenico Cimarosa, într-o colaborare tată-fiu a familiei Arbore-Ionescu, cu regia semnată de A.I. Arbore, iar scenografia de arh. Cătălin I. Arbore. Această colaborare între generații este prezentă și în distribuția spectacolului, care îi reunește pe experimentații soliști Georgeta Pinghireac, Emil Pinghireac, Eremia Manole și pe tinerii debutanți Margareta Dumitrache, Liliana Nichiteanu și Mihai Sandu.
Clopoțelul
Opera Clopoțelul, de Gaetano Donizetti, premieră pe țară, a văzut luminile rampei pe scena liricului gălățean pe 6 iunie 1993, după o perioadă de cinci ani de la montarea ultimei premiere de operă din repertoriul teatrului. Libretul a fost tradus și adaptat în teatru. Regia spectacolului a fost asigurată de Emil Pinghireac, iar scenografia de Florim Harasim. Din distribuție au făcut parte soliști consacrați ai teatrului: Alexandru Chiper, Sofia Șerban, Eremia Manole și Eleonora Chiper, care au evoluat sub baghetele dirijorale ale lui Ury Schmidt și Sorin Oancea. Spectacolul nu a avut audiența scontată, cu toate că ar fi meritat un stagiu mai îndelungat pe scena lirică gălățeană. Acesta este singura versiune a operei montată la Galați, nemaifiind refăcută până în prezent.
La Serva Padrona
Lucrarea La Serva Padrona, un intermezzo de Giovanni Battista Pergolesi, a avut premiera pe scena liricului gălățean pe data de 20 aprilie 1994, în regia lui Emil Pinghireac și avându-l la pupitrul dirijoral pe Sorin Oancea. Distribuția a fost formată din soliștii Doina Munteanu, Eremia Manole și Lucian Vlad Tatu. Lucrarea a fost refăcută pe 12 martie 2003, în regia Luciei Cicoară Drăgan și avându-l la pupitrul dirijoral pe Mircea Holiartoc. De data aceasta, soliștii au fost: Monica Ranghilof-Pîslariu, Teodor Niță și Lucia Cicoară Drăgan. De la ultima refacere, lucrarea a fost scoasă din repertoriul teatrului.
Nabucco
Montarea operei Nabucco, de Giuseppe Verdi, la Galați, pe 30 iunie 1998, a deschis perioada unor realizări în planul afirmării internaționale a instituției, o revenire la marele repertoriu de operă și la aspirațiile profesionale înalte, după parcurgerea etapei de după Revoluția din decembrie 1989. Colectivul teatrului, sub meticuloasa îndrumare a regizoarei Eleonora Constantinova de la Teatrul de Operă și Balet din Chișinău și a dirijorului Gheorghe Stanciu, a investit efort în realizarea acestei premiere. Distribuția a reunit, alături de unii soliști ai teatrului, nume de prim rang a scenei lirice naționale, precum și oaspeți din Chișinău: tenorul Nicolae Busuioc, soprana Larisa Marici, baritonul Petre Racoviță, basul Pompei Hărășteanu, mezzosoprana Angela Gazibar, soprana Sofia Șerban și tenorul Cristian Bălășescu.
Momentul de referință al prezentării acestei lucrări a fost data de 25 mai 2002, când – în Grădina Publică a Galațiului – gălățenii au avut ocazia să vizioneze pentru prima dată un spectacol de operă în aer liber. Acest eveniment a fost mediatizat în întreaga țară, fiind o realizare emblematică pentru colectivul teatrului, căruia i s-a alăturat colectivul Operei din Constanța: „Acest Nabucco fastuos desfășurat în aer liber, în Grădina Publică gălățeană propune melomanilor români un nou tip de spectacol (mega-spectacol), un nou model de colaborare între două instituții lirice în plină afirmare, un spectacol de operă într-o formulă, pentru noi nouă și ambițioasă, care au dovedit-o cei circa 2000 de spectatori”. Distribuția a fost aleasă cu grijă, fiind selectați soliști români și străini: Jivko Pranchev (Bulgaria), Stelian Negoiescu (Craiova), Dimiter Stancev (Bulgaria), Melania Ghioaldă (București), Liliana Lavric (Chișinău), Florin Axinte (Constanța), Cristian Bălășescu (Galați) și Irina Ionescu (Constanța). De remarcat este faptul că această realizare artistică s-a făcut într-o perioadă în care instituția nu avea sediu, clădirea aflându-se în consolidare și renovare, repetițiile desfășurându-se în condiții vitrege. Cu această montare, teatrul din Galați a efectuat o serie de turnee în Italia și Germania în anii 2003-2005, care au crescut prestigiul colectivului gălățean.
Orfeu și Euridice
Singura montare a operei Orfeu și Euridice, de Christoph Willibald Gluck de pe scena liricului gălățean, a fost varianta în premieră, de pe 16 aprilie 2003. Din distribuție au făcut parte soliștii Angela Gazibar, Ana Condrea, Anca Ranghilof-Pîslariu, iar la pupitrul dirijoral au urcat maeștrii Anton Ludwig Pfell și Mircea Holiartoc. Acesta este singura versiune a operei montată la Galați, opera nemaifiind refăcută până în prezent.
La Rondine
Opera La Rondine, de Giacomo Puccini, a văzut luminile rampei la Galați pe data de 7 martie 2009, în regia Andei Tăbăcaru. Decorurile le-au aparținut scenografilor Gheorghe Andreescu și Fritz Dieter-Gerharth, iar costume, arhitectului Cătălin I. Arbore. Coregrafia a fost realizată de Fănică Lupu, iar la pupitrul dirijoral a urcat Sorin Oancea. Din distribuție au făcut parte soliștii: Maria Petcu (Brașov), Liana Podlovsky, Mădălina Diaconescu (Constanța), Olexei Strebnisky, (Ucraina), Valentin Marele, Florin Butnaru (București), Andrei Donos (Rep. Moldova), Călin Cozma, (Germania), Florin Marcovici, Iulian Sandu, Alexandru Dobre, Laurențiu Severin, (Constanța), Adina Lazăr, Ana Condrea, Lucia Cicoară Drăgan, Mirela Stoica, Iulia Florea și Ciprian Marcovici. Aceasta este singura versiune a operei montată vreodată la Galați.
Luceafărul (operă românească)
Opera românească Luceafărul, de Nicolae Bretan, a avut premiera la Galați pe data de 15 iunie 2014, după concepția regizorală a lui Emil Pinghireac. Din distribuție au făcut parte soliștii: Adrian Mărginean, Adelina Diaconu, Florin Bărbuță, Emilia Frigioiu, Valentin Vasopol și Oana Manolea. Opera a fost reluată cinci ani mai târziu, pe 16 iunie 2019, în regia artistică a lui Adrian Mărginean, avându-l la pupitrul dirijoral pe Cristian Sandu.
Regele Cerb
Premiera absolută a operei Regele Cerb, de Angelo Inglese, a avut loc pe 23 iunie 2016 la Galați, fără să mai fie prezentată nicăieri în lume. Regia artistică a fost semnată de Paolo Bosisio, iar scenografia de către Domenico Franchi, ambii din Italia. La pupitrul dirijoral a urcat însuși compozitorul operei, Angelo Inglese, tot din Italia. Distribuția a fost formată din soliștii: Denys Pivnitsky, Young Ju Kim, Adelina Diaconu, Carmine Monaco, Florentina Soare, Adrian Mărginean, Adrian Ionescu, Dominic Cristea și Sebastian Băncilă. Scris dupa fabula omonimă a lui Carlo Gozzi, Paolo Bosisio a creat un text foarte bine structurat, plin de limbajul de argou al dialectului venețian care este combinat cu limba italiană literară. Demersul său regizoral a potențat valoarea lucrării, printr-o concepție unitară, compactă, ce a pus în valoare fiecare personaj al acestui basm muzical. Stilul componistic folosit de Angelo Inglese în opera Regele Cerb este infuzat de elemente tradiționale ale operei italiene, ce se împletesc cu elemente de scriitură modernă și chiar de muzică de film. Cu acest spectacol, colectivul Teatrului a susținut cu succes reprezentații în Théâtre des Carmes, în Avignon, Franța și Pacta Salone, în Milano, Italia.
Cenușăreasa
Opera Cenușăreasa, de Gioacchino Rossini, a avut loc pentru prima dată pe scena liricului gălățean pe data de 18 martie 2017, în regia lui Paolo Bosisio și bucurându-se de scenografia lui Domenico Franchi. Din distribuție au făcut parte soliștii: Directorul teatrului Teodor Niță subliniază faptul că odată cu întreaga colaborare pe care instituția muzicală gălățeană a avut-o cu regizorul și cu scenograful italian, „România a câștigat un repertoriu grandios și noi experiențe scenice, de înaltă prestație artistică, care au oferit publicului emoții unice”. Dirijorul Cristian Sandu remarcă entuziasmul și spiritul efervescent al lui Paolo: „Este un maestru în interpretarea descriptivă și textuală, capabil să respecte și să privilegieze soliștii și instrumentiștii. Intuiția și simțul său muzical-dramatic fac montările sale foarte convingătoare, atât pentru cei care lucrează pe scenă, cât și pentru cei care fac parte din public”.
Turandot
Premiera operei Turandot, de Giacomo Puccini, a văzut luminile rampei pe scena liricului gălățean abia pe data de 23 iunie 2018, în regia lui Paolo Bosisio și cu scenografia lui Domenico Franchi. Coregrafia a fost asigurată de Gabriela Gegea, iar la pupitrul dirijoral a urcat maestrul Gheorghe Stanciu, fost director al teatrului, stabilit, în prezent, la Constanța. Din distribuție au făcut parte soliștii: Olga Hristea-Stan (Rep. Moldova), Antonino Interisano (Italia), Young Ju Kim (Italia), Viorel Trofin (Constanța), Dominic Cristea, Adrian Ionescu, Tudorel State, Florin Bobei, Valentin Vasopol și Gheorghe Racoviță.

### Operete și musical-uri
În repertoriul Teatrului Național de Operă și Operetă „Nae Leonard”, opereta a ocupat încă de la începuturile instituției un loc principal, mărturie fiind numărul impresionant de titluri aparținând acestui gen montate de-a lungul timpului pe scena gălățeană. Noul gen al teatrului muzical, opereta, se afirmă în Franța secolului al XIX-lea, devenind în scurt timp un gen de spectacol captivant pentru public, deoarece îmbină trăsăturile caracteristice teatrului popular francez de la periferiile Parisului cu farsa de sorginte italiană, speficiă operei buffa (prin strălucire, culoare, ironie și amuzament). Cu toate acestea, încă din secolul al XVIII-lea, Viena a găzduit piese cu muzică în limba italiană și germană, utilizând în jurul anului 1730, termenul operette, care definea tendința comico-parodică și feerică a acestor spectacole. Melodia operetei este veselă, populară și se reține ușor, datorită formei sale strofice, în timp ce vocaliza supraviețuiește doar cu scopul caracterizării umoristice. După Primul Război Mondial, opereta din spațiul Imperiului Austro-Ungar și German capătă accente moderne, prin introducerea dansurilor de salon și prin preluarea subiectelor care captau atenția contemporanilor, fără a se renunța la celebrul vals vienez. După deceniul al șaselea din cursul secolului al XX-lea, operetele au glisat spre comediile muzicale și spre spectacolele de revistă.
Ana Lugojana (operetă românească)

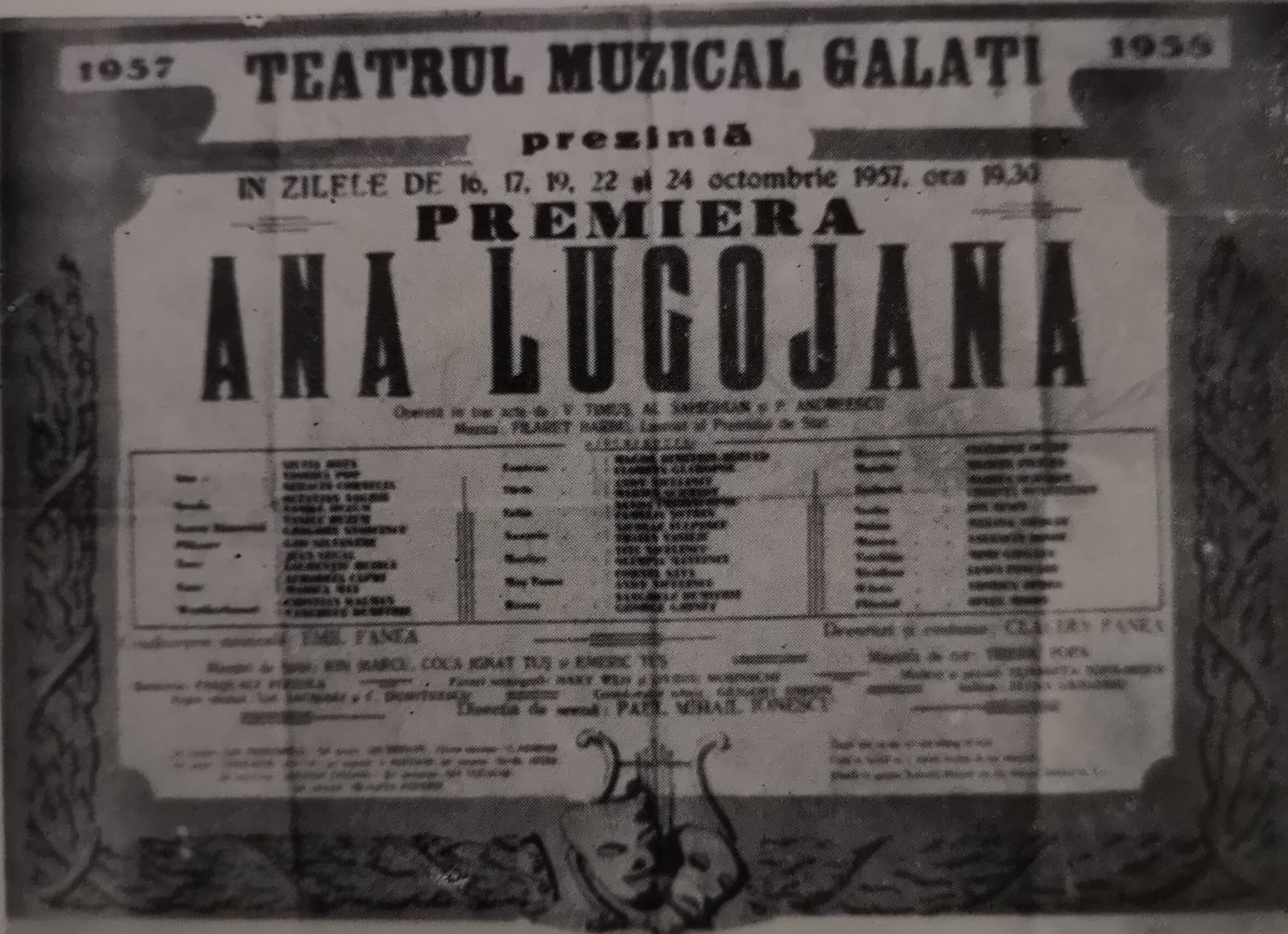
Afișul pentru premiera operetei „Ana Lugojana” de Filaret Barbu, în 1957

Pe 16 octombrie 1957 a avut loc premiera operetei Ana Lugojana, de Filaret Barbu, în regia lui Paul Mihail Ionescu, cu scenografia Claudiei Fanea, coregrafia Ștefaniei Ignat și sub conducerea muzicală a dirijorului Emil Fanea. În distribuție au fost soliștii: Octavian Naghiu, Silvia Bota, Grigore Stoicescu, Vasile Huzum, Laurențiu Buzilă, Jean Segal, Afrodita Capri și Corneliu Sava. Montarea operetei Ana Lugojana a avut o mare trecere la public și la presa locală, care consemna: „Premiera se înscrie fără rezervă, ca o realizare autentică a Teatrului Muzical în programul ce și l-a propus de a prezenta publicului gălățean spectacole muzicale de ținută”. Singura rezervă asupra spectacolului se refera la faptul că „umorul a alunecat în șarjă și, din acest punct de vedere, regia nu este scuzată că a mers pe acel climat al concesiilor”. 
Spectacolul va fi reluat în 1974, în regia lui Laurențiu Buzilă, coregrafia lui Trixy Checais și avându-l dirijor pe Silviu Zavulovici. Despre această reluare, presa vremii scria: „După o absență de peste 10 ani, Ana Lugojana revine pe scena muzicalului gălățean, reeditând sub luminile rampei prospețimea și vigoarea poetică a operetei lui Filaret Barbu. Prezența unei noi lucrări românești (fiindcă actuala ediție a operetei poate fi considerată pe drept cuvând, o nouă premieră) pe scena lirică gălățeană constituie, desigur, un prilej de împlinire a nobilei creații pe care o are orice instituție de artă, de a promova cu consecvență dramaturgia originală”. Deosebit de apreciată a fost scenografia acestui spectacol, după cum remarca tot Irinel Papadopol: „Primul element care se cuvine menționat ca fiind un succes real al actualului spectacol cu Ana Lugojana este cadrul scenografic. Folosind ideea modernă și foarte eficientă a elementelor scenice mobile și foarte funcționale, care amplifică spațiul și permit o amplasare degajată a soliștilor, corului și baletului, scenografia aduce în panourile acoperite cu rogojini în decupajele din lemn, în băncile care sunt tot atât de decorative, cât funcționale, în acoperișurile de poartă țărănească, o citare folclorică de cel mai bun gust. În același sens al tonului reținut, simplu și convingător, se pot aprecia și costumele atât de arareori discrete și lipsite de ostentație stilizărilor strălucitoare. Ultima montare a operetei Ana Lugojana a avut loc pe 5 iunie 1983, în regia lui Nicolae Ciubuc, cu scenografia Ramonei Ganea. La pupitrul dirijoral a urcat maestrul Ury Schmidt.
Vânt de libertate

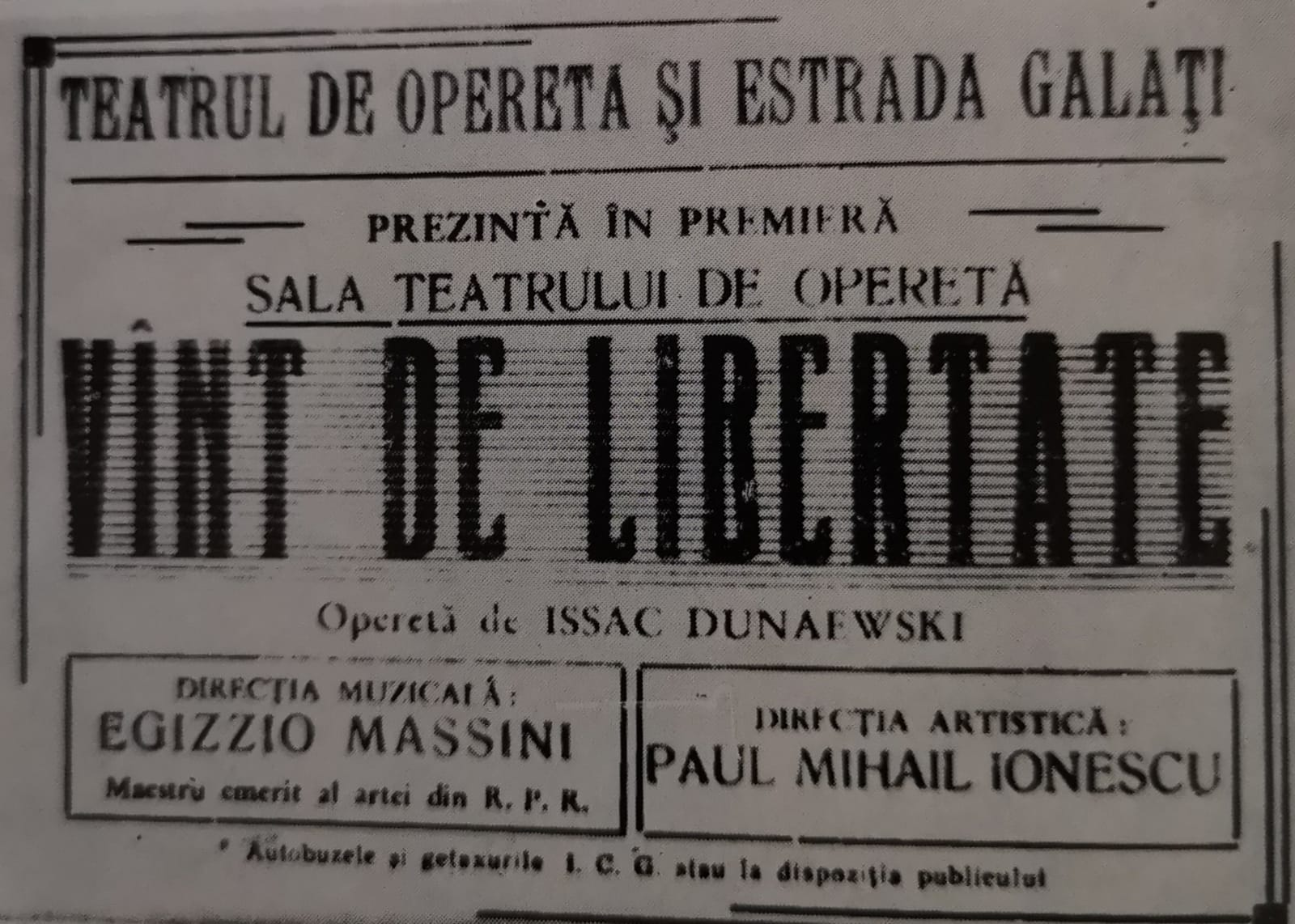
Afișul operetei „Vânt de libertate” de Isaac Dunaevski

Opereta Vânt de libertate, de Isaac Dunaevski, a avut premiera pe 22 februarie 1957, în regia lui Paul Mihail Ionescu și scenografia Claudiei Fanea și a lui Nicolae Stănescu, sub conducerea muzicală a lui Emil Fanea și Alecu Sfetcu. Coregrafia a fost semnată de Ștefania Ignat. Această operetă sovietică a marcat începutul unei lungi „cariere gălățene” (după sute de spectacole pe scena bucureșteană). Distribuția primei operete a teatrului liric din portul dunărean a fost formată din: Viorica Pop, Corina Filimon, Cornelia Seracin, Marica Munteanu, Gabriela Dușmănescu, Cornel Țigara, Magda Dimitriu-Bîrlad, Vanghele Dimitriu, Corneliu Sava, Andy Niculescu, Iancu Ion și Gheorghe Ghineț. Colectivul artistic din Galați a avut ocazia, pentru scurtă vreme, de a colabora cu șeful de orchestră al Teatrului de Operă și Balet din București, Egizzio Massini, artist al poporului. Aceasta este unica montare a operetei, din repertoriului teatrului.
Frumoasa Elena
Angajând întregul colectiv în marele spectacol Frumoasa Elena, operetă de Jacques Offenbach, regizorul Eugen Gropșianu și dirijorul Viorel Doboș au trecut pe planul secundar activitatea secției de estradă. Lucrarea lui Offenbach face parte din repertoriul clasic al genului, parodia muzicală a mitologiei antice ridicând multiple probleme de interpretare (nu mai puțin de șase interludii solicita intens baletul). Cu toate acestea, opereta Frumoasa Elena, care a avut premiera pe 20 decembrie 1957, „a marcat una dintre cele mai bune realizări ale Teatrului muzical din Galați”. Distribuția a apelat aproape la toate forțele artistice ale teatrului, din multitudinea rolurilor remarcându-se: Sanda Chiriacopol, Cornelia Seracin, Vasile Huzum, Grigore Stoicescu, Nicolae Vulpescu, Jean Segal, Vanghele Dimitriu, Corneliu Sava, Ion Iancu, Marica Munteanu, Virginia Boeriu, Margareta Niță, Ninetta Crainici, Silvia Bota, Afrodita Capri, Floreta Glaropol, Ion Roman, Mimi Giuglea, Laurențiu Buzilă, Liviu Bușilă, Marius Dumitrescu și Alexandru Jula. Corul, instruit de Dimitire Macarie și Ion Iancu, și baletul pregătit de Coca Ignat-Tuș („dansurile sunt vii, curajos concepute și bine prezentate”) au adus o contribuție deosebită la reușita premierei. Este singura montare a operetei, din repertoriul teatrului.
M. Choufleuri

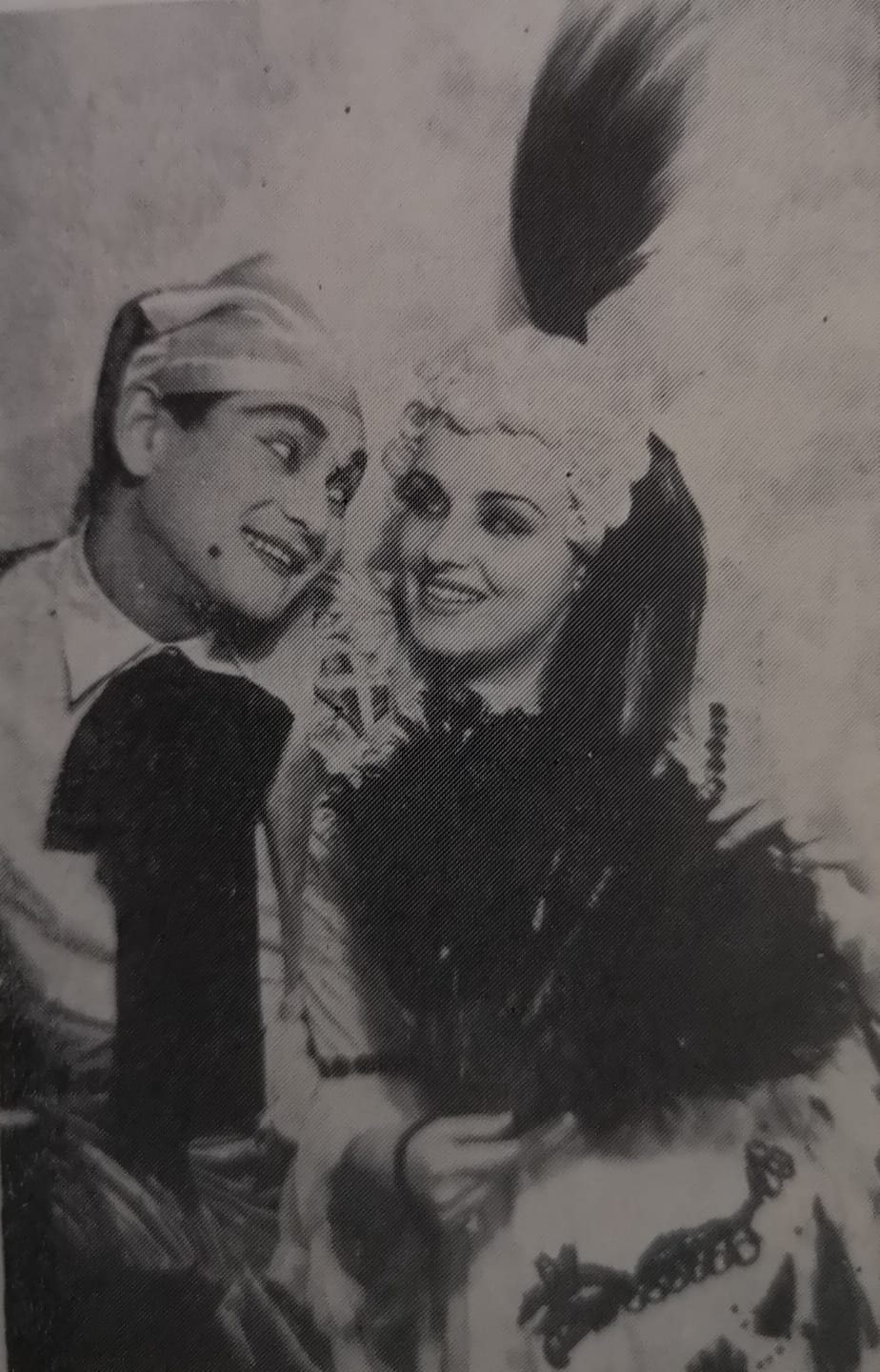
Marica Munteanu și Laurențiu Buzilă în opereta „Choufleuri” de Jacques Offenbach, în 1958

Pe 20 mai 1958, se naște ideea spectacolului mixt, odată cu premiera operetei într-un act, Monsieur Choufleuri, de Jacques Offenbach, în regia lui George Dragomir, cu scenografia Claudiei Fanea și avându-l la pupitrul dirijoral pe Cristofor Barbatti. Maestrul de cor al spectacolului a fost Dimitrie Macarie. Din distribuție au făcut parte soliștii: Laurențiu Buzilă, Marica Munteanu, Ion Iancu, Corneliu Sava, Virginia Boeriu, Margareta Kiss, Emil Nicolescu, Jean Segal, Ion Eufrosin, Olimpia Mateescu, Afrodita Capri, Andy Niculescu, Cristian Kalman și George Ghineț. Este singura montare a operetei, din repertoriul teatrului.
Văduva veselă
Prima montare gălățeană a celebrei operete Văduva veselă, de Franz Lehár, a avut loc pe 26 noiembrie 1958, într-o distribuție formată din soliștii: Nineta Crainici, Laurențiu Buzilă, Marica Munteanu, Ionel Miron, Titi Niculescu, Grigore Stoicescu, Liviu Bușilă, Ion Iancu, Ion Roman, Silvia Bota, Venghele Dimitriu, Jean Segal, Nicolae Vulpescu, iar mai târziu, Sanda Chiriacopol, Jean Segal, Nicolae Vulpescu, Afrodita Capri, Cornel Sava, Margareta Kiss, Florica Budac și Cicerone Ognef. Regia a fost semnată de Paul Mihail Ionescu, scenografia de Claudia Fanea, coregrafia de Ștefania Ignat, iar conducerea muzicală a fost asigurată de Viorel Doboș, directorul instituției la acea vreme. Aria de largă respirație și corurile ample, apropie lucrarea compozitorului maghiar de genul operei, iar proza solicita cântăreților să dispună de un „real meșteșug actoricesc”. 
Colectivul care a înregistrat, aparent, un evident pas înainte odată cu montarea operetei Văduva veselă, a fost orchestra. În repetate rânduri, presa a subliniat aportul dirijorului Viorel Doboș la creșterea calitativă a „fosei” liricului gălățean: „Orchestra își execută partitura cu precizie și claritate”. Nu mai puțin încurajatoare s-a prezentat și contribuția baletului în spectacolul Văduva veselă. Cancanul trepidant de la barul Maxim, dansul apaș, precum și alte momente coregrafice au clădit dorința afirmării în cadrul unui spectacol separat: „Pentru viitorul foarte apropiat, vrem să introducem în teatrul nostru cel de-al patrulea gen muzical: baletul”, declara directorul Viorel Doboș într-un interviu pentru revista Magazin.
Din pricina degradării decorurilor, se va realiza o nouă montare pe 27 iunie 1976, sub aceeași regie, dar cu o scenografie nouă, semnată de Simion Mărculescu, și cu o coregrafie asigurată de Trixy Checais. Dirijorul acestei reprezentații a fost Gabor Kiss. În distribuție au fost soliștii: Marilena Marinescu Mareș, Eleonora Munteanu Chiper, Laurențiu Buzilă, Alexandru Sîrbu, Margareta Kiss, Cicerone Ognef, Cornel Mărgărit, George Ghineț, Pușa Urdăreanu, Florica Budac, Jean Segal, Benedict Gorodețchi, Liviu Bușilă, Nicolae Urdăreanu, Nae Opricescu, Toma Nicușor și Fănica Stoianof.
După o absență de câțiva ani pe afișele teatrului, titlul va reapărea într-o variantă cu totul nouă pe 10 mai 1992: regia artistică a fost semnată de Eleonora Constantinova de la Opera din Chișinău, coregrafia de Venera Zavulovici, scenografia de Veaceslav Ocunev, de la Opera din Sankt Petersburg, iar conducerea muzicală le-a aparținut maeștrilor Ury Schmidt și Sorin Oancea. În distribuție îi întâlnim pe Georgeta și Emil Pinghireac, Sofia Șerban, Florin Marcovici, Cicerone Ognef, George Ichim, Eremia Manole, Florica Budac, Ion Șerban, Benedict Gorodețchi, Alexandru Chiper, Liviu Bușilă, Fănica Georgescu și Nae Opricescu.
Următoarea montare a operetei Văduva veselă a fost cea a lui Giuseppe Visciglia, având coregrafia Rodicăi Androne și adaptarea scenografică realizată de Anton Hirschkorn. Aceasta a avut loc pe 24 octombrie 1999. Ultima premieră a operetei, realizată de Paolo Bosisio (Italia), varianta care se joacă în repertoriul teatrului, a avut loc în 2014.
Silvia

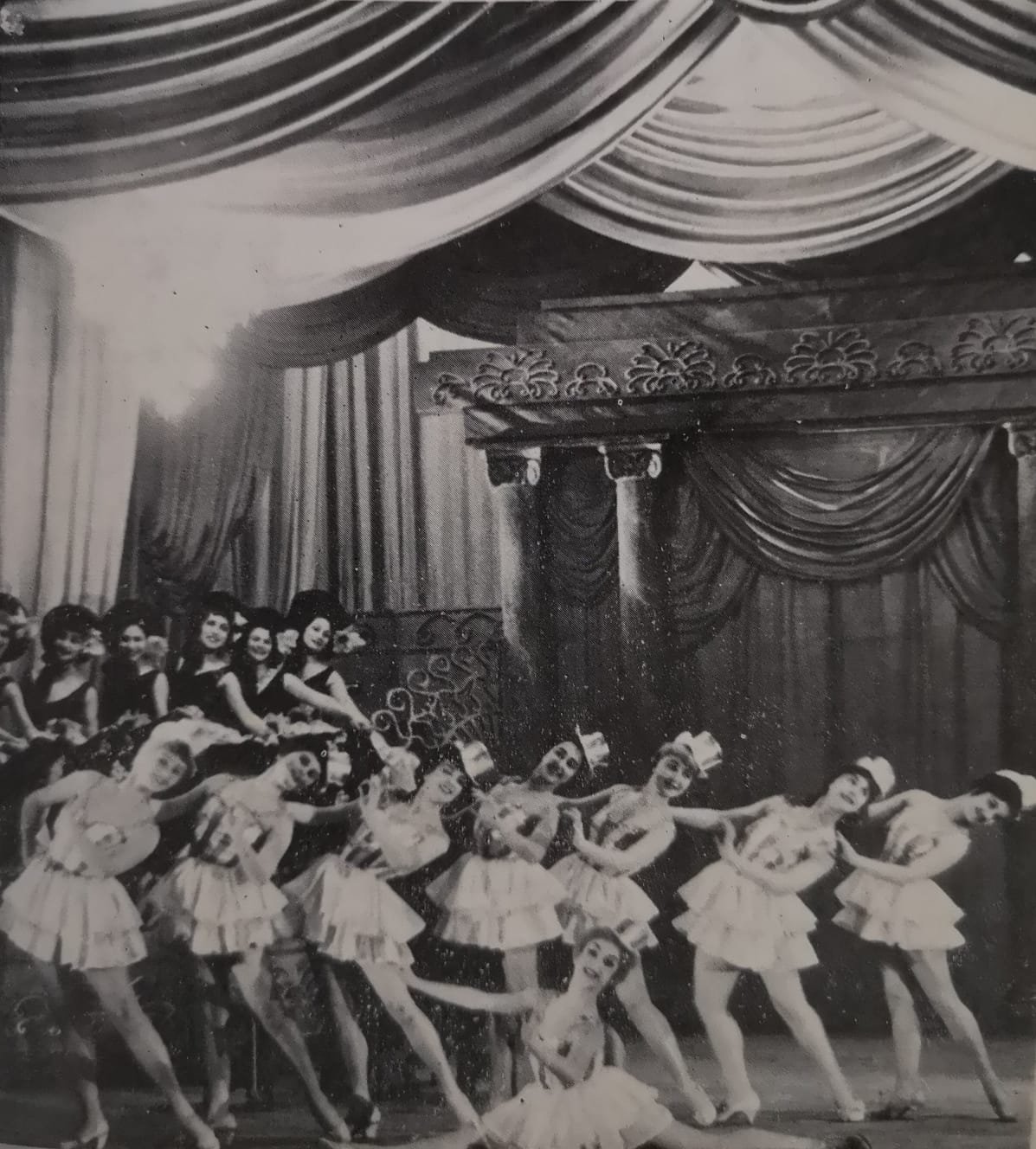
Scenă de ansamblu cu o parte din corpul de balet, din reprezentația cu spectacolul de operetă „Silvia” de Emmerich Kalman, în 1959

Pe 18 aprilie 1959 vedea luminile rampei pe scena gălățeană opereta Silvia (titlul originar: Csardaskiralynö – „Prințesa ceardașului”), de Emmerich Kálmán, în regia lui Paul Mihail Ionescu, cu scenografia Claudiei Fanea, coregrafia lui Mihail Sebastian și avându-l la pupitrul dirijoral pe Emil Fanea. În distribuție întâlnim soliștii: Nineta Crainici, Nicolae Șerbănescu, Laurențiu Buzilă, Afrodita Capri, Titi Niculescu, Geo Silvestru, Margareta Kiss, Andy Niculescu, Liviu Bușilă, Jean Segal, Cicerone Ognef, Traian Vasiliu, Alexandru Jula și Vicențiu Modiga. Opereta a fost prezentată la Galați într-o perioadă când la București nu se montase această lucrare, ceea ce va determina un interes deosebit pentru viitorul turneu al Teatrului Național de Operă și Operetă „Nae Leonard” în capitală. Pe 15 octombrie 1970, spectacolul va fi refăcut, păstrându-se scenografia Claudiei Fanea, schimbându-se, însă, concepția regizorală (Nicolae Ciubuc), coregrafică (Venera Gherman) și muzicală (Ury Schmidt la pupitrul dirijoral și Dimitrie Macarie, maestru de cor). Distribuția este alcătuită din: Tamara Alexandru, Lucia Țibuleac, Laurențiu Buzilă, Sanda Mărgărit, Cicerone Ognef, Liviu Bușilă și George Ghineț.
Varianta regizorală a lui Paul Mihail Ionescu va fi refăcută în 1990 de către Ion Frigioiu, în calitate de asistent regie, cu o nouă distribuție: Sofia Șerban, Ion Frigioiu, Ana Condrea, George Ichim, Florica Budac, Liviu Bușilă, Cicerone Ognef, Emil Pinghireac, Eremia Manole, Benedict Gorodețchi și Alexandru Chiper.
În mai 2000, titlul va reapărea în repertoriul teatrului în varianta regizorală propusă de Cristian Mihăilescu, variantă care se joacă și în prezent. Decorurile au fost gândite de Anton Hirschkorn, costumele de Viorica Petrovici, coregrafia a fost semnată de Francisc Valkay, iar la pupitrul dirijoral a urcat atunci Sorin Oancea. Cu această ocazie, spectacolul a fost înregistrat de Radio România Cultural. Din distribuție au făcut parte soliștii: Sofia Șerban, Ana Condrea, Isabela Oancea, Constantin Danu (Teatrul de Operetă din București), Cristian Bălășescu, George Ichim, Teodor Niță, Lucian Vlad Tatu, Dumitru Belciugan, Florin Marcovici, Ion Mihalcea și Nae Opricescu. 
Lăsați-mă să cânt (operetă românească)
Opereta Lăsați-mă să cânt, de Gherase Dendrino a văzut luminile rampei la Galați pe 8 noiembrie 1959. Această variantă a fost realizată de regizorul Paul Mihail Ionescu, cu scenografia Claudiei Fanea și coregrafia lui Mihail Sebastian. În distribuție au fost soliștii: Grigore Stoicescu, Laurențiu Buzilă, Nineta Crainici, Corneliu Seracin, Afrodita Capri, Nicolae Șerbănescu, Vanghele Dimitriu, Ionel Miron, Vasile Huzum, Cornel Sava, Cicerone Ognef, Vasile Martinoiu, Silvia Bota, Geo Silvestru, Nicolae Vulpescu, Jean Segal, Cristian Kalman și Nicușor Toma. La pupitrul dirijoral a urcat un nume nou, tânărul dirijor Gabor Kiss.
Regia lui Paul Mihail Ionescu s-a străduit să îmbogățească virtuțile textului, deși „socotim că s-a greșit apelându-se la prima versiune a libretului tipărit”, înte timp autorii spectacolului realizând un text prescurtat, concis și îmbunătățit. În ciuda intențiilor bune ale regiei de a nu repeta șablonard creațiile interpreților bucureșteni, „totuși, unii cântăreți au împrumutat nu numai masca, ci și gestica soliștilor Teatrului de Stat de Operetă din Capitală”. Fondul patriotic înălțător al lucrării „a găsit un puternic ecou în sufletul ascultătorilor din orașele regiunii Galați, făcând din Lăsați-mă să cânt o piesă de rezistență a repertoriului teatrului”. 
Spectacolul a fost reluat pe 31 martie 1976, această reluare fiind întâmpinată cu interes de publicul, cât și presă: „După 16 ani, revenirea la partitura operetei Lăsați-mă să cânt într-o nouă structurare și într-o viziune regizorală înnoită în laturile sale esențiale, estetice reprezintă, de fapt, un cu totul act de cultură, o autentică premieră. Iată ceea ce ne propune, de fapt, recentul spectacol al teatrului liric gălățean cu opereta scrisă acum 20 de ani de Gherase Dendrino”. 
Voievodul țiganilor

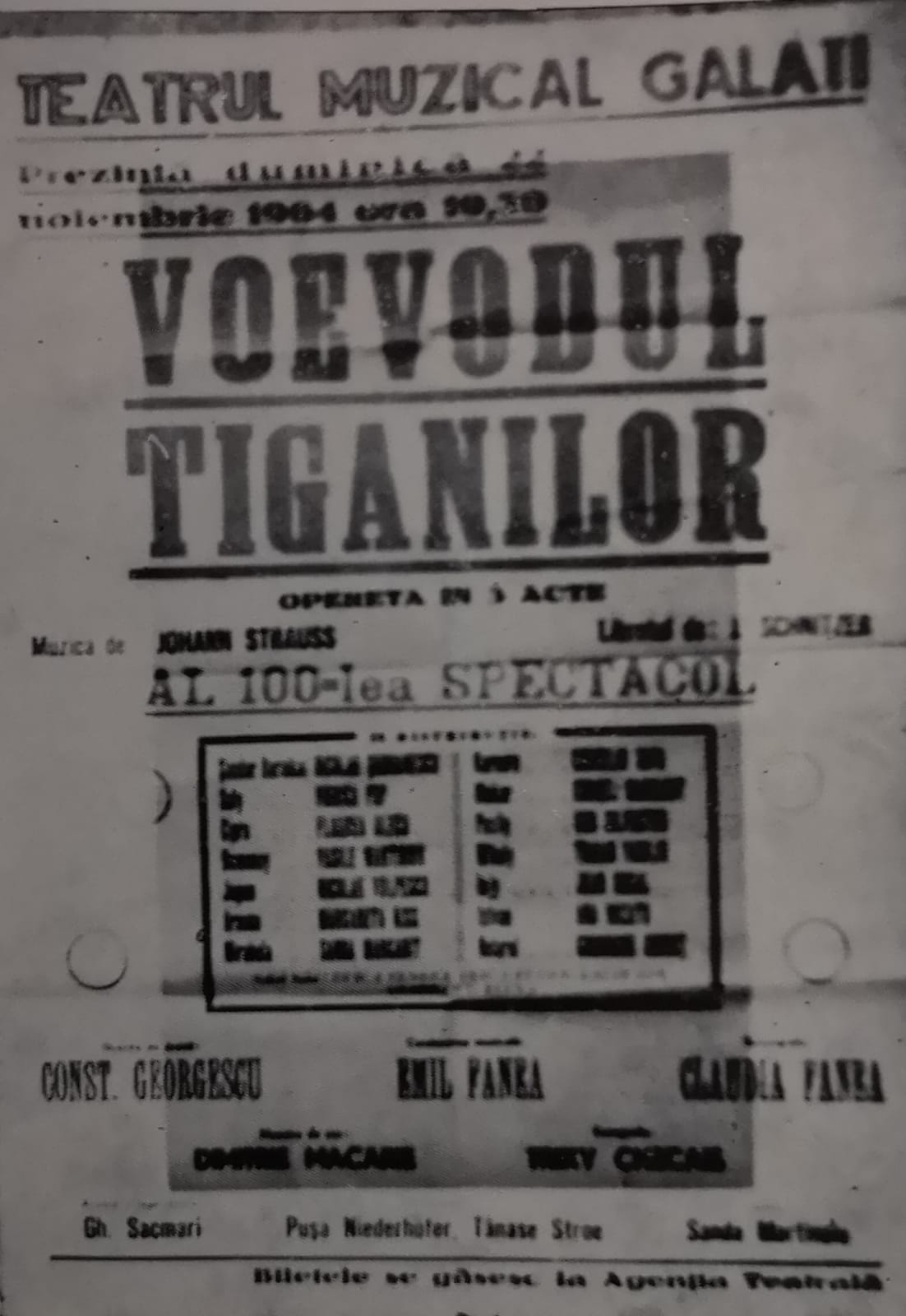
Afișul operetei „Voievodul țiganilor” de Johann Strauss-fiul, ]n 1959

De-a lungul timpului, atenția directorilor Teatrului Național de Operă și Operetă „Nae Leonard” a fost permanent îndreptată spre valorificarea repertoriului vienez, de operetă. Pe 18 august 1959 are loc premiera gălățeană a operetei Voievodul țiganilor, de Johann Strauss-fiul, în concepția regizorală a lui Constantin Georgescu, cu scenografia Claudiei Fanea și coregrafia lui Trixy Checais. La pupitrul dirijoral a urcat maestrul Emil Fanea, iar maestrul de cor era Dimitrie Macarie. Din distribuție au făcut parte soliștii: Vasile Huzum, Veronica Cioplan, Ion Roman, Nicolae Vulpescu, Cornel Mărgărit, Margareta Kiss, Ion Iancu și Sanda Chiriacopol. Lucrarea, de răspundere pentru orice teatru, a fost „așteptată cu interes de publicul portului dunărean, ce își mai amintea încă de montarea companiei lirice a lui Grigoriu și Leonard”. Din păcate, conducerea teatrului și regizorul Constantin Georgescu au apelat la libretul dinainte de război, folosind „un text neadecvat, desuet, copiat după cel cu care a fost prezentat Voievodul țiganilor cu 15-20 de ani în urmă pe scena Operei de Stat (care, la rândul ei, apelase la o traducere veche)”. Aceleași păreri le-a exprimat și muzicologul Petre Brîncuș, în Contemporanul, adăugând: „Opoziția dintre grupurile sociale diferite este prezentată în spectacol în mod caricatural”. 
Premiera s-a desfășurat sub bagheta lui Emil Fanea și în scenografia Claudiei Fanea, în distribuția formată din soliștii: Vasile Huzum, Veronica Ciolpan, Ion Roman, Nicolae Vulpescu, Cornel Mărgărit, Margareta Kiss, Ion Iancu și Sanda Chiriacopol. Aparent, spectacol a corespuns numai parțial așteptărilor. În ciuda realizărilor personale ale lui Vasile Huzum, ale Margaretei Kiss (o tânără coristă promovată în rolurile principale de subretă) și Sandei Mărgărit, presa a remarcat faptul că regia „nu a izbutit să atenueze anumite deficiențe ale libretului, mai mult, le-a îngroșat”, iar orchestra „nu a strălucit”. 
Ultima montare a operetei Voievodul țiganilor a avut loc pe 2 noiembrie 2019, în regia lui Octavian Jighirgiu, cu scenografia lui Daniel Divrician și coregrafia Gabrielei Gegea. La pupitrul dirijoral a urcat Eugen Dan Drăgoi. Distribuția dublă a fost formată din soliștii: Valentin Vasopol (Sandor Barinkay), Andreea Blidariu și Rodica Ștefan (Saffi), Silvia Alice Niță și Florentina Soare (Czipra), Tudorel State (Maxim Zsupan), Adelina Diaconu și Lenuța Bercaru (Arsena, fiica lui Zsupan), Constantin Lupu (Contele Carnero), Lăcrămioara Crihană și Florina Nistor (Mirabella), Florin Bobei (Ottokar), Dominic Cristea și Marin Șchiopu (Contele Homonay), Ovidiu Ghioc și Sebastian Băncilă (Pally), Elvis Butunoi (Iogi), Marian Neculcia (Iștvan).
Liliacul

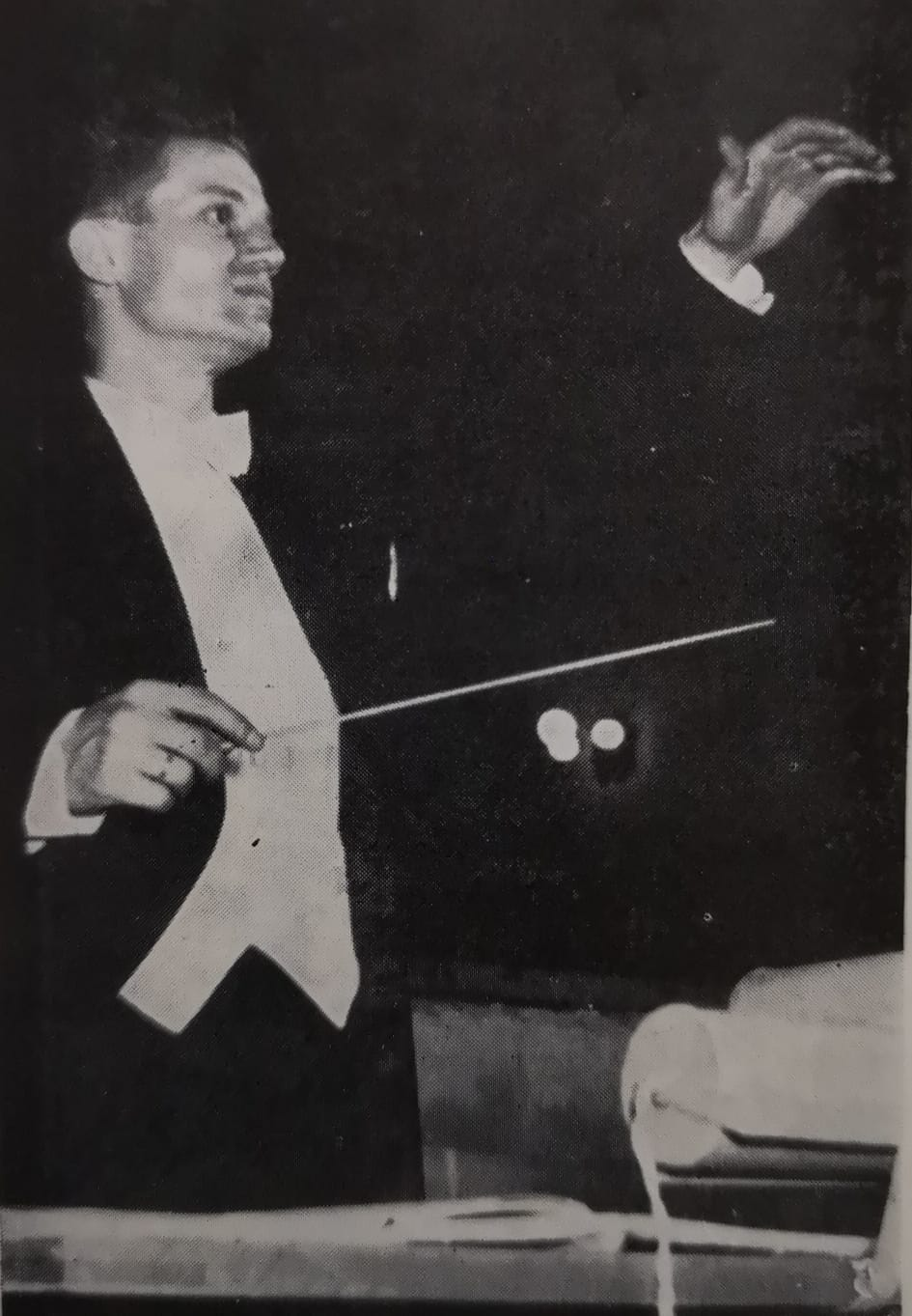
Dirijorul Alecu Sfetcu

Pe 18 martie 1960, va vedea luminile rampei opereta Liliacul, de Johann Strauss-fiul, într-o versiune regizorală ce va rămâne timp de două decenii în repertoriul teatrului. Nu întâmplător, lucrarea Liliacul a fost denumită „regina operetelor”, fiind spectacolul care a întrunit cele mai multe reprezentații de la premieră până azi, în lume. Regizorul Paul Mihai Ionescu îi va avea colaboratori acum pe dirijorul Alecu Sfetcu – debutant la pupitrul unei premiere –, scenografa Claudia Fanea, coregraful Trixy Checais și maestrul de cor Dimitrie Macarie. Distribuția era alcătuită din soliștii reprezentativi ai momentului: Nicolae Șerbănescu, Nineta Crainici, Elena Patrichi, Ion Roman, Ion Iancu, Cornel Mărgărit și Sanda Chiriacopol. Refăcut în 1970, spectacolul va căpăta o nouă strălucire prin participarea unor soliști de primă mărime, ce se va afirma mai apoi într-o prestigioasă carieră națională, precum Marilena Marinescu Mareș, Lucia Țibuleac, alături de Laurențiu Buzilă, Ion Frigioiu, Corneliu Sava, George Ichim, Grigore Stoicescu, George Lambrache, Alexandru Chiper, Cicerona Ognef, Benedict Gorodețchi, George Ghineț, Elena Patrichi, Margareta Kiss, Tamara Alexandru și Jean Segal. 
În 1986, spectacolul va căpăta o nouă haină regizorală propusă de A.I. Arbore, cu scenografia lui Simion Mărculescu și coregrafia lui Constantin Floriean. La pupitrul dirijoral a urcat maestrul Gabor Kiss. În distribuție întâlnim soliști precum: Georgeta și Emil Pinghireac, Sofia Șerban, Ion Frigioiu, Camelia Munteanu, Margareta Kiss, Eremia Manole, Lucian Cristiniuc ș.a. După 1986, pentru o lungă perioadă, acest spectacol a lipsit de pe afișul instituției, iar abia pe 7 aprilie 2001 se va realiza o nouă montare a celebrei pagini vieneze, versiune ce se joacă și astăzi, în regia Cristinei Cottescu, cu scenografia Dianei Ioan și coregrafia Alexei Mezincescu. Din distribuție au făcut parte soliștii Sofia Șerban, Alfredo Pascu, Ana Condrea, Florin Marcovici, George Ichim, Teodor Niță, Angela Gazibar, Eremia Manole și Dumitru Belciugan.
Plutașul de pe Bistrița (operetă românească)
Pe 20 decembrie 1960, are loc premiera operetei Plutașul de pe Bistrița, de Filaret Barbu, în regia lui Paul Mihail Ionescu, scenografia lui Eugen Gropșianu și sub atenta și autoritara conducere muzicală a dirijorului Gabor Kiss. Din distribuție au făcut parte soliștii: Margareta Kiss, Grigore Stoicescu, Corneliu Sava, Afrodita Capri, Laurențiu Buzilă, George Ghineț, Nicolae Vulpescu, Florica Budac, Nicușor Toma, Traian Vasiliu, Jean Segal, Ion Mihalcea, Valencia Bosoi, Coca Damian și Grigore Breabăn. Din păcate, contribuția momentelor coregrafice populare a fost „mult prea modestă”, deși era „atât de hotărâtoare în desfășurarea spectacolului”. Momentele coregrafice au fost considerate „plate, comune”, din punct de vedere al realizării artistice. Maestrul de cor Dimitrie Macarie a condus reprezentația operetei Plutașul de pe Bistrița cu artistul poporului, Ion Dacian, în rolul titular, cel care dă astăzi numele Teatrului Național de Operetă și Musical din București. 
Casa cu trei fete

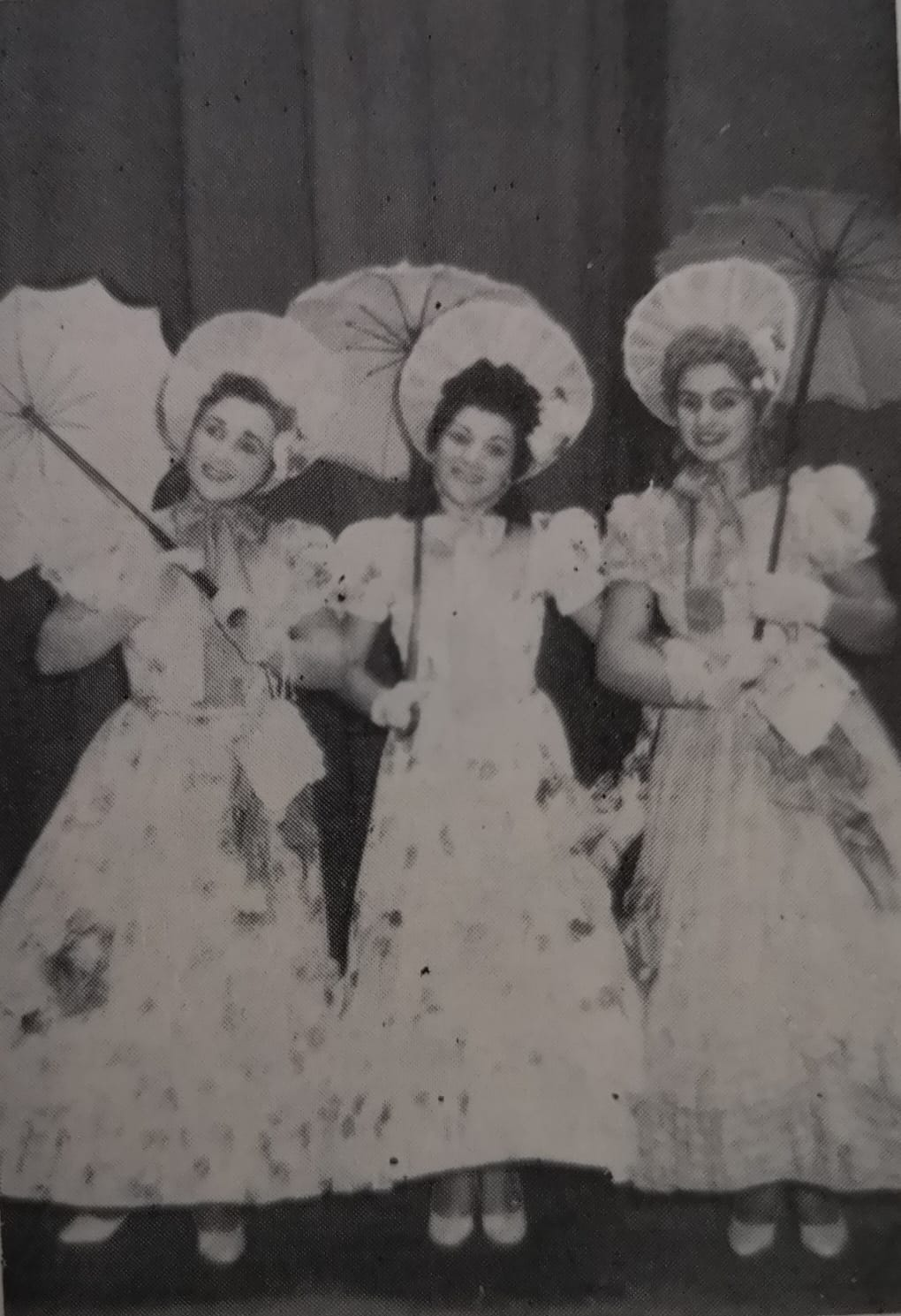
Scenă din actul I al operetei „Casa cu trei fete”, de Franz Schubert

Premiera operetei Casa cu trei fete, de Franz Schubert, a avut loc pe 18 iunie 1961. Povestea vieții zbuciumate a lui Franz Schubert a surprins puternice elemente de autenticitate, în regia lui Paul Mihail Ionescu, iar muzica inspirată a compozitorului romantic german a căpătat contur sub bagheta dirijorului Cristofor Barbatti. Scenografia a fost asigurată de Claudia Fanea, iar coregrafia, de Trixy Checais. Din distribuție au făcut parte soliștii: Laurențiu Buzilă, Ionel Miron, Elena Patrichi, Coca Damian, Aneta Dima, Afrodita Capri- Buzilă, Jean Segal, Liliana Rusu, Ion Roman, Ion Mihalcea, Corneliu Sava, Ion Șerban, Alexandru Jula, George Ghineț, Constanța Popescu, Mimi Giuglea, Floarea Alecu, Traian Vasiliu, Andy Niculescu, Grigore Stoicescu, Grigore Breabăn, Ica Badea, Liviu Bușilă, Olimpia Ganea, Mioara Dan, George Davidescu și Lazăr Stanciu.
Aculina
Premiera operetei Aculina, de Iosif Kovner, a avut loc pe 6 ianuarie 1962, în regia lui Constantin Georgescu, scenografia lui Zoltan Gerzanich și sub bagheta dirijorală a lui Emil Fanea, din distribuție făcând parte: Nineta Crainici, Tanța Popescu, Cristian Kalman, Valencia Bosoi, Grigore Stoicescu, Afrodita Capri, Margareta Kiss, George Ghineț, Cornel Mărgărit ș.a. Fiind singura montare a acestei operete, a trăit prin evocarea pitorească a Rusiei de altă dată, prin dansurile populare spectaculoase propuse ce coregraful Trixy Checais și prin umorul sănătos al libretului lui Nikolai Aduev.
Vânzătorul de păsări
Pe 17 octombrie 1962 are loc premiera gălățeană a operei Vânzătorul de păsări, de Karl Zeller. Opereta s-a bucurat de simpatie din partea publicului, după cum remarca presa vremii: „Premiera operetei Vânzătorul de păsări, de Karl Zeller, la Teatrul Muzical din Galați, a suscitat un deosebit interes din partea publicului iubitor de muzică și artă. Caracterizată printr-o mare vervă muzicală, opereta lui Zeller cunoaște o îndelungată viață scenică și continuă să radieze în diferite interpretări strălucirea și prospețimea melodică (...). După premieră, discuțiile spectatorilor s-au condus nu numai spre aprecierea talentului posibilităților cântăreților, ci și asupra jocului scenic, asupra măiestriei regizorilor (Ion Dacian și Paul Mihail Ionescu), asupra felului în care bagheta dirijorului Silviu Zavulovici a marcat indicațiile dinamice, ritmul spectacolului, intensitatea sonoră”. În distribuția spectacolului, întâlnim nume precum: Laurențiu Buzilă, Elena Patrichi, Nineta Crainici, Vanghele Dimitriu, Florica Budac, Geo Silvestru, Nicolae Vulpescu, George Ghineț, Liviu Bușilă, apreciați soliști ai teatrului. Datorită ritmului dinamic al dirijorului Silviu Zavulovici păstrat de-a lungul partiturii, opereta lui Zeller a câștigat aerul de autenticitate al spiritului tirolez, iar „interpreții operetei au dat viață libretului și partiturii și au dovedit reale calități vocale și dramatice. Ei au înțeles că în operetă nu numai muzica are însemnătate, ci și felul cum este prezentată această muzică, arta de a exprima prin mimică și mișcare stările sufletești, de a colora textul, de a da plasticitate fluxului melodic”. Spectacolul s-a bucurat de succes, fiind reluat în 1976, distribuției de mai sus alăturându-se Eleonora Munteanu, George Ichim, Cicerone Ognef, Jean Segal, Mariana Coidum, Sofia Șerban și Anghel Stoian.
Ultima montare a operetei Vânzătorul de păsări a avut loc pe 25 iunie 2016, în regia lui Cristian Mihăilescu și scenografia Bogdanei Pascal. Coregrafia a fost asigurată de Mihai Mândruțiu, iar conducerea muzicală, de Mircea Holiartoc. Din distribuție au făcut parte soliștii: Adelina Diaconu, Adina Lazăr, Florin Bobei, Adrian Mărginean, Nicoleta Maier, Adrian Ionescu, Alexandru Dobre,Silvia Alice Niță, Lăcrămioara Crihană,Tudorel State, Mihail Anton, Dominic Cristea, Mirela Stoica, Iulia Florea, Valentin Vasopol, Bogdan Baicu, Roxana Dobre, Ionuț Popa, Ovidiu Ghioc, Maria Macovei,Viorica Mărăndici și Gheorghe Racoviță.
Sărutul Cianitei

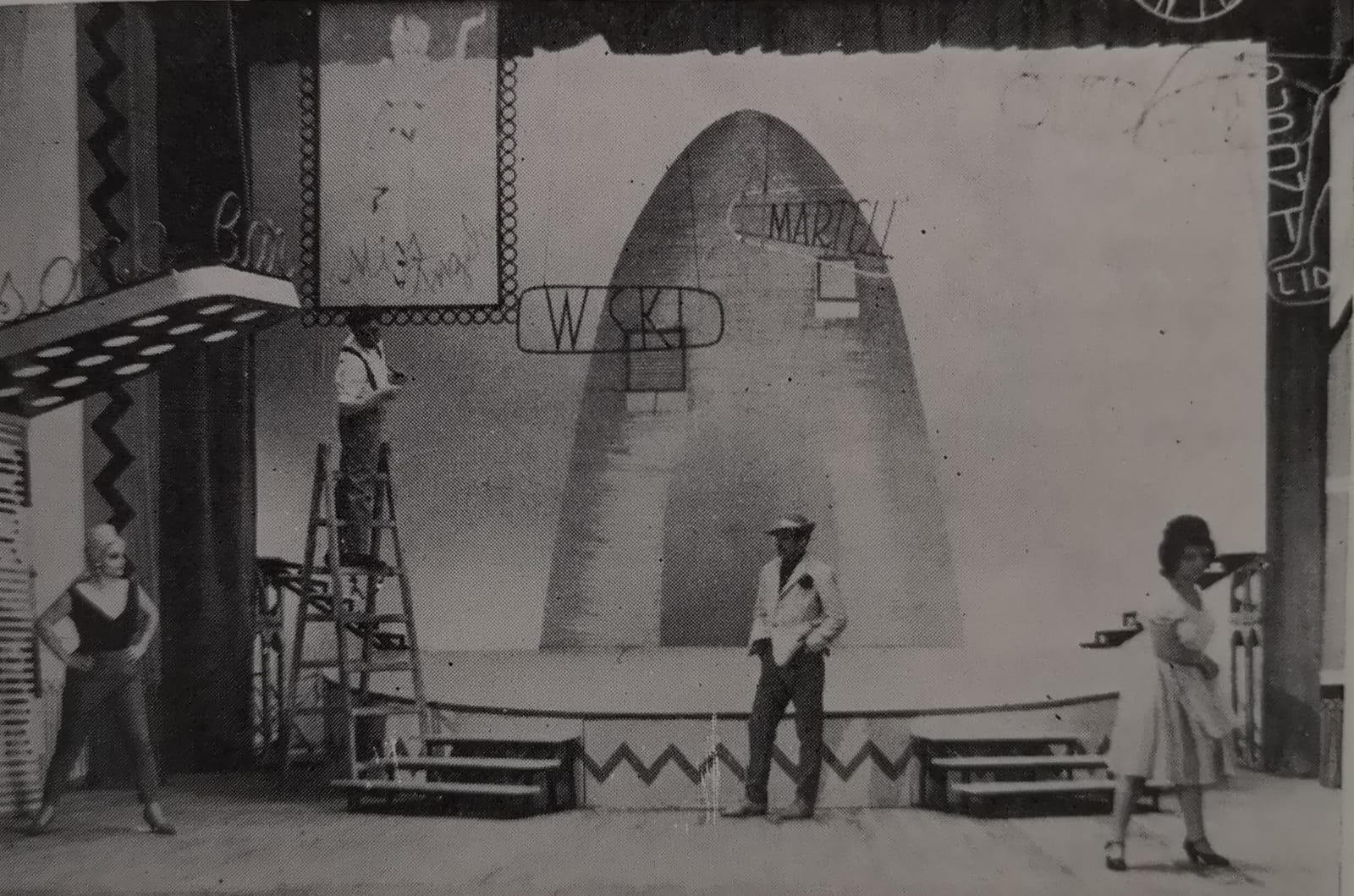
Scenă de ansamblu din opereta „Sărutul Cianitei” de Iurii Miliutin, cu soliștii Afrodita Capri, Vanghele Dimitriu, Cicerone Ognef și Margareta Kiss, în 1963

Ambiția colectivului artistic gălățean de a se impune în primele rânduri ale teatrelor lirice din provincie s-a manifestat și prin prezentarea în premieră pe țară a operetei Sărutul Cianitei, de Iuri Miliutin, pe 23 martie 1963. Un merit de seamă în obținerea acestui rezultat le revine maestrului de cor Dimitrie Macarie și maestrului de balet Trixy Checais, precum și regizorului bucureștean Paul Victor Cottescu, care a pregătit spectacolul punând în joc o experiență bogată și fantezie, fără a se sfii să folosească și „unele mijloace practicate îndeosebi în teatrul de estradă (intrarea unor actori din sala de spectacol, lărgirea scenei dincolo de fosa orchestrei etc.)”.  Încredințată unor cunoscuți actori și soliști, interpretarea operetei Sărutul Cianitei a numărat printre protagoniști pe Elena Patrichi, Laurențiu Buzilă, Ionel Miron, Ștefan Stoica, Nineta Crainici, Margareta Kiss, Cicerone Ognef și Vanghele Dimitriu. La pupitrul dirijoral au urcat, în decursul stagiunii, Cristofor Barbatti și Silviu Zavulovici. Scenografia lui N. Lebas, concepută pe decoruri aerisite, pe culori vii, unele realizate printr-o ingenioasă folosire a materialelor plastice, a imprimat cadrului acțiunii optimism, tinerețe și exuberanță. Această montare a operetei este singura din repertoriul teatrului.
Mam’zelle Nitouche
Pe 11 octombrie 1963, o nouă operetă franceză s-a înscris pe afișele din Galați: Mam’zelle Nitouche, de Florimond Hervé. Completând imaginea anterioară a lucrărilor lui Jacques Offenbach, opereta a atras publicul prin sinceritatea muzicii și, mai ales, datorită cupletului sprinten. Apropiată ca factură scenică de montarea Teatrului de Operetă din București – de altfel, colaborarea regizorului Barbu Dumitrescu și a pictorului scenograf Nicolae Lebas nu putea să nu ducă la o reeditare măcar parțială a viziunii inițiale – opereta Mam’zelle Nitouche a permis în continuare promovarea unor soliști tineri, distribuția fiind formată din următorii artiști: Laurențiu Buzilă, Margareta Kiss, Ionel Miron, Titi Gheruș, Geo Silvestru, Jean Segal, Nicolae Vulpescu, Cicerone Ognef, Florica Budac, Grigore Stoicescu, Liviu Bușilă și Grigore Breabăn. 
Opereta a fost refăcută pe 9 ianuarie 1993, în regia lui Mihai Timofte, cu scenografia lui Simion Mărculescu și coregrafia lui Gheorghe Stanciu. La pupitrul dirijoral a urcat maestrul Sorin Oancea. Din distribuție au făcut parte soliștii: Sofia Șerban, Cicerone Ognef, Florica Budac, Liviu Bușilă, Ion Șerban, Tamara Manea și Eremia Manole. Aceasta a fost ultima montare a operetei Mam’zelle Nitouche, după care titlul a fost scos din repertoriul teatrului.
Vagabonzii
Opereta Vagabonzii, de Carl Michael Ziehrer, a avut premiera pe 10 octombrie 1964, în regia lui Barbu Dumitrescu și scenografia lui Nicolae Lebas. Un loc important în producția acestui spectacol l-a ocupat coregrafia semnată de Adriana Dumitrescu. Lucrarea a fost prezentată sub baghetele dirijorale ale lui Gabor Kiss și Cristofor Barbatti. Vesela operetă a compozitorului vienez a adus pe scenă soliștii: Nineta Crainici, Grigore Stoicescu, Geo Silvestru, Afrodita Capri-Buzilă, Laurențiu Buzilă, Dragoș Bucescu, Cicerone Ognef, Margareta Kiss, Vanghele Dimitriu, Cristian Kalman, Nella Filip, George Ghineț, Liviu Bușilă, Marcel Ionescu, Nelu Șerban. Muzicologul Viorel Cosma făcea următoarele notații despre operetă, fără să fie foarte impresionat de spectacol: „Un spectacol amuzant, într-o concepțe scenică modernă, fără prea multe caracterizări de personagii, cu un conflict social slab reliefat, totul topit într-o muzică autentic vieneză, inspirată, dominată de vals, însă departe de substanța melodică a maestrului Johann Strauss ce se simte pastișat – aceasta rămâne impresia ascultătorului după vizionarea operetei Vagabonzii pe scena gălățeană”. Este singura montare a operetei din istoria teatrului.
Contele de Luxemburg

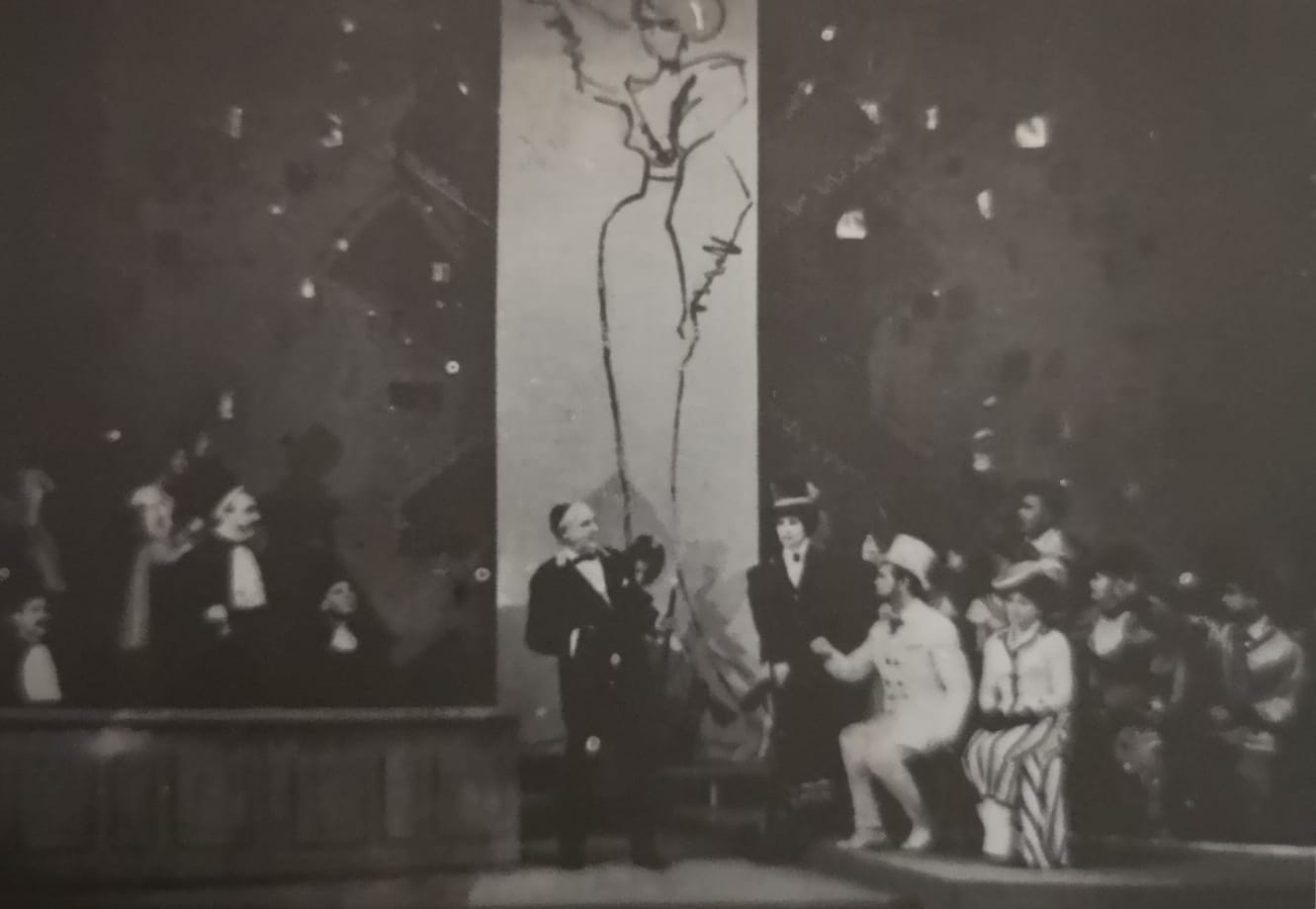
Scenă de ansamblu din opereta „Contele Luxemburg”

Pe 16 iunie 1966 va vedea luminile rampei la Galați varianta locală a operetei Contele de Luxemburg, de Franz Lehár. Distribuția, alcătuită din valoroși soliști de operetă, a asigurat succesul acestei montări: Laurențiu Buzilă, Grigore Stoicescu, Elena Patrichi, Tamara Alexandru, Margareta Kiss, Geo Silvestru, Jean Segal, Cicerone Ognef, Titi Gheruș, Afrodita Capri-Buzilă, Liviu Buzilă, Valeriu Ponoran, George Ghineț, Vanghele Dimitriu, Ion Șerban, Florin Diaconescu, Nicușor Toma, Aneta Dima, Elena Bratosin, Ion Mihalcea, Dan Constantinescu, Grigore Breabăn, Nae Opricescu și Nicolae Vizitiu. Concepția regizorală a fost realizată de Ovidiu Georgescu, coregrafia de Trixy Checais, iar conducerea muzicală i-a aparțit lui Cristofor Barbatti. A fost susținut un număr de 34 de reprezentații, după care din stagiunea 1967-1968, spectacolul nu s-a mai jucat.
Țara surâsului
Prima montare a operetei Țara surâsului de Franz Lehár a avut premiera pe 13 mai 1967, fiind realizată de regizorul Nicușor Constantinescu, maestru emerit al artei, dirijorul Ury Schmidt și coregraful Trixy Checais. În distribuția de atunci, întâlnim nume precum: Ion Frigioiu, Grigore Stoicescu, Geo Silvestru, Jean Segal, Laurențiu Buzilă, Cicerone Ognef, Vanghele Dimitriu, Cornel Sava, Cristian Kalman, Liviu Bușilă, Nicușor Toma, Benedict Gorodețchi, Tamara Alexandru, Margareta Kiss, Marilena Marinescu Mareș, Titi Gheruș, Afrodita Capri-Buzilă, Aneta Dima și Liliana Lupașcu. Această variantă regizorală a fost reluată de două ori, prima oară pe 20 iunie 1974, păstrându-se regia și conducerea muzicală, dar coregrafia aparținând doamnei Venera Gherman. În distribuție regăsim o parte dintre soliștii de la premieră, dar și nume noi: Anghel Stoian, Zina Enișor, Coca Mocanu. Această variantă s-a jucat în 61 de reprezentații, până în 1979, când la ultima reprezentație de pe 21 mai a fost invitat Dorin Teodorescu de la Teatrul de Operetă din București. 
Pentru tenorul Ion Frigioiu, interpretarea rolului a însemnat „realizarea până la identificare cu personajul principal al operetei”. Marcat de acest fapt, Ion Frigioiu se va ocupa personal de reluarea acestui spectacol în 1990, păstrând montarea inițială. O altă montare a operetei Țara surâsului a avut premiera pe data 23 mai 2008, cu ocazia deschiderii celei de-a V-a ediții a Festivalului Internațional „Leonard”. Regia artistică a spectacolului a fost realizată de Ana Condrea, scenografia de Gheorghe Andreescu, coregrafia de Fănică Lupu, iar la pupitrul dirijoral a urcat maestrul Sorin Oancea. În distribuție au fost: tenorul Adrian Ionescu, de la Opera din Iași, soprana Doina Scripcaru, de la Teatrul de Operetă din București, Adina Lazăr, Iulia Florea, Ionuț Negrișanu, Isabela Oancea, Emilia Frigioiu, Dumitru Barbu, Ștefania Stamate și Florina Nistor.
Ultima montare a operetei Țara surâsului, variantă care se joacă și astăzi, a avut loc pe 14 iunie 2015, în regia lui Adrian Mărginean, păstrând scenografia anterioară, dar schimbând coregrafia cu cea a Gabrielei Gegea. Din distribuție au făcut parte soliștii Florin Bobei, Adelina Diaconu, Ionuț Negrișanu, Adina Lazăr, Alexandru Dobre, Mitică Barbu, Izabela Oancea, Emilia Frigioiu, Daniel Nistor, Gabriela Apostolache, Lenuța Bercaru, Elisabeta Romilă, Mirela Stoica, Valentin Călin și Ovidiu Ghioc.
Logodnicul din lună

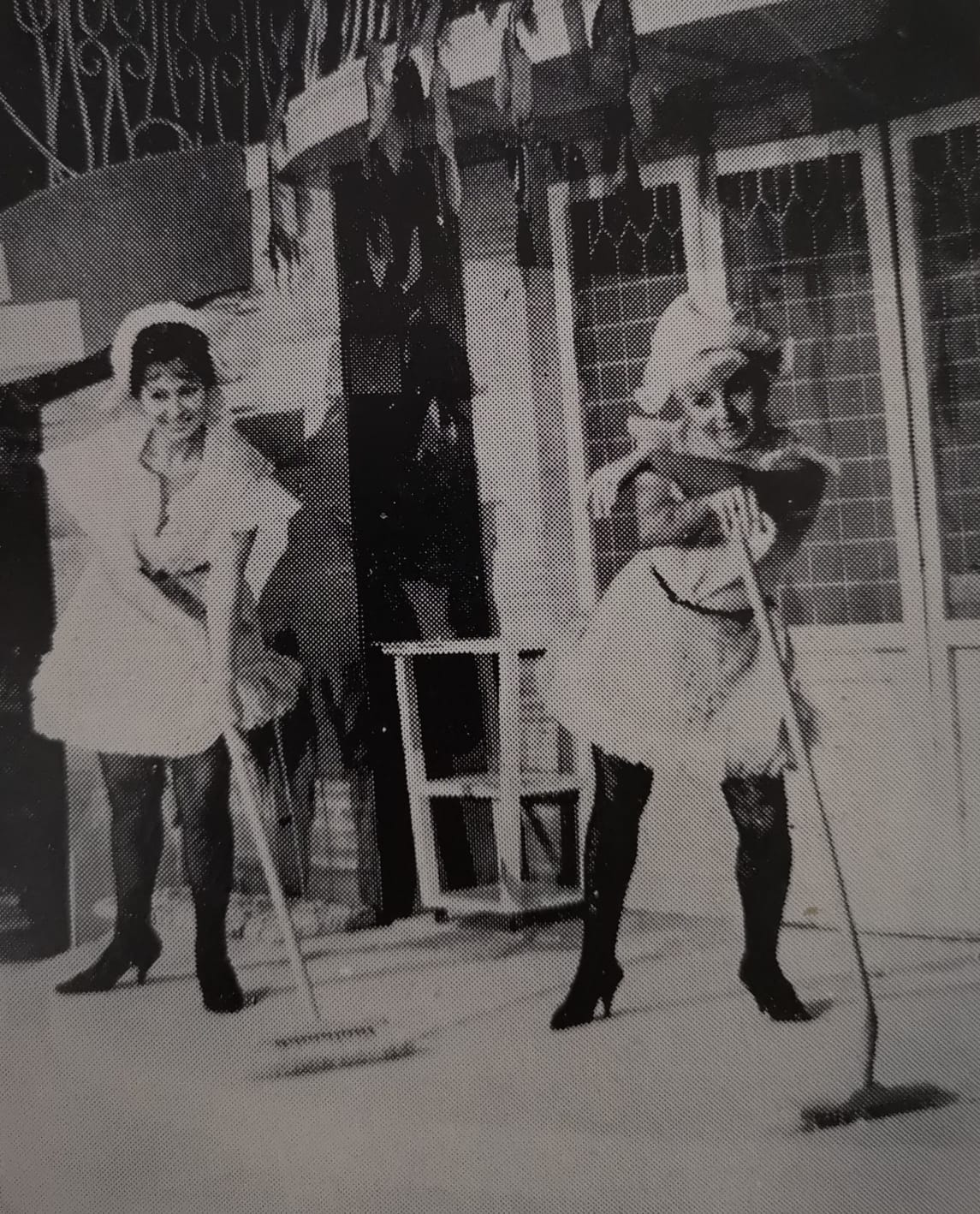
Scenă din opereta „Logodnicul din lună” de Eduard Künecke

Opereta Logodnicul din lună, de Eduard Künecke, a avut premiera pe scena liricului gălățean pe 29 martie 1968, în regia lui Nicușor Constantinescu. Cu această lucrare, teatrul din Galați face un pas înainte către opereta de factură modernă. Scenografia a fost semnată de Dorin Voinescu, iar conducerea muzicală de maestrul Dimitrie Macarie, care imprimă execuției muzicale cunoscutul său simț al dozării și ponderii artistice. Din distribuție au făcut parte soliștii: Florin Diaconescu, Laurențiu Buzilă, Marilena Marinescu- Mareș, Eleonora Munteanu, Margareta Kiss, Tamara Alexandru, Titi Niculescu, Jean Segal, Sanda Mărgărit, Cornel Mărgărit, Grigore Stoicescu, Cicerone Ognef, George Panaitopol, Liviu Bușilă și Nae Opricescu.
Sânge vienez
Opereta Sânge vienez, compusă de Johann Strauss-fiul, a văzut luminile rampei pe scena liricului gălățean pe 15 aprilie 1968, în regia lui George Zaharescu (Iași), secundat îndeaproape de scenografia Hristofeniei Cazacu și de coregrafia maestrului Trixy Checais. Conducerea muzicală le-a aparținut dirijorilor Gabor Kiss și Cristofor Barbatti. Din distribuție au făcut parte soliștii: Laurențiu Buzilă, Tamara Manea, Marilena Marinescu-Mareș, Jean Segal, Ionel Miron, Liviu Bușilă, Margareta Kiss, Cicerone Ognef, Elena Patrichi, Aida Abagiev, Ion Frigioiu, Grigore Stoicescu, Afrodita Capri- Buzilă, Eleonora Munteanu, Geo Silvestru și George Ichim. „Succesul în timp a operetei Sânge vienez se demonstrează nu numai prin calitatea muncii artistice a celor citați, ci, mai ales, prin larga potență interpretativă a întregului colectiv. Aproape că nu există lucrare din repertoriu în care rolurile să nu poată fi dublate sau preluate de alt interpret”.
Opereta a fost reluată târziu, abia peste 43 de ani, pe 13 februarie 2011, în regia Cristinei Cottescu, cu scenografia lui Gheorghe Andreescu. Coregrafia i-a aparținut lui Fănică Lupu, iar conducerea muzicală, dirijorului Sorin Oancea. Din distribuție au făcut parte atunci: Ana Maria Crihană, Liana Podlovsky, Adrian Ionescu, Mădălina Diaconu, Ioana Drăgan, Adina Lazăr, Anton Mihail, Isabela Oancea, Mitică Belciugan, Iulian Sandu și Lucian Vlad Tatu.
Floarea din Hawaii

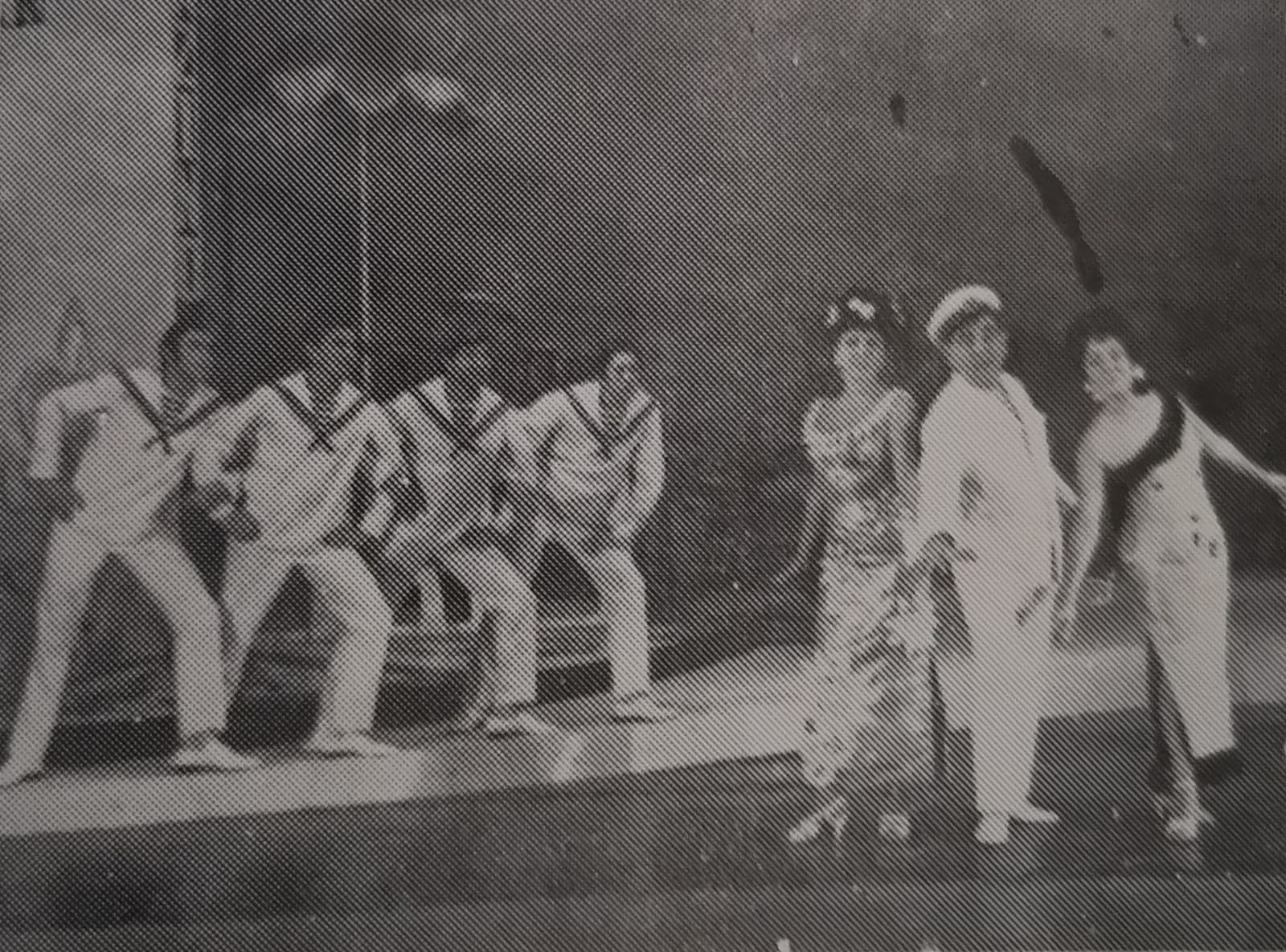
Scenă de ansamblu din opereta „Floarea din Hawaii” de Paul Abraham, în 1970

Pe 3 decembrie 1970 a avut loc premiera operetei Floarea din Hawaii, de Paul Abraham, singura montare a acestui titlu din repertoriul teatrului, în regia artistică a lui Nicolae Ciubuc. Scenografia i-a aparținut Claudiei Fanea, coregrafia maestrei de balet Mireille Savopol (Teatrul Muzical Constanța), iar conducerea muzicală lui Cristofor Barbatti. Din distribuție au făcut parte soliștii: Eleonora Munteanu, Tamara Alexandru, Laurențiu Buzilă, Margareta Kiss, Sanda Mărgărit, Jean Segal, Cicerone Ognef, Ion Frigioiu, Cornel Mărgărit, Corneliu Sava, Margareta Nica, Liviu Bușilă, Nicușor Toma, Ion Șerban, Pia Dumitrescu și Nae Opricescu. Montarea gălățeană a rămas în memoria spectatorilor prin fastul și strălucirea concepției scenice, dar și prin evoluția artiștilor. Urmărindu-se varietatea repertoriului și implicit a formulelor de exprimare scenică, regizorul Nicolae Ciubuc a orientat punerea în scenă către un spectacol modern, de tip music hall sau de super-revistă, cu fast, mișcare și voioșie. Lucrarea lui Abraham se pretează cu succes la acest gen de spectacole contemporane, autorul introducând în structura muzicală ritmuri moderne pentru acea vreme, atât în melodiile alerte, cât și în cele lirice, îmbinându-le armonios în funcție de tensiunea dramatică. La reușita muzicală a spectacolului a contribuit și orchestrația realizată de Dimitrie Macarie. Aceasta este prima și singura versiune a operetei Floarea din Hawaii, după care titlul a fost scos din repertoriul teatrului.
Farmecul unui vals

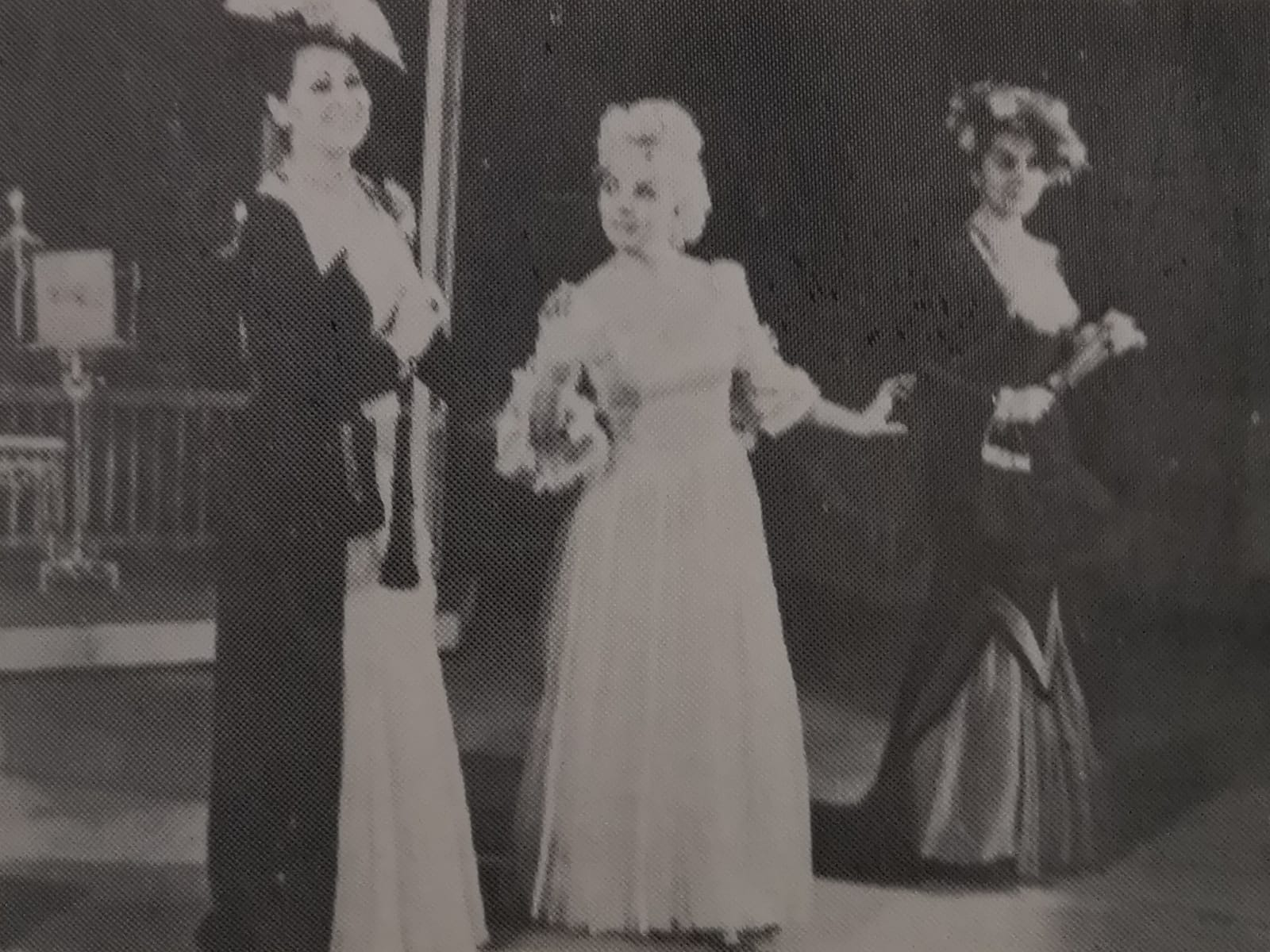
Marilena Marinescu-Mareș, Margareta Kiss și Eleonora Munteanu în opereta „Farmecul unui vals”, de Oscar Strauss

Un alt titlu din sfera operetei vieneze care s-a jucat cu succes pe scena teatrului din Galați a fost Farmecul unui vals, de Oscar Strauss, montat pe 29 mai 1971, în premieră pe țară: „Transpunerea scenică gălățeană a operetei, în premieră pe țară, oferă colectivului teatrului posibilitatea să realizeze un spectacol de ținută, atractiv și încântător, în același timp”. Distribuția, apreciată de presa vremii, a fost formată din soliștii: Jean Segal, Laurențiu Buzilă, Ion Frigioiu, Alexandru Chiper, George Ichim, Cornel Mărgărit, Cicerone Ognef, Marilena Marinescu Mareș, Margareta Nica, Sanda Mărgărit, Eleonora Munteanu, Tamara Alexandru, Margareta Kiss, Liviu Bușilă, Benedict Gorodețchi și Florica Budac: „(...) muzica vieneză a aflat întotdeauna aici, la Galați, un auditoriu receptiv, sensibil. Așa se explică și succesul actualei montări care subliniază însemnate forțe ale teatrului, cărora le dezvăluie noi potențe artistico-interpretative. Am mai avut și cu alte prilejuri posibilitatea de a sublinia fluxul valoric al acestui colectiv ce completează și îmbogățește într-o manieră modernă, dinamică tradițiile muzicale ale orașului”. 
Dacă despre colectivele teatrului existau numai aprecieri, regia artistică a spectacolului, semnată de Nicolae Ciubuc, a stârnit unele critici:„Manierismul scenic de origine evitat aici cu bună știință, lasă totuși impresia că regizorul l-a înțeles ca un mijloc pentru stabilirea uneori grotească a năravurilor epocii. Există, însă, tendința ca plasarea personajelor în scenă în unele momente să se repete într-o măsură evidentă, purtându-ne cu gândul la montările anterioare (folosirea lateralelor, în mare parte cu simplu scop decorativ, personajele de acolo neparticipând decât prin prezență la evoluția acțiunii)”. În distribuția spectacolului îi găsim pe soliștii: Georgeta și Emil Pinghireac, Margareta Kiss, Jean Segal, Florica Budac, Cicerone Ognef, Zina Enișor, Eremia Manole, Liviu Bușilă, Ion Șerban ș.a.
Leonard (operetă românească)

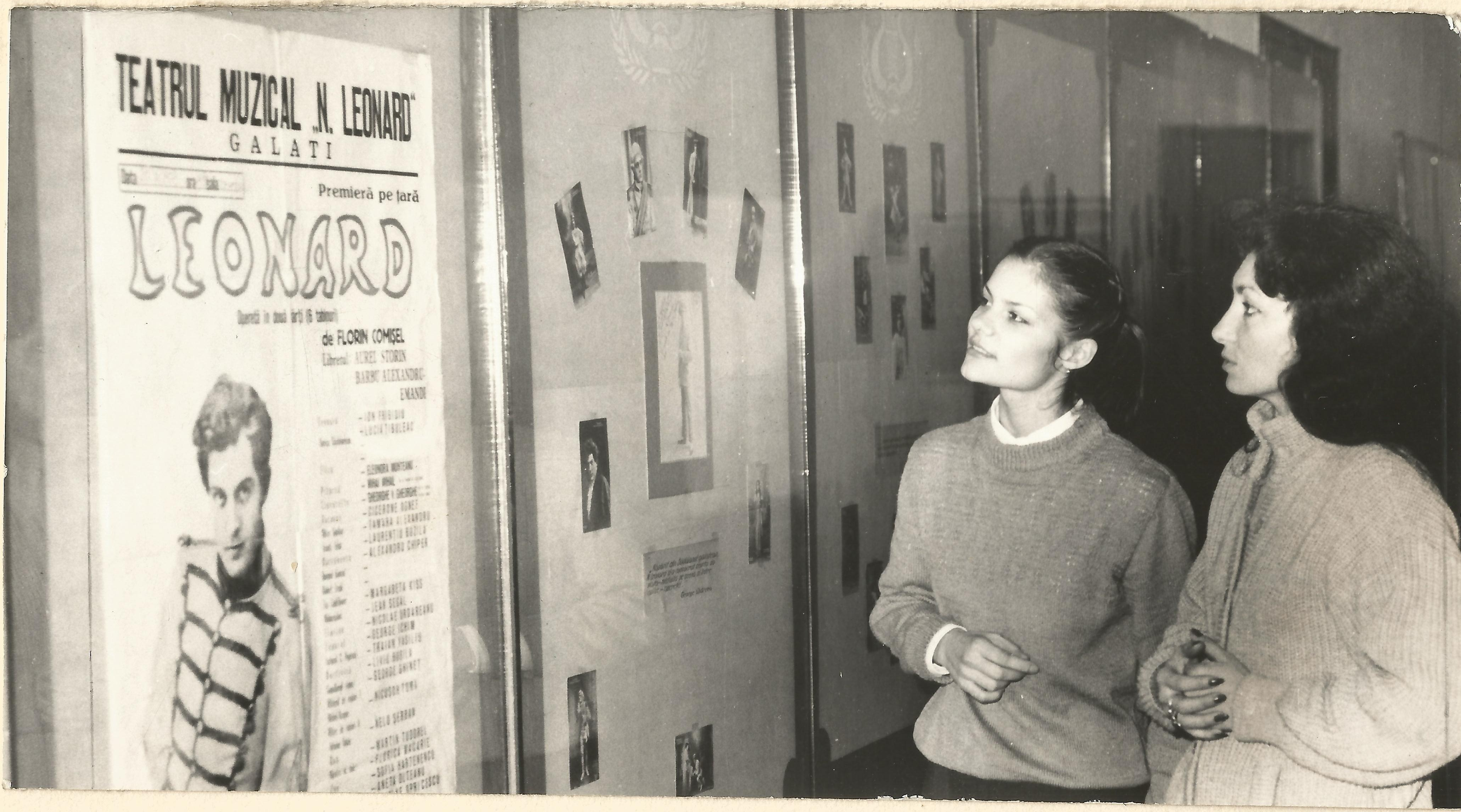
Spectatori privind afișul operetei „Leonard”, de Florin Comișel

Un loc aparte în repertoriul românesc al Teatrului Național de Operă și Operetă „Nae Leonard” din Galați l-a avut creația lui Florin Comișel, compozitorul despre care se spune că a ctitorit opereta românească, gen căruia i-a dăruit 16 titluri. Pe 24 decembrie 1972 s-a montat la Galați opereta Leonard, de Florin Comișel, an în care instituția numele marelui tenor român. Teatrul împlinise atunci 15 ani de existență, avea un colectiv profesionist și devenise o instituție modernă, cu realizări deosebite. Distribuția numeroasă impusă de partitură a adus pe scenă aproape tot colectivul teatrului. Alături de Ion Frigioiu în rolul principal, au fost distribuiți și soliștii: Lucia Țibuleac, Marilena Marinescu Mareș, Mihai Mihail, Gheorghe V. Gheorghe, Cicerone Ognef, Tamara Alexandru, Laurențiu Buzilă, Alexandru Chiper, Corneliu Sava, Cornel Mărgărit, Margareta Kiss, Jean Segal, Nicolae Urdăreanu, George Ichim, Traian Vasiliu, Liviu Bușilă, George Ghineț, Florica Budac, Ion Șerban, Nicușor Toma, Sofia Șerban și Nicolae Opricescu. Regia artistică a fost semnată de Nicolae Ciubuc, iar conducerea muzicală i-a aparținut lui Silviu Zavulovici. Spectacolul i-a adus colectivului gălățean locul I la Festivalul „Cântarea României”. Opereta Leonard a fost refăcută pe 16 decembrie 1980 și apoi pe 9 octombrie 1994, în regia Andei Tăbăcaru, cu scenografia Ancăi Tofan și coregrafia Gabrielei Gegea. La pupitrul dirijoral a urcat atunci maestrul Sorin Oancea. Din distribuție au făcut parte soliștii: Georgeta Pinghireac, Eleonora Chiper, Ion Frigioiu, Emil Pinghireac, Benedict Gorodețchi, Tamara Manea, George Panaitopol, Ion Șerban și George Ichim.
Valurile Dunării (operetă românească)
Opereta românească Valurile Dunării, de George Grigoriu, a avut premiera pe 22 iunie 1974, în regia lui Barbu Dumitrescu și Traian Chițescu-Ciurea. Scenografia a purtat semnătura lui Mircea Nicolau, iar coregrafia le-a aparținut maeștrilor de balet Trixy Checais și Venera Gherman. La pupitrul dirijoral a urcat maestrul Gabor Kiss. Din distribuție au făcut parte soliștii: Ion Frigioiu, George Ichim, Cicerone Ognef, Nicolae Urdăreanu, Ion Șerban, Anghel Stoian, Tamara Alexandru, Pușa Urdăreanu, Eleonora Munteanu, Jean Segal, Alexandru Chiper și Liviu Bușilă. Opereta nu a mai avut refaceri ulterioare până în prezent.
Pericola
Opereta Pericola, de Jacques Offenbach, a avut premiera pe scena liricului gălățean pe data de 19 aprilie 1975, în regia lui Paul Mihail Ionescu, cu scenografia Lidiei Radion și coregrafia lui Trixy Checais. Conducerea muzicală a fost asigurată atunci de Ury Schmidt. Varianta gălățeană a operetei s-a bucurat de un mare succes, după cum aprecia presa: „Spectacolul gălățean este de departe un succes. Evitând aglomerările de amănunte, regizorul Paul Mihail Ionescu care a montat, în colaborare, Pericola acum 28 de ani la Teatrul Armatei din capitală, a optat pentru armonia expresiei scenice și muzicale. În întreaga montare se vede mâna regizorului, care a cerut ansamblului unitar sobrietate și prestanță...”. Echipa de soliști a impresionat prin dăruirea și naturalețea jocului scenic: Eleonora Munteanu, Elena Gaja, Laurențiu Buzilă, George Ichim, Anghel Stoian, Cicerone Ognef, Mariana Coidum, Tamara Alexandru, Margareta Nica- Popescu, Pușa Urdăreanu, Benedict Gorodeșchi, Jean Segal, Florica Budac, Corneliu Mărgărit, Liviu Bușilă, George Ghineț, Nelu Șerban, Elena Lupașcu, Maria Dumitrescu, Toma Nicușor, Nae Opricescu și Ion Mihalcea.
Plăieșii (musical românesc)
Muzicalul Plăieșii, de Florin Comișel, a avut premiera pe 19 noiembrie 1977, bucurându-se de concepția artistică a regizorului Paul Mihail Ionescu, creatorul libretului. Conducerea muzicală i-a aparținut lui Gabor Kiss, scenografia lui Doru Tofan Basarab, coregrafia Venerei Gherman, iar maestrul de cor a fost Dimitrie Macarie. În distribuția amplă au fost distribuiți soliștii: Nicolae Urdăreanu, Cicerone Ognef, Laurențiu Buzilă, Zina Enișor, Margareta Kiss, Jean Segal, Liviu Bușilă, Anghel Stoian, George Ghineț, Alexandru Chiper, Eremia Manole, Ecaterina Tașcă, Ion Durdun, Benedict Gorodețchi, George Ichim, Bogdan Pancu, Toma Nicușor, Nae Opricescu, Ștefan Voineag, Florica Budac, Ion și Sofia Șerban. Aceasta a fost ultima montare a musical-ului Plăieșii, după care titlul a fost scos din repertoriul teatrului.
Prințesa circului
Premiera operetei Prințesa circului, de Emmerich Kálmán, a avut loc pe scena gălățeană pe data de 20 ianuarie 1978, în regia lui Paul Mihail Ionescu și scenografia lui Simion Mărculescu. Coregrafia a fost asigurată de Venera Gherman, iar la pupitrul dirijoral a urcat maestrul Silviu Zavulovici. Soliștii distribuiți au fost: Marilena Marinescu Mareș, Eleonora Munteanu, Laurețiu Buzilă,Alexandru Chiper, Margareta Kiss, George Ichim, Pușa Urdăreanu, Jean Segal, Anghel Stoian, Nicușor Toma, Liviu Bușilă, Aurora Dumitru și Florica Budac. Aceasta a fost prima și singura montare din repertoriul teatrului a operetei Prințesa circului.
Toate pânzele sus! (musical românesc)
Musicalul românesc Toate pânzele sus!, de Ștefan Lory, a avut premiera pe 16 septembrie 1978, în regia lui Dumitru Tăbăcaru. Scenografia a fost semnată de Simion Mărculescu, iar coregrafia de Venera Gherman. Conducerea muzicală a fost asigurată de Gabor Kiss. Din distribuție au făcut parte soliștii: Eleonora Munteanu, Alexandru Chiper, Margareta Kiss, Laurețiu Buzilă, Margareta Nica, Zina Enișor, Cicerone Ognef, Liviu Bușilă, Nicușor Toma, Anghel Stoian, Ion Maxim, Benedict Gorodeșchi, Eremia Manole, Elisabeta Dumitrescu, Sofia Șerban, Fany Stoianov și Ana Terente. Este singura variantă a acestei operete, montată în Teatrul Național de Operă și Operetă „Nae Leonard”.
Gondolierii
Opereta Gondolierii, de Arthur Sullivan, a avut premiera pe 27 mai 1979, avându-i în distribuție pe Nicolae Urdăreanu, Ion Frigioiu, Cicerone Ognef, Laurețiu Buzilă, Alexandru Chiper, Eremia Manole, Liviu Bușilă, Pușa Urdăreanu, Elena Patrichi, Margareta Kiss, Lucia Cicoară, Ecaterina Tașcă, Zina Enișor, Sofia Șerban, Florica Budac și Tamara Alexandru. Regia artistică a fost semnată de Anghel Ionescu Arbore, iar scenografia de Doru Tofan. Coregrafia a fost asigurată de Venera Gherman, iar conducerea muzicală i-a aparținut maestrului Ury Schmidt. Aceasta a fost singura montare din repertoriul teatrului a operetei Gondolierii.

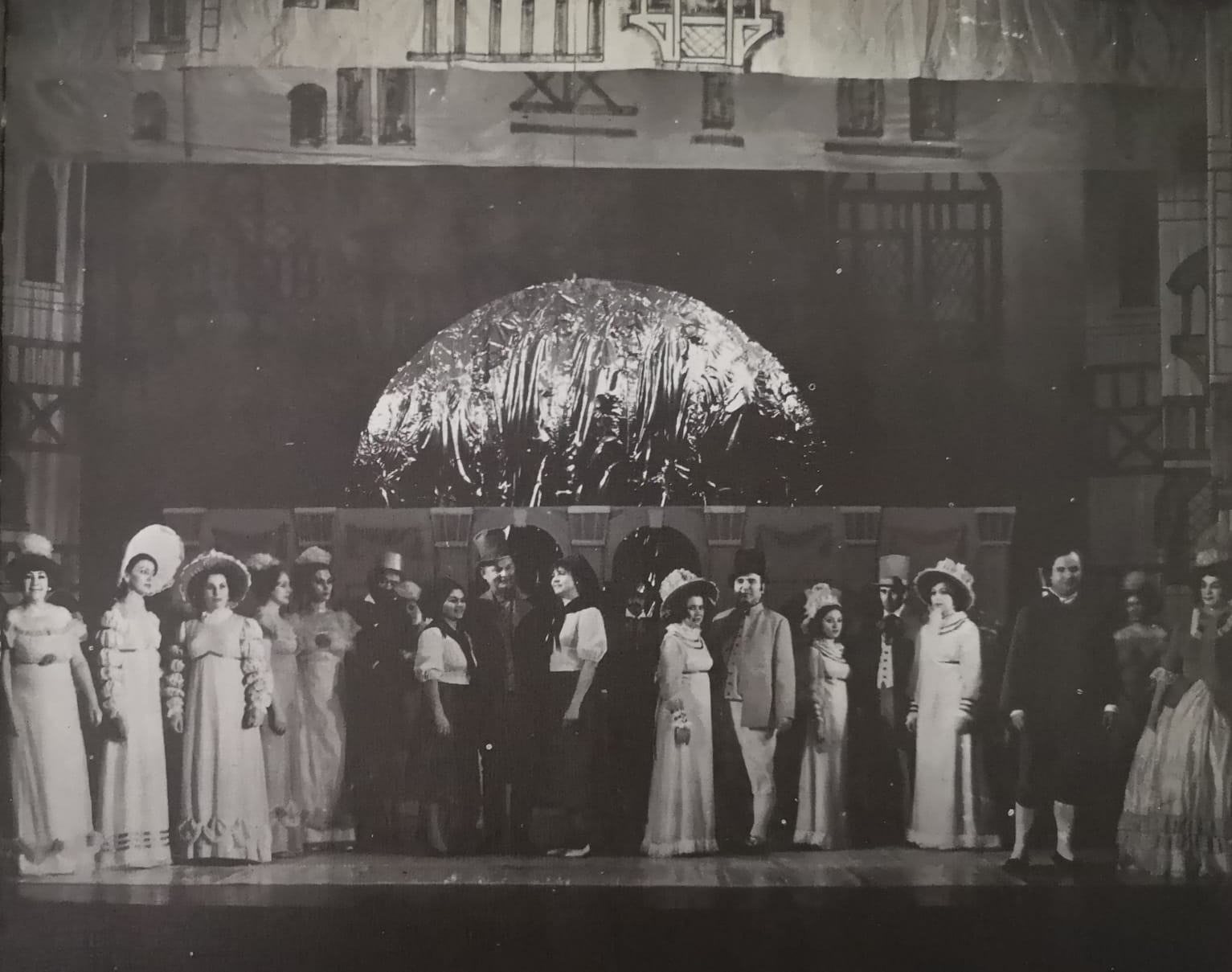
Scenă de ansamblu din opereta „Soarele Londrei” de Florin Comișel

Soarele Londrei (operetă românească)
Pe 15 decembrie 1979, opereta Soarele Londrei, de Florin Comișel este montată la Galați, în regia lui A.I. Arbore, cu scenografia lui Doru Tofan Basarab, coregrafia lui Constantin Floriean, iar la pupitrul dirijoral a urcat maestrul Ury Schmidt. În distribuție au fost soliștii: Laurențiu Buzilă, Eleonora Chiper, Georgeta Popa (Pinghireac), Margareta Kiss, Zina Enișor, Jean Segal, Alexandru Chiper, Eremia Manole, Benedict Gorodețchi, George Ichim, Sofia Șerban, Florica Budac, Nicușor Toma, George Ghineț și Anghel Stoian. Aceasta a fost prima și singura montare a operetei românești Soarele Londrei, din repertoriul teatrului.
Victoria și-al ei husar
Opereta Victoria și-al ei husar, de Paul Abraham, a avut premiera la Galați pe 15 iunie 1981, în regia lui Horvath Bela, scenografia lui Simion Mărculescu, coregrafia lui Constantin Floriean și conducerea muzicală a lui Gabor Kiss. Montarea cu succes a acestei operete a fost posibilă datorită existenței unei echipe de soliști cu reale calități actoricești, așa cum remarca Irinel Papadopol, cu ocazia premierei: „(...) o echipă de actori, nu numai cântăreți, pe care îi revezi întotdeauna cu plăcere (Mihai Midoiu, Eleonora Munteanu, Laurențiu Buzilă, Margareta Kiss, Jean Segal, Sofia Șerban, Cicerone Ognef) evoluând în decorurile sugestive ale lui Simion Mărculescu, rotunjite de coeziunea scenică ordonatoare a regretatului Bella Horvath, regizor la Opera Maghiară din Cluj, și sub conducerea muzicală structural adecvată a lui Gabor Kiss, înseamnă o realizare ce se poate adresa unui public, oricât de exigent, al genului. Aceasta a fost prima și singura montare a operetei Victoria și-al ei husar, din repertoriul teatrului.
Bal la Savoy
Pe 15 mai 1982 va vedea luminile rampei varianta gălățeană a spectacolului Bal la Savoy, de Paul Abraham, în regia lui Nicolae Ciubuc, coregrafia lui Ion Lazăr, scenografia Romanei Ganea și avându-l la pupitrul dirijoral pe Ury Schmidt. Analizând montarea gălățeană, Irinel Papadopol remarca dinamismul scenic, verva umorului și sensibilitatea redării muzicii: „Cele două acte și prologul sunt limite între care pretextul scenaristic este îmbogățit, redimensionat, încercându-se astfel să se sublinieze momentele amuzante și să se rețină prin vioiciunea desfășurării prin mișcarea alertă, atenția și interesul spectatorului. Muzica însăși, cu adevărat inspirată, mai cu seamă în câteva momente cheie ale lucrării: duetele Madeleine-Artistide, Dais-Mustafa, can-can-ul lui Daisy și celebrul șlagăr Tangolita, se întâlnesc în versiunea creatorilor gălățeni, îmbogățită din necesități regizorale”. 
Opereta Bal la Savoy a mai fost reluată de două ori, după premieră. Prima oară, lucrarea s-a refăcut pe 21 noiembrie 2009, în regia Anei Condrea, cu scenografia lui Gheorghe Andreescu și coregrafia lui Fănică Lupu, iar a doua refacere – varianta care se joacă și astăzi în repertoriul teatrului – îi aparține lui Adrian Mărginean, care a păstrat scenografia lui Gheorghe Andreescu, cu adaptarea scenografică a Rodicăi Gherghinoiu. Coregrafia poartă, de această dată, semnătura maestrei de balet Gabriela Gegea. Această refacere a fost pusă în scenă pe 1 octombrie 2017 și l-a avut la pupitrul dirijoral pe Eugen Dan Drăgoi.
Contesa Mariza
Pe 2 decembrie 1982 va vedea luminile rampei în varianta gălățeană captivanta operetă Contesa Mariza, de Emmerich Kálmán, lucrare ce va prilejui adevărate performanțe scenice pentru artiștii: Zina Enișor, Margareta Kiss, Pușa Urdăreanu, Ion Șerban, Florica Budac, Laurențiu Buzilă, George Ichim, Liviu Bușilă, Eremia Manole, Ion Șerban, Ion Mihalcea. Dirijorul spectacolului a fost Silviu Zavulovici, iar maestrul de cor, Dimitrie Macarie. Regia artistică a purtat semnătura lui Nicolae Ciubuc, iar scenografia a fost asigurată de Romana Ganea. Opereta s-a jucat în zeci de reprezentații, fiind deosebit de apreciată de publicul larg. 
Opereta Contesa Mariza a fost refăcută pe data de 5 iulie 2014, în regia lui Cristian Mihăilescu, cu scenografia Andreei Săndulescu (București) și coregrafia lui Mihai Mândruțiu. La pupitrul dirijoral a urcat atunci maestrul Eugen Dan Drăgoi. Din distribuție au făcut parte soliștii: Nicoleta Maier, Mihaela Alexa, Valentin Vasopol, Adrian Ionescu, Adelina Diaconu, Adina Lazăr, Adrian Mărginean, Gabriel Gheorghiță, Lăcrămioara Crihană, Emilia Frigioiu, Ionuț Negrișanu, Alexandru Dobre, Mitică Belciugan, Gheorghe Racoviță, Viorel Huru, Daniel Nistor, Adrian Țurcanu, Florina Nistor și Maria Macovei. Această variantă se joacă în prezent în repertoriul teatrului. Rolul Contesei Maritza a fost interpretat, până în prezent, și de alte nume de soprane, precum Mihaela Alexa, Andreea Blidariu sau Ana-Maria Băcanu.
Harță Răzeșul & Piatra din casă
Lucrările Harță Răzeșul & Piatra din casă, două vodeviluri de Alexandru Flechtenmacher, au avut premiera pe 27 martie 1984, în regia lui Emil Pinghireac, cu scenografia lui Simion Mărculescu, din distribuție făcând parte soliștii Emil Pinghireac, Nicolae Urdăreanu, Georgeta Pinghireac, Pușa Urdăreanu, Florica Budac, Alexandru Chiper, Ion Suciu, George Ichim, Ica Tudosie și Eremia Manole.
Suzana
Opereta Suzana, de Jean Gilbert, a văzut luminile rampei pe scena gălățeană pe data de 28 februarie 1985, în regia lui Ion Mavrodin și scenografia lui Simion Mărculescu. Coregrafia a fost semnată de Constantin Floriean, iar la pupitrul dirijoral a urcat maestrul Ury Schmidt. Din distribuție au făcut parte soliștii: Georgeta Pinghireac, Ion Frigioiu, Ion Suciu, Sofia Șerban, Pușa Urdăreanu, Cicerone Ognef, Liviu Bușilă, Emil Pinghireac, Eleonora Chiper, Alexandru Chiper și Fănica Stoianof. Aceasta este singura variantă montată a operetei Suzana, din repertoriul teatrului.
A dispărut Gioconda (operetă românească)
Opereta românească A dispărut Gioconda, de George Grigoriu, a avut premiera pe 30 iunie 1985, în regia lui Nicolae Frunzetti, cu scenografia lui Simion Mărculescu și coregrafia lui Constantin Floriean. Conducerea muzicală a fost asigurată de Gabor Kiss, iar soliștii distribuiți au fost: Sofia Șerban, Ion Suciu, Margareta Kiss, George Ichim,Ion Șerban, Liviu Bușilă, Nae Opricescu, Eleonora Chiper, Zina Enișor, Eremia Manole, Ica Tudorie, Ion Mihalcea și Gheorghe Ghineț. Aceasta este singura variantă montată a operetei românești A dispărut Gioconda, din repertoriul teatrului.
Dragostea prințesei (musical românesc)
Musicalul românesc semnat de Dumitru Capoianu și intitulat Dragostea prințesei, a avut premiera pe data de 30 aprilie 1986, în regia lui Nicolae Frunzetti, cu scenografia lui Simion Mărculescu și coregrafia Venerei Gherman. Soliștii distribuiți au fost: Cicerone Ognef, Sofia Șerban, George Ichim, Lucian Cristiniuc, P. Moșuleț, Eremia Manole, M. Sandu, Benedict Gorodețchi, Liviu Bușilă, Alex. Chiper, Aneta Negreanu și Gheorghe Ghineț. Aceasta este singura variantă montată a musicalului românesc Dragostea prințesei, din repertoriul teatrului.
Rose Marie
Musicalul Rose Marie, de Rudolf Friml, a văzut luminile rampei pe data de 7 mai 1957, în regia Andei Tăbăcaru și decorurile lui Constantin Russ. Costumele din spectacol poartă semnătura scenografei Andreea Iovanescu, iar coregrafia a fost asigurată de Constantin Floriean. La pupitrul dirijoral a urcat maestrul Adrian Nichiteanu. Din distribuție au făcut parte soliștii Margareta Kiss, Sofia Șerban, Eleonora Chiper, Ion Frigioiu, Cicerone Ognef, Mihai Sandu, Lucian Cristiniuc, Liviu Bușilă, Viorel Partenie, Gheorghe Ghineț, Liliana Nichiteanu, Benedict Gorodețchi și Ion Mihalcea. Musicalul Rose Marie a fost refăcut pentru ultima oară pe 13 aprilie 2003, în aceeași regie, avându-l la pupitrul dirijoral pe Sorin Oancea.
My Fair Lady

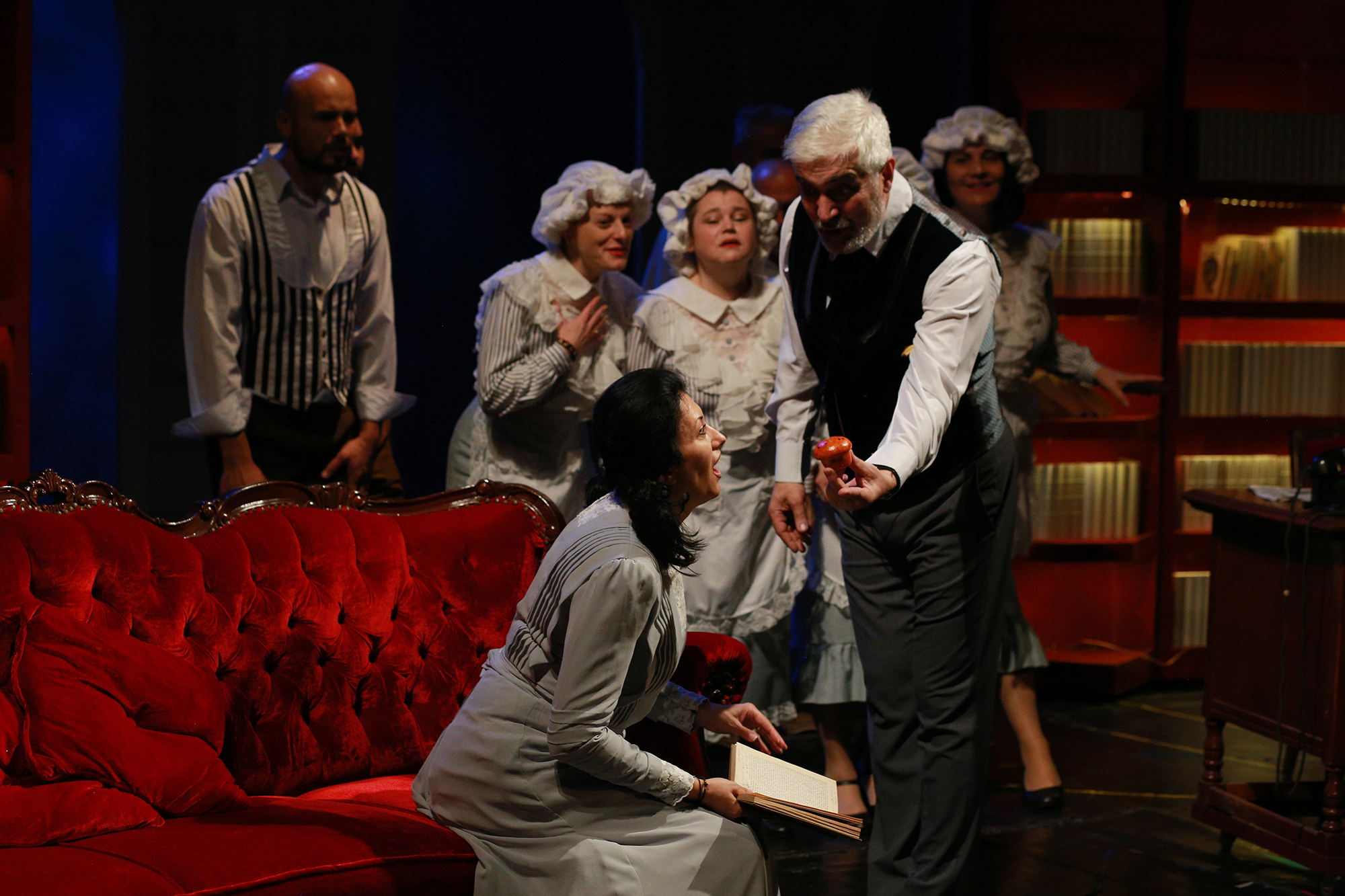
Scenă de ansamblu din musicalul „My Fair Lady” de Frederick Loewe, în 2017

Musicalul My Fair Lady, de Frederick Loewe, a văzut luminile rampei pe data de 23 februarie 1989, în regia lui Emil Pinghireac, cu scenografia lui Gheorghe Condrea și coregrafia lui Constantin Floriean. Dirijorul Ury Schimdt a condus muzical spectacolul, în care au fost distribuiți soliștii Emil Pinghireac, Camelia Docea, Florica Budac, Eleonora Chiper, Eremia Manole, Benedict Gorodetchi, M. Sandu, Gheorghe Mușat, Nicolae Opricescu, V. Partenie, A. Terente, A. Olteanu, Laurențiu Bușilă, Gheorghe Ghineț și D. Căpățână.
Varianta refăcută a musicalului My Fair Lady, cea care se joacă și astăzi în repertoriul teatrului, i-a aparținut lui Teodor Niță, care a preluat și rolul principal masculin din spectacol, Prof. Higgins, considerat a fi cea mai bună interpretare a acestui rol, din întreaga țară. Această variantă a fost realizată pe 29 octombrie 2017. Scenografia a fost realizată de scenografa bucureșteană Andreea Săndulescu, dar s-a păstrat coregrafia lui Constantin Floriean. Dirijorul spectacolului a fost Eugen Dan Drăgoi. Distribuția a cuprins următorii soliști: Teodor Niță, Silvia Alice Niță, Dominic Cristea, Dan Popescu, Tudorel State, Viorica Mărăndici, Florina Nistor, Costel Donose, Adrian Țurcanu, Adina Gurenciuc, Maria Macovei, Dumitru Barbu și Maria Orzan.
Se mărită fetele (operetă românească)
Opereta românească scrisă de George Grigoriu și intitulată Se mărită fetele, a avut premiera pe 15 iunie 1989, în regia Andei Tăbăcaru, cu scenografia lui Simion Mărculescu și coregrafia lui Constantin Floriean. La pupitrul dirijoral a urcat maestrul Ury Schmidt, iar din distribuție au făcut parte soliștii: Sofia Șerban, Liliana Nichiteanu, Camelia Docea, Alexandru Chiper, Cicerone Ognef, Lucian Cristiniuc, T. Jipa, George Ichim, Gheorghe Mușat, Tamara Manea, Ana Condrea, Florin Marcovici și Liliana Văraru. Aceasta este singura variantă montată a operetei românești Se mărită fetele, din repertoriul teatrului.
Mary Poppins
Musicalul Mary Poppins, de Marius Țeicu, a văzut luminile rampei pe scena liricului gălățean pe 10 martie 1990, în regia lui Nicolae Frunzetti, având scenografia Mariei Dulhan și coregrafia semnată de Francisc Valkay. Libretul a fost scris de Silvia Kerim. Soliștii distribuiți în acest spectacol au fost Sofia Șerban, Mihaela Alexăndroaie, Ana Condrea, Florica Budac, Eremia Manole, Cicerone Ognef, Vlad Jipa, Ica Tudorie, Dan Căpățînă, Liliana Văraru, Paul Mihalache, Dana Samoilă, Lucian Vlad Tatu și M. Otelea. Aceasta este singura variantă montată a musicalului Mary Poppins, din repertoriul teatrului.
Opereta în instanță (fantezie lirică românească)
Spectacolul Opereta în instanță, de Laurențiu Buzilă, a avut premiera pe 23 noiembrie 1990, în regia Andei Tăbăcaru și decorurile lui Anton Hirschkorn. Spectacolul cuprindea pagini celebre din creația de gen, pe o structură interesantă și dinamică, valorificând repertoriul și colectivul teatrului. La pupitrul dirijoral a urcat maestrul Adrian Nichiteanu. Această fantezie lirică românească i-a avut ca soliști pe Eleonora Chiper, George Ichim, Alexandru Chiper, Liviu Bușilă, Ion Șerban, Gheorghe Mușat, Georgeta Pinghireac, Ana Condrea, Ion Frigioiu, Sofia Șerban, Fănica Ștefan, Margareta Dumitrache, Camelia Docea, Emil Pinghireac și Benedict Gorodețchi.
La Calul Bălan

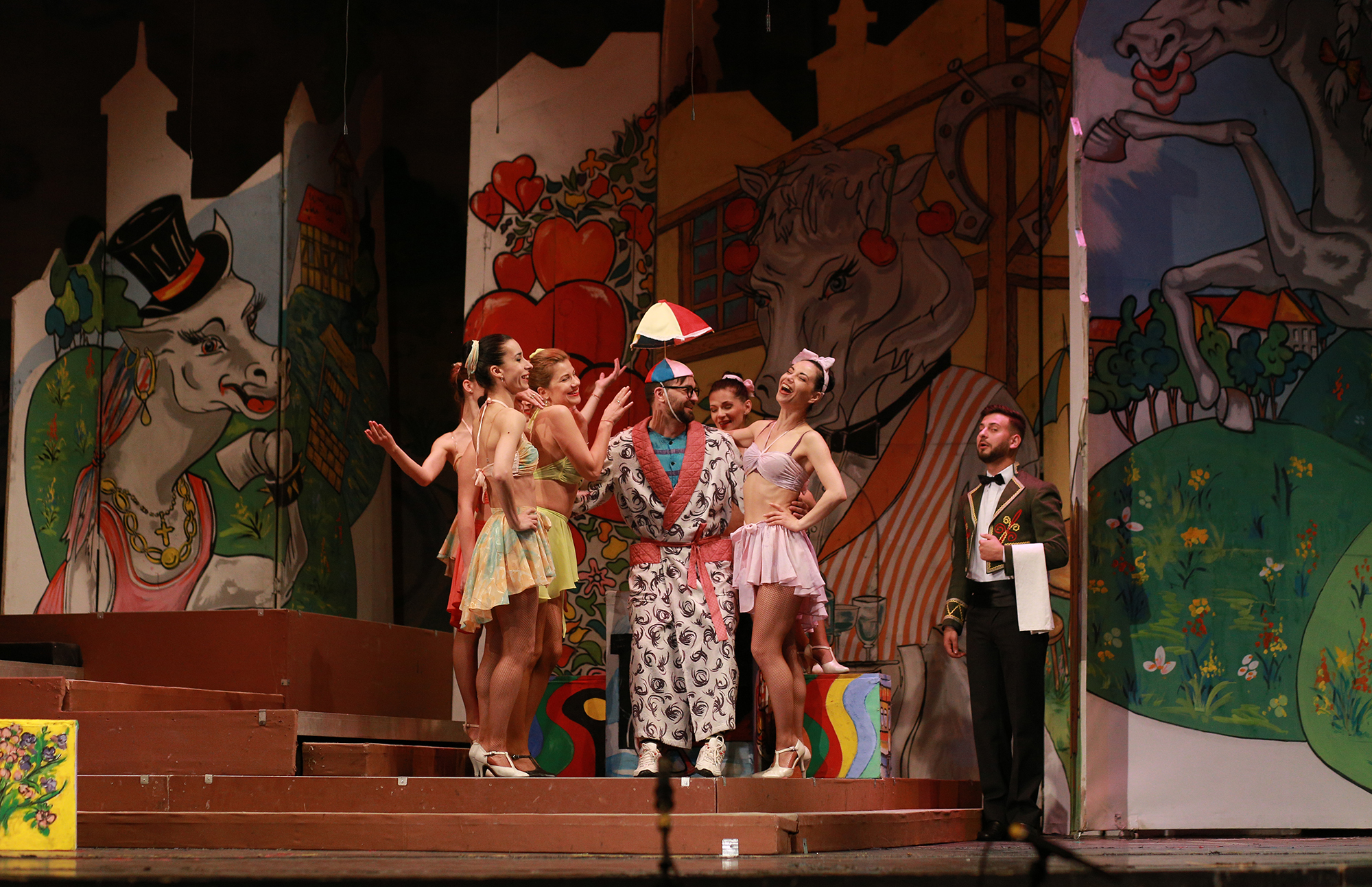
Scenă din opereta „La Calul Bălan” de Ralph Benatzky, cu baletul Teatrului, în 2018

Premiera operetei La Calul Bălan, de Ralph Benatzky, a avut loc pe 9 octombrie 1992, în regia lui Migry Avram Nicolau și Toni Buiacici. Scenografia a fost asigurată de arh. Cătălin I. Arbore, iar coregrafia de Constantin Floriean. Din distribuție au făcut parte soliștii Georgeta Pinghireac, Emil Pinghireac, Florin Marcovici, Sofia Șerban, Eremia Manole, Ana Condrea, George Ichim, Alexandru Chiper, Lucian Vlad Tatu, Benedict Gorodețchi, Carmen Lupea și Dan Lupea. 
Opereta a fost refăcută de către același regizor pe 21 ianuarie 2006, păstrândus-se scenografia, iar schimbându-se coregrafia, asigurată de această dată de Francisc Valkay. La pupitrul dirijoral a urcat maestrul Sorin Oancea, iar pe scenă au fost prezenți soliștii Ana Condrea, Teodor Niță, Lăcrămioara Platon, Florin Petre, Sofia Șerban, Ana Maria Samson, Florin Marcovici, Adina Lazăr, Anton Mihail, Iulian Sandu, Dumitru Belciugan, Dumitru Barbu, Lucian Vlad Tatu, Roxana Dobre și Alexandru Dobre. Ultima variantă regizorală a spectacolului La Calul Bălan se joacă și astăzi în repertoriul Teatrului Național de Operă și Operetă „Nae Leonard”.
Regina carnavalului
Opereta Regina carnavalului, de Emmerich Kálmán, a văzut luminile rampei pe data de 3 februarie 1996, în regia lui Migry Avram Nicolau. Coregrafia a fost asigurată de Constantin Floriean, iar scenografia de arh. Cătălin I. Arbore. La pupitrul dirijoral a urcat maestrul Ury Schmidt. Din distribuție au făcut parte soliștii Sofia Șerban, Ana Condrea, Florin Marcovici, Lucian Vlad Tatu, Eremia Manole, George Ichim, Nicușor Toma, Ion Mihalcea, Dumitru Belciugan, Ion Șerban, Fănică Georgescu, Nae Opricescu, Cristina Bălășescu, Isabela Drăguș, Petre Dorobăț și Daniel Enache. Aceasta este singura versiune montată pentru opereta Regina carnavalului, din repertoriul teatrului.
Hello, Dolly!
Musicalul Hello, Dolly!, de Jerry Herman a fost montat pe scena Teatrului Național de Operă și Operetă „Nae Leonard” pentru prima oară pe data de 26 septembrie 1997, în regia lui Giuseppe Visciglia. Scenografia acestui spectacol a fost semnată de Grigore Gorduz, iar coregrafia i-a aparținut lui Constantin Floriean. Spectacolul condus de maestrul Sorin Oancea i-a avut în distribuție pe soliștii Sofia Șerban, George Ichim, Emilia Frigioiu, Dumitru Belciugan, Lucian Vlad Tatu, Mariana Pisică, Gabriela Bălăunțescu, Adrian Dumitrașcu, Eremia Manole și Tamara Manea. Aceasta este singura și ultima versiune montată pentru musicalul Hello, Dolly!, din repertoriul teatrului. În cronica de spectacol a acestei producții, Adina Șușnea consemna: „(...) situându-se pe un teren mai puțin defrișat, dacă ne gândim la numărul restrâns al musicalurilor montate în România, Hello, Dolly! Este, din această perspectivă, un punct de atracție! (...) Versiunea regizorală pe care o propune Giuseppe Visciglia oferă o rezolvare restrânsă spectacolului de amploare, în care se încurajează aspectul polivalent al forțelor participante”. În acest sens, autoarea cronicii subliniază că „în spectacol pot fi urmăriți balerini care cântă, coriști care dansează, balerini care susțin partituri principale vocale și actoricești (...). Este o mixtură care atinge parțial scopurile propuse, dacă avem în vedere tendința creionării interpretului total, după modelul teatrelor de pe Broadway”. 
Curând după premieră, pregătind întregul spectacol în limba italiană (la Galați, numerele muzicale au fost redate în limba engleză, iar textul în limba română), colectivul se va mobiliza intens în vederea efectuării unui turneu în Italia, pentru a prezenta și în această țară, tot în premieră absolută, musicalul respectiv. Regizorul Giuseppe Viscigilia menționa: „Este un lucru deosebit ca o premieră în Italia să fie făcută cu Teatrul Muzical din Galați, cu artiști români și cu toate pregătirile făcute pe scena gălățeană (...). În Italia, de un an și jumătate se vorbește de acest Hello, Dolly!, precum și unele repere din traseul acestui itinerar artistic: Teatrul Alfieri din Torino (echivalent al Scalei din Milano în materie de musical), unde urma să se joacă 7 spectacole într-o săptămână, Teatrul Nuovo din Milano, apoi la Gubbio, Padova, Orvieto, Mantova, Udine, Vicenza și Republica San Marino”.
Țara de dincolo de lumini (musical românesc)
Musicalul Țara de dincolo de lumini a avut premiera pe 21 decembrie 2014, în regia lui Bogdan Drăgulescu, autorul scenariului. Scenografia a fost realizată de Danielei Drăgulescu, iar coregrafia poartă semnătura Gabrielei Gegea. Mișcarea scenică a fost realizată de Elena Anghel, iar dirijorul spectacolului a fost Eugen Dan Drăgoi. Soliștii distribuiți au fost Mihaela Alexa, Cristina Boghici, Florin Bobei, George Apostolache, Adina Lazăr, Adelina Diaconu, Adrian Mărginean, Lăcrămioara Crihană, Florentina Soare, Cristina Bleandură, Loredana Rusu, Adrian Țurcanu, George Apostolache, Radu Horghidan, Ionuț Negrișanu și Gianina Sion.
Sunetul Muzicii

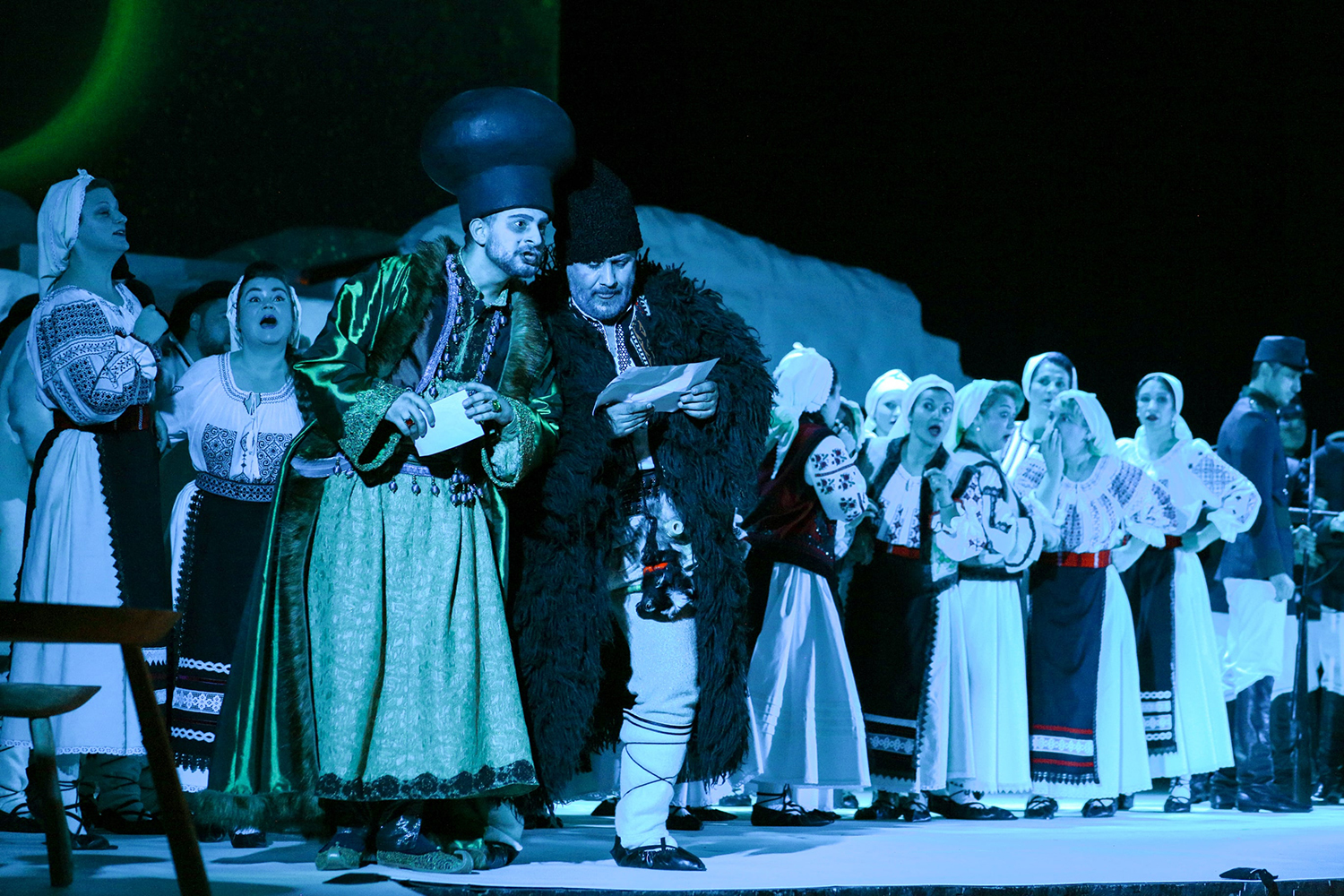
Scenă din opereta „Crai Nou” de Ciprian Porumbescu, la premiera din 2018

Premiera musicalului Sunetul Muzicii, de Richard Rodgers, pe un libret de Oscar Hammerstein a avut loc pe data de 24 aprilie 2015, în regia lui Octavian Jighirgiu, având scenografia Lăcrămioarei Dumitrașcu. Coregrafia a fost realizată de Edy Stancu, iar la pupitrul dirijoral a urcat maestrul Mircea Holiartoc. Din distribuție au făcut parte soliștii: Silvia Alice Niță, Teodor Niță, Florentina Soare, Mihail Anton, Adrian Mărginean, Adelina Diaconu, Viorica Mărăndici, Maria Niță, Mihuț Niță, Ana Maria Tilici, David Dobre, Teodora Gheonea, Anita Fulga, Teodora Lăpușneanu, Mirela Stoica, Elisabeta Romilă, Lenuța Bercaru, Ionuț Popa, Tudorel State, Adina Gurenciuc, Gheorghe Racoviță, Valentin Călin, Mitică Belciugan și Nina Homner. Aceasta este singura versiune montată pentru musicalul Sunetul Muzicii, cea care se joacă și astăzi în repertoriul teatrului.
Crai Nou (operetă românească)
Singura operetă românească de Ciprian Porumbescu montată pe scena liricului gălățean este Crai Nou, în regia lui Adrian Mărginean, spectacol care a avut premiera pe 1 decembrie 2018. Scenografia sugestivă poartă semnătura Andreei Săndulescu, iar coregrafia a fost realizată de maestra de balet Gabriela Gegea. La premieră, dirijorul spectacolului a fost Eugen Dan Drăgoi. Regizorul a ales o distribuție dublă, întrucât spectacolul a fost prezentat și pe data de 2 decembrie a aceluiași an: Adelina Diaconu/ Mihaela Alexa (Anica), Florentina Soare/ Cosmina Stancu (Dochița), Florin Bobei (Leonaș), Adrian Ionescu (Moș Corbu), Valentin Vasopol (Bujor), Costel Donose/ Tudorel State (Ispravnicul).

### Spectacole de balet
Zâna Păpușilor

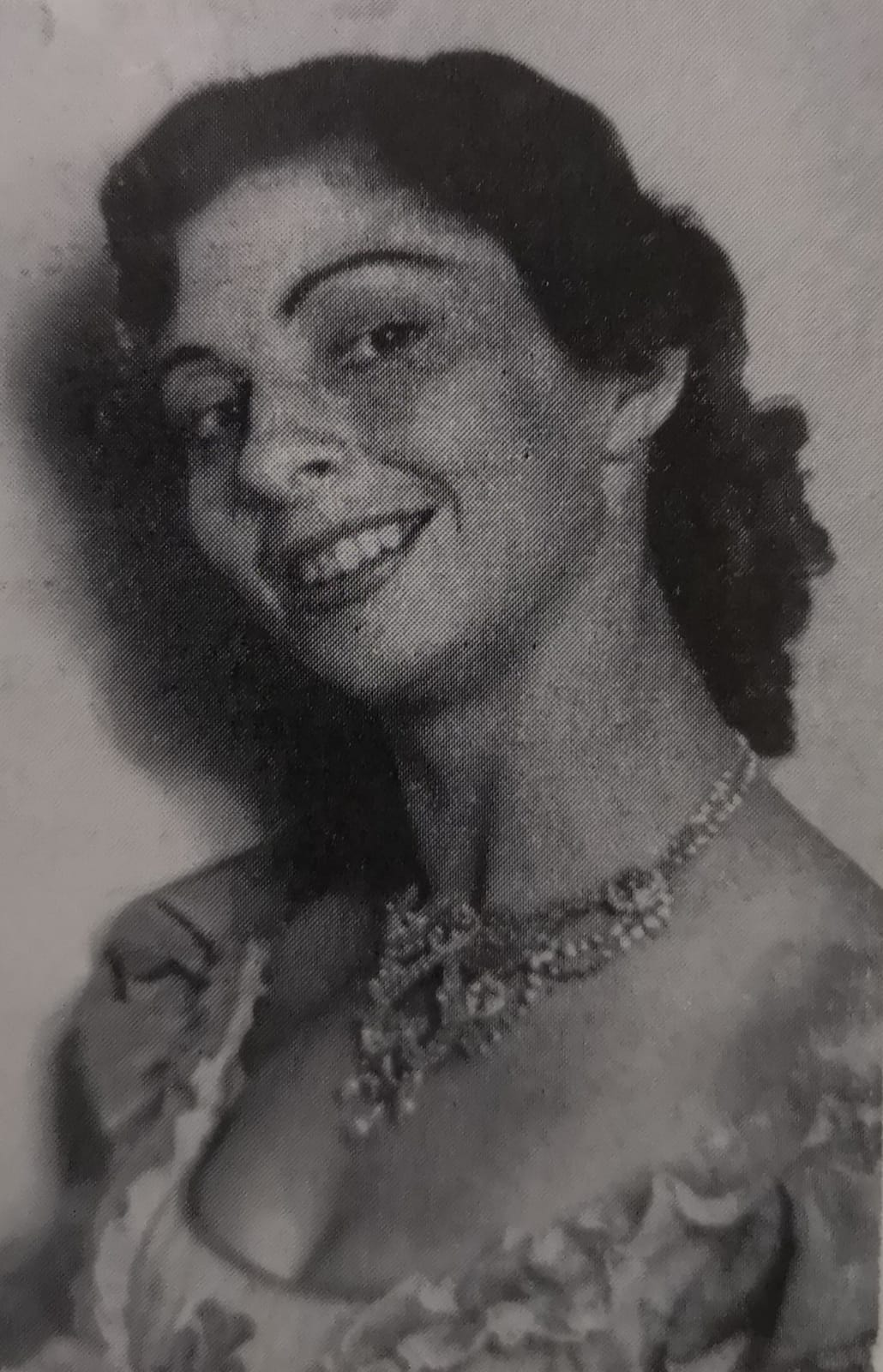
Maestrul coregraf Ștefania Ignat

Premiera primului spectacol de balet din repertoriul teatrului, Zâna păpușilor, de Josef Bayer, a avut loc pe 21 mai 1958, în regia și coregrafia Ștefaniei Ignat și scenografia Claudiei Fanea. Apariția corpului de balet într-un spectacol de sine stătător i-a stimulat pe tinerii balerini gălățeni, al căror examen a fost trecut cu brio în fața publicului și a presei: „Ținem să remarcăm progresul ansamblului de balet al teatrului, care se vădește a fi din ce în ce mai omogen și căpătând, astfel, un stil”. Apariția pe afișele Galațiului a unui spectacol de balet a oferit spectatorilor, după cum remarca presa locală, încă o „posibilitate de a ne cultiva în acest domeniu”, deoarece în trecutul artistic al orașului, asemenea spectacole au constituit rarități (mai propriu spus, „curiozități”), satisfăcute parțial doar prin trupe improvizate de café-chantant. 
Spectacolul de balet Zâna Păpușilor s-a refăcut pe data de 16 martie 1991, în regia și coregrafia Venerei Zavulovici, cu scenografia lui Simion Mărculescu. Ultima refacere a avut loc pe data de 24 mai 2014, creându-se o compilație între spectacolul Zâna Păpușilor și Petrică și lupul, această producție fiind dedicată în memoria maestrului coregraf Trixy Checais. Această refacere inedită fost montată de maestrul de balet Gabriela Gegea, ca regizor și coregraf, scenografia fiind asigurată de Gheorghe Andreescu, iar asistenta de coregrafie fiind Oana Manolea.
Fântâna din Baccisarai

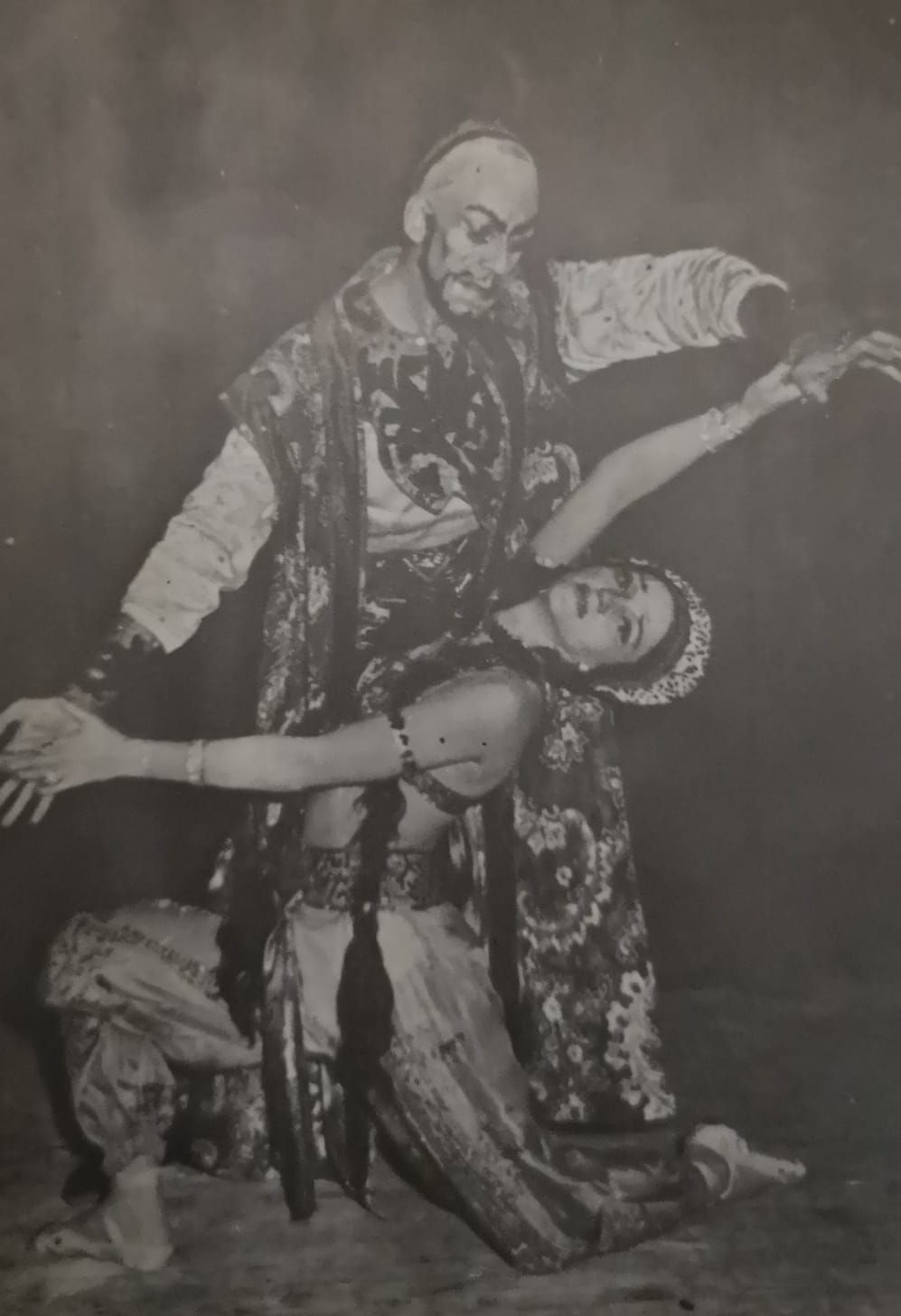
Maestrul de balet Trixy Checais și Duți Păcurariu în baletul „Baccisarai” de Boris Asafiev

În toamna anului 1958, pe 10 noiembrie, scena gălățeană a adus în fața spectatorilor baletul Fântâna din Baccisarai, de Boris Asafiev, un poem coregrafic în 4 acte, cu prolog și epilog, în regia și coregrafia Ștefaniei Ignat. Lucrarea a ridicat destule probleme tehnice și artistice, presupunând o orchestrație amplă, o distribuție numeroasă, roluri principale de mare dificultate, o figurație bogată, grime speciale (tătari), peruci, multiple scene de luptă etc. Maestrul de baletul, Ștefania Ignat, a reușit în mare parte să depășească aceste dificultăți coregrafice, păstrând clasica montare de la Teatrul de Operă și Balet din București, iar dirijorul Viorel Doboș „a tălmăcit cu expresivitate partitura compozitorului sovietic”. Distribuția, ajutată de două elemente artistice care cunoașteau rolurile din ansamblul bucureștean (Cristina Atanasiu și Dumitru Stan), a mers pe linia promovării multor talente. Printre ei s-a numărat și Ion Bașa, balerin crescut în teatrul muzical din Galați. Restul distribuției a fost formată din: Mihail Sebastian, Marietta Ionescu, Lidia Șerbănescu, Ionel Lazăr, Dumitru Nicoară, Sandu Dumitru, Jeni Orghidan, Domnița Elefterescu, Natalița Juratu, Georgeta Frangulea, Germina Bogdan, Vasile Tăune, Vasile Zlot, Mihai Albu și Olimpia Mateescu.
Spectacolul a fost refăcut doi ani mai târziu, în 1960, păstrându-se scenografia Claudiei Fanea, dar purtând semnătura regiei și coregrafiei marelui balerin Trixy Checais, care va fi și distribuit în spectacol, în rolul hanului Ghira. Lucrarea lui Boris Asafiev solicita îmbunătățiri substanțiale (pe de o parte, datorate degradării spectacolului prin numeroasele reprezentații, iar pe de altă parte, pentru împlinirea unor deficiențe inițiale de concepție coregrafică). Baletul Fântâna din Baccisarai a fost „foarte bine primit de publicul nostru”, după cum scria Ada Brumaru în ziarul România liberă, pe marginea turneului teatrului în București. Creația fostului balerin al Teatrului de Operă și Balet din București s-a bucurat de elogii din partea presei din capitală (revista Muzica remarca „compoziția plastică și expresivă”, iar România liberă consemna: „Apreciabilă este și creația maestrului Trixy Checais”).
Triptic de balet
Spectacolul Triptic de balet, montat pentru prima oară pe 26 februarie 1965, a constat în expunerea momentelor coregrafice din lucrările Noaptea Valpurgiei, de Charles Gounod, Bolero, de Maurice Ravel și Dansurile polovțiene, de Alexandr Borodin, ceea a solicitat ansamblului un efort artistic deosebit. La pupitrul dirijoral se remarcă numele lui Silviu Zavulovici, iar în distribuție sau impus balerinii Venera Gherman, Angela Popa, Tanța Cojocaru, Renate Potchen, Elena Gubernicu, Angela Bălan, Germina Bogdan, Dumitru Stan, Ezechil Secară și Ion Bașa. Despre concepția coregrafică a spectacolului, maestrul Trixy Checais mărturisea în caierul de program: „Folosind tehnica de balet clasic și plasticitatea expresivă a grupajelor de dans, am căutat să ilustrez într-o țesătură variată și asimetrică diversitatea tablourilor coregrafice din Noaptea Valpurgiei, care aduce în scenă defilarea personajelor antice mitologice, ca: Frumoasa Elena, Phryné, Laios, Cleopatra, Aspasia, Apollo, Pan, Bachus, Antonio, Silen, cu suita lor de curtezane, curtezani, nimfe și fauni. Monotonia obsedantă a motivului muzical, ca și creșterea sonorităților orchestrale din Bolero, este subliniată și din punct de vedere coregrafic, prin dezvoltarea temelor de dans, prin intrarea treptată în scenă și suprapunerea grupelor de dansatori, care vin să întregească în tabloul final, cu multă diversitate totuși, dansul masiv al eternului sentiment omenesc: dragostea. Culoarea caldă și dinamica muzicii lui Borodin se dezvoltă de la mișcarea unduită a trupurilor dansatoarelor și crește, ca și pâlpâirile flăcărilor din jurul cărora se dansează, până la iureșul și revărsarea tumultoasă plină de bucurie și eroism a luptătorilor lui Konceak. La realizarea coregrafică, regizorală și scenografică, am lucrat, având fir conducător, însăși ideea muzicală și subliniind caracteristica muzicii specifice celor trei mari compozitori: Charles Gounod, Maurice Ravel și Aleksandr Borodin”.
Seară de operetă și balet românesc

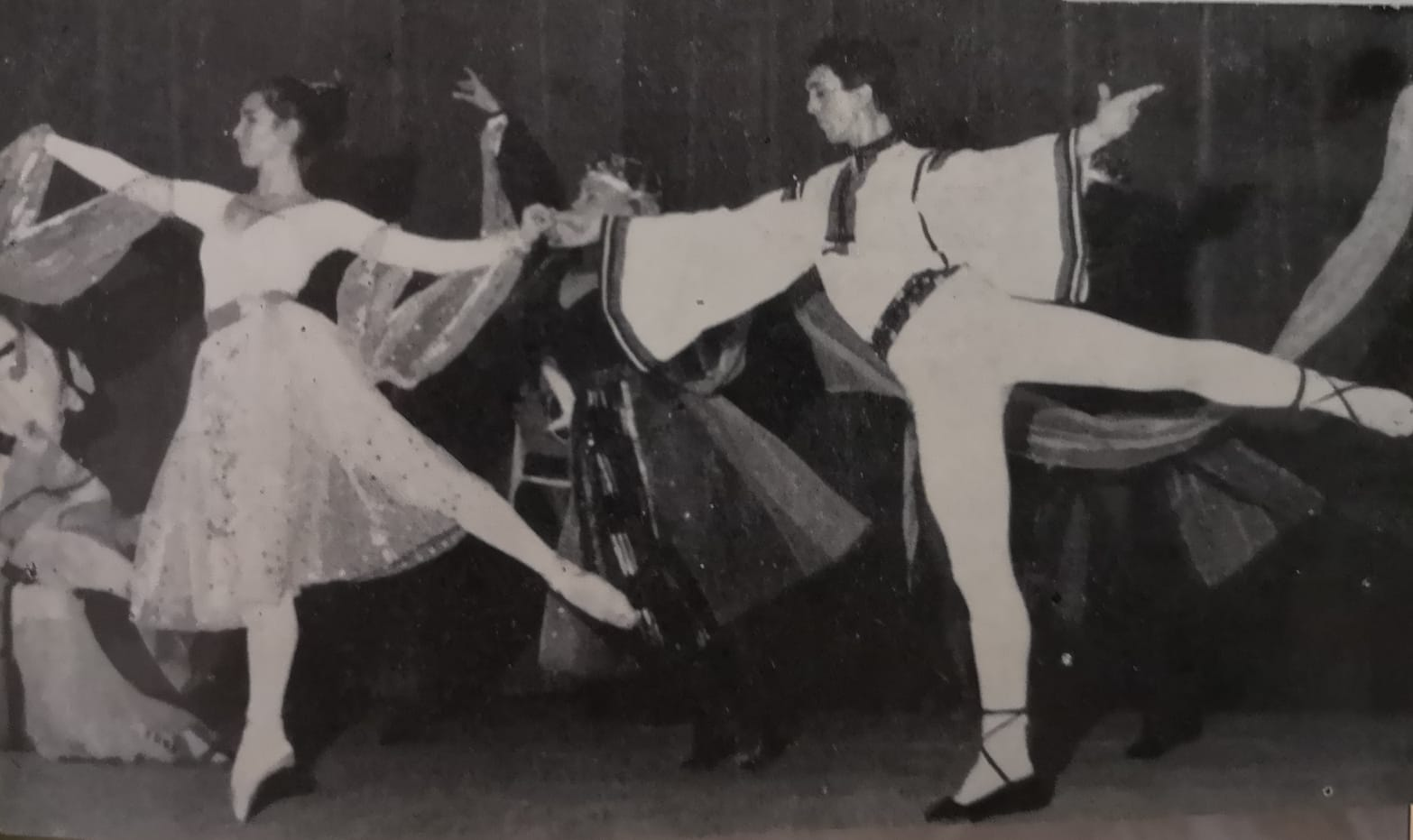
Scenă din baletul „Miorița” de Nicolae Meirosu, cu balerinii Venera Gherman și Dumitru Stan

Transmis la televiziune, cu prilejul unor concursuri tradiționale intitulate „Dialog la distanță”, pe data de 27 septembrie 1965 a avut loc premiera unui spectacol de balet numit Seară de operetă și balet românesc, care a inclus și baletul Miorița, sub îndrumarea maestrului de balet Trixy Checais. Montat în regia aceluiași maestru de balet, spectacolul a căpătat semnificația simbolică de poem coregrafic „închinat vieții noi pe care poporul român, trudit secole de-a rândul de bogătași și dușmani hrăpăreți din afară, și-o făurește astăzi, în condițiile societății socialiste”. Spectacolul a primit unanimele elogii ale publicului din întreaga țară, continuând să se mențină multă vreme în repertoriul teatrului. Rolul titular, susținut de Venera Gherman, a însemnat prima creație artistică a tinerei absolvente a Școlii de coregrafie din București. Un rol aparte la succesul Serii de operetă și balet românesc, și implicit la balada coregrafică Miorița, l-a avut și dirijorul Silviu Zavulovici.
La piață

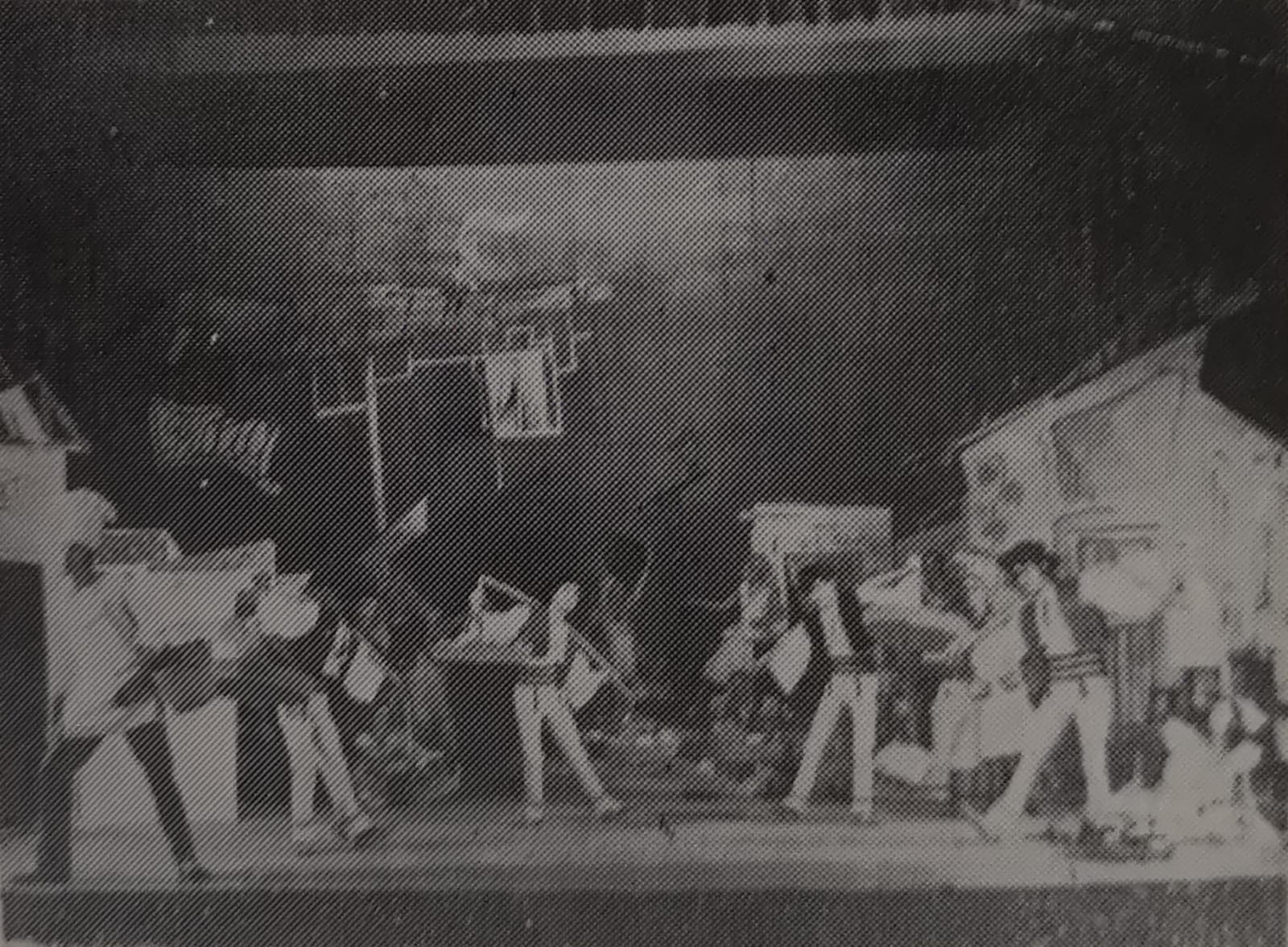
Scenă de ansamblu din baletul „La Piață”, de Mihail Jora

Baletul românesc La piață, de Mihail Jora, a avut premiera pe 20 octombrie 1971, fiind un spectacol inaugural, după 15 ani de activitate a teatrului. Spectacolul de balet, care l-a avut ca regizor și coregraf pe Trixy Checais și scenograf pe Claudia Fanea, a cuprins tot corpul de balet al teatrului, „care a făcut să iradieze sub lumina reflectoarelor această bijuterie muzicală și coregrafică”. Distribuția a fost formată din balerinii: Venera Gherman, Antoaneta Cotoroiu, Gela Dinu, Elena Gubernicu, Angela Negreanu, Cornelia Velic, Rodica Androne, Aurelia Lepădatu, Ioana Căruceru, Viorica Ciubucciu, Ion Bașa, Felicia Caranfil, Eugen Mărcui, Ezechil Secară, Mircea Cîmpeanu, Vasile Tăune, Stan Dumitru, Ion Popa, Ion Lazăr, Gheorghe Olimici, Martin Tudorel, Dumitru Nicoară, Vasile Chiscop, Vasile Zlat, Gabi Reder, Florica Macarie și Grigore Breabăn.
Colțul copiilor
Pe data de 7 aprilie 1974 a avut loc premiera baletului Colțul copiilor, lucrare de Claude Debussy, în regia, scenografia și coregrafia lui Trixy Checais. Dirijorul acestui spectacol a fost Carmen Capato-Velincov, iar asistentul coregrafic a fost Eugen Mărcui. Din distribuție au făcut parte: Venera Gherman, Ezechil Secară, Ion Popa, Gheorghe Olinici, Vasile Zlat, Mircea Codreanu, Antoaneta Cotoroiu, Eugen Mărcui, Gina Fierăscu, Mihai Albu, Rodica Androne, Aurelia Savancea, Rodica Bran, Viorica Ciubucciu, Anca Necula, Liliana Enache, Petruța Filimon, Nela Mihăilescu, Angela Negreanu, Ion Bașa, Dumitru Nicoară, Ion Lazăr, Vasile Tăune, Martin Tudorel și Vasile Chiscop. Acest spectacol a fost lecție originală pentru apropierea sau înțelegerea tinerilor sau mai vârstnicilor spectatori de arta baletului. Ajutat de orchestră, sub conducerea unei foarte serioase și talentate personalități muzicale – pianista și dirijoarea Carmen Capato-Velincov – maestrul Trixy Checais a realizat un set muzical-coregrafic de educație a tinerelor generații, capabil să fie prezentat și pe scene mai puțin dotate tehnic, atât în turnee, cât și în deplasări sistematice.
Triptic de balet

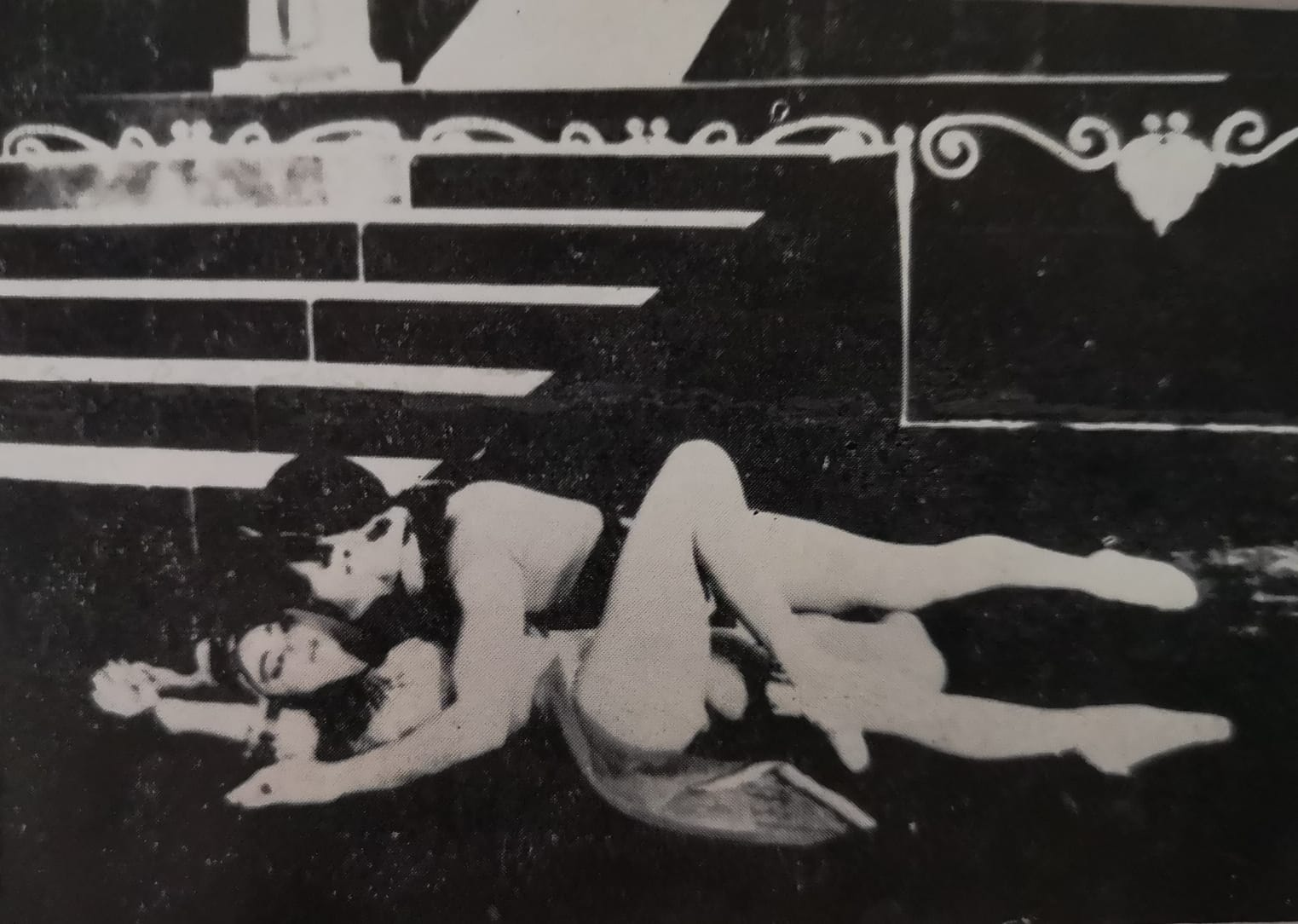
Scenă de balet din „Noaptea Valpurgiei”, de Charles Gounod

Premiera unui nou Triptic de balet a avut loc pe 15 iunie 1975 și cuprindea lucrările Șeherezada, de Nicolai Rimski-Korsakov, Bolero, de Maurice Ravel și Elanuri, de Sergiu Sarghizov. Prin adaptarea, scenografia, coregrafia și regia lui Trixy Checais, acesta își dezvăluia încă o dată polivalența talentului și a culturii sale, prin aportul unui colectiv bine pregătit. Orchestra a fost dirijată de maestrul Ury Schmidt, o altă personalitate cu o cultură deosebită și, în egală măsură, cu pregătire și experiență artistico-muzicală. Lucrările au presupus reale dificultăți, însă nu insurmontabile, după cum au dovedit balerinii Venera Gherman, Gina Fierăscu, Angela Negreanu, Antoaneta Cotoroiu, Rodica Androne, Aurelia Savancea, Viorica Ciubucciu, Liliana Enache, Anca Necula, Nela Mihăilescu, Petruța Filimon, Eugen Mărcui, Ion Bașa,Dumitru Stan, Tudorel Martic, Gheorghe Olinici, Vasile Tăune, Ezechil Secară, Ion Popa, Ionel Lazăr, Dumitru Nicoară, Mihai Albu, Vasile Zlat și Vasile Chiscop. Lucrarea Șeherezada a însemnat, cu adevărat, o creație de excepție, vechea legendă orientală căpătând pe scena gălățeană dimensiuni artistice emoționante. Cea de-a treia transpunere coregrafică, aceea a muzicii compozitorului Sergiu Sarchizov, Elanuri, nu a însemnat numai o premieră absolută, ci un prim contact al corpului de balet gălățean cu muzica modernă, redarea acesteia în limbaj coregrafic fiind mult mai dificilă.
1907

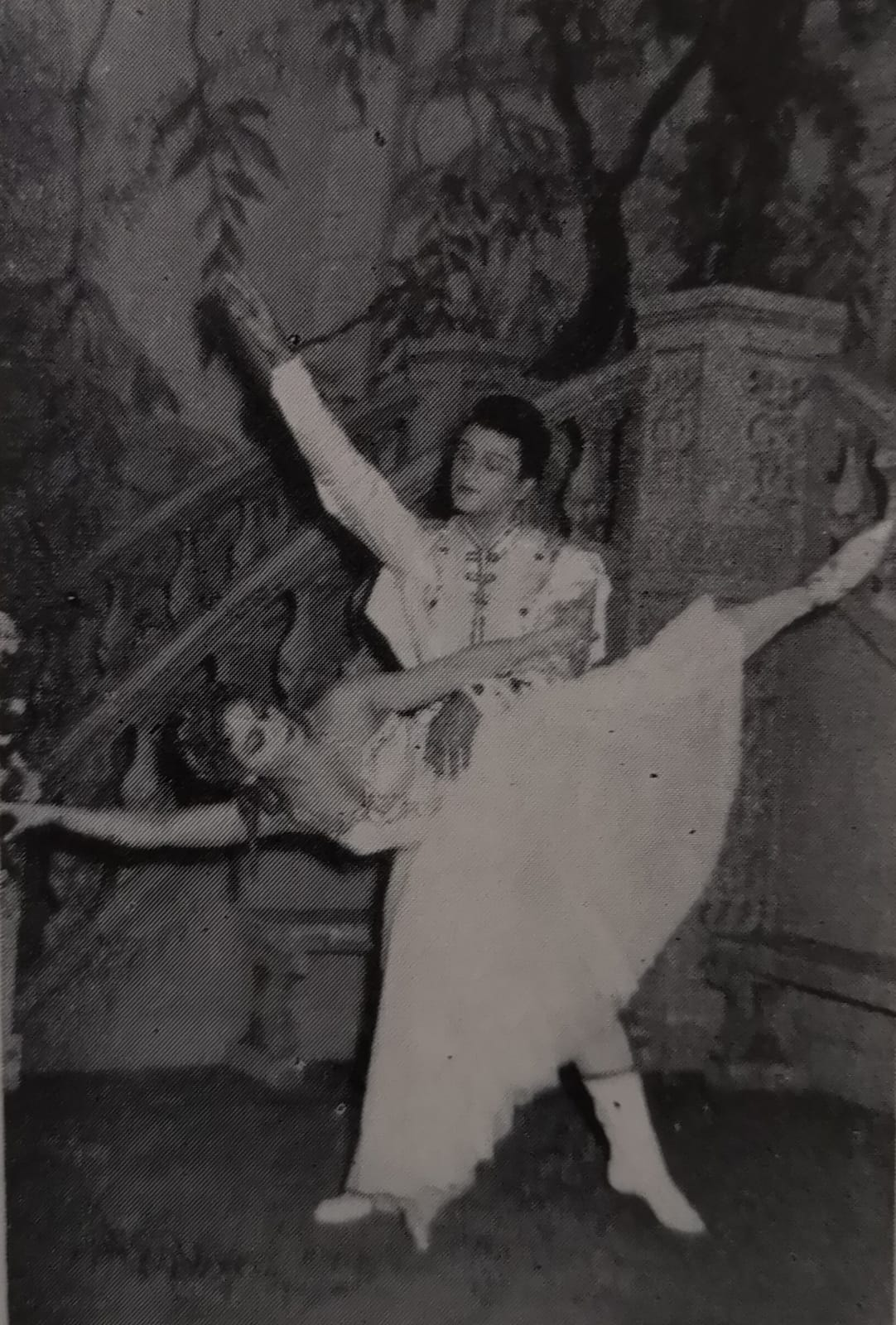
Balerinii Cristina Atanasiu și Ion Bașa, îm 1958

Baletul intitulat 1907, lucrare scrisă de Dumitru Bughici, a avut premiera pe data de 6 aprilie 1977, în viziunea coregrafică și regizorală a lui Trixy Checais. Scenografia a fost asigurată de Doru Basarab, iar conducerea muzicală de către dirijorul Ury Schmidt. Din distribuția balerinilor talentați și care au lucrat cu dăruire și permanentă dorință de autodepășire, au făcut parte: Eugen Mărcui, Venera Gherman, Angela Negreanu, Antoaneta Cotoroiu, Rodica Androne, Virginia Fierăscu, Aurelia Savancea, Viorica Ciubucciu, Ezechil Secară, Tudorel Martin, Gheorghe Olinici, Dumitru Stan, Ion Lazăr, Liliana Enache, Anca Necula, Doina Cîrlig, Magda Mânzat, Nicoară Dumitru, Anghel Stoian, Liciu Bușilă și George Ghineț.
Trepte ale istoriei
Opera-frescă scrisă de Mihai Moldovan, Trepte ale istoriei, a avut premiera pe data de 17 septembrie 1977, în regia lui Ilie Badea, laureat al Premiului de Stat, care este și autorul scenariului acestei montări. Scenografia a fost asigurată de Doru Tofan, iar coregrafia de Trixy Checais. Din distribuție au făcut parte balerinii: Eugen Mărcui, Venera Gherman, Virginia Fierăscu, Ion Bașa, Mitu Stan, Angela Negreanu, Antoaneta Cotoroiu, Nelu Popa, Tudorel Martin și corpul de balet al teatrului.
Metope ale nemuririi
Premiera spectacolului Metope ale nemuririi, de Mircea Chiriac, a avut loc pe data de 21 decembrie 1978, în regia și coregrafia lui Mireille Savopol și scenografia lui Simion Mărculescu. Conducerea muzicală a fost asigurată de Ury Schmidt, iar din distribuție au făcut parte balerinii: Eugen Mărcui, Venera Gherman, Gina Fierăscu, Mitu Stan, Antoaneta Cotoroiu, Angela Negreanu și corpul de balet al teatrului.
Coppélia
Rod al colaborării dintre regizorul Mireille Savopol și cunoscutul artist plastic și scenograf, Simion Mărculescu, baletul Coppélia al lui Leo Delibes, lucrare intrată de mai bine de un veac în repertoriul permanent al teatrelor lirice românești, s-a adăugat cu majuscule pe data de 19 ianuarie 1979, atunci când a avut loc premiera. Spectacolul a fost dirijat de la pupitrul dirijoral de către maestrul Ury Schmidt, iar din distribuție au făcut parte balerinii: Eugen Mărcui, Venera Gherman, Gina Fierăscu, Miru Stan, Ion Bașa, Tudorel Martin, Gheorghe Olinici, Antoaneta Cotoroiu, Angela Negreanu, Vasile Chiscop și Magdalena Mînzat, precum și corpul de balet al teatrului. Abordarea acestei lucrări a ridicat multe probleme, în special de tehnică specifică baletului clasic, rezolvate, însă, inspirat de colectivul gălățean: „Producătorii spectacolului au condus cu probitate și competență profesională întregul mecanism artistic, spectacolul obținut ridicându-se la nivelul unui eveniment artistic din istoria teatrului”. 

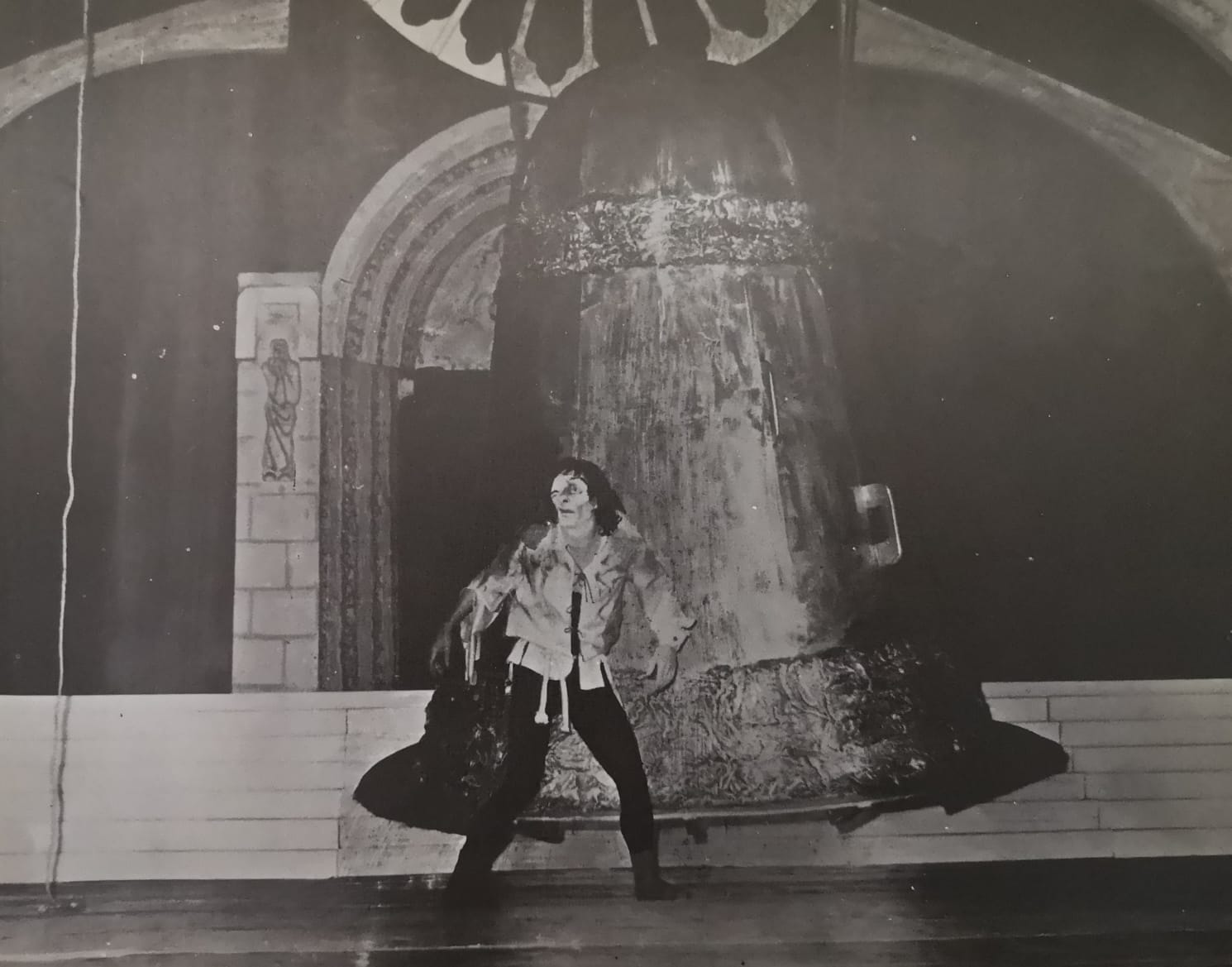
Eugen Mărcui în rolul lui Quasimodo din baletul „Cocoșatul de la Notre-Dame”

Cocoșatul de la Notre-Dame (Esmeralda)
Premiera baletului Cocoșatul de la Notre-Dame, de Pugni-Glier-Vasilenko a văzut luminile rampei pe scena lirică gălățeană pe data de 1 februarie 1980, moment în care balerinul Eugen Mărcui își sărbătorea, cu puțin timp înainte, 30 de ani de activitate. Această carieră strălucită se încheia cu lucrarea Cocoșatul de la Notre-Dame, în regia și coregrafia lui Trixy Checais. Semnatatul scenografiei a fost Simion Mărculescu, iar de la pupitrul dirijoral, Silviu Zavulovici a condus întregul spectacol. Premiera acestui balet a însemnat, totodată, și despărțirea corpului de balet al teatrului de cel care a fost artizanul tuturor reușitelor sale, maestrul Trixy Checais, ajuns la vârsta pensionării. După această dată, va intra în scenă tânărul maestru de balet, Constantin Floriean, fost solist al Teatrului de Operetă din București. Din distribuția spectacolului de balet Cocoșatul de la Notre-Dame au făcut parte balerinii: Virgina Fierăscu, Venera Gherman, Eugen Mărcui, Mitu Stan, Martin Tudorel, Gabriela Nucă, George Rîpă, Gheorghe Olinic, Angela Negreanu, Ion Bașa, și corpul de balet al teatrului.
Băiatul și paiele fermecate

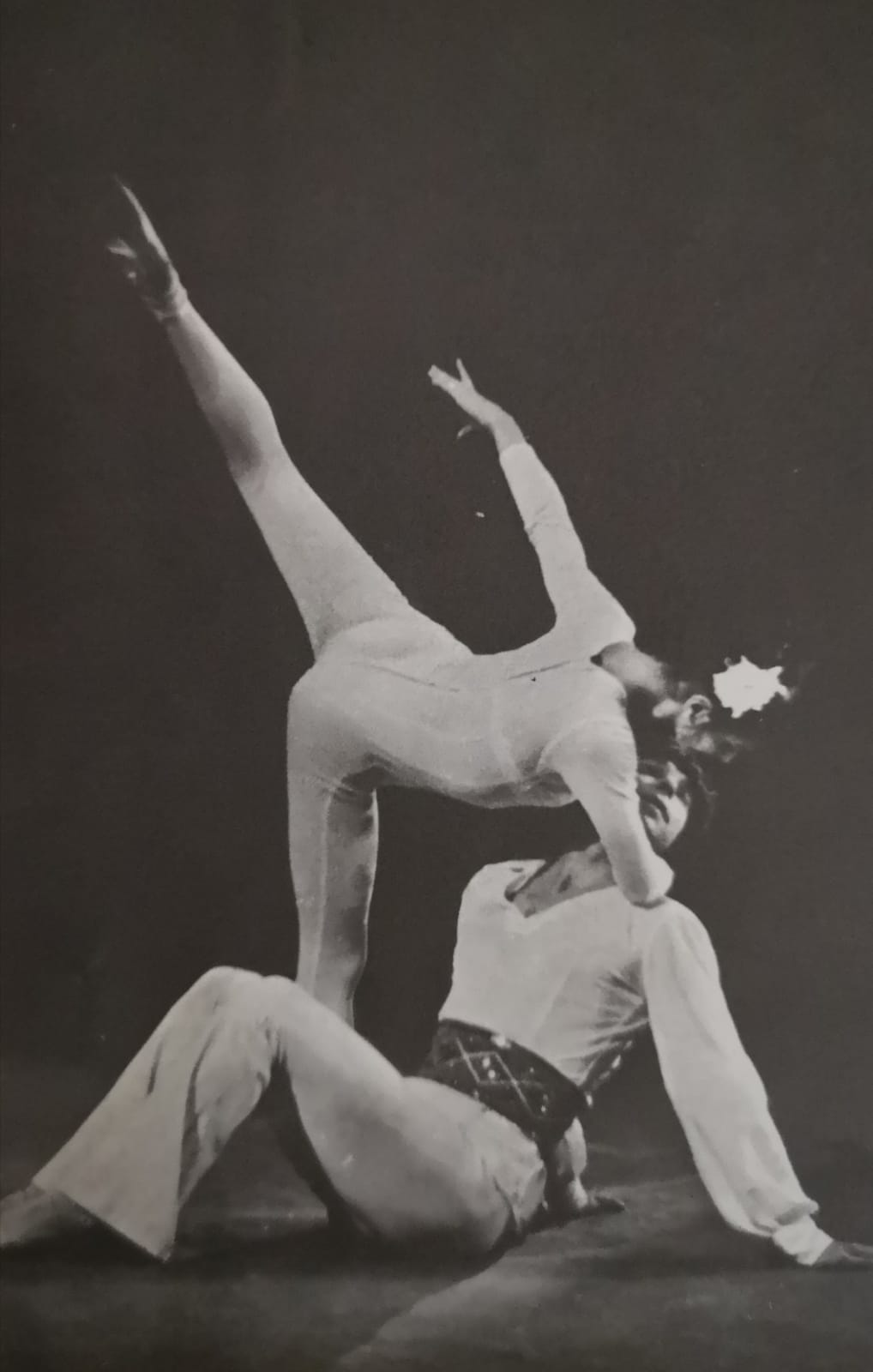
Rodica Andone și Martin Tudorel în baletul „Băiatul și paiele fermecate”

Spectacolul de balet Băiatul și paiele fermecate a avut premiera pe data de 3 aprilie 1981, în regia și coregrafia lui Constantin Floriean, cu scenografia lui Simion Mărculescu. Din distribuție au făcut parte balerinii C. Martin, Venera Gherman, Aneta Negreanu, Mitu Stan, D. Raschitoru, R. Telibașa, Vasile Chiscop, V. Zlat, Gina Fierascu, Ionel Lazăr, D. Nicoară, Ion Bașa și N. Popa.
Seară vieneză
Spectacolul de balet Seară vieneză a fost prezentat pe data de 31 martie 1982, în regia și coregrafia Venerei Gherman. Scenografia i-a aparținut lui Simion Mărculescu, iar din distribuție au făcut parte balerinii Venera Gherman, Virginia Fierăscu, Angela Cotoroiu, Oana Raschitoru, Doina Cârlig, Rodica Androne, Gabriela Gegea, Doina Matac, Aneta Negreanu, Tudore Martin, Ion Bașa, Ion Popa, Ion Lazăr, Vasile Zlat, Gheorghe Olinici, Vasile Chiscop și Lucian Vlad Tatu.
Triumful iubirii
Spectacolul de balet Triumful iubirii, de Laurențiu Profeta, a avut premiera pe data de 17 mai 1983, în regia și coregrafia lui Constantin Floriean și a Ginei Fierăscu. Scenografia i-a aparținut Ramonei Ganea, iar din distribuție au făcut parte balerinii M. Manu, Tudorel Martin, Gina Fierăscu, Angela Cotoroiu și Aneta Negreanu.
Isprăvile lui Dănilă Prepeleac
Spectacolul de balet-colaj Isprăvile lui Dănilă Prepeleac, de Lucian Ionescu, a avut premiera pe data de 11 aprilie 1987, în regia și coregrafia lui Constantin Floriean și scenografia lui Simion Mărculescu. Din distribuție au făcut parte balerinii Lucian Vlad Tatu, Mariana Baran, Gheorghe Olinici, Gina Fierăscu, Paul Mihalache, Vasile Chiscop, M. Bucur, Aneta Olteanu, Gabriela Gegea și Venera Gherman.
Cenușăreasa
Spectacolul de balet Cenușăreasa, de Serghei Prokofiev, a văzut luminile rampei pe scena gălățeană pe data de 22 martie 1989, în regia și coregrafia lui Constantin Floriean și scenografia lui Simion Mărculescu. Din distribuție au făcut parte balerinii Gabriela Gegea, Mihai Broască, Virginia Fierăscu, Anca Necula, Rodica Androne, Gheorghe Olinici, D. Samoilă, Doina Romaniță, Viorel Huru și Aura Olteanu.
Diptic de balet
Spectacolul Diptic de balet a văzut luminile rampei pe scena gălățeană pe data de 12 aprilie 1992, în regia și coregrafia Venerei Zavulovici și scenografia lui Simion Mărculescu. Spectacolul a cuprins lucrările Cidul, de Jules Massenet și Tablouri dintr-o expoziție, de Modest Mussorgski și Maurice Ravel.
Spărgătorul de nuci
Celebrul balet Spărgătorul de nuci al compozitorului rus Piotr Ilici Ceaikovski a văzut și luminile rampei gălățene are Teatrului Național de Operă și Operetă „Nae Leonard” pe data de 3 mai 1996, în regia și coregrafia lui Constantin Floriean. Scenografia a fost asigurată de Simion Mărculescu, iar la pupitrul dirijoral a urcat maestrul Sorin Oancea. Din distribuție au făcut parte balerinii: Geta Huncanu, Sorin Bălan, Costel Martin, Liliana Boboc, L. Țurcanu, M. Donita, Dumitru Belciugan, Dorin Boza, Petruța Paiu, I. Gheorghiu, V. Haliciu, Tiberiu Pascali, Paul Mihalache, Paul Adămiță, Rodica Androne, S. Andrei, Carmina Blănaru, D. Cristof, Mihai Caragață, Aura Olteanu, Anișoara Buruiană, Lucia Vrabie, Rodica Dorojan, Tiberiu Pascali, Lucian Vlad Tatu, C. Asariotache, G. Bujor și F. Stanilă.
Jazz & Dance
Spectacolul de balet Jazz & Dance a avut premiera pe data de 8 februarie 1997, după lucrările Rapsody in blue, de G. Gershwin și City Lights, în regia, scenografia și coregrafia lui Constantin Floriean, pe libretul lui Marcel Ionescu. Distribuția a fost formată din balerinii Gabriela Gegea, Rodica Androne, Dorin Boza, Lucia Vrabie, Sorin Bălan, Ciprian Sfat și Costel Martin.
Bolero-Carmen
Spectacolul Bolero-Carmen, pe muzica lui Maurice Ravel și Georges Bizet, a avut premiera pe data de 24 iunie 2000, în regia și coregrafia lui Constantin Floriean, cu scenografia Vioricăi Petrovici. Distribuția a fost formată din balerinii: Anne Marie Vretos, Tanța Micu, Lucia Vrabie, Dorin Boza, George Anghel, Lucian Vlad Tatu, Sorin Bălan, Paul Mihalache, Oana Manolea, Florentina Savin, Rodica Dorojan, Carmina Krof și L. Cantemir.
Zbor în spațiul reflex
Spectacolul de balet Zbor în spațiul reflex a reprezentat o interferență a artelor muzică, poezie și dans și a avut premiera pe data de 16 decembrie 2004. Instrumentiștii spectacolului au fost Nicolae Mantu (flaut) și Valentina Popovciuc (pian). Din distribuție au făcut parte balerinii: Oana Manolea, Lucia Vrabie, Ramona Vîlcu, Mihaela Creangă, Oana Pisaroglu, Alina Donțu, Irina Nedelcu, Rodica Dorojan, George Anghel, Lucian Vlad Tatu, Ciprian Sfat, Paul Adămiță, Sorin Bălan, Claudiu Iana și ansamblul de balet.
O, Ellinas – Alexis Zorbas
Spectacolul de balet O, Ellinas – Alexis Zorbas a avut premiera pe data de 12 februarie 2006, în regia și coregrafia lui Attila Akilas Silvester. Scenografia a fost semnată de Angela Tecaru. Din distribuție au făcut parte balerinii: Traian Vlas, Oana Manolea, Alice Popescu Tarcea, Georgiana Tofăleanu, Lucia Vrabie, Paul Adămiță, Sorin Bălan, Viorel Huru, Mihai Caragață, Dumitru Belciugan, Cristian Tarcea, Gabriela Gegea, George Anghel, Fănică Lupu și Costel Martin.
La fille mal gardée
Spectacolul de balet La fille mal gardée, de Ferdinand Herold, a văzut luminile rampei pe scena liricului gălățean pe data de 28 ianuarie 2007, în regia și coregrafia lui Attila Silvester, cu scenografia Angelei Tecaru. Din distribuție au făcut parte: Cristian Tarcea, Simona Costea, Dumitru Belciugan, Fănică Lupu, Georgiana Tofăleanu, George Anghel, Gabriela Gegea și Paul Mihalache.
Ciuleandra

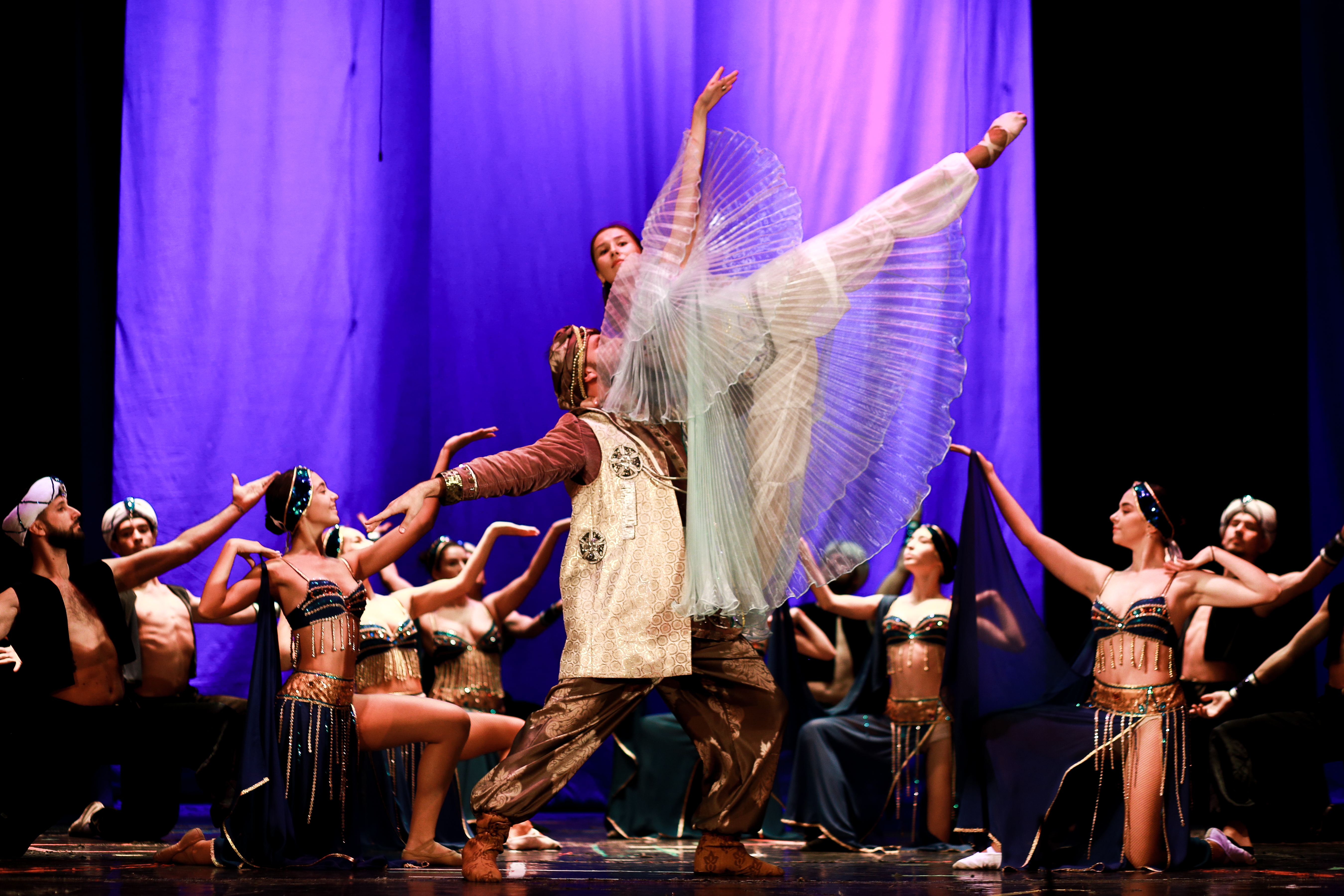
Scenă de ansamblu în spectacolul de balet „Poveste persană”, în 2019

Spectacolul de balet intitulat Ciuleandra a avut loc în premieră pe data de 9 martie 2008, în regia lui Attila Silvester, cu scenografia Angelei Tecaru, pe muzica lui Eugen Dan Drăgoi. Din distribuție au făcut parte balerinii: Monica Cherecheș, Traian Vlas, Dumitru Belciugan, Silvia Andrei, Oana Pisaroglu, Giorgiana Tofăleanu și Ramona Vîlcu.
Poveste persană
Ultimul spectacol de balet montat de Teatrul Național de Operă și Operetă „Nae Leonard” a avut premiera pe data de 9 noiembrie 2019, tocmai 11 ani după spectacolul Ciuleandra. Poveste persană este un spectacol montat de Gabriela Gegea și Adrian Mărginean, un spectacol cu iz oriental și momente coregrafice extrem de plastice și bine gândite de maestrul de balet Gabriela Gegea, ajutată de muzica compozitorilor Mikhail Ippolitov-Ivanov și Nikolai Andreyevich Rimsky-Korsakov. Scenografia a fost, de asemenea, gîndită tot de maestra de balet Gabriela Gegea, iar din distribuție au făcut parte balerinii: Irina Marola (Zuneida), Ionuț Țurlea (Faruz), Florentina Ștefan (Farizana), Paul Nedelcuță (Sultanul Shahryar), Ecaterina Radu (Eunucul), Rodica Dorojan, Alina Donțu (Sclavele) și Viorel Huru (Vizirul). Alături de aceștia, a fost implicat și ansamblul de balet al Teatrului în colaborare cu elevii claselor de coregrafie ai Liceului de Arte „Dimitrie Cuclin”, pregătiți de prof. Ofelia Andrei.

### Spectacole de revistă și comedii muzicale
Cu dragostea nu-i de glumit

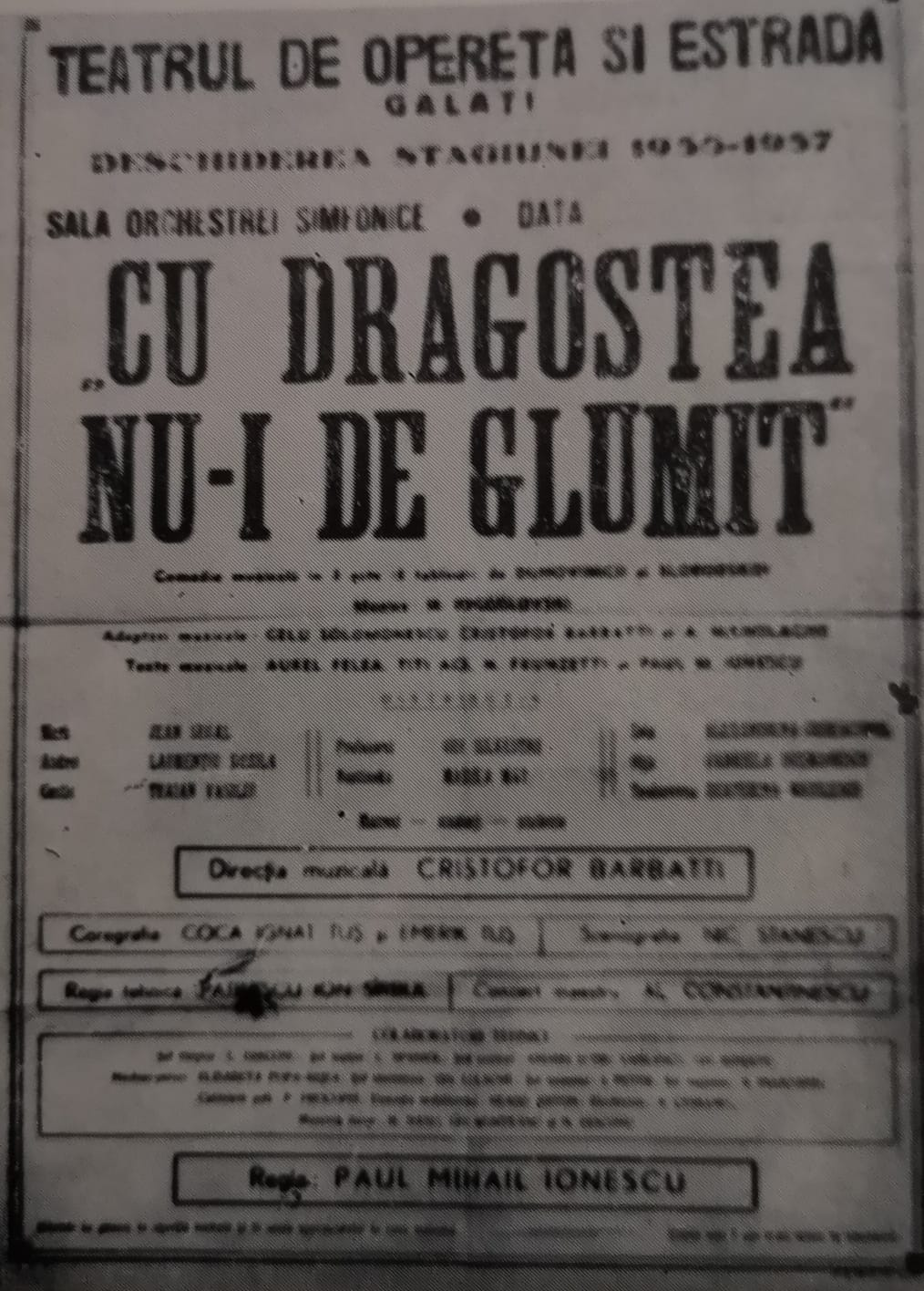
Afișul spectacolului de deschidere a Teatrului Național de Operă și Operetă „Nae Leonard” din Galați, în 1956, pentru comedia muzicală „Cu dragostea nu-i de glumit”

Primul spectacol montat vreodată pe scena Teatrului Național de Operă și Operetă „Nae Leonard” din Galați a fost comedia muzicală Cu dragostea nu-i de glumit, de N. Bogoslavki, realizat de colectivul secției de estradă (revistă) a teatrului. Acest spectacol a chemat la rampă, sub bagheta lui Cristofor Barbatii, soliștii Laurențiu Buzilă, Jean Segal, Traian Vasiliu, Geo Silvestru, Marica Munteanu, Alexandrina Chiriacopol, Gabriela Dușmănescu și Ecaterina Niculescu. Spectacolul a avut premiera pe 15 septembrie 1956. Regia spectacolului a fost semnată de Paul Mihail Ionescu, scenografia de Nicolae Stănescu, iar coregrafia de Ștefania Ignat.
Debutul tânărului ansamblu muzical a fost îmbrățișat de publicul și presa locală. Remarcând „scenele de frumoasă comedie”, melodrama „firească și emoționantă”, aportul substanțial al regiei și conducerii muzicale, ziarul Viața nouă nu uita să atragă atenția asupra slăbiciunilor spectacolului, ajutându-i pe interpreți să-și împlinească conținutului bogat de idei al comediei muzicale. În esență, sublinia E. Crișan, într-un alt articol din ziarul Viața nouă, lucrarea creatorului sovietic a constituit „un spectacol spumos, plin de glumă, tinerețe și optimism, care oglindește viața plină de avânt a tineretului moscovit”.
Astă seară n-avem titlu
Pe 20 noiembrie 1956, are loc premiera spectacolului Astă seară n-avem titlu, un concert-spectacol de estradă, ce a prilejuit corpului de balet, corului și unui mare număr de soliști să-și valorifice resursele artistice. Regia spectacolului a fost semnată de Paul Mihail Ionescu, scenografia de Claudia Fanea și Livia Filipașcu, iar coregrafia de Ștefania Ignat. Din distribuție au făcut parte soliștii: Ilinca Radea, Silvia Botea, Afrodita Capri, Sanda Chiriacopol, Gaby Dușmăneascu, Marica Munteanu, Laurențiu Buzilă, George Ghineș, Ionel Miron, Andy Niculescu, Marius Dumitrescu, Titi Niculescu, Jean Segal, Geo Silvestru și Traian Vasiliu. La pupitrul dirijoral a urcat maestrul Cristofor Barbatti. 
A zis cineva ceva?
Pe 15 ianuarie 1958, are loc premiera concertului-spectacol în 2 acte și un prolog, intitulat A zis cineva ceva?, pe textele lui Sady Rudeanu, Paul Mihail Ionescu, George Dragomir, Alexe Marcovici, Marcela Frângulea și Milu Iosipovici. Printre interpreții spectacolului se numără: Corina Filimon, Afrodita Capri, Sanda Chiriacopol, Ionel Miron, Laurențiu Buzilă, Andy Niculescu, George Ghineț ș.a., care sub bagheta lui Cristofor Barbatti și în regia lui Paul Mihail Ionescu au ținut timp îndelungat pe afișul teatrului prestigiul estradei gălățene. Scenografia a fost semnată de Claudia Fanea, iar coregrafia de Ștefania Ignat. 
Să fim serioși!

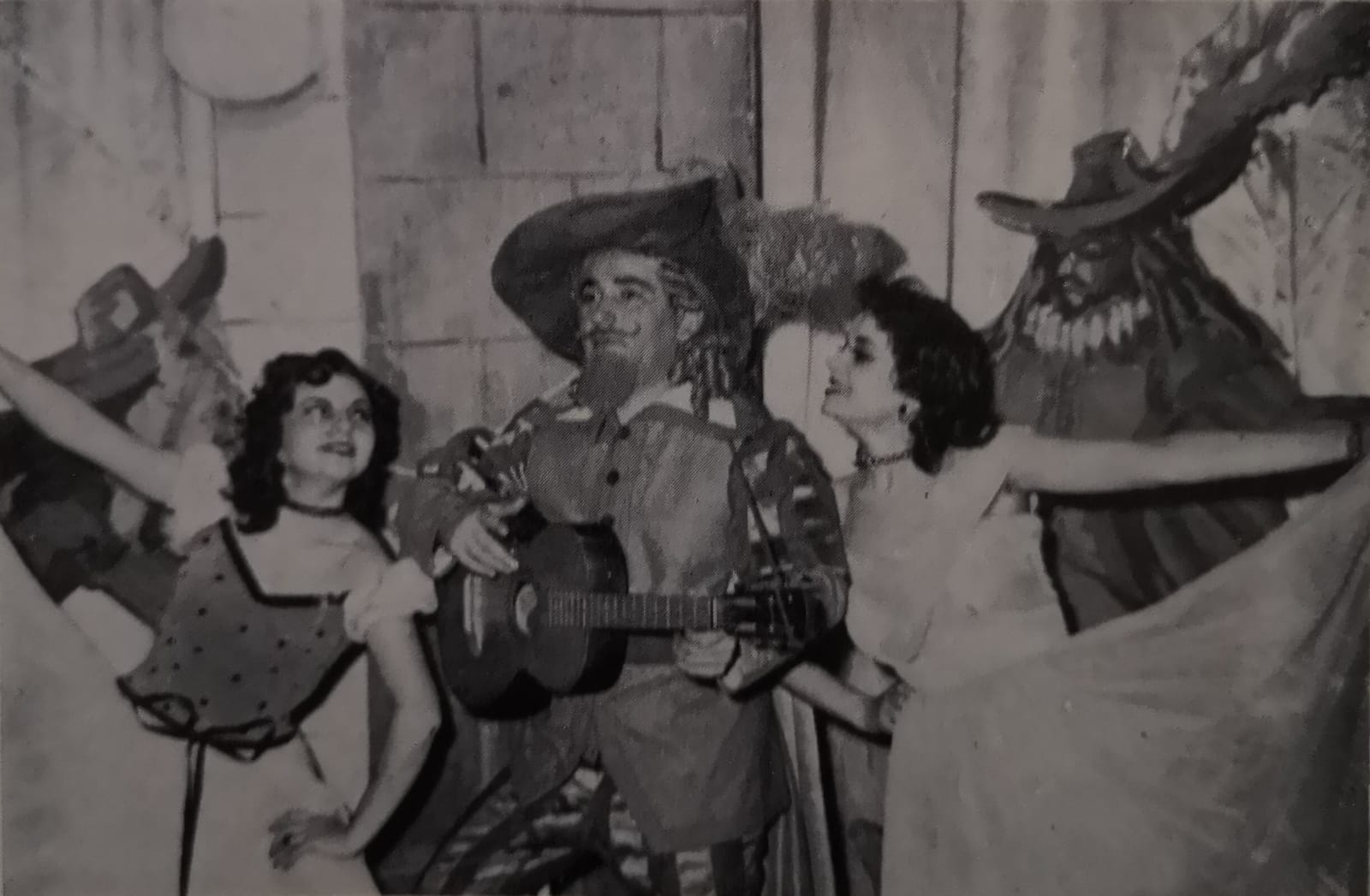
Scenă din spectacolul de revistă „Să fim serioși!”, în 1958

Un alt spectacol de satiră și umor, realizat aproape integral prin forțe artistice locale – fapt care a sporit interesul, actualitatea și eficiența sa în oraș și în regiune –, a fost premiera Să fim serioși!, de pe 26 aprilie 1958, unde și-au descoperit „cadența” cuplul cântăreților Ionel Miron și Alexandru Jula, și tot acum și-a valorificat din plin resursele de comedie actrița Titi Niculescu. Compozitorul Cristofor Barbatti începea să-și afirme personalitatea prin câteva șlagăre de muzică ușoară. N. Chiriacopol nota în ziarul Viața nouă, pe marginea activității ansamblului gălățean: „Paralel cu aceste realizări, membrii colectivului Teatrului muzical contribuie la ridicarea nivelului artistic al formațiilor artistice de amatori”. Este punctul de mândrie al instituției, „actul de cultură ce va genera de aci înainte o colaborare strânsă cu echipele sindicale din localitate, contribuind la ridicarea unui public nou și la creșterea calității artei amatoare în regiunea Galați”.
Doar un minut!
Pe 22 decembrie 1958, are loc premiera concertului-spectacol de estradă în 2 acte și un prolog, Doar un minut, avându-l la pupitrul dirijoral pe Cristofor Barbatti. Scenografia spectacolului a fost realizată de Claudia Fanea, iar coregrafia de Costel Ionescu. Distribuția aleagă de regizorul Paul Mihail Ionescu, a fost formată din soliștii: Titi Niculescu, Geo Silvestru, Marica Munteanu, Sanda Chiriacopol, Andy Niculescu, Marius Dumitrescu, Ionel Miron, Alexandru Jula, Jean Segal, Mioara Mocanu, Afrodita Capri, Margareta Kiss, Cicerone Ognef, Liviu Bușilă, Aneta Dima, Ica Badea și Traian Vasiliu. Muzica a fost compusă de Ștefan Kardoș și Pușa Niederhoffer, precum și de cei doi dirijori ai ansamblului, Cristofor Barbatti și Tănase Stroe.
Toate numerele câștigătoare
Pe 26 mai 1959, are loc premiera spectacolului de revistă Toate numerele câștigătoare, în regia lui Paul Mihail Ionescu, scenografia Claudiei Fanea și coregrafia Cristinei Atanasiu. La pupitrul dirijoral a urcat maestrul Cristian Barbatti, iar distribuția a fost formată din soliștii: Titi Niculescu, Jean Segal, Andy Niculescu, Ionel Miron, Laurențiu Buzilă, Traian Vasiliu, Alexandru Jula, Ninetta Crainici, Geo Silvestru, Margareta Kiss, Mimi Giuglea, Florica Budac și Relu Drăgan. Acest spectacol de revistă s-a remarcat prin aportul substanțial al compozitorilor Viorel Doboș, Cristofor Barbatti, Dimitrie Macarie, Constantin Tucaliuc, Nell Martini și Ion Florescu. 
Pe aripile revistei
Premiera spectacolului Pe aripile revistei a avut loc pe 8 noiembrie 1960, fiind versiunea gălățeană a reprezentației bucureștene realizată de Jack Fulga, Aurel Felea și N. Stroe, cu muzica lui H. Mălineanu, Nicolae Patrichi, Tănase Stroe și Cristofor Barbatti, în regia artistului emerit N. Stroe. Coregrafia a fost asigurată de Trixy Checais, iar scenografia a fost realizată de Claudia Fanea. Soliștii distribuiți au fost: Jean Segal, Ionel Miron, Alexandru Jula, Traian Vasiliu, Marius Dumitrescu, Andy Niculescu, Mimi Giuglea, Ica Badea, Ana Coșprundan, Titi Niculescu, Mioara Dan și Tanța Popescu.
Șapte note la concert
Premiera de debut a stagiunii 1961-1962 a susținut-o secția de estradă cu spectacolul Șapte note la concert, care a avut loc pe 20 septembrie 1961. Semnat de George Dragomir și Paul Mihail Ionescu, spectacolul – condus de Cristofor Barbatti și Tănase Stroe – s-a bazat pe muzica celor doi dirijori locali, cărora li s-au adăugat (din păcate, fără melodii de succes) Valențiu Grigorescu, Edmond Deda, Florentin Delmar, Sergiu Malagamba și Boris Cobasnian. După o îndelungată serie de reprezentații, concertul de muzică ușoară Șapte nore la concert a ajuns și în București. Presa muzicală bucureșteană a apreciat pozitiv latura interpretativă a spectacolului, manifestând însă rezerve asupra calității și cantității repertoriului muzical străin: „Se disting cântăreții Ionel Miron și Alexandru Jula, ambii înzestrați cu glasuri de calitate și cu capacitatea, rar întâlnită de a se manifesta, cu egal succes, atât în muzica ușoară, cât și în cea populară”.
Din Galați până-n Carpați

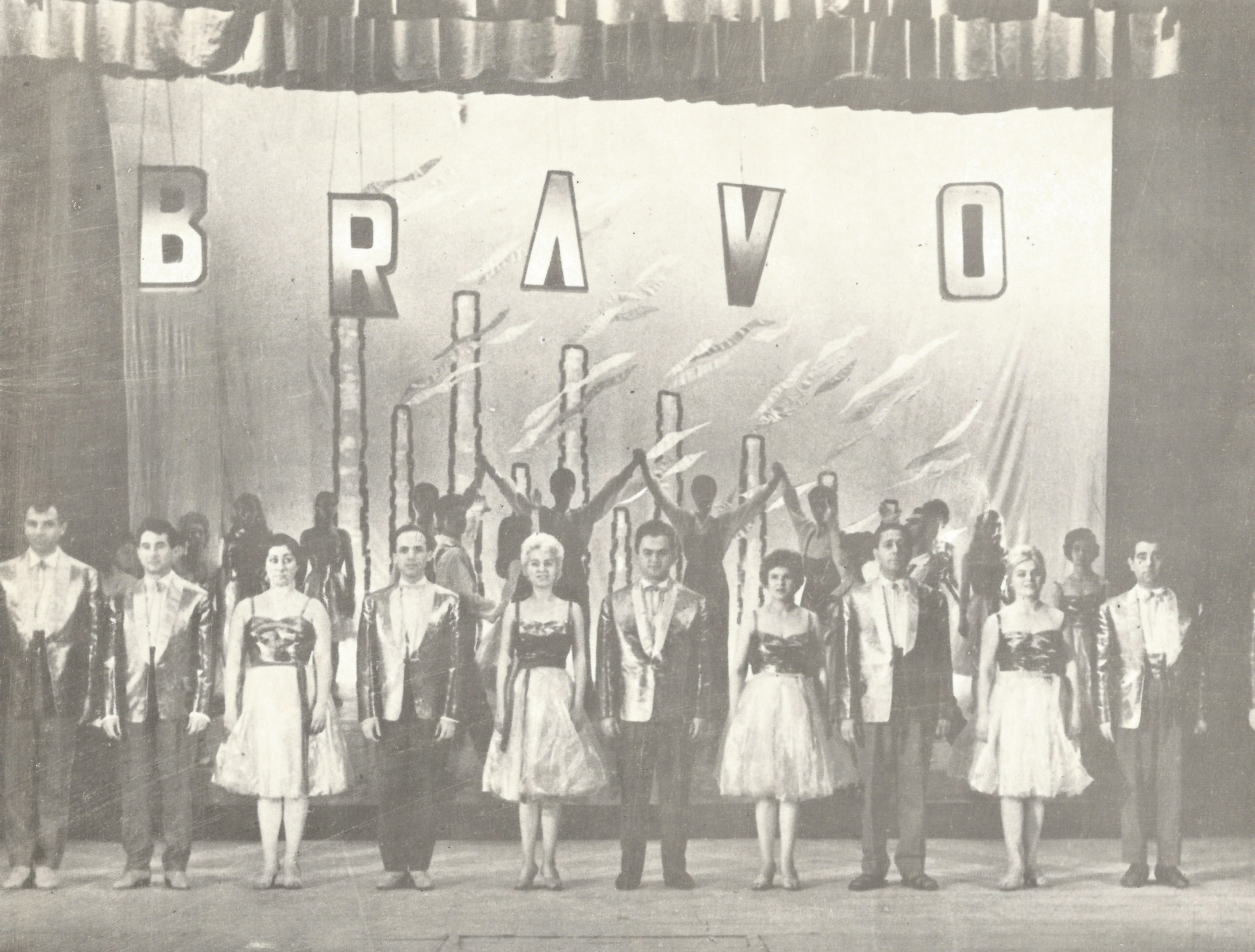
Finalul spectacolului de revistă „Din Galați până-n Carpați”

Premiera secției de estradă, intitulată Din Galați până-n Carpați, a avut loc pe 15 februarie 1962, în regia lui Paul Mihail Ionescu și coregrafia lui Trixy Checais. Distribuția, care a evoluat în atrăgătorul cadru scenografic al lui N. Lebas, i-a cuprins pe Ionel Miron, Alexandru Jula, Mioara Dan, Marius Dumitrescu, Ica Badea, Ana Coșprundan, Jean Segal, Traian Vasiliu, Titi Niculescu, Andy Niculescu și Tania Popescu. Directorul teatrului de la acea vreme, Silviu Zavulovici, declara pentru ziarul România liberă: „Mi se pare interesant de subliniat faptul că textul revistei este scris de un grup de un grup de membri ai cenaclului literar „13 iunie” din localitate, care cunosc bine viața regiunii, iar muzica aparține, de asemenea, compozitorilor locali Cristofor Barbatti și Tănase Stroe”.
Iubesc, iubesc
O reușită încercare pentru colectivul de estradă al teatrului l-a constituit premiera comediei muzicale Iubesc, iubesc, de Vl. Mass și M. Cervinski (22 aprilie 1962), pe muzica lui Tabacinikov, Cristofor Barbatti, Tănase Stroe și Aurel Manolache. În regia lui Paul Mihail Ionescu, mănunchiul de interpreți ai estradei gălățene – Sanda Mărgărit, Ica Badea, Mioara Dan, Tanța Popescu, Andy Niculescu, Ionel Miron, Alexandru Jula, Jean Segal, Traian Vasiliu, Liviu Bușilă – au închegat „o reprezentație veselă, antrenantă, ce se bucură de favoarea publicului” (Informația Bucureștiului). Scenografia a purtat semnătura Claudiei Fanea. Preponderența textului dramatic asupra muzicii a solicitat din plin mutarea accentului pe jocul de scenă, rostirea replicii, adâncirea personajelor, fapt pozitiv pentru creșterea capacității interpretative a estradei gălățene. Câțiva eroi ai comediei muzicale sovietice au reținut în chip deosebit atenția criticii muzicale din capitală, cu prilejul turneului ansamblului la București: „Ne-am întâlnit cu Ionel Miron (Slîndov), care a dovedit – în interpretarea tânărului ușuratec, care nu și-a găsit un rost în viață – pe lângă calitățile vocale, și real talent actoricesc; și cu Alexandru Jula, care a realizat cu multă convingere figura luminoasă a tânărului sovietic, muncitor modest, atent față de cei din jurul său (...). Am remarcat că unele din melodiile introduse au fost realizate cu talent, punând în valoarea calitățile vocale ale protagoniștilor”.
Succes!
Secția de estradă a prezentat premiera Succes!, pe data de 10 noiembrie 1962, în regia lui Paul Mihail Ionescu, spectacolul fiind bazat pe muzica scrisă de cei doi dirijori locali, Cristofor Barbatti și Tănase Stroe. Scenografia a fost asigurată de Claudia Fanea, iar din distribuție au făcut parte soliștii: Ionel Miron, Alexandru Jula, Mioara Dan, Ica Badea, Jean Segal, Traian Vasiliu, Andy Niculescu, Tanșa Popescu și Liviu Bușilă.
Magazin muzical

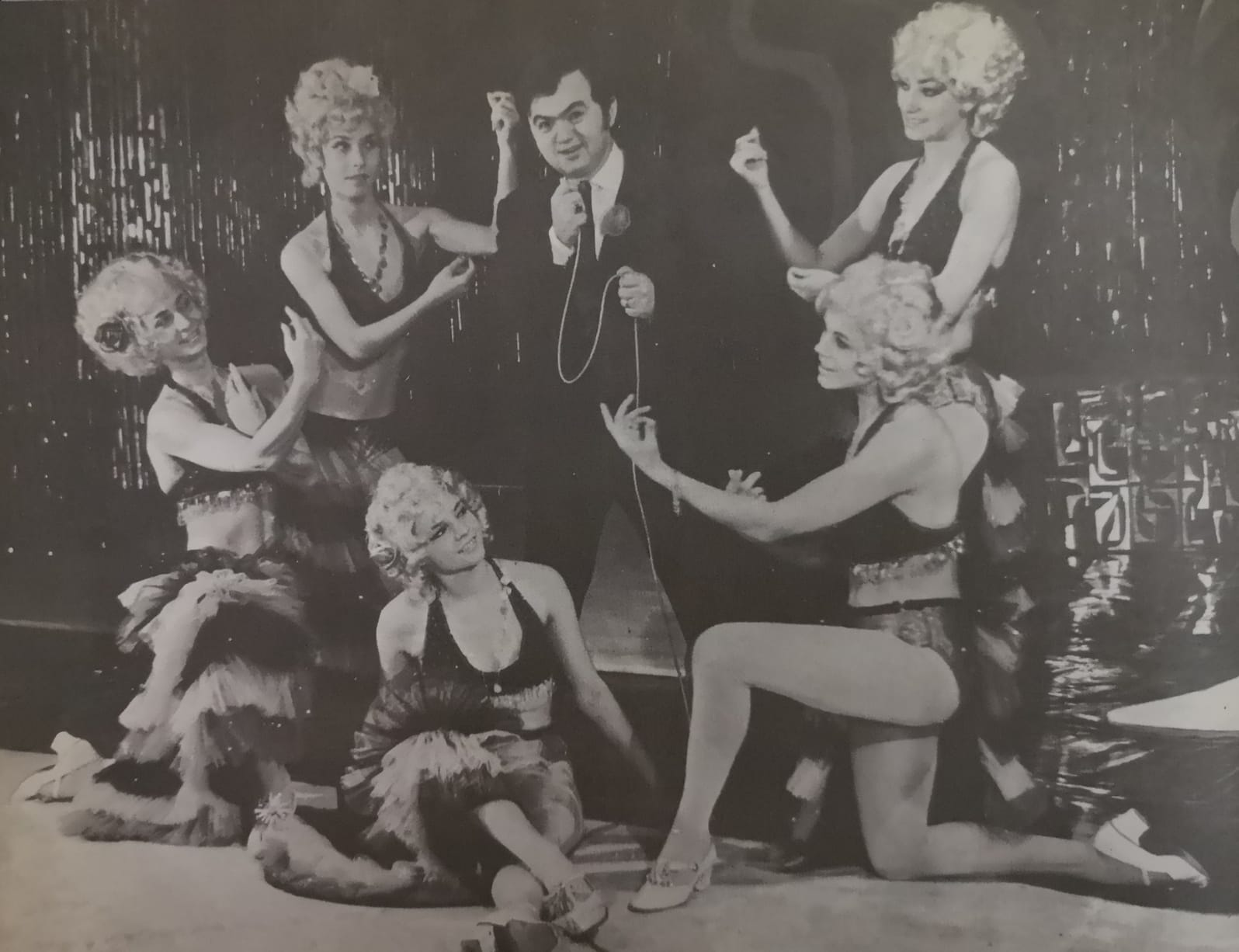
Alexandru Jula și o parte din corpul de balet în spectacolul „Magazin muzical”

Spectacolul muzical intitulat Magazin muzical a avut premiera pe data de 10 aprilie 1963, în regia lui Panait Victor Cottescu. Evoluțiile coregrafice au fost semnate de maestrul Trixy Checais. Acest spectacol a fost o colaborare a unui grup de compozitori din București: N. Kirculescu, Radu Șerban, Ștefan Kardoș, George Grigoriu și Mișu Iancu. Pe scena gălățeană a debutat un nume nou, în materie de scenografie și în genul estradei: Armand Crintea. Distribuția a fost formată din: Ionel Miron, Alexandru Jula, Mioara Dan, Ica Badea, Jean Segal, Traian Vasiliu, Marius Dumitrescu, Liviu Bușilă, Ana Coșprundan, Mimi Giuglea, Tanța Popescu și Andy Niculescu.
Concert de mare tonaj
Spectacolul Concert de mare tonaj a avut premiera pe 15 septembrie 1963, în regia lui Bițu Fălticeanu și scenografia lui George Voinescu. Aranjamentele muzicale au fost asigurate de Cristofor Barbatti. Din distribuție au făcut parte  Ionel Miron, Alexandru Jula, Mimi Giuglea, Florina Varlam, Mioara Dan, Ica Tudorie, Marius Dumitrescu, Andy Niculescu, Liviu Bușilă, Tanța Popescu, Jean Segal și Traian Vasiliu. 
Întâlnire cu muzica ușoară
Spectacolul Întâlnire cu muzica ușoară a avut premiera pe data de 20 ianuarie 1964, în regia lui Iacob Laurian și scenografia Claudiei Fanea. Coregrafia a fost semnată de maestrul Trixy Checais. Din distribuție au făcut parte soliștii: Ionel Miron, Alexandru Jula, Mioara Dan, Marius Dumitrescu, Florina Varlam, Ica Tudorie, Liviu Bușilă, Tanța Popescu, Jean Segal și Traian Vasiliu, iar dirijorul spectacolului a fost Cristofor Barbatti.
Cântec și voie bună
Spectacolul Cântec și voie bună s-a jucat pentru prima oară pe data de 20 iunie 1964, în regia lui Iacob Laurian și scenografia Claudiei Fanea. Coregrafia a fost semnată de maestrul Trixy Checais. Din distribuție au făcut parte soliștii: Ionel Miron, Alexandru Jula, Mioara Dan, Marius Dumitrescu, Florina Varlam, Ica Tudorie, Andy Niculescu, Tanța Popescu, Jean Segal și Traian Vasiliu, iar dirijorul spectacolului a fost Cristofor Barbatti.
Pălăria cu bucluc
Premiera comediei muzicale Pălăria cu bucluc, de E. Labiche, a avut loc pe 10 noiembrie 1964, cu dirijorul Dimitrie Macarie la pupitru. Din distribuție au făcut parte soliștii Grigore Stoicescu, Corneliu Sava, Tamara Alexandru, Cicerone Ognef, George Ghineț, Margareta Kiss, Ninetta Crainici, Titi Gheruș, Coca Mocanu, Aneta Dima, Magda Manciu și Elena Bratosin.
Pe valurile concertului

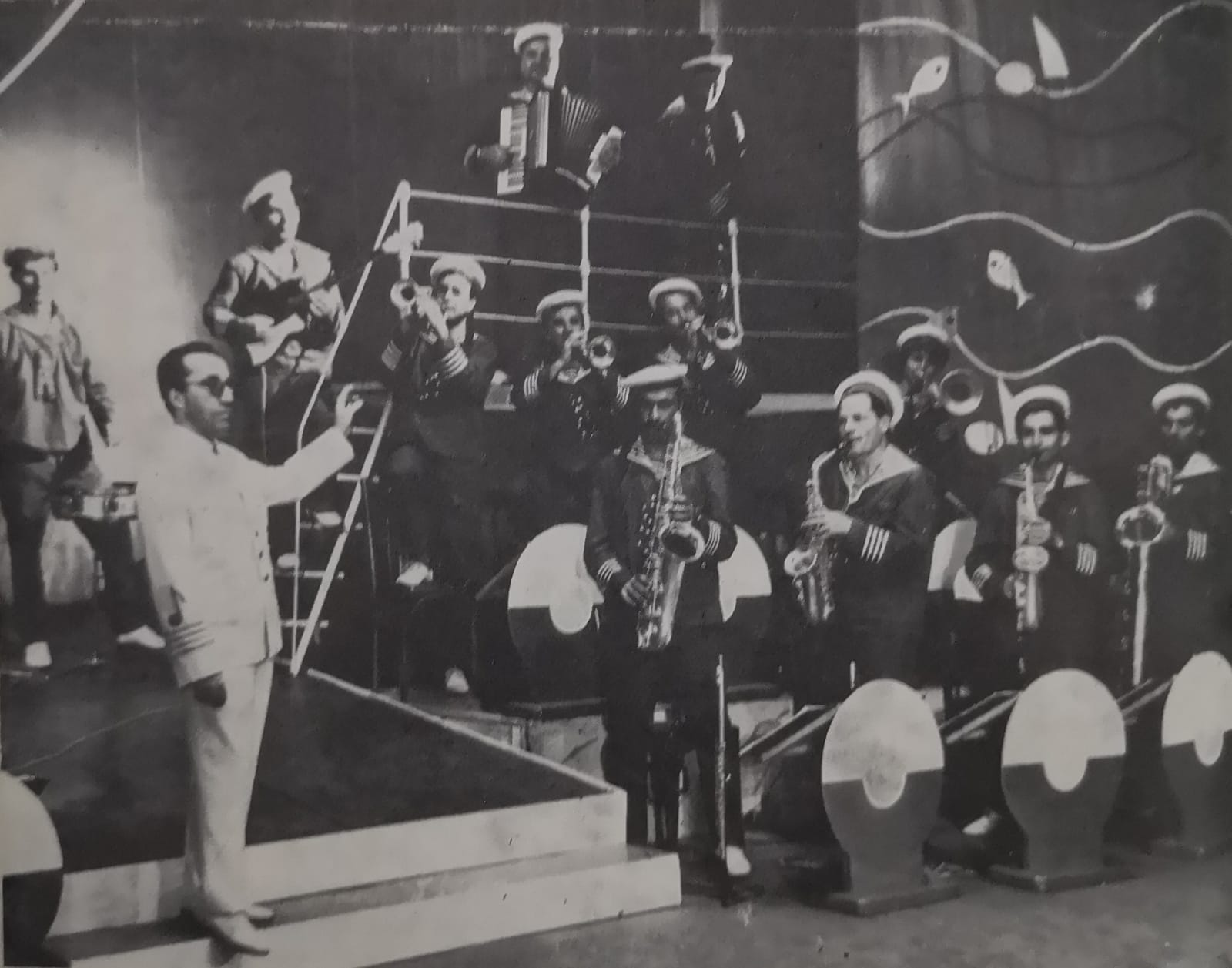
Orchestra de estradă a teatrului gălățean, în spectacolul muzical „Pe valurile concertului”, dirijată de Cristofor Barbatti, în 1965

Premiera spectacolului de revistă Pe valurile concertului a avut loc pe data de 26 mai 1965, în regia lui Harry Negrin și scenografia Claudiei Fanea. Apelând la colaborarea unor exăerimentați creatori ai genului de estradă (textierul Jack Fulga, compozitorii Gelu Solomonescu, H. Mălineanu, Cristofor Barbatti, Tănase Stroe, maestra de balet Adriana Dumitrescu, regizorul și textierul Harry Negrin), conducerea teatrului a urcat pe scenă cu un concert-revistă cu certe calități: „melodii inspirate, orchestră bine pusă la punct, corp de balet numeros cu o plastică frumoasă, cu o gestică spirituală, cu mult simț al grației și al ritmului, un tempo antrenant și alert, cu o distribuție echilibrată dominată de doi soliști posesori ai unei game interpretative largi, capabili să transforme reprezentația într-un recital actoricesc: Alexandru Jula și Ionel Miron”. Distribuția a fost formată din soliștii Ionel Miron, Alexandru Jula, Mimi Giuglea, Ica Badea, Jean Segal, Traian Vasiliu, Liviu Bușilă, Marius Dumitrescu, Ofelia Panaitopol și George Panaitopol.
Music-hall Galați
În regia lui N. Stroe, spectacolul de revistă Music-hall Galați a avut premiera pe 8 octombrie 1966. Scenografia spectacolului a fost semnată de Puiu Ganea, de la Teatrul Satiric „C. Tănase”, iar coregrafia de Trixy Checais. Sub bagheta dirijorului Cristofor Barbatti, estrada teatrului își continuă succesul și afirmarea. Melodiile originale din acest spectacol au fost semnate de compozitorii Fl. Delmar, Cristofor Barbatti și Tănase Stroe. Pe afișul spectacolului apare și numele tânărului compozitor gălățean Gelu Mihăilă. De altfel, de la acea dată, Gelu Mihăilă va fi prezent, cu consecvență, pe afișele spectacolelor de revistă, așa cum va apărea în emisiuni de radio cu „melodii în scriitură modernă, pline de fantezie și ritm”. Distribuția spectacolului a fost formată din Ionel Miron, Alexandru Jula, Mimi Giuglea, Mioara Dan, Ofelia Panaitopol, Teodor Munteanu, Ica Badea, Jean Segal, Traian Vasiliu și George Panaitopol.
Fantomas la revistă
Spectacolul Fantomas la revistă va avea premiera pe data de 15 iulie 1967, în regia lui Nicolae Frunzetti, scenografia Claudiei Fanea și coregrafia lui Trixy Checais. Conducerea muzicală a fost asigurată de Cristofor Barbatti, iar soliștii distribuiți în spectacol au fost: Ionel Miron, Alexandru Jula, Teodor Munteanu, Mimi Giuglea, Ica Badea, Ofelia Panaitopol, George Panaitopol și Traian Vasiliu.
Pepsi Varieté
Un nou spectacol de estradă reușit se anunță prin premiera Pepsi Varieté, pus în scenă pe 30 martie 1968 de Nicolae Frunzetti, cu scenografia lui Sorin Popa și coregrafia lui Ion Alexe. Conducerea muzicală a fost asigurată de Cristofor Barbatti. Spectacolul culege aplauzele publicului și datorită soliștilor Ionel Miron, Alexandru Jula, Teodor Munteanu, Mimi Giuglea, Ofelia Panaitopol, Valeriu Silion, Traian Vasiliu și George Panaitopol.
Alo! Estrada!
Spectacolul Alo! Estrada! Iese în premieră pe data de 11 mai 1968, cu scenografia Claudiei Fanea și coregrafia lui Trixy Checais. Spectacolul este destinat satelor, aducându-și aportul nemijlocit în viața satelor. Din distribuție au făcut parte soliștii: Ionel Miron, Alexandru Jula, Teodor Munteanu, Mimi Giuglea, Ofelia Panaitopol, Valeriu Silion, Traian Vasiliu și George Panaitopol.
Răzbunătorii la revistă
Spectacolul Răzbunătorii la revistă a avut premiera pe data de 5 aprilie 1969, în regia lui Nicolae Ciubuc și scenografia lui Benno Friedel. Coregrafia a fost semnată de Adriana Dumitrescu, iar conducerea muzicală, de Cristofor Barbatti. Distribuția a fost formată din Ionel Miron, Alexandru Jula, Camelia Mitoșeru, Teodor Munteanu, Dan Mitoșeru, Ofelia Panaitopol, George Panaitopol, Mimi Giuglea, Traian Vasiliu și Bobby Bartha.
Hanul revistei
Premiera spectacolului Hanul revistei are loc pe 18 octombrie 1969, în regia lui Nicolae Ciubuc, cu scenografia Claudiei Fanea. Momentele coregrafice au purtat semnătura lui Trixy Checais și a lui Bela Balogh, de la Opera din Iași. Conducerea muzicală a fost asigurată de Cristofor Barbatti. Colectivul de soliști și actori distribuiți în spectacol a fost format din: Ionel Miron, Alexandru Jula, Camelia Mitoșeru, Ofelia Panaitopol, George Panaitopol, Teodor Munteanu, Dan Mitoșeru, Jean Segal, Traian Vasiliu și Valeriu Silion.
Astral music-hall
Pe data de 23 noiembrie 1970 are loc premiera spectacolului Astral music-hall, un spectacol de estradă montat de Mihai Maximilian, cu scenografia lui Puiu Ganea și coregrafia lui Ion Alexe. Conducerea muzicală a fost asigurată de Cristofor Barbatti. Distribuția spectacolului a fost formată din: Ionel Miron, Alexandru Jula, Teodor Munteanu, Valeriu Silion, Ofelia Panaitopol, Vicky Ghinescu, Camelia Mitoșeru, Dan Mitoșeru, Mara Găvănescu și Pia Dumitrescu.
Mini revista la Galați ‘71
Spectacolul Mini revista la Galați ’71 a avut premiera pe data de 15 iunie 1971, avându-i în distribuție pe soliștii Ionel Miron, Alexandru Jula, Valeriu Silion, Teodor Munteanu, Ofelia Panaitopol, Camelia Mitoșeru, Viki Ghinescu, Dan Mitoșeru, Traian Vasiliu, George Panaitopol și Pia Dumitrescu. Cu acest spectacol s-a făcut un turneu de 45 de zile în URSS (în orașele Moscova, Leningrad, Riga, Tallin, Tibilsi etc.). Toți producătorii spectacolului – scenografa Claudia Fanea, coregraful Trixy Checais, dirijorul Cristofor Barbatti – au asigurat succesul acestui turneu, succes consemnat de presa sovietică.
Doi pe un balansoar... muzical
Spectacolul Doi pe un balansoar... muzical a avut premiera pe data de 22 ianuarie 1972, în regia lui Nicolae Ciubuc. Din distribuție au făcut parte Alexandru Jula și Ionel Miron. Reprezentația s-a bucurat de mare succes, generând numeroase cronici și aprecieri laudative atât pe plan local, cât și în țară. Pictorul scenograf Benno Friedel care, împreună cu Nicolae Ciubuc, semnează și regia spectacolului nu se dezminte ca artist celebral. Numerele coregrafice se încadrează perfect în sobrietatea spectacolului, păstrând nota lirică, perfecționalitatea interpreților și, mai ales, a prim-balerinului Eugen Mărcui, căruia îi aparține coregrafia.
Revista în balon
Spectacolul Revista în balon a fost prezentat pe 16 octombrie 1972, în regia lui Bițu Fălticeanu și scenografia Teodorei Dinulescu. Coregrafia a fost asigurată de Ezechil Secară, iar dirijorul spectacolului a fost Cristofor Barbatti. Din distribuție au făcut parte: Ionel Miron, Alexandru Jula, Teodor Munteanu, Ofelia Panaitopol, Valeriu Silion, Mariana Stanca, Lidia Bîrcă, Jean Segal, Traian Vasiliu, George Panaitopol, Pia Dumitrescu și Constanța Siratu.
Aventura în epoca de muzică ușoară

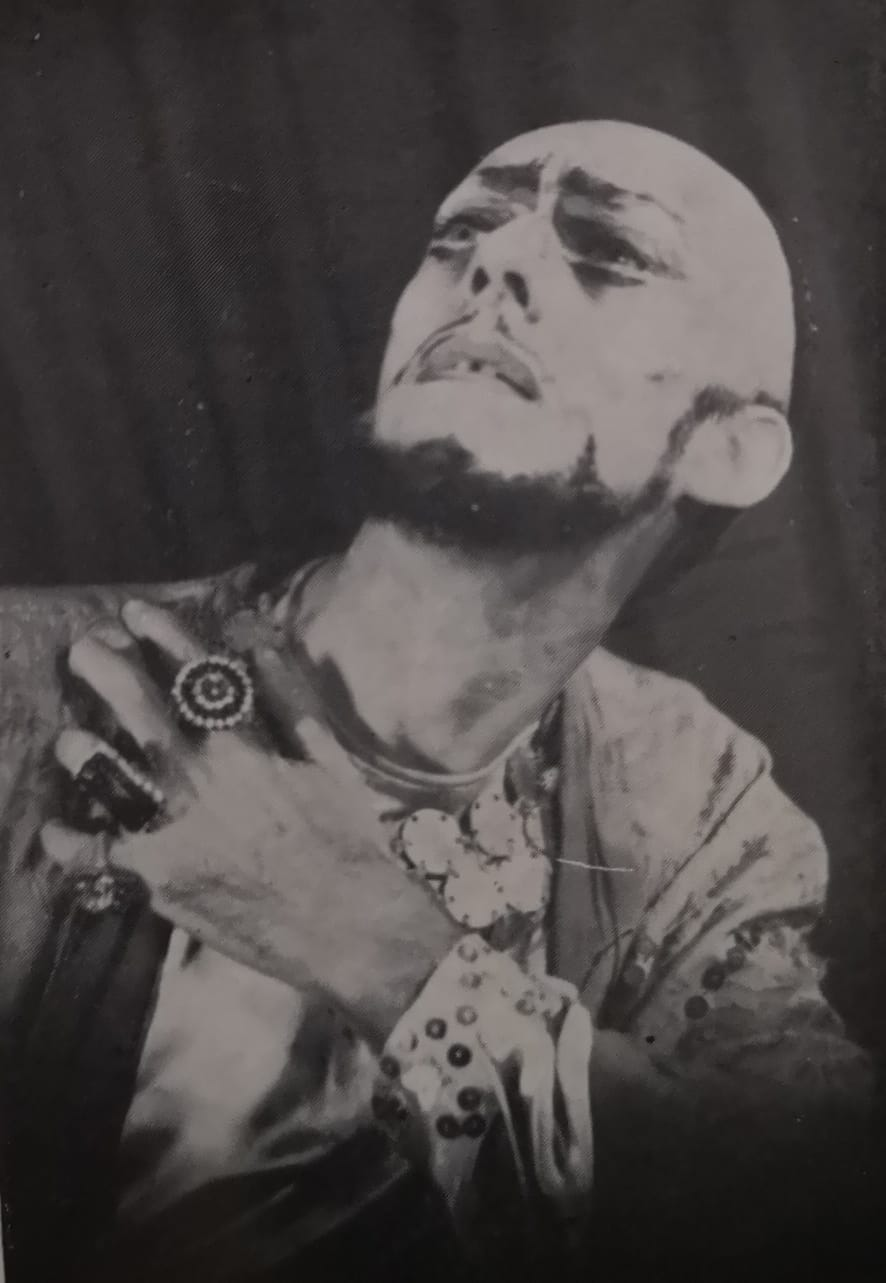
Maestrul de balet Trixy Checais

Spectacolul Aventuri în epoca de muzică ușoară a fost prezentat pe 10 martie 1974, în regia lui George Mihalache și scenografia lui George Niculescu. Coregrafia a fost asigurată de maestrul de balet Trixy Checais și de Ionel Lazăr, iar dirijorul spectacolului a fost Cristofor Barbatti. Din distribuție au făcut parte: Ionel Miron, Alexandru Jula, Teodor Munteanu, Valeriu Silion, Ofelia Panaitopol, Lidia Bîrcă, Traian Vasiliu, George Panaitopol și Pia Dumitrescu.
Aplauze și cauze
Spectacolul Aplauze și cauze a fost prezentat pe 23 februarie 1975, în regia lui Paul Mihail Ionescu și scenografia lui Simion Mărculescu. Coregrafia a fost asigurată de maestrul de balet Trixy Checais, iar dirijorul spectacolului a fost Cristofor Barbatti. Din distribuție au făcut parte: Ionel Miron, Alexandru Jula, Teodor Munteanu, Valeriu Silion, Ofelia Panaitopol, Pia Dumitrescu, Lidia Bîrcă, Traian Vasiliu și George Panaitopol.
Revista TV 2025
Premiera spectacolului Revista TV 2025 a avut loc pe 27 decembrie 1975, în regia lui Nicolae Frunzetti și scenografia Doinei Levința.  Textierul spectacolului a fost Sașa Georgescu, iar momentele coregrafice au fost semnate de Cornel Patrichi. Compozitorii muzicali au fost Cristofor Barbatti și Aurel Manolache. Distribuția a fost formată din: Ionel Miron, Alexandru Jula, Teodor Munteanu, Valeriu Silion, Ofelia Panaitopol, Lidia Bîrcă, Traian Vasiliu, George Panaitopol și Pia Dumitrescu.
Un șlagăr, două, trei
Spectacolul Un șlagăr, două, trei a fost prezentat pe 6 noiembrie 1976, în regia lui Bogdan Căuș și scenografia lui Doru Basarab Tofan. Coregrafia a fost asigurată de Ionel Lazăr, iar compozitorii muzicali ai spectacolului au fost Cristofor Barbatti și Mircea Rusu. Din distribuție au făcut parte: Ionel Miron, Alexandru Jula, Teodor Munteanu, Valeriu Silion, Marcela Alexandru, Ofelia Panaitopol, Lidia Bîrcă, Traian Vasiliu, George Panaitopol și Pia Dumitrescu.
Nu trageți în Puck!
Spectacolul Nu trageți în Puck! a fost prezentat pe 19 martie 1977, în regia lui Paul Mihail Ionescu și scenografia lui Simion Mărculescu. Coregrafia a fost asigurată de maestrul de balet Trixy Checais și de Ionel Lazăr, iar dirijorul spectacolului a fost Cristofor Barbatti. Din distribuție au făcut parte: Ionel Miron, Alexandru Jula, Marcela Alexandru, Teodor Munteanu, Ofelia Panaitopol, Valeriu Silion, Lidia Bîrcă, Traian Vasiliu, Anghel Stoian,George Panaitopol și Pia Dumitrescu.
Toată lumea la concert
Spectacolul Toată lumea la concert a fost prezentat pe 29 decembrie 1977, în regia lui Paul Mihail Ionescu și George Mihalache și scenografia lui Doru Basarab Tofan. Coregrafia a fost asigurată de Ionel Lazăr. Din distribuție au făcut parte: Ionel Miron, Alexandru Jula, Marcela Alexandru, Teodor Munteanu, Ofelia Panaitopol, Valeriu Silion, Lidia Bîrcă, Traian Vasiliu, George Panaitopol și Pia Dumitrescu.
Astă seară să fim veseli
Spectacolul Astă seară să fim veseli a fost prezentat pe 4 noiembrie 1978, în regia lui Bogdan Căuș și scenografia lui Doru Barasab Tofan. Coregrafia a fost asigurată de Ionel Lazăr, iar dirijorul spectacolului a fost Cristofor Barbatti. Din distribuție au făcut parte: Ionel Miron, Alexandru Jula, Marcela Alexandru, Teodor Munteanu, Ofelia Panaitopol, Valeriu Silion, Lidia Bîrcă, George Panaitopol, Traian Vasiliu și Pia Dumitrescu.
Toate cortinele sus!
Pe 31 martie 1979, are loc premiera spectacolului Toate cortinele sus!, în regia lui Constantin Băltărețu, cu scenografia semnată de Lia Manțoc și coregrafia, de Ionel Lazăr. Cristofor Barbatti a fost dirijorul spectacolului. Artiștii distribuiți au fost Ionel Miron, Alexandru Jula, Teodor Munteanu, Valeriu Silion, Marcela Alexandru, Ofelia Panaitopol, Lidia Bîrcă, Traian Vasiliu, Anghel Stoian, George Panaitopol și Pia Dumitrescu.
Melodii ‘79

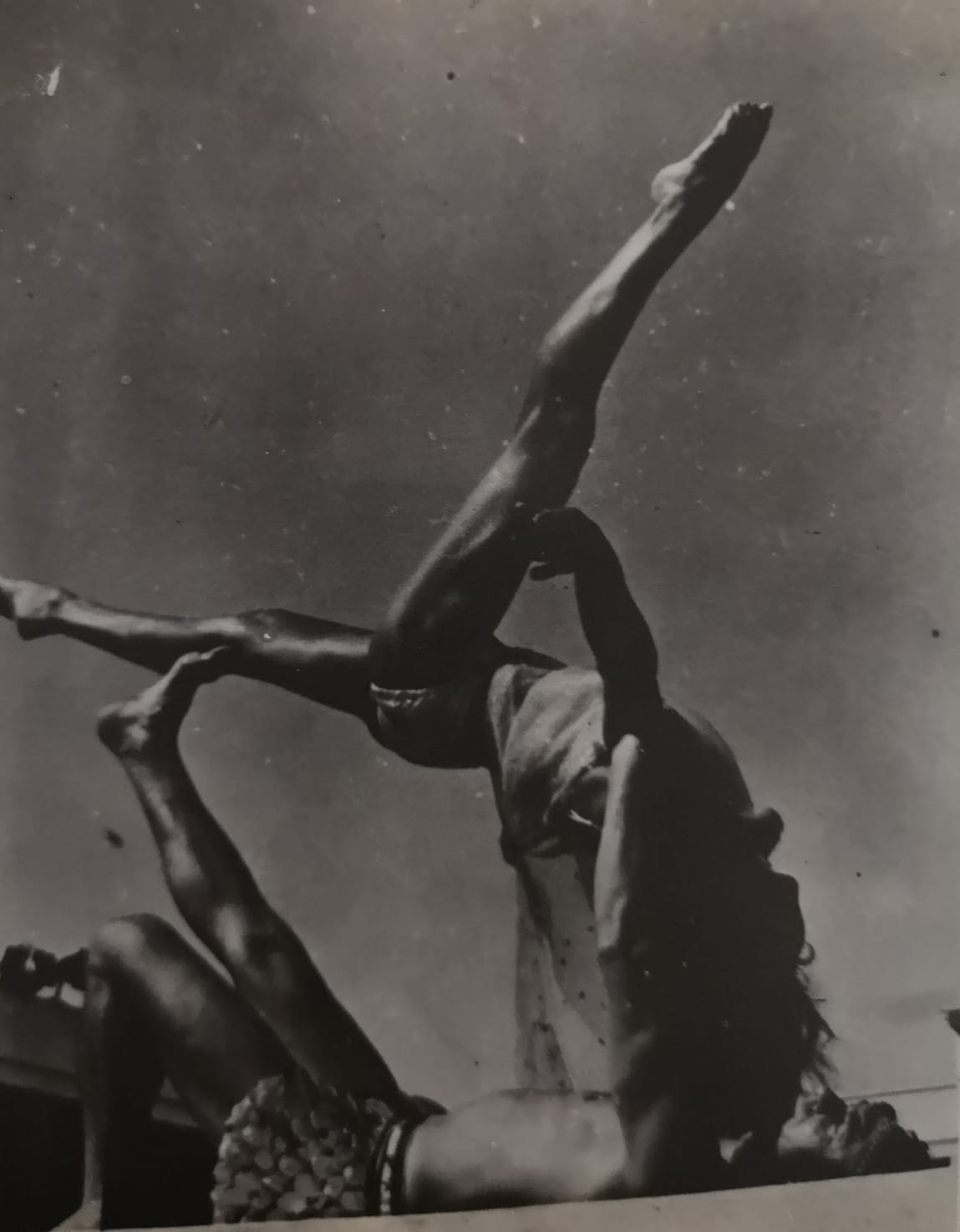
Moment coregrafic solistic din spectacolul „Constelații dunărene”

Concertul de muzică ușoară Melodii ’79 a avut loc pe 7 decembrie 1979, în regia lui George Mihalache și scenografia lui Anton Hirschkorn. Semnatarul coregrafiei a fost Ionel Lazăr. La pupitrul dirijoral s-a aflat, din nou, Cristofor Barbatti. Din distribuție au făcut parte: Ionel Miron, Alexandru Jula, Marcela Alexandru, Theodor Munteanu, Lidia Bîrcă, Ofelia Panaitopol, Valeriu Silion, Traian Vasiliu, George Panaitopol și Pia Dumitrescu.
Ce faci astă seară?
Spectacolul Ce faci astă seară a fost prezentat pe 15 februarie 1980, în regia lui George Mihalache și scenografia lui Zamfir Pasula. Coregrafia a fost asigurată de Ionel Lazăr, iar dirijorul spectacolului a fost Cristofor Barbatti. Din distribuție au făcut parte: Ionel Miron, Alexandru Jula, Theodor Munteanu, Valeriu Silion, Marcela Alexandru, Lidia Bîrcă, Traian Vasiliu, George Panaitopol, Pia Dumitrescu și Ofelia Panaitopol.
Salutări de la Vasile

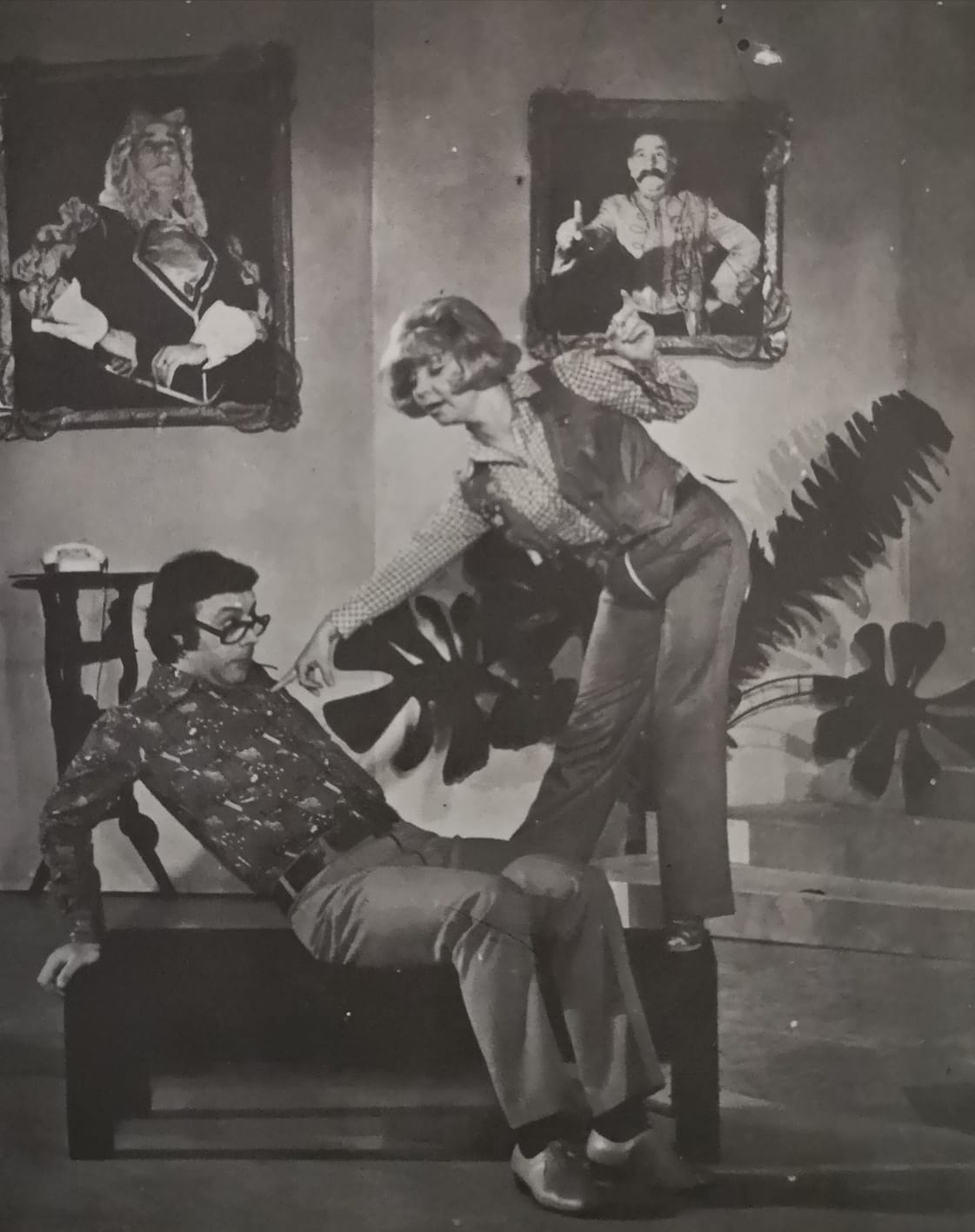
Margareta Kiss și Anghel Stoian în comedia muzicală „Salutări de la Vasile” de Vasile V. Vasilache

Comedia muzicală Salutări de la Vasile a avut loc pe 23 martie 1980, în regia lui Nicolae Frunzetti și scenografia lui Simion Mărculescu. Semnatarul coregrafiei a fost Ionel Lazăr, iar la pupitrul dirijoral s-a aflat, din nou, Cristofor Barbatti. Din distribuție au făcut parte: Jean Segal, Florica Budac, Anghel Stoian, Zina Enișor, Cicerone Ognef, Sofia Șerban, George Ghineț și Ion Șerban.
Constelații dunărene
Pe 10 februarie 1981 se pune în scenă premiera Constelații dunărene, spectacol de revistă pe un libret de Angel Grigoriu și Romeo Iorgulescu, pe muzica lui George Grigoriu, în regia lui Nicolae Ciubuc și scenografia Elisabetei Benedek, coregrafia fiind semnată de Constantin Floriean. Conducerea muzicală a fost asigurată de apreciatul compozitor și dirijor al estradei, Cristofor Barbatti, iar spectacolul a obținut premiul III pe țară. Regizorul Nicolae Ciubuc mărturisea: „Aș putea spune că al doilea oraș natal al meu este Galațiul. Ne cunoaștem și ne iubim de multă vreme. Lucrul acesta mi-a fost de mare folos în montarea revistei Constelații dunărene, pentru redarea specificului local, în creionarea tipologiei locale, pentru că un regizor – chiar când pune în scenă un spectacol „astral” – trebuie să fie și să rămână cu picioarele pe pământ, mai bine zis, pe scenă. Lucrând cu un colectiv de actori talentat și pasionat, sper că împreună am făcut „constelațiile” să strălucească mai frumos pentru dumneavoastră și să vă încânte”. Cei distribuiți în spectacol au fost: Ionel Miron, Alexandru Jula, Theodor Munteanu, Valeriu Silion, Marcela Alexandru, Lidia Bîrcă, Traian Vasiliu, George Panaitopol, Pia Dumitrescu și Ofelia Panaitopol.
Express Melody
Concertul de muzică ușoară Express Melody a fost prezentat pe 3 martie 1983, din distribuție făcând parte Ionel Miron, Alexandru Jula, Theodor Munteanu, Valeriu Silion, Marcela Alexandru, Lidia Bîrcă, Traian Vasiliu, George Panaitopol, Pia Dumitrescu și Ofelia Panaitopol, sub bagheta dirijorală a lui Cristofor Barbatti.
Uite tata, nu e tata
Comedia muzicală, scrisă de Mihail Joldea, și intitulată Uite tata, nu e tata a avut loc pe 22 martie 1983, în regia lui Nicolae Frunzetti, iar la pupitrul dirijoral s-a aflat Silviu Zavulovici. Din distribuție au făcut parte: Jean Segal, Cicerone Ognef, Margareta Kiss, Eleonora Munteanu, Anghel Stoian, Sofia Șerban și Florica Budac.
Firfirică (Întâmplări cu bucluc la Poiana Țapului)
Pe data de 10 noiembrie 1984 a avut loc premiera comediei muzicale, scrisă de Vasile Vasilache, Firfirică (Întâmplări cu bucluc la Poiana Țapului), în regia lui Nicolae Frunzetti, cu scenografia lui Simion Mărculescu. Semnatarul coregrafiei a fost Constantin Floriean, iar la pupitrul dirijoral a urcat Ury Schmidt. Din distribuție au făcut parte: Cicerone Ognef, Florica Budac, Jean Segal, Eleonora Chiper, Ica Tudorie, Margareta Kiss, Ion Șerban, Liviu Bușilă, Rodica Păsculescu. 
Spectacolul a fost refăcut în totalitate pe 2 aprilie 2005, având și un nou titlu: Firfirică (Întâmplări amoroase la Poiana Țapului). Regia acestei montări a fost semnată de actorul Gheorghe V. Gheorghe, iar scenografia a fost asigurată de Gheorghe Andreescu. Momentele coregrafice au fost pregătite de către Fănică Lupu, iar conducerea muzicală i-a aparținut lui Nicolae Mantu. Distribuția acestei montări a fost formată din: Dumitru Belciugan, Teodor Niță, Lucian Vlad Tatu, Paul Buța, Mihail Anton, Isabela Oancea, Fănica Georgescu, Adina Lazăr, Iuliana Tănase, Mariana Pisică, Luminița Panaitopol, Cristina Dobre, Luminița Vologa, Ioana Drăgan, Dumitru Barbu, Emilia Savu, Viorica Iana și Georgiana Boțoc. Astăzi, spectacolul se joacă în repertoriul teatrului sub numele de Firfirică.
Un ginere de milioane
Comedia muzicală Un ginere de milioane a avut loc pe 15 decembrie 1984, în regia lui Alexandru Darian, pe muzica lui Gelu Mihăilă și scenografia lui Mircea Nicolau. Semnatarul mișcării scenice și a coregrafiei a fost Ionel Lazăr. Din distribuție au făcut parte: Cicerone Ognef, Mihaela Jarnea, Aida Terente, Alexandru Chiper, George Ichim și Pușa Urdăreanu.
Cascadorii râsului

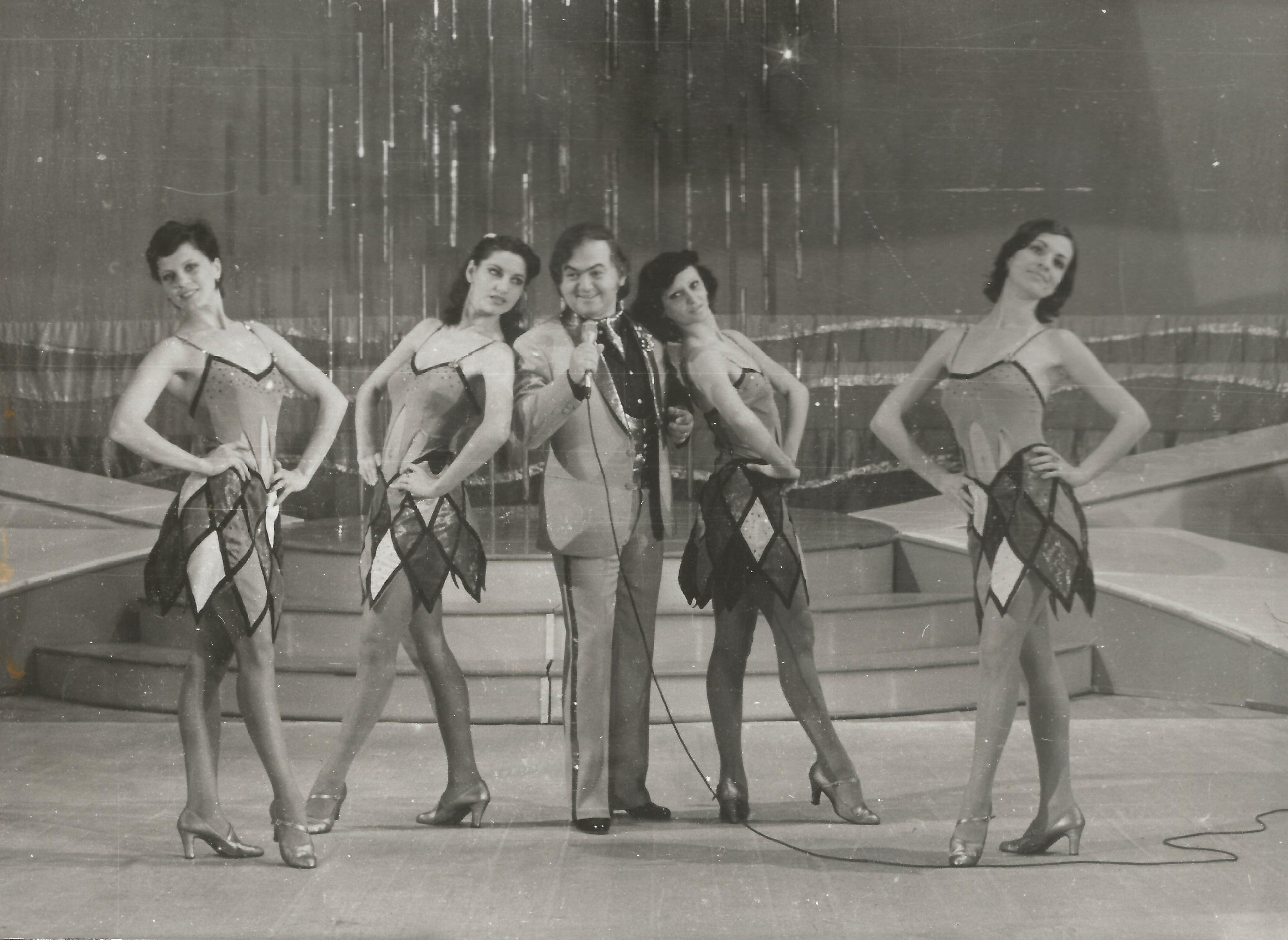
O parte din corpul de balet al teatrului în anii '80, alături de solistul Alexandru Jula

Realizatorii spectacolului Cascadorii râsului, care a avut premiera pe 24 aprilie 1985, au fost George Mihalache și Octav Iordăchescu (text), Marcel Dragomir (muzică), cărora li se alătură, prin lucrările lor, și Gelu Mihăilă și Cristofor Barbatti, dar și Zamfir Pasula (scenografie) și Constantin Floriean (coregrafie), sub regia lui George Mihalache. Aceștia reușesc să creeze, cu ajutorul colectivului de interpreți, un popas agreabil de două ore în lumea revistei, gen pentru care publicul gălățean avea deosebite afinități. Din distribuție au făcut parte: George Panaitopol, Traian Vasiliu, Dumitru Belciugan, Ionel Miron, Alexandru Jula, Teodor Munteanu și Lidia Moldoveanu.
O familie ciudată
Premiera comediei muzicale O familie ciudată, de George Mihalache și I. Dinescu, a avut loc pe 1 februarie 1987, în regia lui Nicolae Frunzetti, cu scenografia semnată de Simion Mărculescu și coregrafia asigurată de Constantin Floriean. La pupitrul dirijoral a urcat maestrul Ury Schmidt, iar din distribuție au făcut parte: Sofia Șerban, Ion Șerban, Cicerone Ognef, Liviu Bușilă, George Ichim, Florica Budac, Ica Tudorie și Liliana Nichiteanu.
Această comedie muzicală a fost refăcută radical, printr-o adaptare a textului lui George Mihalache, pe data de 25 februarie 2017, în regia lui Victor Zaharia, cu scenografia Rodicăi Gherghinoiu și mișcarea scenică asigurată de Florentina Ștefan. Din distribuție au făcut parte actorii și soliștii secției de revistă: Mariana Pisică, Radu Horghidan, Adina Lazăr, Ionuț Negrișanu, Paul Buța, Mitică Belciugan, Isabela Oancea și Cristina Vasopol. Aceasta este varianta care se joacă astăzi pe scena Teatrului Național de Operă și Operetă „Nae Leonard”, titlul spectacolului fiind și el modificat: O familie trăsnită.
N-avem timp
Comedia muzicală N-avem timp, de Marius Țeicu și Ion Cristinoiu, a avut loc pe 24 iunie 1988. Textele au fost scrise de Ovidiu Dumitru și Grigore Pop, iar scenografia i-a aparținut lui M. Giușcă. Semnatarul coregrafiei a fost Ionel Lazăr, iar la pupitrul dirijoral s-a aflat, din nou, Cristofor Barbatti. Din distribuție au făcut parte: Alexandru Jula, Ionel Miron, Geta Ignat, Teodor Munteanu, George Panaitopol, Traian Vasiliu, Emilia Savu, Lidia Moldoveanu, Iolanda Grecu și Doru Octavian Dumitru.
Fantezii la estradă
Spectacolul Fantezii la estradă, de Alexandru Darian și Valentin Zărnescu, a avut loc pe 18 iunie 1989, în regia lui Alexandru Darian. Muzica a fost compusă de Dan Dimitriu, Gheorghe Marian și Cristofor Barbatti, iar scenografia i-a aparținut lui Dan Sachelarie. Semnatarul coregrafiei a fost Constantin Floriean. Din distribuție au făcut parte: Iolanda Grecu, Lidia Moldoveanu, George Panaitopol, Alexandru Jula, Ionel Miron, Cornel Palade, Geta Ignat, Teodor Munteanu și Emilia Savu.
Este vorba și de... dumneata

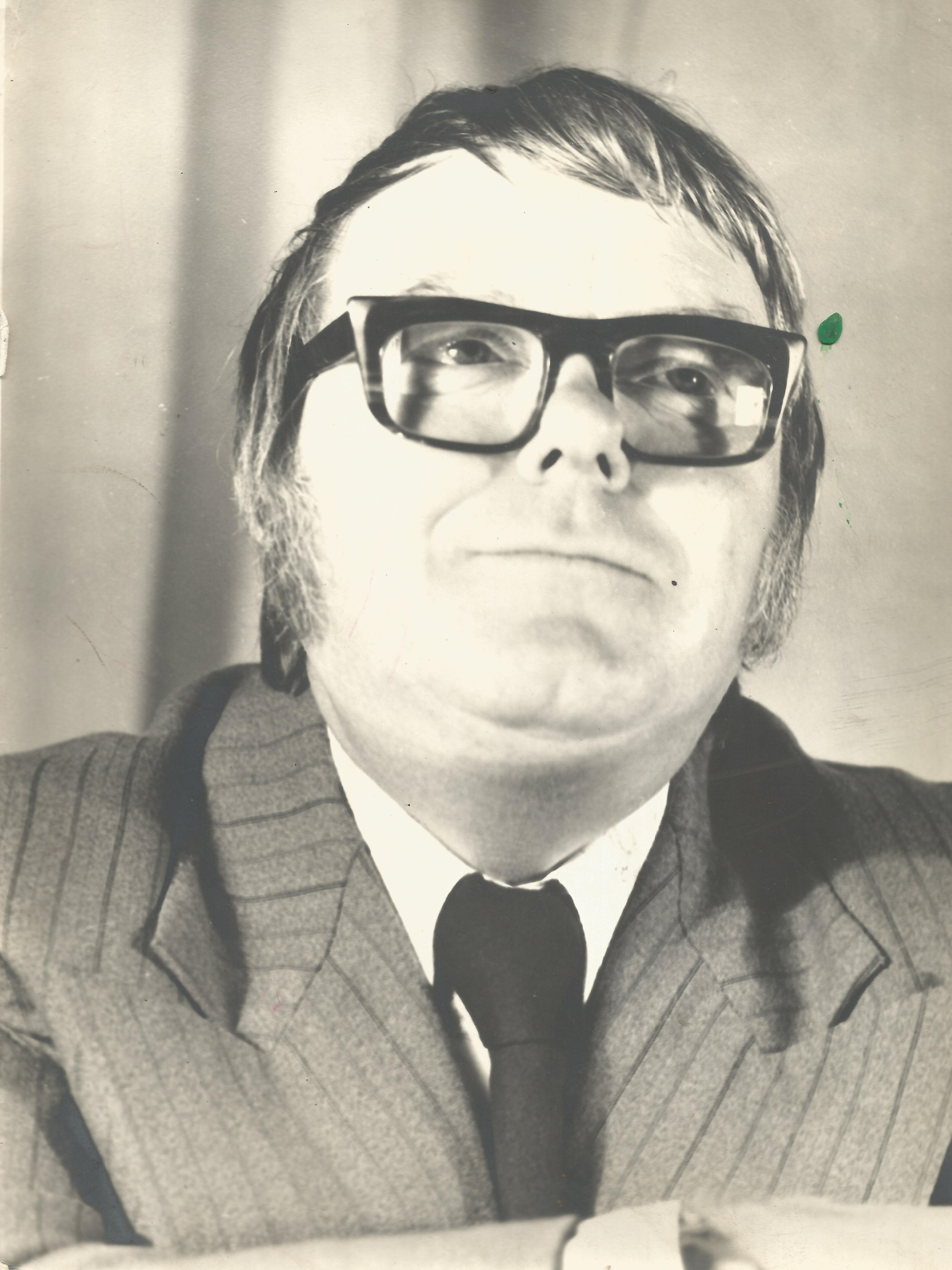
Actorul George Panaitopol

Comedia muzicală Este vorba și de... dumneata a avut loc pe 19 ianuarie 1990, în regia lui Marian Georgescu. Scenografia a fost asigurată de Diana Ioan, iar coregrafia de Constantin Floriean. Dirijorul spectacolului a fost Cristofor Barbatti. Din distribuție au făcut parte: Lidia Moldoveanu, Geta Ignat, Emilia Savu, Ionel Miron, Teodor Munteanu, Alexandru Jula, Iolanda Grecu, Cornel Palade, Romica Tociu, George Panaitopol, Adrian Enache și Aneta Nedelescu.
Can-can la Londra
Compozitorul Edmond Deda și regizorul Alexandru Darian, nume sonore ale operetei și revistei românești, propun pe 6 octombrie 1990 comedia muzicală Can-can la Londra, după „Școala calomniei”, de R. Sheridan. Scenografia i-a aparținut lui Simion Mărculescu, iar coregrafia lui Mitu Stan. Din distribuție au făcut parte: Alexandru Chiper, George Ichim, Liviu Bușilă, Benedict Gorodețchi, Ion Șerban, Cicerone Ognef, Sofia Șerban, Tamara Manea, Eleonora Chiper, Florica Budac, Aida Terente, Fănica Georgescu, Ana Condrea, Gheorghe Olinici, Teodor Niță și Nicușor Toma.
Feriți buzunarele, au sosit pirații
Spectacolul de revistă Feriți buzunarele, au sosit pirații! a fost realizat pe 22 noiembrie 1990, în regia lui Marcel Ionescu, pe texte de George Panaitopol, Romică Țociu și Marcel Ionescu. Scenografia a fost asigurată de Simion Mărculescu și coregrafia, de Mitu Stan. Din distribuție au făcut parte: Diana Spânu, Aneta Nedelescu, George Panaitopol, Anton Mihail, Rodica Nedelcu, Romică Țociu, Cornel Palade, Adrian Enache, Teodor Munteanu și Emilia Savu. Acest spectacol i-a propulsat pe Romică Țociu și pe Cornel Palade pe prima scenă de revistă a țării, la Teatrul „C. Tănase” din București.
Rușinea familiei
Comedia muzicală Rușinea familiei a avut loc pe 27 aprilie 1991, în regia lui Nicole Frunzetti și scenografia lui Simion Mărculescu, pe texte de Aurel Felea. Coregrafia i-a aparținut lui Gheorghe Olinici, iar conducerea muzicală, lui Ury Schmidt. Muzica a fost compusă de Aurel Giroveanu. Din distribuție au făcut parte: Sofia Șerban, Cicerone Ognef, Eleonora Chiper, Benedict Gorodețchi, Alexandru Chiper, Ion Șerban, Florica Budac și Liviu Bușilă.
Maradona și Madonna
Spectacolul de revistă Maradona și Madonna a avut loc pe 12 iulie 1991, în regia lui George Mihalache și scenografia lui M. Enache, pe texte de George Mihalache. Coregrafia i-a aparținut Venerei Zavulovici, iar conducerea muzicală, lui Nicolae Mantu. Din distribuție au făcut parte: Traian Vasiliu, George Panaitopol, Emilia Savu, Anton Mihail, Cristian Dicu, Rodica Nedelcu, Aneta Nedelescu, Teodor Munteanu, Diana Spânu, Romică Țociu, Cornel Palade și Adrian Enache. Din pricina unor carențe în montarea premierei, acest spectacol a fost primit cu unele rezerve din partea publicului.
Ediție specială
Spectacolul de revistă Ediție specială a avut loc pe 13 noiembrie 1992, în regia lui Mihai Timofte, de la Opera din Chișinău și scenografia lui Paul Isac. Coregrafia i-a aparținut Mihai Moldoveanu, iar conducerea muzicală, lui Nicolae Mantu. Din distribuție au făcut parte: George Panaitopol, Luminița Panaitopol, Lidia Moldoveanu, Mihai Moldoveanu, Mihail Anton, Traian Vasiliu, Teodor Munteanu, Diana Spânu, Rodica Nedelcu, Cristian Dicu, Emilia Savu, M. Datcu.
Mai dați-o-ncolo de politică!
În colaborare cu scriitorul umorist Ananie Gagniuc din Constanța, secția de revistă va marca o nouă reușită pe data de 20 octombrie 1993 cu spectacolul Mai dați-o-ncolo de politică!, în regia lui Constantin Dinischiotu și scenografia lui Simion Mărculescu. Coregrafia a fost semnată de Marcela Țimiraș Mădan, iar dirijorul spectacolului a fost Nicolae Mantu. Distribuția a fost formată din: Mariana Pisică, Loredana Rusu, L. Baba, D. Baba, Emilia Savu, Mihail Anton, Rodica Nedelcu, Teodor Munteanu, George Panaitopol, Paul Buța, Lidia Moldoveanu, Luminița Panaitopol și Mihai Moldoveanu.
Demodracia
Comedia muzicală a lui Alecu Popovici, pe muzica lui Paul Urmuzescu, Demodracia, a fost o adaptare după povestea „Ivan Turbincă” pe data de 9 aprilie 1994, în regia lui Constantin Dinischiotu și scenografia Ancăi Tofan. Dirijorul spectacolului a fost Nicolae Mantu, iar din distribuție au făcut parte: Paul Buța, Nicușor Toma, Ion Șerban, Mitică Belciugan, Luminița Panaitopol, Dumitru Barbu, Lidia Moldoveanu, Tamara Manea, Lucian Vlad Tatu, Isabela Drăguș, Mihai Moldoveanu și M. Gheorghe.
Zâmbete pe portativ
Spectacolul Zâmbete pe portativ a avut loc pe 1 iunie 1994, conducerea muzicală fiind asigurată de Nicolae Mantu.
Galați – Europa – 0 km
În repertoriul secției de revistă s-a înscris pe 25 februarie 1995 premiera spectacolului Galați – Europa – 0 km, în regia lui Marcel Ionescu, pe texte de Lidia Moldoveanu și Marcel Ionescu. Scenografia a fost asigurată de Anton Hirschkorn, iar coregrafia de Mihai Moldoveanu. Conducerea muzicală i-a aparținut lui Nicolae Mantu. Din distribuție au făcut parte: Mihail Anton, Loredana Rusu, Mariana Pisică, Lucian Baba, Doru Baba, Emilia Savu, Rodica Nedelcu, Teodor Munteanu, George Panaitopol, Paul Buța, Luminița Panaitopol și Lidia Moldoveanu. La cea de-a IV-a ediție a Festivalului Concurs al Teatrelor de Revistă de la Constanța, acest spectacol a obținut Premiul „Sile Dinicu” pentru categoria Orchestră-Dirijor.
Săracu’ Gică
Comedia muzicală Săracu’ Gică a avut premiera pe 20 aprilie 1996, în regia lui Gheorghe V. Gheorghe, pe texte de N. Stroe, St. Cristodullo și Vasile Vasilache. Muzica a fost compusă de Aurel Manolache și Vasile Vasilache jr. Scenografia a fost asigurată de Anton Hirschkorn. Din distribuție au făcut parte: George Ichim, Eleonora Chiper, Paul Buța, Isabela Drăguș, D. Dula, Ana Condrea, Ion Șerban, Tamara Manea, Cristian Bălășescu, Mihai Moldoveanu și M. Gheorghe. Acest spectacol este prezent în repertoriul teatrului, din 1996 până în prezent.
Ce-aveți, dom’le, cu revista?
Spectacolul de revistă Ce-aveți, dom’le, cu revista? a avut loc pe 5 septembrie 1996, în regia lui George Mihalache și scenografia Ancăi Tofan. Coregrafia i-a aparținut Marcelei Timiraș Mădan, iar conducerea muzicală, lui Nicolae Mantu. Din distribuție au făcut parte: Mihail Anton, Maria Magdalena Cotro, Mariana Pisică, Loredana Rusu, Emilia Savu Zidaru, Dumitru Belciugan, Paul Buța, Costel Martin, Lidia Moldoveanu, Mihai Moldoveanu, George Panaitopol și Lumința Panaitopol. Muzica a fost compusă de Nicolae Mantu și Marius Șeicu, iar textele au fost scrise de Lidia Moldoveanu și George Mihalache. Participarea secției de revistă în cadrul Festivalului Concurs al Teatrelor de Revistă de la Constanța, ajuns la a V-a ediție, a reprezentat o experiență cu puține satisfacții, în ciuda eforturilor depuse de colectiv și de realizatori. Spectacolul Ce-aveți, dom’le, cu revista? a stârnit păreri contradictorii, ca de altfel întreaga manifestare cu caracter național de la Constanța. Marcel Ionescu menționa în lucrarea sa, Valurile muzicii la malurile Dunării: „(...) cei care au făcut unele observații critice la adresa acestui festival-concurs au avut dreptate în ceea ce privește latura competitivă, în sensul că, din start, colectivele care funcționează în regim de secții ale unor teatre lirice sau dramatice – luându-li-se în considerație numai reprezentația din festival și nu întreaga activitate de peste an (număr de premiere, spectacole, spectatori), precum și condițiile materiale deosebite față de cele două, de fapt, teatre propriu-zise de revistă, nu puteau întotdeauna avea șanse egale. Dincolo de aceste păreri, opțiunea cvasiunanimă de continuare a acestei inițiative constănțene este justificată din multe alte puncte de vedere, în primul rând, la ora respectivă, fiind singura posibilitate a acestei categorii de interpreți de a se întâlni și a-și cunoaște reciproc activitatea, de a face utile raportări la nivelul și posibilitățile spectacolului de revistă la zi, ca instrument artistic eficient și specific de educație și divertisment. De asemenea, regizorul George Mihalache a comentat deciziile juriului: „Mi se pare, însă, nedrept ca acest spectacol, care a obținut sufragiile unui public entuziast, care a transformat finalul într-o veritabilă manifestare de simpatie, să fie „tratat” într-un mod nemeritat. Condamn modul în care gazdele au manevrat juriul pentru a-și adjudeca un trofeu, după părerea mea, nemeritat”.
Dosarele revistei
Spectacolul Dosarele revistei a avut loc pe 14 decembrie 1997, în regia lui Marcel Ionescu și scenografia lui Anton Hirschkorn. Conducerea muzicală i-a aparținut lui Nicolae Mantu. Din distribuție au făcut parte: Luminița Vologa, Mihai Bozagiu, Mihail Anton, Sorina Munteanu, Tudorel State, Roxana Nechita, Emilia Savu-Zidaru, Maria Magdalena Cotro, Mariana Pisică, Teodor Munteanu, Paul Buța, George Panaitopol, Lidia Moldoveanu, Lumința Panaitopol și Mihai Moldoveanu.
Culisele revistei
Spectacolul Culisele revistei a avut loc pe 22 noiembrie 1998, în regia lui Aurel Manolache și scenografia lui Anton Hirschkorn. Conducerea muzicală i-a aparținut lui Nicolae Mantu. Din distribuție au făcut parte: Ionel Miron, Alexandru Jula, Teodor Munteanu, Maria Magdalena Cotro, Tudorel State, Roxana Nechita, Mariana Pisică, Emilia Savu, Luminița Vologa, A. Mihai, M. Bozagiu, Paul Buța, Lidia Moldoveanu, Luminița Panaitopol, Cristian Bălășescu, Adina Lazăr, Anton Mihail și Mihai Moldoveanu.
Revista în tranziție
Spectacolul Revista în tranziție a avut loc pe 13 noiembrie 1999, în regia lui Gheorghe V. Gheorghe și scenografia lui Anton Hirschkorn. Coregrafia a fost asigurată de Gabriela Gegea, iar conducerea muzicală, de Nicolae Mantu. Din distribuție au făcut parte: Mariana Pisică, Roxana Nechita, Emilia Savu-Zidaru, Tudorel State, Maria Magdalena Cotro, Teodor Munteanu, George Panaitopol, Adina Lazăr, Luminița Panaitopol, Lucian Vlad Tatu, Dumitru Belciugan și Mihai Moldoveanu. Ziarul Telegraf din Constanța, din 18 noiembrie 1999, relata în legătură cu declarațiile regizorului Gheorghe V. Gheorghe și ale dirijorului Nicolae Mantu: „(...) în ciuda apetitului pe care publicul îl are față de spectacolul fantezist și divers la revistei, ca și a disponibilității acestuia de a se lăsa sedus, artiștii de la Galați nu fac concesii gustului artistic exigent, preferând un spectacol de ținută, care să impună publicului”. La cea de-a VIII-a ediție a Festivalului Teatrelor de Revistă de la Constanța, trupa gălățeană a obținut, dincolo de aplauzele publicului, diploma care consemna Premiul pentru cel mai bun solist dansator, acordat lui Lucian Vlad Tatu și diploma Fundației „Alexandru Giugaru”, pentru întregul spectacol.
O seară la... maxim
Spectacolul O seară la... maxim a avut loc pe 16 ianuarie 2000, în regia lui Cristian Mihăilescu. Conducerea muzicală a fost asigurată de Sorin Oancea. Din distribuție au făcut parte: Sofia Șerban, Ana Condrea, Cristian Bălășescu, Florin Marcovici, Teodor Niță, Angela Gazibar, Emilia Frigioiu și Liliana Marin.
Barca pe maluri
Pe 29 octombrie 2000, are loc premiera spectacolului de revistă Barca pe maluri, de Cornel Udrea, în regia lui Bogdan Ulmu și coregrafia lui Cornel Patrichi. Costumele au fost gândite de Teodora Dinulescu, iar conducerea muzicală a fost realizată de Nicolae Mantu. Din distribuție au făcut parte: Emilia Savu-Zidaru, Teodor Munteanu, Maria Magdalena Cotro, Loredana Rusu, Roxana Nechita, Mariana Pisica, Tudorel State, Paul Buța, Luminița Panaitopol, Adian Lazăr, Mihai Moldoveanu și Dumitru Belciugan. Ziarul constănțean Telegraf sublinia că spectacolul Barca pe maluri, prezentat la Festivalul Național al Teatrelor de Revistă – ediția a IX-a, a fost „un adevărat spectacol de revistă. Fastul, acel element de bază al unei reviste, a fost prezent cu generozitate” sau faptul că „(...) și cei mai invidioși au trebuit să recunoască valoarea de festival al revistei vizionate”.
Stop Revista?
Pe 18 noiembrie 2001, are loc premiera concertului-spectacol de divertisment Stop Revista?, în regia și scenografia Lidiei Moldoveanu. Conducerea muzicală a fost realizată de Nicolae Mantu. Din distribuție au făcut parte: S. Munteanu, Luminița Vologa, Emilia Savu, L. Rusu, Maria Magdalena Cotro, Teodor Munteanu, Paul Buța, Luminița Panaitopol, Adina Lazăr, Isabela Oancea, Mihai Moldoveanu. Această producție artistică a fost un cadou pe care gălățenii l-au făcut colegilor lor constățeni de la Teatrul „Fantasio” din Constanța, cu prilejul împlinirii a 45 de ani de există a respectivei instituții de la malul mării. Presa locală consemna în legătură cu prezența la această aniversare a colectivului gălățean: „(...) un show care și-a propus să facă haz de necaz, într-o perioadă în care soarta teatrelor de profil este incertă”. Cotidianul Telegraf din aceeași zi sublinia: „Stop Revista? se intitulează spectacolul de vineri, pe care Teatrul „Nae Leonard” din Galați l-a prezentat în rigorile teatrului tradițional de revistă cu vervă, cu exuberanță, varietate, pentru a omagia scena de revistă a orașului nostru. Întrebarea de pe afiș nu este deloc retorică, pentru că în ultimii ani spectacolul de revistă își pune problema nu numai a unei soluții estetice, dar a uneia fizice de supraviețuire, una din formele de manifestare ale acestei crize fiind exprimată prin chiar suspendarea ediției din acest an a Festivalului Național al Teatrelor de Revistă. Destul de ironic și ingrat, chiar în acest an aniversar”.
Cabaret pe Internet
Spectacolul Cabaret pe Internet a avut premiera pe 15 iunie 2002, ca rod al conlucrării unui grup de realizatori cu nume de rezonanță în materie. Libretul aparține unui cuplu de creatori cunoscut, Ovidiu Dumitru și Dumitru Pop, muzica aparținând lui Eugen Mihăescu. Scenografia a fost semnată de Teodora Dinulescu, iar coregrafia, de Cornel Patrichi. Dirijorul și orchestratorul spectacolului a fost Nicolae Mantu. Regia artistică a fost asigurată de Attila Vizauer, gălățean stabilit ulterior în București. Din distribuție au făcut parte: Maria Magdalena Cotro, Sorina Munteanu, Teodor Munteanu, Luminița Vologa, Emilia Savu, Paul Buța, Adina Lazăr, Mihai Moldoveanu, Isabela Oancea și Luminița Panaitopol. Despre acest spectacol, consilierul artistic Marcel Ionescu, fost director al instituției, menționa: „Așadar au fost suficiente motive și motivații pentru care acest nou spectacol de revistă să întrunească calitățile unei veritabile performanțe, care a dat posibilitatea ansamblului de gen al teatrului să învețe multe și să realizeze în scenă la fel de multe succese, cu sensibilitate și dezinvoltură, cu aplomb și dinamică, într-un spectacol viu, curat și deconectant pentru toate categoriile de spectatori”. 
Telecomandomania
Cu puțin timp înainte de închiderea stagiunii 2003-2004, secția de revistă a montat o nouă premieră pe 10 iunie 2004, la realizarea căreia au participat creatori locali din teatru, pornind de la o idee a firmei de publicitate EQUINOX SRL Galați, pe o temă de strictă actualitate la acea vreme. Telecomandomania a fost montată pe texte de Corneliu Antoniu, Lidia Moldoveanu, Teodor Munteanu și Mihail Anton. Orchestrația și aranjamentele muzicale ale spectacolului au fost asigurate de Nicolae Mantu, Marian Proca și Sorin Oancea. Muzica a fost compusă de Paul Dumitrescu, Mihail Anton, Eugen Dan Drăgoi și a conținut și o parte din repertoriul internațional. Momentele coregrafice au fost pregătite de Claudiu Iana. Din distribuție au făcut parte: Mariana Pisică, Luminița Vologa, Anton Mihail, Emilia Savu, Teodor Munteanu, Vlad Vasiliu, Isabela Oancea, Paul Buța, Dumitru Belciugan, Luminița Panaitopol și Adina Lazăr.
Un cântec, o lume...
Spectacolul de divertisment muzical-coregrafic intitulat Un cântec, o lume... a fost prezentat pe data de 21 decembrie 2004, cu Alexandru Jula și invitații săi. În cadrul acestui spectacol, devenit ciclu de spectacole, au evoluat până la sfârșitul stagiunii 2004-2005 numeroși interpreți, precum: Fuego, Marina Voica, Floarea Calotă, Luminița Anghel, Alexandru Jula, Cornel Constantinoiu, Sofia Vicoveanca, Daniel Iordăchioaie, Gil Dobrică, Cristina Stamate, Sanda Ladoși, Gabriel Dorobanțu, Mihai Constantinescu, Carmen Rădulescu și Florin Piersic. Orchestrația și conducerea muzicală a spectacolului a fost asigurată de Nicolae Mantu.
Șah la revistă
Spectacolul Șah la revistă a avut loc pe 15 aprilie 2006, în regia Lidiei Moldoveanu și scenografia lui Gheorghe Andreescu. Coregrafia a fost asigurată de Gabriela Gegea, iar conducerea muzicală, de Nicolae Mantu. Din distribuție au făcut parte: Mariana Pisică, Emilia Savu, Luminița Vologa, Mihail Anton, Isabela Oancea, Luminița Panaitopol, Paul Buța, Iuliana Tănase și Mihai Moldoveanu.
Se-ntorc românii acasă
Spectacolul muzical-coregrafic Se-ntorc românii acasă a avut loc pe 12 octombrie 2008, în regia lui Florin Melinte, pe texte Isabela Oancea și Luminița Panaitopol și scenografia lui Gheorghe Andreescu. Coregrafia a fost asigurată de Gabriela Gegea și Fănică Lupu. Dirijorul și responsabilul cu aranjamentele muzicale a fost Nicolae Mantu. Din distribuție au făcut parte: Dumitru Belciugan, Isabela Oancea, Luminița Panaitopol, Paul Buța, Iulian Sandu, Ana Condrea, Anton Mihail, Adina Lazăr, Cristina Diaconu, Luminița Vologa, Mariana Pisică, Viorel Ionașcu și Jenica Gherghișan.
Pierduți în dragoste
Spectacolul muzical-coregrafic de divertisment Pierduți în dragostre a avut loc pe 14 februarie 2010, în regia lui Florin Melinte, pe un text de Isabela Oancea. Scenografia a fost semnată de Gheorghe Andreescu, iar coregrafia, de Fănică Lupu. Aranjamentele muzicale au fost asigurate de Marian Proca, iar dirijorul spectacolului a fost Nicolae Mantu. Din distribuție au făcut parte: Adina Lazăr, Iuliana Tănase, Mariana Pisică, Cristina Diaconu, Ionuț Negrișanu, Mihail Anton, Isabela Oancea, Dumitru Belciugan, Luminița Vologa, Luminița Panaitopol, Lucian Vlad Tatu, Alexandru Dobre, Paul Buța și Emilia Savu.
Paradise Revue
Spectacolul muzical-coregrafic de divertisment Paradise Revue a avut premiera pe 21 mai 2011, în regia lui Florin Melinte, pe un scenariu de Isabela Oancea. Scenografia a fost semnată de Gheorghe Andreescu, iar coregrafia, de Păstorel Ionescu. Muzica spectacolului a fost compusă de Sorin Oancea și Eugen Dan Drăgoi. Din distribuție au făcut parte: Luminița Vologa, Mihail Anton, Mitică Belciugan, Lucian Vlad Tatu, iar soliștii de balet au fost Oana Manolea, Florentina Ștefan, Ramona Vâlcu, Bianca Belciugan și Viorel Huru.
Întâmplări dintr-o noapte furtunoasă
Comedia muzicală în 2 acte Întâmplări dintr-o noapte furtunoasă, de Paul Constantinescu, după I.L. Caragiale, a avut premiera pe 22 noiembrie 2012, în regia lui Cristian Mihăilescu. Scenografia a fost semnată de Andreea Săndulescu, iar coregrafia, de Gabriela Gegea. Dirijorul spectacolului a fost Mircea Holiartoc. Din distribuție au făcut parte: Lăcrămioara Crihană, Adina Lazăr, Florina Nistor, Roxana Dobre, Iulian Sandu, Valentin Vasopol, Paul Celmare, Valentin Marele, Daniel Nistor și Ionuț Negrișanu.
Cabaret
Spectacolul de revistă Cabaret a avut premiera pe 14 februarie 2013, în regia lui Bogdan Drăgulescu. Coregrafia a fost semnată de Gabriela Gegea. Aranjamentele muzicale au fost pregătite de Marian Proca, iar dirijorul spectacolului a fost Nicolae Mantu. Din distribuție au făcut parte: Ionuț Negrișanu, Dumitru Barbu, Cristina Diaconu, Mariana Pisică, Silvia Alice Niță, Claudiu Rusu, George Apostolache și Mihuț Niță. 
Little Birds Nightclub
Spectacolul de revistă Little Birds Nightclub a avut premiera pe 14 decembrie 2013, în regia și scenariul lui Radu Horghidan. Scenografia a fost semnată de Rodica Gherghinoiu, iar coregrafia i-a aparținut Elenei Anghel. Orchestrația și conducerea muzicală au fost asigurate de Nicolae Mantu. Din distribuție au făcut parte: Florin Toma, Cristina Bleandură, Cristina Diaconu, Corina Ivanov și Gianina Sion.
Curs de fantomodele
Spectacolul de revistă Curs de fantomodele, după o lucrare de Petronel Vizitiu, a avut premiera pe 7 martie 2015, în regia și scenariul lui Paul Buța. Scenografia a fost semnată de Lăcrămioara Dumitrașcu, iar coregrafia i-a aparținut lui Edi Stancu. Orchestrația și conducerea muzicală au fost asigurate de Nicolae Mantu. Din distribuție au făcut parte: Gianina Sion, Viorica Mărăndici, Isabela Oancea, Radu Horghidan, Dumitru Belciugan, Paul Buța, Mariana Pisică, Cristina Vasopol, Luminița Vologa, Mihail Anton și Ionuț Negrișanu. 
Eliada la mal de Dunăre
Concertul de muzică grecească Eliada la malul Dunării a fost prezentat pe 20 septembrie 2015, cu aranjamentele muzicale și orchestrația lui Marian Proca.
Amor cu parfum de altădată

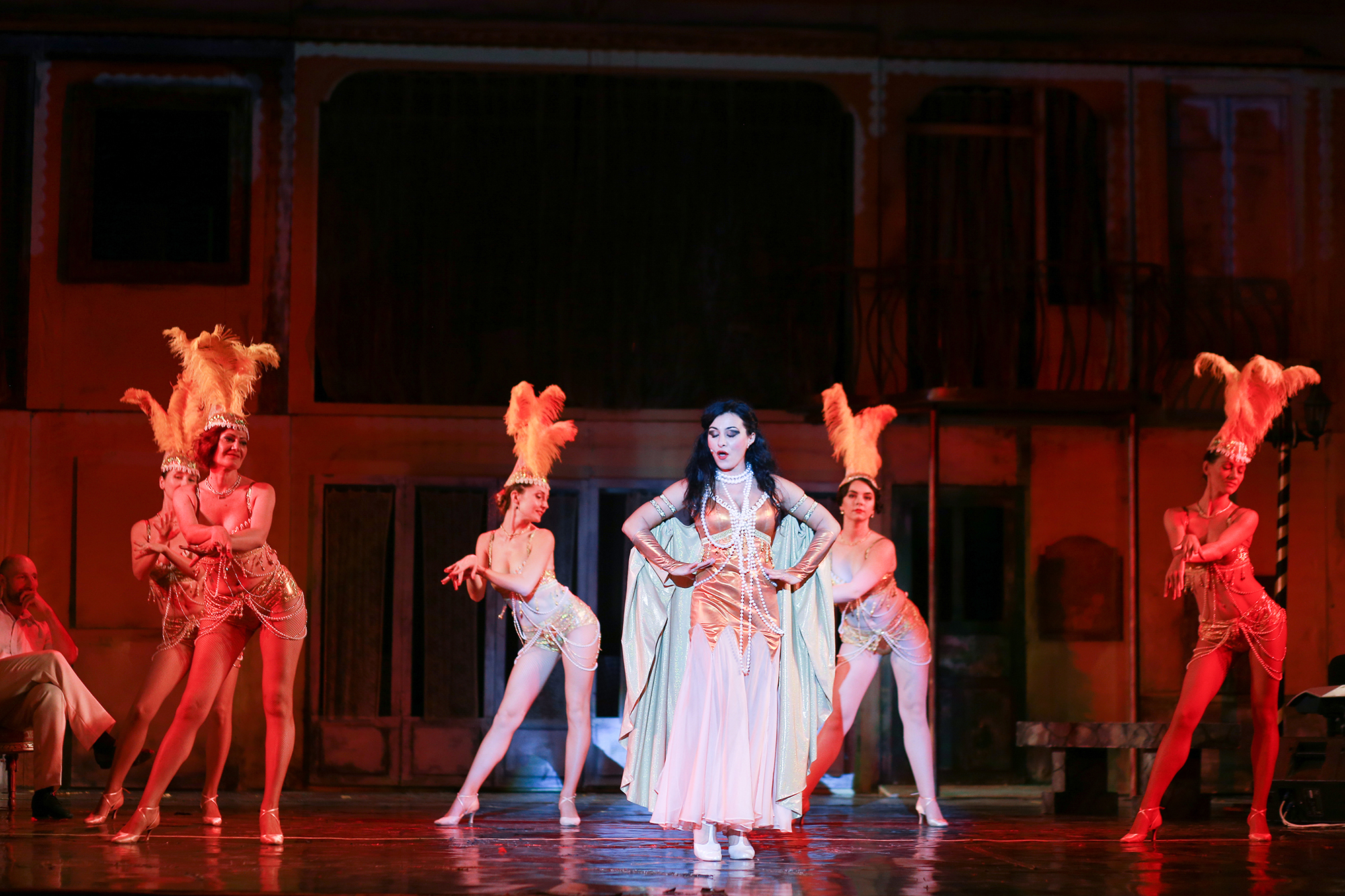
Solista Mariana Pisică și baletul Teatrului în spectacolul de revistă „Amot cu parfum de altădată”, în 2018

Spectacolul de revistă Amor cu parfum de altădată a avut premiera pe 10 aprilie 2016, în regia și scenariul lui Octavian Jighirgiu, din Iași. Scenografia a fost semnată de Daniela Drăgulescu, iar coregrafia i-a aparținut lui Edi Stancu. Aranjamentele muzicale și conducerea muzicală au fost asigurate de Nicolae Mantu. Din distribuție au făcut parte: Mariana Pisică, Cristina Vasopol, Cristina Isabela Ionașcu, Luminița Vologa, Anton Mihail, Ionuț Negrișanu, Valentin Vasopol, Adrian Mărginean, Radu Horghidan, Paul Buța, Isabela Oancea, Viorica Mărăndici, Maria Miron și Dumitru Belciugan.
Muzică și haz la Grădina „Leonard”
Concertul Muzică și haz la Grădina „Leonard” a fost prezentat pe 3 iunie 2018, cu aranjamentele muzicale și orchestrația lui Nicolae Mantu. Din distribuție au făcut parte soliștii Mihail Anton, Luminița Vologa, Cristina Vasopol și Mariana Pisică, dar și actorii Isabela Oancea, Paul Buța, Mitică Belciugan, Adina Lazăr, Viorica Mărăndici și Ionuț Negrișanu.
Parada vedetelor la Grădina „Leonard”
Spectacolul Paradam vedetelor la Grădina „Leonard” a fost prezentat pe 16 iunie 2018, cu aranjamentele muzicale și orchestrația lui Nicolae Mantu. Din distribuție au făcut parte soliștii Mihail Anton, Luminița Vologa, Cristina Vasopol, Mariana Pisică și actorii Isabela Oancea, Paul Buța, Dumitru Belciugan, Adina Lazăr, Viorica Mărăndici și Ionuț Negrișanu.
Povești muzicale de iarnă
Spectacolul de revistă Povești muzicale de iarnă a avut premiera pe 8 decembrie 2018, în regia lui Adrian Mărginean. Coregrafia i-a aparținut Gabrielei Gegea, iar conducerea muzicală a fost asigurată de Nicolae Mantu. Din distribuție au făcut parte soliștii Florentina Andronic, Cristina Isabela Ionașcu, Adina Lazăr, Mariana Pisică, Irina Popa, Mihail Anton, Ionuț Negrișanu și actorii Paul Buța și Costel Donose.
Chirița în provincie
Comedia muzicală în 2 acte, pe texte și cântece de Vasile Alecsandi, intitulată Chirița în provincie a avut premiera pe 22 septembrie 2019, în regia lui Dan Mirea și scenografia lui Daniel Divrician. Conducerea muzicală a fost asigurată de Nicolae Mantu. Din distribuție au făcut parte: Anton Mihail (Coana Chirița, moșierița), Paul Buța (Grigori Bârzoi, soțul Chiriței), Costel Donose (Luluța, copilul lor), Cristina Ionașcu (Luluța, orfană), Viorica Mărăndici (Safta, sora lui Bârzoi), Alexandru Dobre (Leonaș, tânăr ieșean), Ovidiu Ghioc (Domnul Șarl, profesor de franceză), Andrei Ardeleanu (Ion, fecior boieresc) și Cristina Vasopol, Mariana Pisică, Irina Popa, Adina Lazăr, Florin Pița, Florentina Andronic, Gheorghe Racoviță (Țăranii, jandarmii, boierii).
Bună seara, domnule Wilde!
Musicalul Bună seara, domnule Wilde! a avut premiera pe 22 septembrie 2020, în regia lui Dan Mirea, după „Ce înseamnă să fii onest” de Oscar Wilde. Spectacolul a fost difuzat prin live streaming pe pagina de Facebook a instituției, din pricina răspândirii virusului Sars-COV2 în România și impunerea unor restricții din partea autorităților române, însă s-a desfășurat în premieră cu public pe data de 31 octombrie și 1 noiembrie 2020. Scenografia a fost semnată tot de regizorul Dan Mirea, iar conducerea muzicală a fost asigurată de Nicolae Mantu. Din distribuție au făcut parte: Cristina Vasopol, Alexandru Tatu, Mariana Pisică, Costel Donose, Irina Popa, Florentina Andronic, Mihail Anton și Viorica Mărăndici.
Fulgi de nea pe portativ

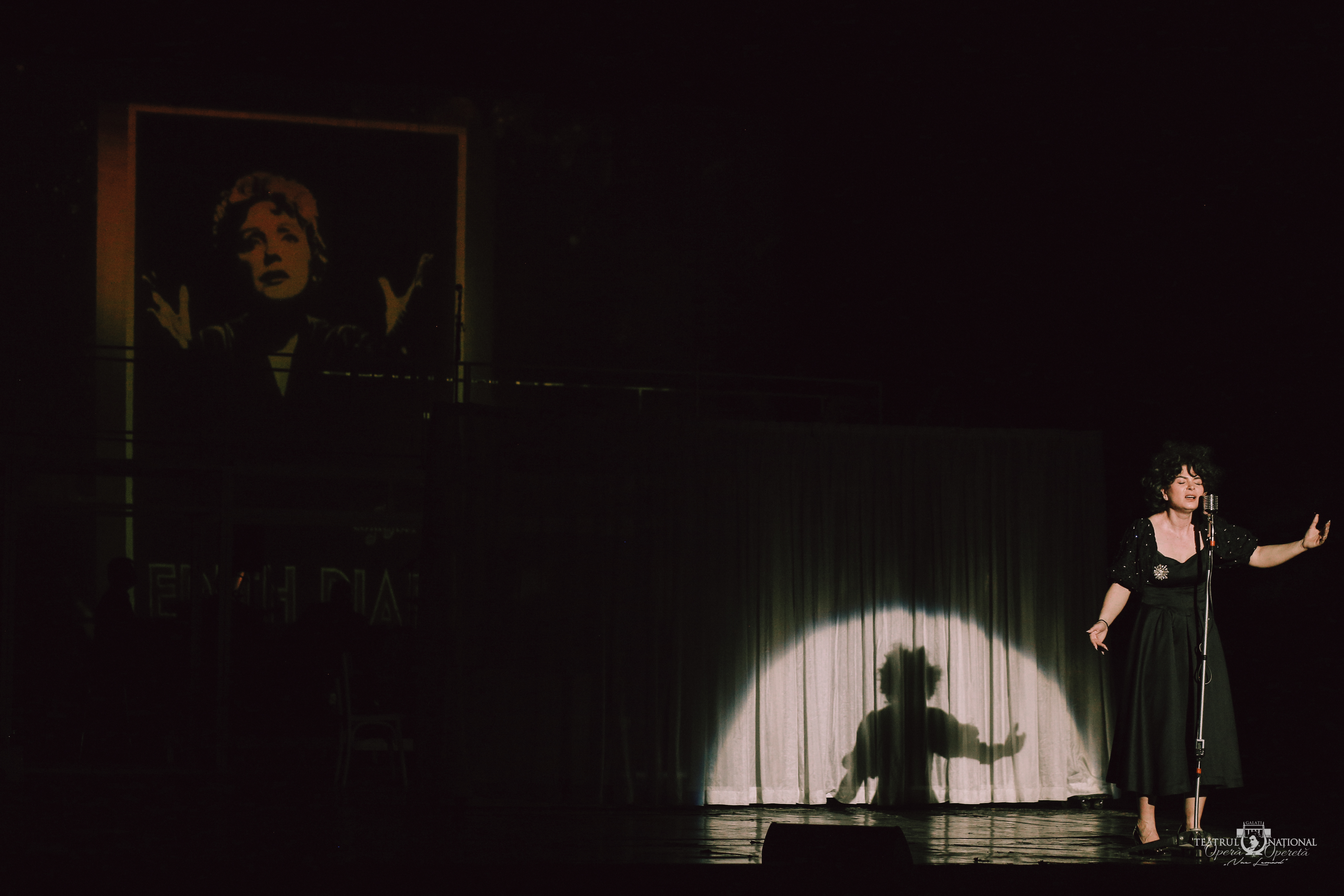
Solista Cristina Vasopol în rolul principal din premiera spectacolului „Édith Piaf - o viață”, în 2021

Concertul de revistă Fulgi de nea pe portativ a avut premiera pe 22 decembrie 2020, în regia lui Adrian Mărginean. Spectacolul a fost difuzat prin live streaming pe pagina de Facebook a instituției, din pricina răspândirii virusului Sars-COV2 în România și impunerea unor restricții din partea autorităților române. Momentele coregrafice au purtat semnătura maestrului de balet Gabriela Gegea, iar conducerea muzicală a fost asigurată de Nicolae Mantu. Din distribuție au făcut parte soliștii Florentina Andronic, Mihail Anton, Costel Donose, Cristina Isabela Ionașcu, Adina Lazăr, Mariana Pisică, Irina Popa, Cristina Vasopol și actorii Andrei Ardeleanu, Paul Buța, Viorica Mărăndici, Alexandru Tatu.
Édith Piaf – o viață
Spectacolul biografic Édith Piaf – o viață a avut premiera pe 13 februarie 2021, în regia și scenografia lui Dan Mirea. Momentele coregrafice au purtat semnătura maestrului de balet Gabriela Gegea, iar orchestrația și conducerea muzicală au fost asigurate de Nicolae Mantu. Din distribuție au făcut parte soliștii Cristina Vasopol, Florentina Andronic, Valentin Vasopol, Viorica Mărăndici, Paul Nnedelcuță, Irina Popa, Paul Buța, Mariana Pisică, Anton Mihail, Cristina Ionașcu, Alexandru Tatu, Adina Lazăr, Andrei Ardeleanu, Cristina Dobre, Marian Neculcia, Adina Gurenciuc, Costel Donose, Doina Munteanu, Gheorghe Racoviță, Victoria Sorocaleti, Alexandru Dobre, Alexandra Tărăbuță, Ovidiu Ghioc, Maria Macovei, Vasilică Burcuș, Paula Sima, Ionuț Țurlea, Valentina Iumen, Andrei Antohi, Rodica Dorojan, Alexandru Macovei, Daniela Radu, Paul Adămiță. Copiii Cristina Tabac și Elena Herța au interpretat rolul lui Édith Piaf în două etape din copilărie. Instrumentiștii orchestrei de revistă au fost: Mugurel Bezman – chitară bas, Daniel Bordeiu – clape, Emil Dragomir – tobe, Marian Proca – chitară. Spectacolul a conținut și expresive proiecții video, realizate de Alexandru Roșu.

### Spectacole pentru copii
Motanul încălțat

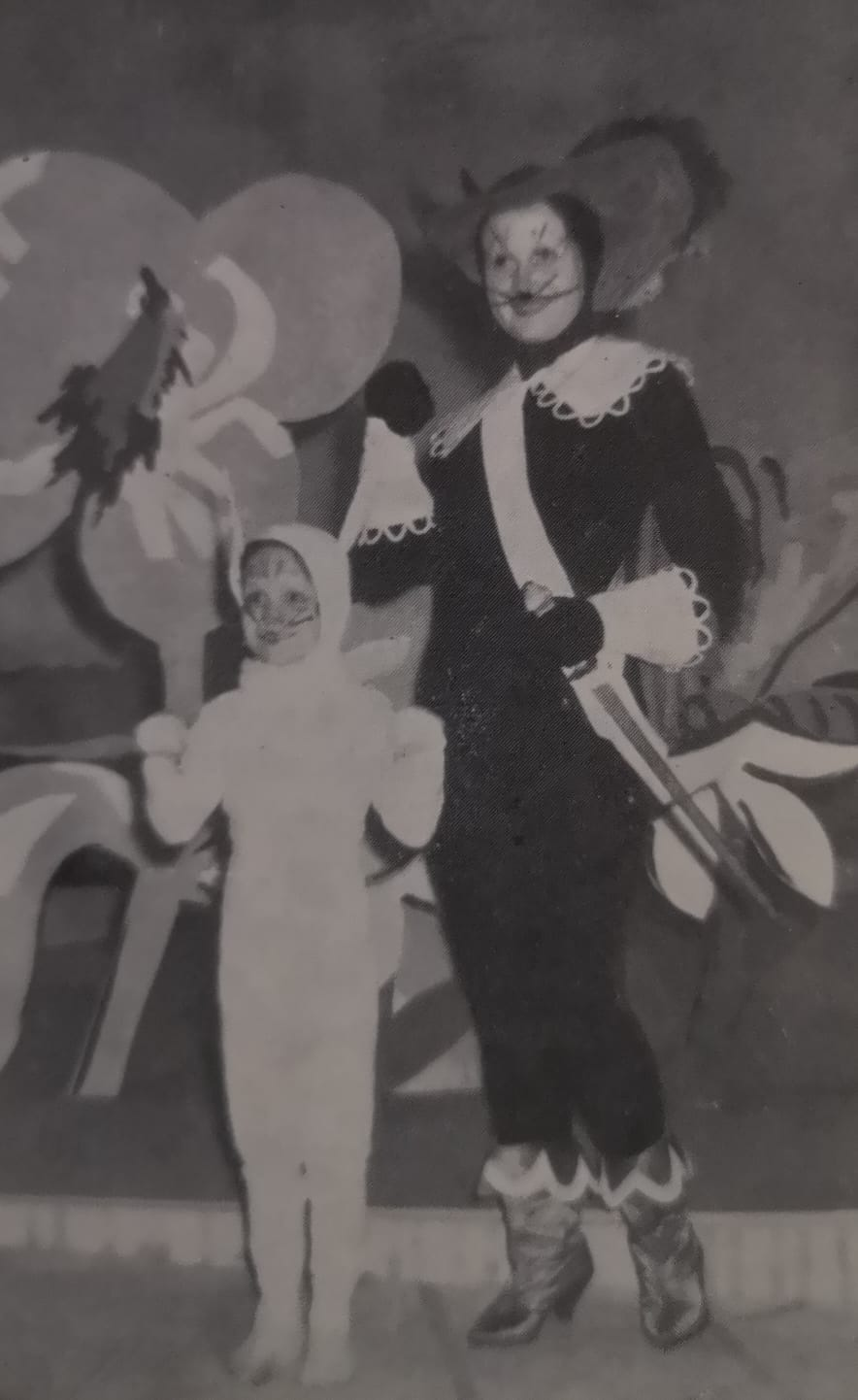
Viorica Pop și Luminița Onose în opera pentru copii „Motanul încălțat” de Cornel Trăilescu, în 1965

Primul spectacol pentru copii montat vreodată pe scena Teatrului Național de Operă și Operetă „Nae Leonard” a fost Motanul încălțat, o operă pentru copii de Cornel Trăilescu. Acest spectacol avut premiera pe data de 10 aprilie 1965, în regia lui Hero Lupescu și scenografia Claudiei Fanea. La pupitrul dirijoral a urcat maestrul Emil Fanea. Din distribuție au făcut parte: Margareta Kiss, Laurențiu Buzilă, Cornel Mărgărit, Victoria Bezetti, Nineta Crainici, Cicerone Ognef, Valeriu Ponoran, Ieronim Maxim, Nae Opricescu, Vanghele Dimitriu, Corneliu Sava, Benedict Gorodețchi, Sanda Mărgărit, Luminița Onose, Ion Suceveanu, Miti Nicoară, George Ghineț, Liviu Bușilă și Trixy Checais. Spectacolul a fost reluat apoi pe data de 18 martie 1972, în aceeași regie, dar avându-l la pupitrul dirijoral pe maestrul Silviu Zavulovici și o distribuție ușor modificată: Margareta Kiss, Grigore Stoicescu, Cornel Mărgărit, Eleonora Munteanu, Cicerone, Ognef, Nicolae Urdăreanu, Grigore Breabăn, Benedict Gorodețchi, Sanda Mărgărit, Pușa, Urdăreanu, George Ghineț și Liviu Bușilă.
Petrică și lupul
Spectacolul de balet pentru copii, Petrică și lupul, de Serghei Prokofiev, a văzut luminile rampei gălățene pe data de 24 noiembrie 1973, în regia, coregrafia și scenografia lui Trixy Checais. Dirijorul spectacolului a fost doamna Carmen Capato-Velincov, iar asistentul de coregrafie, Eugen Mărcui. Din distribuție au făcut parte balerinii: Eugen Mărcui, Antoaneta Cotoroiu, Rodica Androne, Venera Gherman, Angela Negreanu, Vasile Tăune, Ion Bașa, Virginia Fierăscu, Ezechil Secară, Ion Popa, Mitu Stan, Tudorel Martin, Ion Lazăr, Mihai Albu, Vasile Chiscop, Gheorghe Olinici, Vasile Zlat, Aurelia Savancea, Viorica Ciubucciu, Liliana Enache, Ancal Necula, Nela Mihăilescu și Petruța Filimon.
Spectacolul a fost reluat pe 24 mai 2014, creându-se o compilație între spectacolul Zâna Păpușilor și Petrică și lupul, această producție fiind dedicată în memoria maestrului coregraf Trixy Checais. Această refacere inedită fost montată de maestrul de balet Gabriela Gegea, ca regizor și coregraf, scenografia fiind asigurată de Gheorghe Andreescu, iar asistenta de coregrafie fiind Oana Manolea.
Punguța cu doi bani

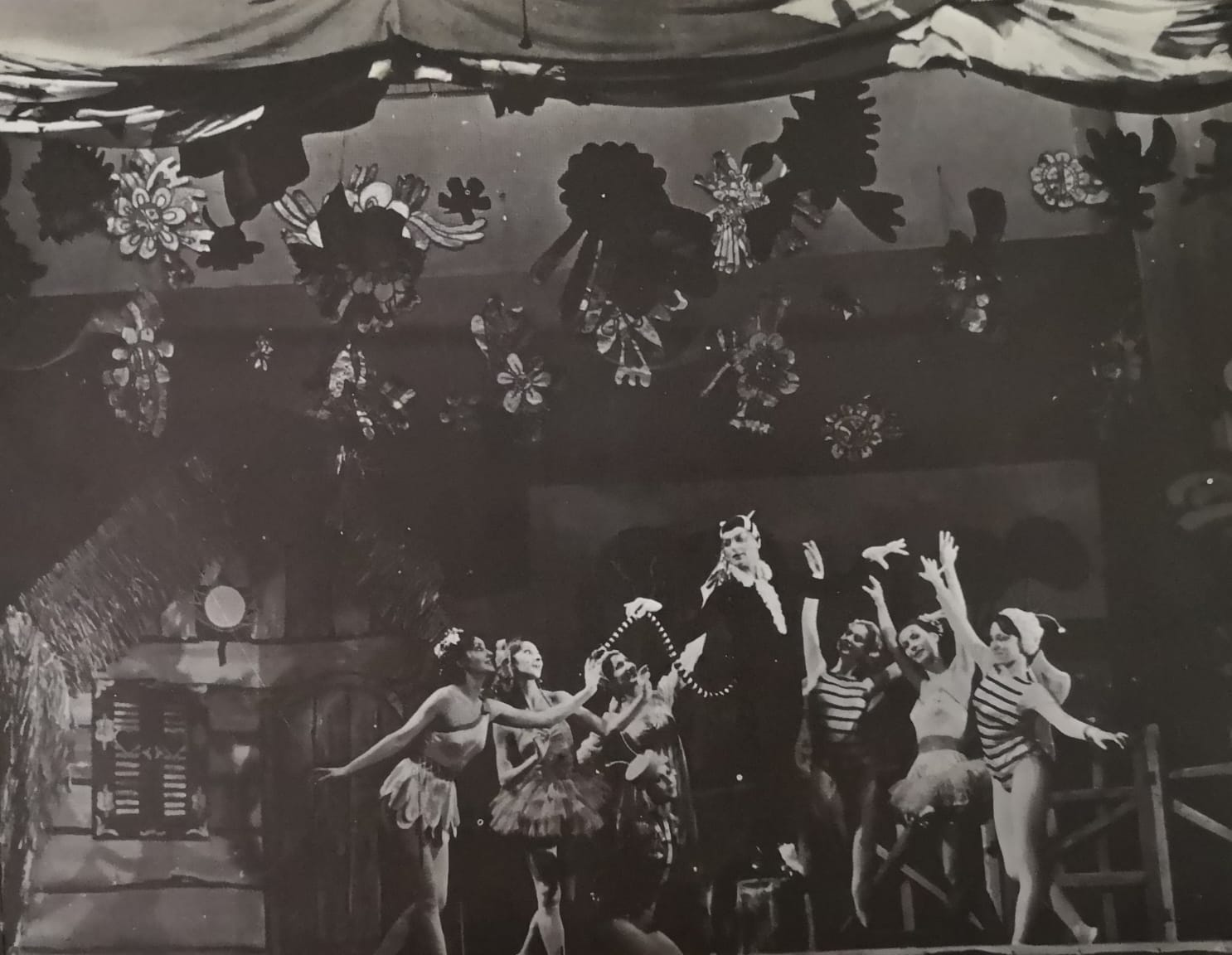
Scenă de balet din opereta pentru copii „Cocoșelul neascultător” de Constantin Ungureanu

Opera pentru copii, scrisă de Theodor Bratu și intitulată Punguța cu doi bani, a avut premiera pe scena liricului gălățean pe data de 3 aprilie 1977, în regia artistică semnată de Anghel Ionescu Arbore și scenografia lui Doru Tofan și a Marcelei Frângulea. Dirijorul spectacolului a fost Ury Schmidt, iar din distribuție au făcut parte soliștii: Ion Durdun, Elena Patrichi, Eremia Manole, Pușa Urdăreanu, Nicolae Urdăreanu, Zina Enișor, George Ichim și Alexandru Chiper.
Cocoșelul neascultător
Opera pentru copii, scrisă de Constantin Ungureanu și intitulată Cocoșelul neascultător, a avut premiera pe scena liricului gălățean pe data de 9 aprilie 1981, în regia artistică semnată de Nicolae Ciubuc și scenografia Ramonei Ganea. Dirijorul spectacolului a fost Ury Schmidt, iar din distribuție au făcut parte soliștii: Margareta Kiss, Zina Enișor, Pușa Urdăreanu, Aneta Terente, Aneta Olteanu, Nicolae Urdăreanu și Cicerone Ognef. Spectacolul a fost refăcut pe 7 februarie 2003, având aceeași regie, adăugându-se coregrafia Gabrielei Gegea. Din distribuția acestui spectacol au făcut parte: Fănică Georgescu, Elisabeta Barbu, Gheorghe Racoviță, Viorica Mărăndici, Adina Gurenciuc, Elena Grigoriță, Viorel Heisu și Lucia Vrabie.
Mușchetarii Măgăriei Sale
Spectacolul pentru copii Mușchetarii Măgăriei Sale, de Aurel Manolache, a avut premiera pe data de 16 iunie 1985, în regia lui Nicolae Frunzetti, având scenografia lui Simion Mărculescu și coregrafia Venerei Zavulovici. Dirijorul spectacolului a fost Ury Schmidt, iar din distribuție au făcut parte soliștii: Cicerone Ognef, Fănica Stoianof, Aneta Negreanu, Nicolae Urdăreanu, Pușa Urdăreanu, Benedict Gorodețchi, Mihaela Jarnea, Florica Budac, Alex. Chiper, Camelia Munteanu și Aida Terente.
Albă ca Zăpada
Spectacolul pentru copii Albă ca Zăpada, un balet-colaj de Lucian Ionescu, a avut premiera pe scena liricului gălățean pe data de 17 noiembrie 1985, în regia și coregrafia lui Constantin Floriean și scenografia lui Simion Mărculescu. Din distribuție au făcut parte balerinii: Gabriela Gegea, Gina Fierăscu, Venera Zavulovici, Gheorghe Olinici, Vasile Chiscop, Aneta Negreanu și Lucian Vlad Tatu.
Unde este Bimbo?
Spectacolul pentru copii Unde este Bimbo?, de Ionel Tudor, a avut premiera pe scena liricului gălățean pe data de 20 septembrie 1988, în regia lui George Mihalache, pe texte de George Mihalache și H. Nicolaide. Scenografia a fost semnată de Simion Mărculescu, iar coregrafia, de Venera Zavulovici. Din distribuție au făcut parte artiștii: C. Sandu, Ion Mihalcea, Mădălina Gherman, Viorel Partenie, Dan Căpățînă, Cicerone Ognef, Gheorghe Ghineț, Camelia Munteanu, Carmen Lupea, Tamara Manea și Mariana Luparu.
Bimbo și Pantera Roz
Spectacolul pentru copii pe texte de George Mihalache și muzica lui Ionel Tudor, Bimbo și Pantera Roz, a avut premiera pe scena liricului gălățean pe data de 25 ianuarie 1991, în regia lui George Mihalache. Scenografia a fost semnată de Simion Mărculescu, iar coregrafia, de Gheorghe Olinici. Din distribuție au făcut parte artiștii: Eremia Manole, Fănica Georgescu, Marian Luparu, Cicerone Ognef, Tamara Manea, Benedict Gorodețchi, Gheorghe Chitic, Mariana Constantin, Fănica Ștefan, Doina Munteanu și Gabriela Struță.
A dispărut o poveste
Spectacolul pentru copii A dispărut o poveste, de Marcel Ionescu, a avut premiera pe scena liricului gălățean pe data de 18 februarie 1993, în regia lui Marcel Ionescu. Scenografia a fost semnată de Doina Matac, iar dirijorul spectacolului a fost Nicolae Mantu. Din distribuție au făcut parte artiștii: Mihai Moldoveanu, George Panaitopol, Luminița Panaitopol, Lidia Moldoveanu, Mihail Anton, Traian Vasiliu, Costel Martin, Mitică Belciugan, Teodor Munteanu, Diana Spînu, Rodica Nedelcu, Cristian Dicu, Emilia Savu și M. Datcu.
Căsuța iepurașilor
Spectacolul pentru copii Căsuța iepurașilor, pe un text de Miruna Marin, a avut premiera pe scena liricului gălățean pe data de 11 martie 1993, în regia lui Constantin Ungureanu, de la Teatrul Liric din Craiova, și coregrafia Gabrielei Gegea. Dirijorul spectacolului a fost Ilie Ranghilof. Din distribuție au făcut parte soliștii Fănica Georgescu, Benedict Gorodețchi, Cicerone Ognef, Tamara Manea, Isabela Drăguș și Tatiana Condurache.
Peter Pan
Spectacolul pentru copii Peter Pan, de Laurențiu Profeta, a avut premiera pe 13 ianuarie 1995, în regia lui Migry Avram-Nicolau, cu scenografia lui Ștefan Pârvulescu și coregrafia Gabrielei Gegea. Versiunea montată pe scena liricului gălățean nu a modificat mesajul cu care a fost investit Peter Pan, simbolul visului copilăriei. La mobilitatea sugestivă a spectacolului a contribuit scenografia lui Ștefan Pârvulescu, care s-a dovedit eficientă și inventivă. Elementul coregrafic a avut o pondere însemnată, maestrul de balet Gabriela Gegea realizând momente ingenioase și de mare efect, care au adăugat spectacolului strălucire și dinamism. Din distribuție au făcut parte artiștii: Lucian Vlad Tatu, Fănica Georgescu, Isabela Drăguș, D. Dula, Nicușor Toma, Tamara Manea, Eremia Manole, Cicerone Ognef, A. Pascali, Dumitru Belciugan, I. Iorga, Ion Șerban, Liviu Bușilă, Tiberiu Pascali, Tanța Micu, Rodica Androne și Rodica Dorojan.
Balul Basmo-Vedetelor
Spectacolul interactiv pentru copii Balul Basmo-Vedetelor, un feeric spectacol de divertisment, a avut premiera pe data de 23 aprilie 1997, în regia lui Marcel Ionescu, cu scenografia lui Anton Hirschkorn, pe textele muzicale ale Lidiei Moldoveanu și ale lui Marcel Ionescu. Aranjamentul muzical a fost asigurat de dirijorul Nicolae Mantu. „Într-o atmosferă de basm, cu elemente scenografice și vestimentație adecvată, cu lumini și culori specifice unui astfel de spectacol menit să aducă încântare în rândul celor mici (...). Pe scenă au urcat, în final, și copiii, care dansau și cântau alături de prinți și prințese, împărați și zâne, motani încălțați, vulpi și iepurași”. Din distribuție au făcut parte artiștii: Luminița Vologa, Mihai Bozagiu, Mihai Anton, Sorina Munteanu, Tudorel State, Roxana Nechita, Emilia Savu-Zidaru, Maria Magdalena Cotro, Mariana Pisică, Teodor Munteanu, Paul Buța, George Panaitopol, Lidia Modoveanu, Luminița Panaitopol și Mihai Moldoveanu.
Scufița Roșie
Spectacolul pentru copii Scufița Roșie, de Dumitru Lupu, a avut premiera pe 24 aprilie 1998, în regia lui Andrei Mihalache, cu scenografia Ginei Tărășescu-Jianu și coregrafia lui Fănică Lupu. Dirijorul spectacolului a fost maestrul Gheorghe Stanciu. Din distribuție au făcut parte soliștii: Ana Condrea, Sofia Șerban, Angela Gazibar, Teodor Niță, Emilia Frigioiu, Florin Marcovici și Fănica Georgescu.
Cucurigu Gagu
Spectacolul muzical pentru copii Cucurigu Gagu a avut premiera pe data de 8 octombrie 1998, în regia lui Aurel Manolache, pe scenografia lui Anton Hirschkorn. Libretul spectacolului a fost scris de Constantin Brehnescu, după basmul lui Ion Creangă, „Punguța cu doi bani”. Aranjamentul muzical este asigurat de semnatarul regiei artistice. Din distribuție au făcut parte soliștii: Ionela Damian, Ion Mihalcea, Gabriela Struță, Petre Dorobăț, Dumitru Barbu, Elisabeta Barbu, Rodica Ciobanu, Gianina Nechifor, Viorel Heisu și Gheorghe Marin.
Iepurașul mofturici
Spectacolul pentru copii Iepurașul mofturici a avut premiera pe data de 30 aprilie 1999, în regia lui Paul Buța, cu aranjamentul muzical asigurat de dirijorul Nicolae Mantu. Din distribuție au făcut parte soliștii și actorii: Paul Buța, Luminița Panaitopol, Adina Lazăr și Roxana Nechita.
Scandal la bal
Spectacolul pentru copii Scandal la bal a avut premiera pe scena liricului gălățean pe data de 11 mai 2000, în regia lui Paul Buța, care este și semnatarul scenariului. Dirijorul spectacolului a fost Nicolae Mantu. Din distribuție au făcut parte soliștii și actorii: Adina Lazăr, Luminița Panaitopol, Mihai Moldoveanu, Paul Buța, Emilia Savu, Mariana Pisică, Rosana Nechita, Maria Magdalena Cotro, Tudorel State și Teodor Munteanu.
Maeștrii cântăreți din Brem
Premiera spectacolului pentru copii Maeștrii cântăreți din Brem este o adaptare liberă a Ecaterinei Păun, după cunoscutul basm al Fraților Grimm, „Muzicanții de Bremen”, în regia lui Mihai Păun și cu scenografia lui Anton Hirschkorn. Coregrafia a fost semnată de Constantin Floriean. Acest spectacol a avut premiera pe data de 4 februarie 2001 și l-a avut la pupitrul dirijoral pe Sorin Oancea. Din distribuție au făcut parte soliștii și actorii: Teodor Niță, Isabela Oancea, Paul Buța, Dumitruj Belciugan, Fănica Georgescu și Adina Lazăr.
Albă ca Zăpada
Opera pentru copii Albă ca Zăpada, de Dumitru Lupu, a avut premiera pe scena liricului gălățean pe data de 31 ianuarie 2002, în regia și scenografia lui Aurel Iorga. Coregrafia și mișcarea scenică a fost gândită de Fănică Lupu, iar de pregătirea muzicală s-a ocupat Mirel Azamfirei. Din distribuție au făcut parte: Adina Lazăr, Teodor Niță, George Apostolache,Florina Nistor, Ion Octavian, Tudorel State, Costel Martin, Maria Vișan, Lenuța Onose, Clemansa Bălan, Elena Grigoriță, Ionela Damian și Gina Buruiană.
Ninge cu cântece
Spectacolul muzical-coregrafic de divertisment pentru copii Ninge cu cântece a văzut luminile rampei pe scena liricului gălățean pe data de 6 decembrie 2004, în regia și scenariul lui Marcel Ionescu. Coregrafia a fost semnată de Claudiu Iana, iar orchestrațiile și aranjamentele muzicale au fost asigurate de Nicolae Mantu și de Marian Proca. Din distribuție au făcut parte soliștii: Adina Lazăr, Iuliana Tănase, Emilia Savu, Mihail Anton, Luminița Vologa și Luminița Panaitopol.
Frumoasa din Pădurea Adormită
Musicalul pentru copii Frumoasa din Pădurea Adormită de Marius Țeicu, pe un text de Silvia Kerim, a avut premiera pe data de 21 septembrie 2006, în regia lui Nicolae Ciubuc, cu scenografia lui Gheorghe Andreescu. Din distribuție au făcut parte soliștii și actorii: Luminița Panaitopol, Isabela Oancea, Mitică Belciugan, Luminița Vologa, Emilia Savu, Mihail Anton, Mariana Pisică, Paul Buța, Lucian Vlad Tatu, Iuliana Tănase, Rodica Dorojan și Oana Pisaroglu.
Amintirile lui Nică
Spectacolul pentru copii Amintirile lui Nică, în regia lui Florin Melinte, pe texte de Isabela Oancea, a avut premiera pe data de 23 octombrie 2010. Scenografia a fost asigurată de Gheorghe Andreescu, iar orchestrația și aranjamentele muzicale, de Sorin Oancea. Din distribuție au făcut parte soliștii și actorii: Lucian Tatu, Luminița Vologa, Isabela Oancea, Viorica Mărăndici, Ionuț Negrișanu, Anton Mihail și Ramona Vâlcu.
Ai carte! Ai party!
Spectacolul pentru copii Ai carte! Ai party!, în regia lui Radu Horghidan, pe un scenariu de Victor Cilincă, a avut premiera pe data de 31 martie 2013. Scenografia a fost asigurată de Gheorghe Andreescu, iar muzica a fost compusă de Eugen Dan Drăgoi. Din distribuție au făcut parte soliștii și actorii: Adina Lazăr, Gabriela Apostolache, Alexandru Dobre, Geanina Sion, Cristina Diaconu, Dan Nistor, Roxana Dobre, Mariana Pisică, Dumitru Belciugan, Paul Buța, Elisabeta Romilă și Adrian Țurcanu.
Inelul fermecat
Spectacolul pentru copii Inelul fermecat, în regia lui Paul Buța, adaptare după povestea cu același titlu, scrisă de C. Brentano, a avut premiera pe data de 7 aprilie 2014. Scenografia a fost gândită de Rodica Gherghinoiu, iar muzica a fost compusă de Eugen Dan Drăgoi. Din distribuție au făcut parte soliștii și actorii: Mihail Anton, Isabela Oancea, Mariana Pisică, Luminița Vologa, Cristina Diaconu, Dumitru Belciugan și Paul Buța.
Melodii cu ghidușii
Spectacolul pentru copii Melodii cu ghidușii, în regia lui Paul Buța, a avut premiera pe data de 12 decembrie 2017. Aranjamentele muzicale au aparținut dirijorului Nicolae Mantu. Din distribuție au făcut parte soliștii și actorii: Luminița Vologa, Mariana Pisică, Cristina Vasopol, Adina Lazăr, Anton Mihail, Dumitru Belciugan și Paul Buța.

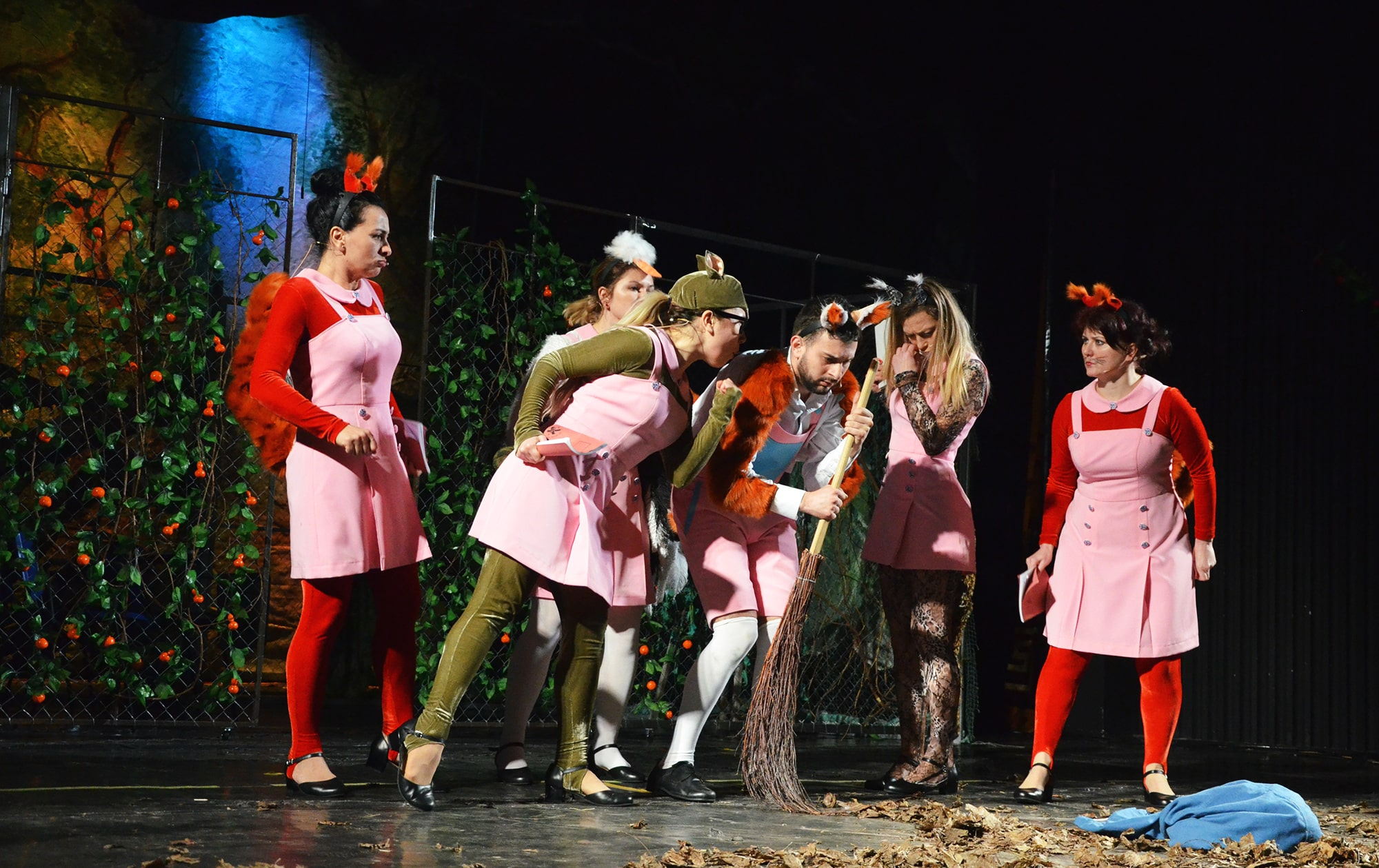
Scenă din spectacolul pentru copii „Angry, Fatty & Ugly sau Școala din pădure”, în 2019, cu soliștii și actorii secției de revistă a Teatrului Național de Operă și Operetă „Nae Leonard”

Angry, Fatty & Ugly sau Școala din pădure
Spectacolul pentru copii Angry, Fatty & Ugly sau Școala din pădure a avut premiera pe data de 30 martie 2019, în regia lui Radu Horghidan, pe muzica lui Eugen Dan Drăgoi. Mișcarea scenică a fost asigurată de Elena Anghel, iar scenografia a fost semnată de Rodica Gherghinoiu. Din distribuție au făcut parte actorii și soliștii estradei gălățene: Costel Donose (Un elev, Ugly – vulpea), Paul Buța (Directorul Angry – iepurele), Ionuț Negrișanu (Jimmy, un golan – hiena), Anton Mihail (Profesorul de științe ale naturii, Fatty – ursul), Irina Popa (Sweety – puiul de căprioară), Cristina Vasopol (Chanty – puiul de vultur), Adina Lazăr (Furry – veverița), Mariana Pisică (Fluffy – veverița), Cristina Isabela Ionașcu (Skinny – pisica sălbatică) și Florentina Andronic (Mama vulpe).
Departe de Kansas
Spectacolul pentru copii Departe de Kansas a avut premiera pe 22 februarie 2020, într-o versiune adaptată după basmul „Vrăjitorul din Oz”, de Lyman Frank Baum. Regizorul artistic al spectacolului a fost Stelian Stancu, iar scenografia a fost semnată de Mihai Pastramagiu. Muzica spectacolului a fost compusă de Eugen Dan Drăgoi. Din distribuție au făcut parte soliștii și actorii estradei gălățene: Cristina Isabela Ionașcu (Prezentatorul), Adina Lazăr și Mariana Pisică (Dorothy), Cristina Vasopol (Toto), Florentina Andronic (Zâna Albă), Costel Donose (Sperie-Ciori), Alexandru Tatu (Omul de Tinichea), Mihail Anton (Leul cel Laș), Andrei Ardeleanu (Paznicul Porților), Viorica Mărăndici (Vrăjitoarea cea Rea), Irina Popa (Altinez/ Motanul cel Rău) și Paul Buța (Vrăjitorul din Oz).

## Colectivul artistic

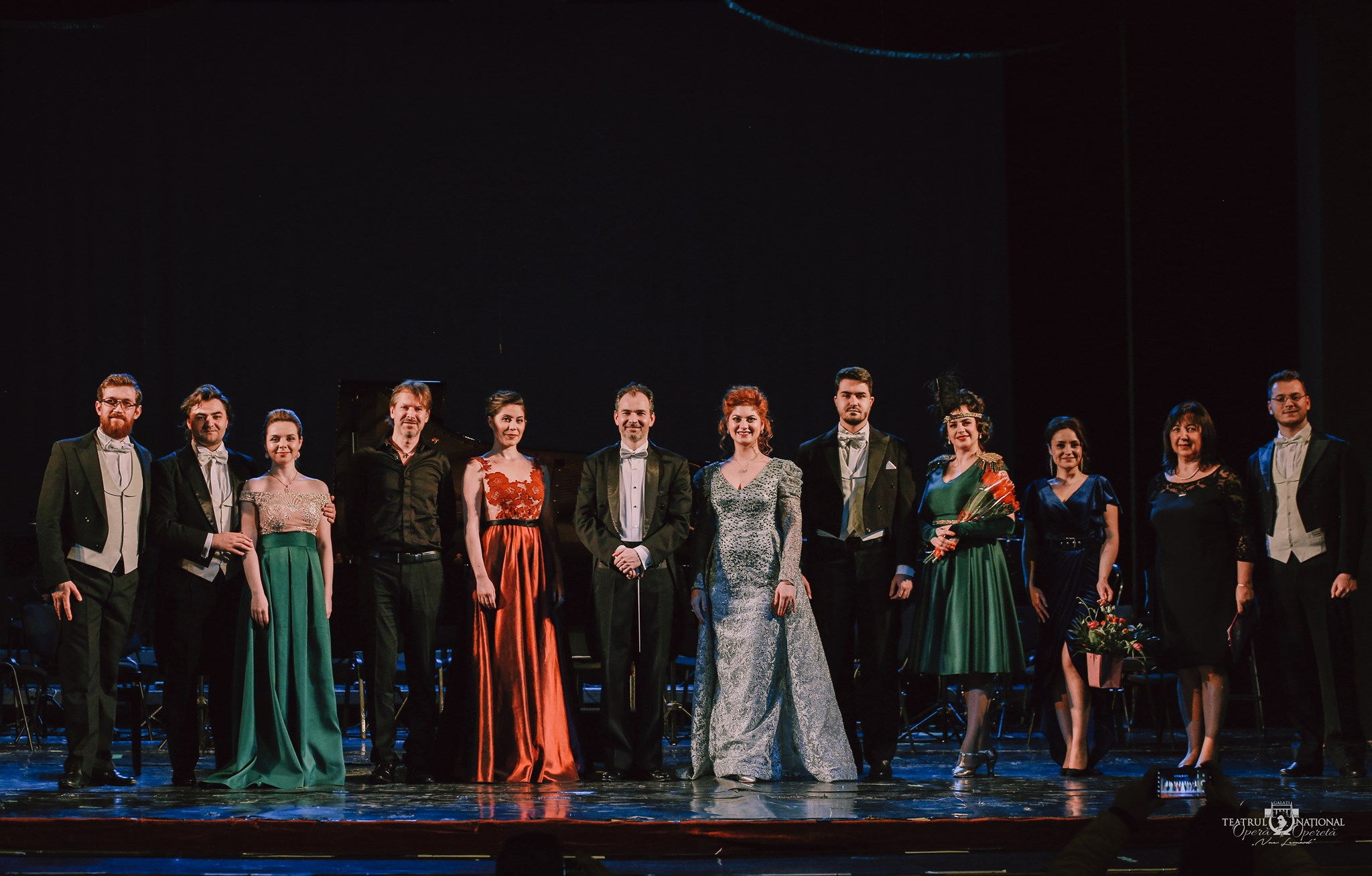
O parte dintre soliștii Teatrului Național de Operă și Operetă „Nae Leonard”, alături de dirijorul Cristian Sandu și secretarul instituției, Laura Sava, în anul 2021

### Soliștii Teatrului
Cu Vânt de libertate se făcea debutul în operetă și cu La Traviata, în operă. Soliștii considerați fondatori ai Teatrului Național de Operă și Operetă „Nae Leonard” au fost Elena Patrichi, Laurențiu Buzilă, Afrodita Capri, Corneliu Sava, Sanda Mărgărit, Nineta Crainici, Margareta Kiss, Cicerone Ognef, George Davidescu, Cornelia Seracin, Tamara Alexandru, Corneliu Mărgărit, cărora li s-au alăturat o nouă generație: Marinela Marinescu Mareș, Margareta Nica, Lucia Țibuleac, Eleonora Munteanu, Nicolae Urziceanu, Dan Zancu, Ion Frigioiu, George Lambrache, Benedict Gorodețchi, Nicolae Urdăreanu ș.a. Acestea au fost nume cunoscute în țară, fiind personalități care au ridicat nivelul artistic al teatrului, după 1975 constiindu-se o perioadă culturală foarte prolifică pentru istoria teatrului.
În prezent, secția care cuprinde soliștii de operă și operetă ai Teatrului Național de Operă și Operetă „Nae Leonard” sunt în număr de 13, secția fiind condusă de directorul artistic al instituției, Adrian Mărginean, și acompaniați de 3 maeștri corepetitori.

### Orchestra Teatrului

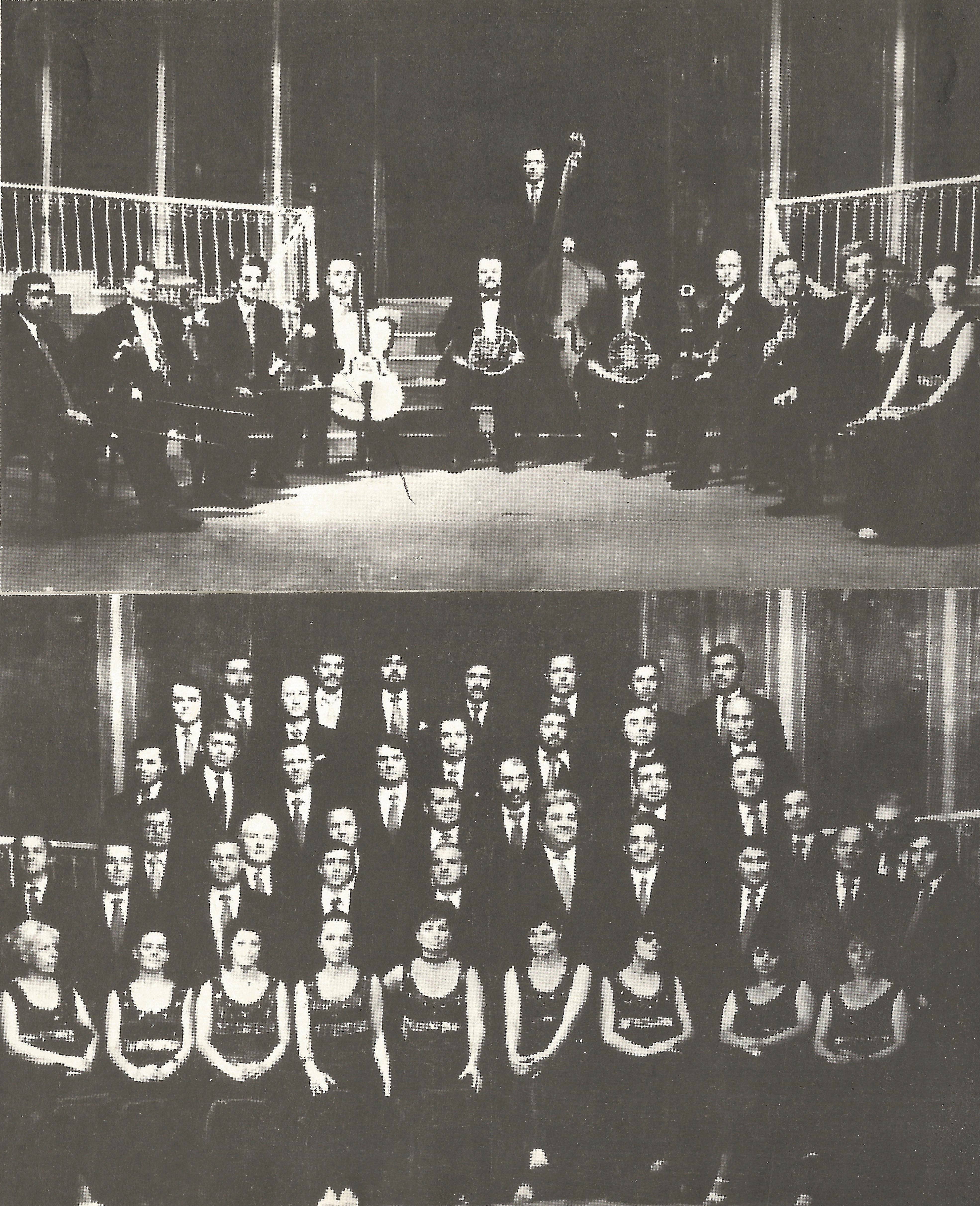
Orchestra Teatrului Național de Operă și Operetă „Nae Leonard” în 1981

Orchestra simfonică a Teatrului Național de Operă și Operetă „Nae Leonard” s-a format treptat, trecând prin diverse faze și etape, crescând alături de celelalte compartimente. Dacă la începuturile teatrului, ea se baza pe colaboratorii externi proveniți de la fosta orchestră simfonică, treptat teatrul și-a format o echipă proprie, capabilă să facă față nevoilor sale specifice. Evoluția orchestrei a fost influențată pozitiv de faptul că a beneficiat în mod continuu de prezența unor concert-maeștri de talia lui Gheorghe Bageac, Alexandru Constantinescu și Florin Dimitriu, precum și de aportul unor șefi de orchestră capabili, bine pregătiți profesional și, mai ales, buni pedagogi: Viorel Doboș, Emil Fanea, Alecu Sfetcu, Silviu Zavulovici, Ury Schmidt și Gabor Kiss.

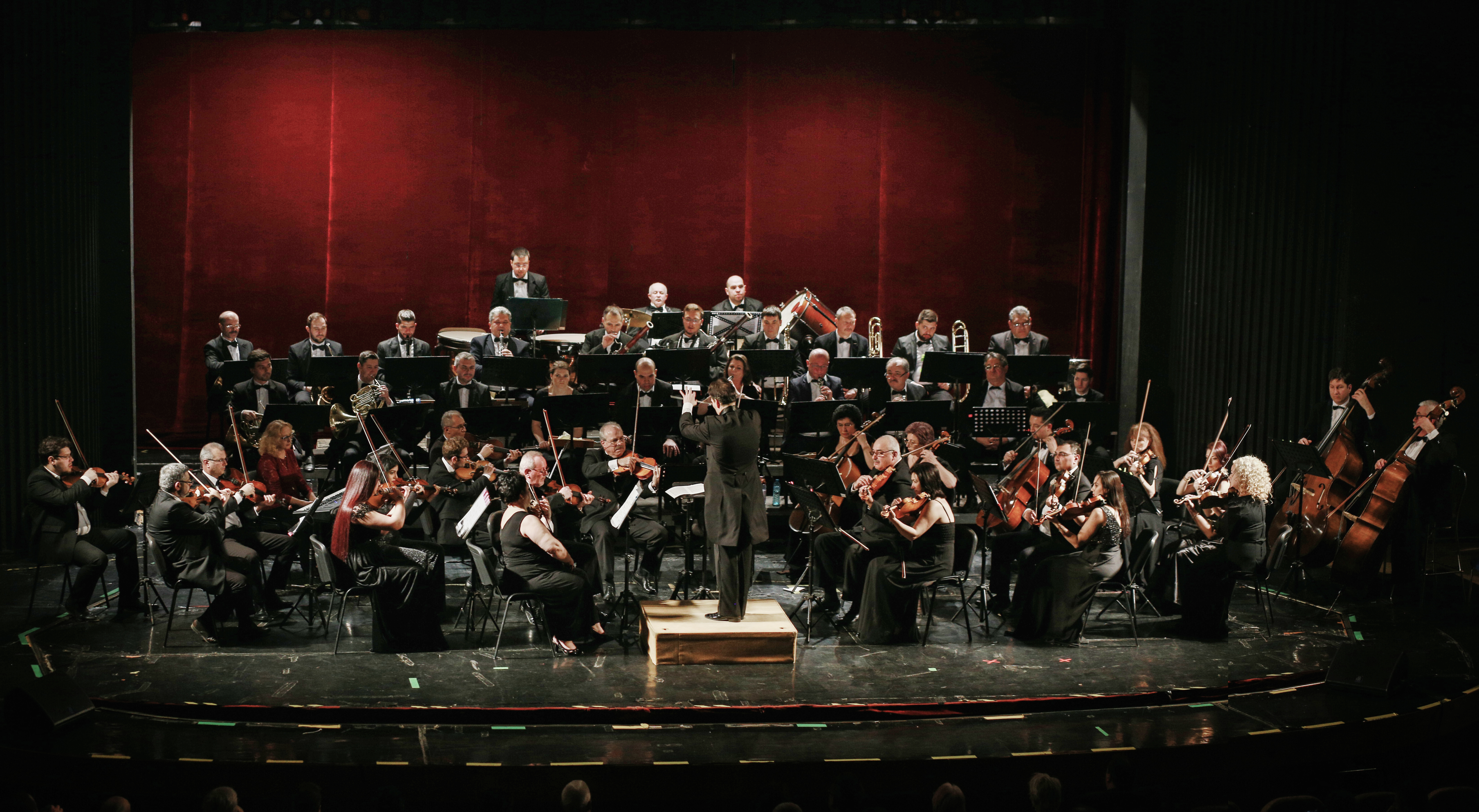
Orchestra Teatrului Național de Operă și Operetă „Nae Leonard” în 2020

La numai 3 ani de la înființare, valoarea orchestrei era favorabil comentată de critica muzicală: „Orchestra (…) – se spune în Informația Bucureștiului din 15 iulie 1958, după un turneu în Capitală – ne-a apărut ca o formație șlefuită, cu posibilități reale de a face față repertoriului ; Viorel Doboș, dirijând cu nerv și siguranță, coordonând cu competență întreaga muncă artistică, imprimă spectacolelor o puternică viață, asigurându-le succesul de care se bucură”. Aceleași sublinieri le face și cronica din revista Contemporanul: „Orchestra, îndeosebi, este unul din compartimentele bine pregătite, și este un merit al dirijorilor, care au știut să valorifice la maximum acest potențial”
. Simpla consultate a listei cronologice a premierelor teatrului demonstrează că existența unei orchestre cu capacitatea și calitățile celei de care a dispus și dispune teatrul, a permis abordarea celor mai pretențioase lucrări de operă, operetă și balet, de la Mozart la Rossini, de la Verdi la Puccini și Ceaikovski și apoi la Wagner.
După anul 1970, aria de exprimare s-a lărgit și mai mult, orchestra teatrului susținând și o stagiune simfonică permanentă, sarcină de care colectivul se achită nu numai cu responsabilitate, dar și reală plăcere, știind faptul că vine astfel în întâmpinarea gustului déjà educat al publicului gălățean. Cu Silviu Zavulovici sau Alecu Sfetcu la pupitru, cu Ury Schmidt sau Gabor Kiss, cu Mircea Holiartoc sau Cristian Sandu, repertoriul simfonic a fost și este echilibrat, cuprinzând lucrări de Bach, Haydn, Mozart sau Beethoven, Schubert, Schumann, Chopin, Liszt sau Ceaikovski, neocolind muzica românească clasciă și modernă.
Condusă de dirijorii teatrului său în concerte extraordinare, de primii purtători ai baghetei din țară, colaborând cu personalități ale vieții muzicale din străinătate, orchestra Teatrului Național de Operă și Operetă atrage atenția asupra marilor și incontestabilelor disponibilități muzicale ale orașului dunărean. În prezent, orchestra teatrului este formată din 44 de membri, conduși de dirijorii Cristian Sandu și Eugen Dan Drăgoi.

### Corul Teatrului

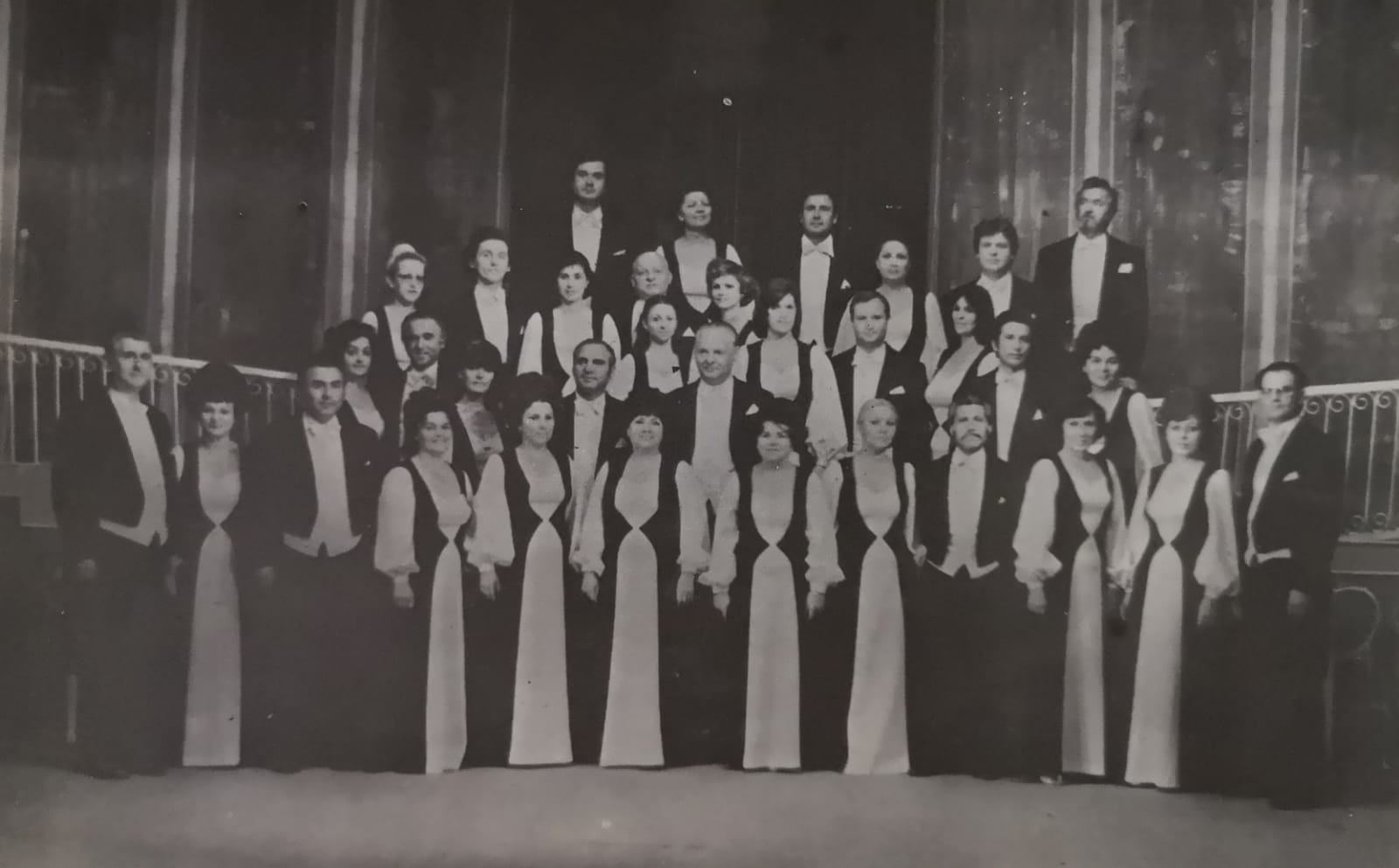
Corul Teatrului în 1981

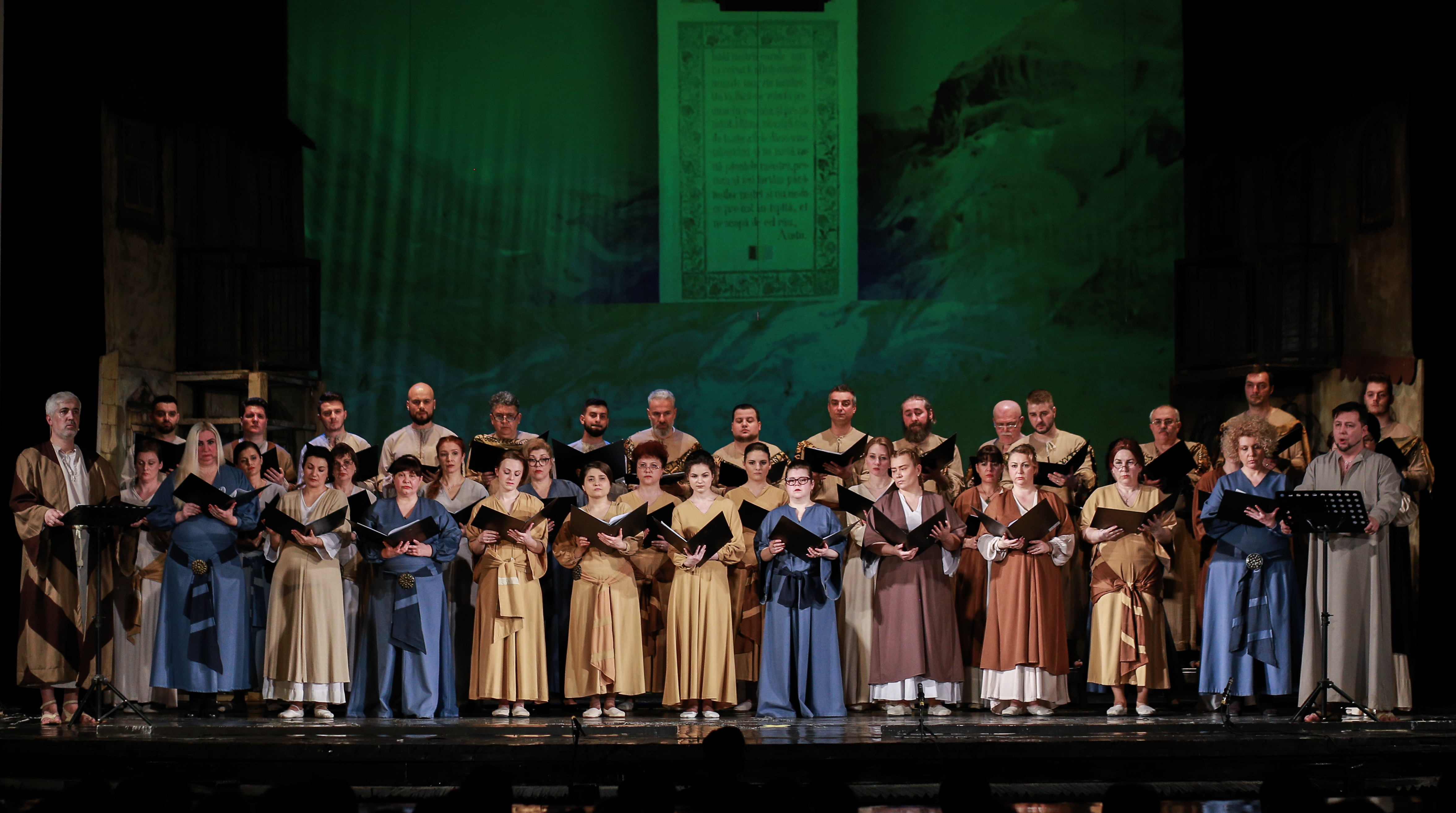
Corul Teatrului în 2016

Îndrumat cu simț de răspundere de către exigentul maestru Ion Iancu și apoi  de Dimitrie Macarie, tactician al succesului bazat pe muncă permanentă și impecabilă disciplină, ansamblul coral a avut în timp o evoluție continuu ascendentă, devenind unul dintre puncte forte ale liricului gălățean. Dirijorul austriac Ernst Märzendorfer a exclamat, la sfârșitul unui spectacol cu opera Rigoletto, de Giuseppe Verdi: „Mulțumesc din toată inima pentru munca magnifică a corului. Bravo pentru pianismele minunate și succes pentru totdeauna!”. Erau cuvinte care ascundeau o notă de surprindere, deoarece, puțini la număr, membrii compartimentului coral al teatrului nu inspirau foarte mare încredere unui șef de orchestră obișnuit cu marile ansambluri de operă ale Europei și lumii.
În repetiții și apoi în spectacole, temerile s-au dovedit nejustificate. Nu este o întâmplare faptul că din masa coriștilor s-au desprins pe parcursul stagiunilor numeroase elemente care s-au afirmat la Galați sau în alte centre ale țării ca soliști talentați, capabili să ocupe prim-planurile scenei muzicale: Margareta Kiss, Carmen Capato-Velincov, George Davidescu, Eremia Manole, Cicerone Ognef, Camelia Șotrin-Pascu, Florin Diaconescu etc. Integrându-se în efortul teatrului de a aborda un repertoriu complex, cât mai aproape de exigențele prezentului și de preferințele publicului gălățean, corul a abordat piese de cea mai înaltă dificultate, dovedind o plastică sonoră limpede și inspirată, reușind execuții realmente impresionante în Aida, Trubadurul, Evgheni Oneghin, Olandezul zburător, Don Pasquale, Elixirul dragostei, Voievodul țiganilor, Silvia, Contesa Maritza, Crai Nou etc.
În prezent, corul Teatrului Național de Operă și Operetă „Nae Leonard” este format din 40 de membri, conduși de dirijorul Daniel Nistor și acompaniați de maestrul corepetitor Georgiana Diaconescu.

### Baletul Teatrului

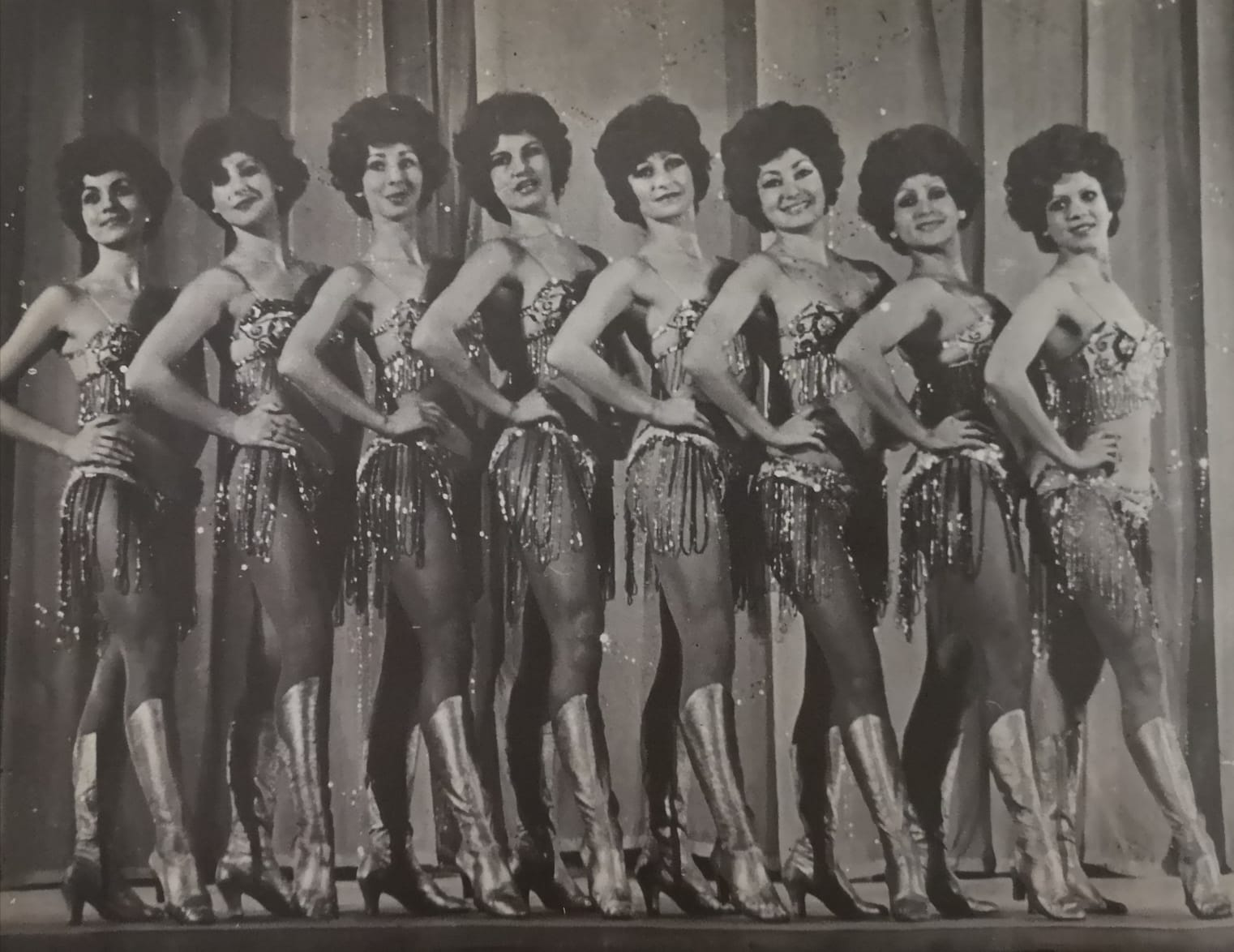
O parte din corpul de balet al Teatrului Național de Operă și Operetă „Nae Leonard” în 1981, într-un spectacol de revistă

Corpul de balet al Teatrului Național de Operă și Operetă „Nae Leonard” a luat ființă odată cu instituția, în anul 1956, adunând la început un grup de tineri gălățeni, cărora li s-au alăturat o serie de balerini formați la școlile de coregrafie sau pe alte scene din țară. Sarcina de a îndruma primii pași ai acestui mic, dar tânăr și ambițios colectiv, i-a revenit maestrei Ștefania Ignat, care a reușit într-un timp relativ scurt să acopere necesitățile de divertisment coregrafic ale primelor spectacole montate (Cu dragostea nu-i de glumit, Vânt de libertate, dar mai ales Frumoasa Elena și Văduva veselă). Primul spectacol de balet a fost Zâna păpușilor, de Josef Bayer, care s-a montat într-un spectacol mixt cu opereta Choufleuri, de Jacques Offenbach, pe 20 mai 1958.
În toamna aceluiași an, baletul abordează Fântâna din Baccisarai, de Boris Asafiev, o adevărată piată de încercare, care a presupun multiple probleme tehnice și artistice. Distribuția a cuprins, pe lângă Cristina Atanasiu, solistă nou-venită de la Opera Română, și pe Mitu Stan, Mihail Sebastian, Marieta Ionescu, Lidia Șerbănescu și o serie de debutanți în roluri mari ca Ion Bașa, Ionel Lazăr și Dumitru Nicoară.
În cursul stagiunii 1959-1960, teatrul face una dintre achizițiile sale strălucite, pe maestrul de balet Trixy Checais. Personalitate artistică de excepție, dansator, coregraf, scenograf, cunoscător profund al tuturor genurilor – de la baletul classic, la cel modern – Trixy Checais a fost realizatorul tuturor spectacolelor de prestigiu ale baletului. Instituind un regim de studii și pregătire profesională specifică, el a reușit să ridice nivelul profesional al colectivului la cote nesperate. Cariera strălucită a lui Trixy Checais se încheie cu spectacolul de balet Cocoșatul de la Notre Dame, de Pugni-Glier. Premiera acestui balet, care a avut loc la 1 februarie 1980 a însemnat, totodată, și despărțirea corpului de balet al teatrului de cel care a fost artizanul tuturor reușitelor sale, maestrul de balet Trixy Checais, ajuns la vârsta pensionării. Imediat după plecarea acestuia va intra în scenă tânărul maestru de balet Constantin Floriean, fost solist al Teatrului de Operetă din București. El semnează coregrafia spectacolelor Soarele Londrei, Victoria și al ei husar, Cocoșelul neascultător, Constelații dunărene, Băiatul și paiele fermecate ,  Spărgătorul de nuci, Cenușăreasa, Carmen,Bolero ,Hello Dolly, My fair lady etc.       În prezent, baletul Teatrului Național de Operă și Operetă „Nae Leonard” este format din 18 membri, conduși de maestra de balet Gabriela Gegea și acompaniați de corepetitorul Marius Răducanu.---- 

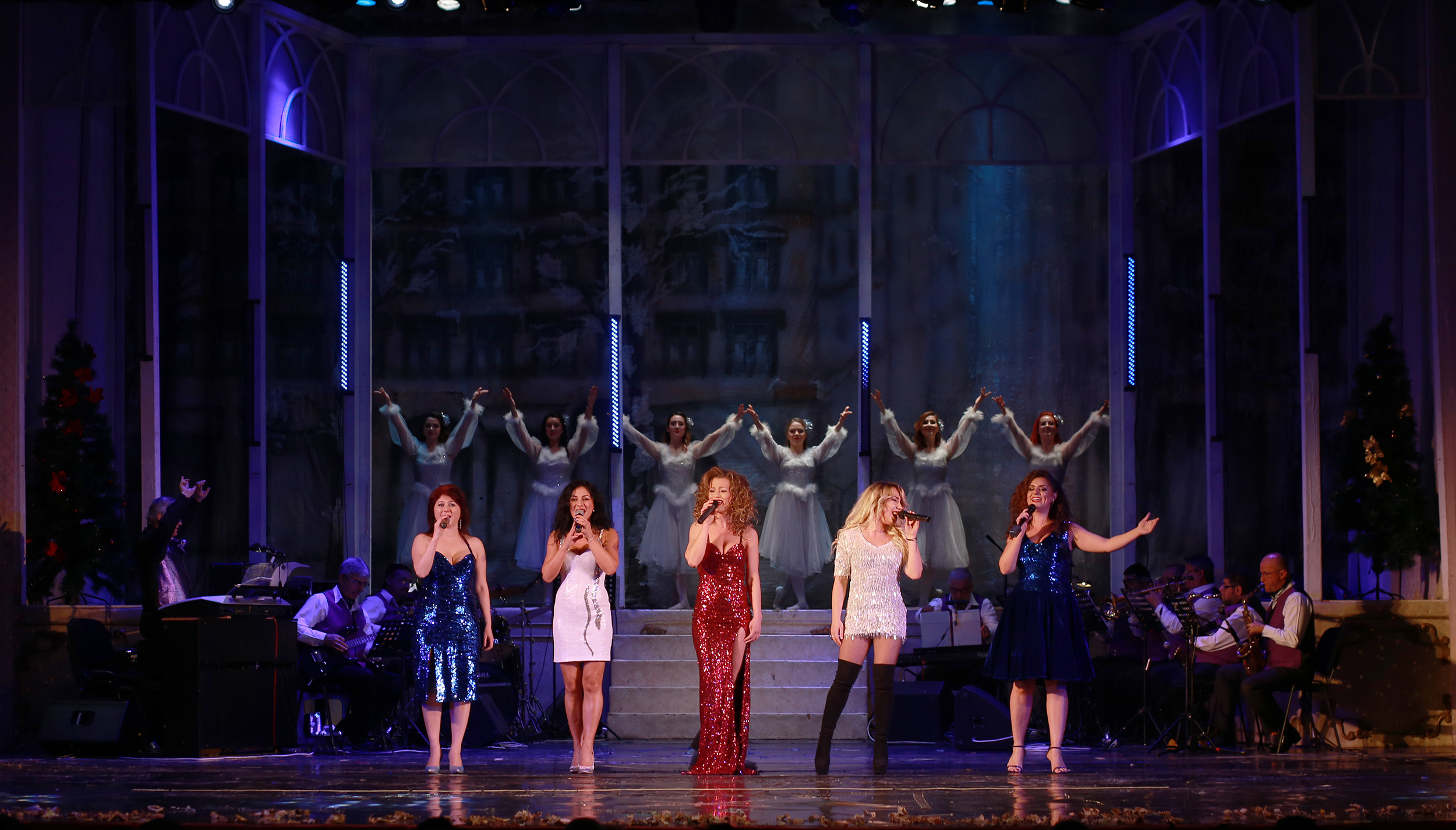
Estrada Teatrului în anul 2018, la premiera spectacolului „Povești muzicale de iarnă”

### Estrada Teatrului
Încă din vara anului 1954, spectacolele Primul concert de estradă și Sugestii și reclamații anunțau la Galați nu doar un public receptiv la acest gen de spectacole, dar și artiști capabili să-i mulțumească. Au urmat în anul 1955 spectacolele Echipa noastră și Punctul 3… diverse, care au adunat 71.238 de spectatori. Concertul de muzică ușoară și O seară de muzică ușoară se numără printre spectacolele care au prefațat prima stagiune a teatrului, ceea ce a constituit un argument în inaugurarea acestuia. Vocile, din ce în ce mai pline și mai cultivate, au reușit să impună șlagăre. Ionel Miron și Alexandru Jula, artiști ai estradei gălățene, sunt remarcați de presa bucureșteană în cuvinte elogioase, subliniindu-se rara calitate de interpretare deopotrivă a muzicii ușoare și a muzicii populare. Mulți dintre artiștii estradei gălățene au avut discuri, au fost aplaudați pe primele scene ale țării în festivaluri și concursuri, au făcut turnee în străinătate, au fost ascultați la televizor sau la radio.
Statistica numărului de spectatori atrage atenția asupra faptului că estrada cucerește an de an un public din ce în ce mai numeros pentru teatru, premierele oferite de această secție marcând un câștig pe linia acumulării experienței artistice. În prezent, secția de estradă a Teatrului Național de Operă și Operetă „Nae Leonard” este formată din 15 membri, conduși de dirijorul Nicolae Mantu.

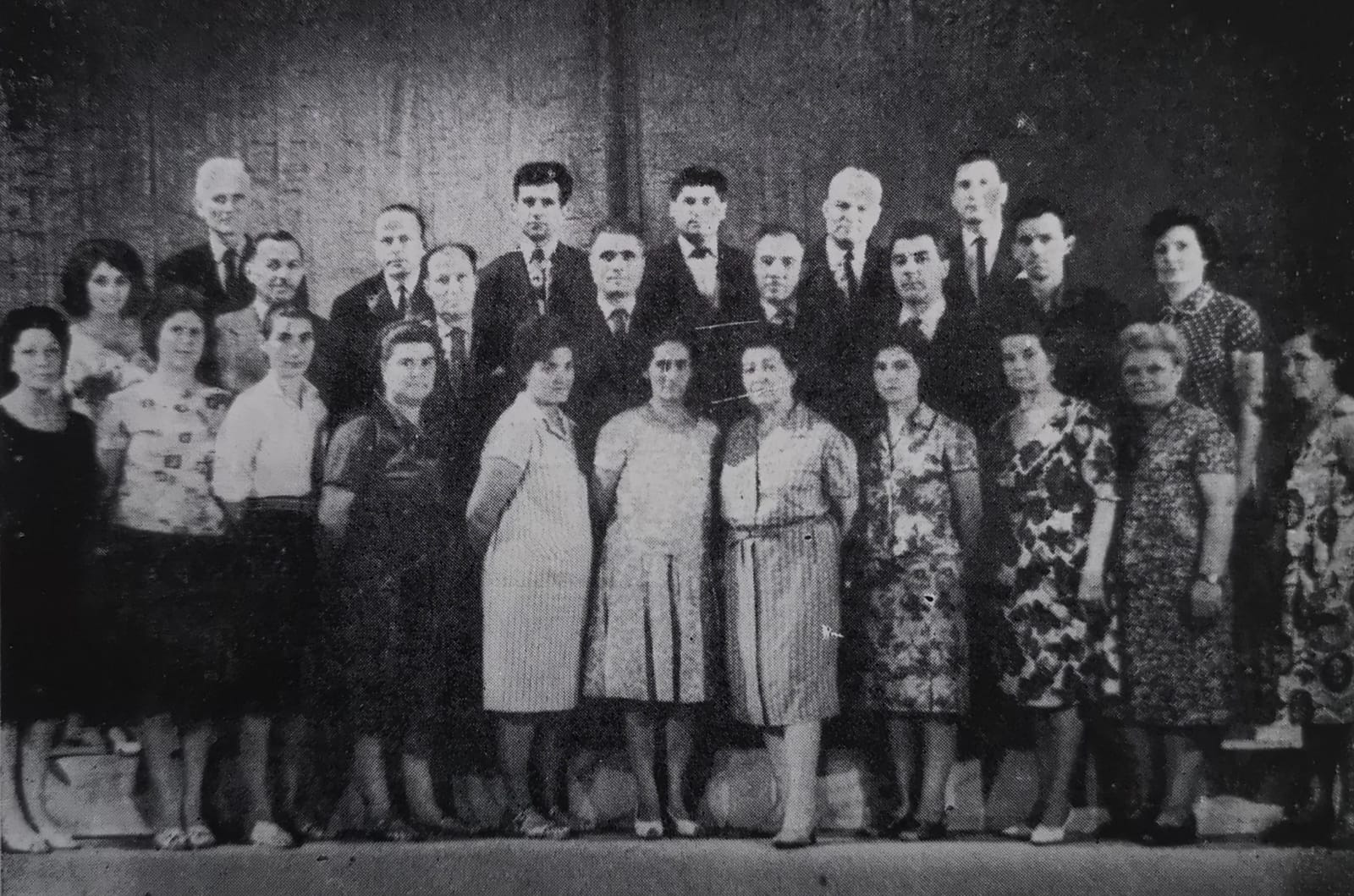
Colectivul tehnic și producție al Teatrului, în anul 1966

## Colectivul tehnic și de producție
În prezent, colectivul tehnic al Teatrului Național de Operă și Operetă „Nae Leonard” este format din: 2 luminiști, 2 sunetiști, 8 mânutori/ montatori decor, 2 recuziteri, 4 costumiere și 2 peruchiere. Colectivul de producție al Teatrului se regăsește în ateliere instituției și este format din: 2 pictori/ artiști plastic, 3 croitori pentru costume de damă, 2 croitori pentru costume de bărbați, 1 cizmar, 1 rihtuitor, 1 tâmplar, 1 tapițer, 1 modist.

## Colectivul administrativ
Colectivul administrativ al Teatrului  Național de Operă și Operetă „Nae Leonard” este format din: 1 secretară/ reprezentant promovare și relații publice, 1 referent resurse umane, 1 consilier juridic, 5 membri ai compartimentului contabilitate conduși de 1 contabil-șef, 2 membri ai compartimentului achiziții publice, 1 administrator, 1 magazioner, 2 membri ai biroului de organizare spectacole conduși de 1 șef birou organizare spectacole, 5 supraveghetori sală, 1 șofer, 1 lăcătuș mecanic și 1 instalator sanitar.